# Завличане (шахмат)
Завлѝчане в шахмата е тактически метод, който чрез жертва, нападение или заплаха принуждава противникова фигура да заеме определено поле или линия, за да се възползва играчът от неудачната позиция на тази фигура. Ползата може да бъде мат, печалба на материал, позиционно предимство или предотвратяване на функция, предназначена за фигурата в новата ѝ позиция.
Фигурата на противника често се насочва към определено пространство, където след това бива заловена, като жертващият получава предимство. Когато завлечената фигура е царят, целта е мат.
Като цяло, ако завличането не е задължително и атакуваната страна не попадне в този тип капан, тя може да не претърпи загуби и дори може да получи по-добра позиция.
За разлика от отвличането, където фигурата се отклонява (прогонва) от определено поле или линия, при завличането тя се принуждава да заеме определено поле.
Завличането се различава от примамката по това, че при него жертвата е принудителна, а при примамката не е – противникът може и да не я приеме.

## Завличане чрез жертва
|   | a | b | c | d | e | f | g | h |   |
| 8 | черна пешка на черно поле a7 · черна пешка на бяло поле b7 · черна пешка на черно поле g7 · черна пешка на бяло поле h7 · черна пешка на бяло поле c6 · черен цар на бяло поле e6 · черна пешка на черно поле f6 · черен офицер на черно поле a5 · черен кон на бяло поле c4 · бяла пешка на черно поле d4 · бял цар на бяло поле d3 · бяла пешка на бяло поле h3 · бяла пешка на бяло поле a2 · бяла пешка на черно поле b2 · бяла пешка на черно поле f2 · бяла пешка на бяло поле g2 · бял офицер на черно поле c1 · бял кон на черно поле e1 | черна пешка на черно поле a7 · черна пешка на бяло поле b7 · черна пешка на черно поле g7 · черна пешка на бяло поле h7 · черна пешка на бяло поле c6 · черен цар на бяло поле e6 · черна пешка на черно поле f6 · черен офицер на черно поле a5 · черен кон на бяло поле c4 · бяла пешка на черно поле d4 · бял цар на бяло поле d3 · бяла пешка на бяло поле h3 · бяла пешка на бяло поле a2 · бяла пешка на черно поле b2 · бяла пешка на черно поле f2 · бяла пешка на бяло поле g2 · бял офицер на черно поле c1 · бял кон на черно поле e1 | черна пешка на черно поле a7 · черна пешка на бяло поле b7 · черна пешка на черно поле g7 · черна пешка на бяло поле h7 · черна пешка на бяло поле c6 · черен цар на бяло поле e6 · черна пешка на черно поле f6 · черен офицер на черно поле a5 · черен кон на бяло поле c4 · бяла пешка на черно поле d4 · бял цар на бяло поле d3 · бяла пешка на бяло поле h3 · бяла пешка на бяло поле a2 · бяла пешка на черно поле b2 · бяла пешка на черно поле f2 · бяла пешка на бяло поле g2 · бял офицер на черно поле c1 · бял кон на черно поле e1 | черна пешка на черно поле a7 · черна пешка на бяло поле b7 · черна пешка на черно поле g7 · черна пешка на бяло поле h7 · черна пешка на бяло поле c6 · черен цар на бяло поле e6 · черна пешка на черно поле f6 · черен офицер на черно поле a5 · черен кон на бяло поле c4 · бяла пешка на черно поле d4 · бял цар на бяло поле d3 · бяла пешка на бяло поле h3 · бяла пешка на бяло поле a2 · бяла пешка на черно поле b2 · бяла пешка на черно поле f2 · бяла пешка на бяло поле g2 · бял офицер на черно поле c1 · бял кон на черно поле e1 | черна пешка на черно поле a7 · черна пешка на бяло поле b7 · черна пешка на черно поле g7 · черна пешка на бяло поле h7 · черна пешка на бяло поле c6 · черен цар на бяло поле e6 · черна пешка на черно поле f6 · черен офицер на черно поле a5 · черен кон на бяло поле c4 · бяла пешка на черно поле d4 · бял цар на бяло поле d3 · бяла пешка на бяло поле h3 · бяла пешка на бяло поле a2 · бяла пешка на черно поле b2 · бяла пешка на черно поле f2 · бяла пешка на бяло поле g2 · бял офицер на черно поле c1 · бял кон на черно поле e1 | черна пешка на черно поле a7 · черна пешка на бяло поле b7 · черна пешка на черно поле g7 · черна пешка на бяло поле h7 · черна пешка на бяло поле c6 · черен цар на бяло поле e6 · черна пешка на черно поле f6 · черен офицер на черно поле a5 · черен кон на бяло поле c4 · бяла пешка на черно поле d4 · бял цар на бяло поле d3 · бяла пешка на бяло поле h3 · бяла пешка на бяло поле a2 · бяла пешка на черно поле b2 · бяла пешка на черно поле f2 · бяла пешка на бяло поле g2 · бял офицер на черно поле c1 · бял кон на черно поле e1 | черна пешка на черно поле a7 · черна пешка на бяло поле b7 · черна пешка на черно поле g7 · черна пешка на бяло поле h7 · черна пешка на бяло поле c6 · черен цар на бяло поле e6 · черна пешка на черно поле f6 · черен офицер на черно поле a5 · черен кон на бяло поле c4 · бяла пешка на черно поле d4 · бял цар на бяло поле d3 · бяла пешка на бяло поле h3 · бяла пешка на бяло поле a2 · бяла пешка на черно поле b2 · бяла пешка на черно поле f2 · бяла пешка на бяло поле g2 · бял офицер на черно поле c1 · бял кон на черно поле e1 | черна пешка на черно поле a7 · черна пешка на бяло поле b7 · черна пешка на черно поле g7 · черна пешка на бяло поле h7 · черна пешка на бяло поле c6 · черен цар на бяло поле e6 · черна пешка на черно поле f6 · черен офицер на черно поле a5 · черен кон на бяло поле c4 · бяла пешка на черно поле d4 · бял цар на бяло поле d3 · бяла пешка на бяло поле h3 · бяла пешка на бяло поле a2 · бяла пешка на черно поле b2 · бяла пешка на черно поле f2 · бяла пешка на бяло поле g2 · бял офицер на черно поле c1 · бял кон на черно поле e1 | 8 |
| 7 | черна пешка на черно поле a7 · черна пешка на бяло поле b7 · черна пешка на черно поле g7 · черна пешка на бяло поле h7 · черна пешка на бяло поле c6 · черен цар на бяло поле e6 · черна пешка на черно поле f6 · черен офицер на черно поле a5 · черен кон на бяло поле c4 · бяла пешка на черно поле d4 · бял цар на бяло поле d3 · бяла пешка на бяло поле h3 · бяла пешка на бяло поле a2 · бяла пешка на черно поле b2 · бяла пешка на черно поле f2 · бяла пешка на бяло поле g2 · бял офицер на черно поле c1 · бял кон на черно поле e1 | черна пешка на черно поле a7 · черна пешка на бяло поле b7 · черна пешка на черно поле g7 · черна пешка на бяло поле h7 · черна пешка на бяло поле c6 · черен цар на бяло поле e6 · черна пешка на черно поле f6 · черен офицер на черно поле a5 · черен кон на бяло поле c4 · бяла пешка на черно поле d4 · бял цар на бяло поле d3 · бяла пешка на бяло поле h3 · бяла пешка на бяло поле a2 · бяла пешка на черно поле b2 · бяла пешка на черно поле f2 · бяла пешка на бяло поле g2 · бял офицер на черно поле c1 · бял кон на черно поле e1 | черна пешка на черно поле a7 · черна пешка на бяло поле b7 · черна пешка на черно поле g7 · черна пешка на бяло поле h7 · черна пешка на бяло поле c6 · черен цар на бяло поле e6 · черна пешка на черно поле f6 · черен офицер на черно поле a5 · черен кон на бяло поле c4 · бяла пешка на черно поле d4 · бял цар на бяло поле d3 · бяла пешка на бяло поле h3 · бяла пешка на бяло поле a2 · бяла пешка на черно поле b2 · бяла пешка на черно поле f2 · бяла пешка на бяло поле g2 · бял офицер на черно поле c1 · бял кон на черно поле e1 | черна пешка на черно поле a7 · черна пешка на бяло поле b7 · черна пешка на черно поле g7 · черна пешка на бяло поле h7 · черна пешка на бяло поле c6 · черен цар на бяло поле e6 · черна пешка на черно поле f6 · черен офицер на черно поле a5 · черен кон на бяло поле c4 · бяла пешка на черно поле d4 · бял цар на бяло поле d3 · бяла пешка на бяло поле h3 · бяла пешка на бяло поле a2 · бяла пешка на черно поле b2 · бяла пешка на черно поле f2 · бяла пешка на бяло поле g2 · бял офицер на черно поле c1 · бял кон на черно поле e1 | черна пешка на черно поле a7 · черна пешка на бяло поле b7 · черна пешка на черно поле g7 · черна пешка на бяло поле h7 · черна пешка на бяло поле c6 · черен цар на бяло поле e6 · черна пешка на черно поле f6 · черен офицер на черно поле a5 · черен кон на бяло поле c4 · бяла пешка на черно поле d4 · бял цар на бяло поле d3 · бяла пешка на бяло поле h3 · бяла пешка на бяло поле a2 · бяла пешка на черно поле b2 · бяла пешка на черно поле f2 · бяла пешка на бяло поле g2 · бял офицер на черно поле c1 · бял кон на черно поле e1 | черна пешка на черно поле a7 · черна пешка на бяло поле b7 · черна пешка на черно поле g7 · черна пешка на бяло поле h7 · черна пешка на бяло поле c6 · черен цар на бяло поле e6 · черна пешка на черно поле f6 · черен офицер на черно поле a5 · черен кон на бяло поле c4 · бяла пешка на черно поле d4 · бял цар на бяло поле d3 · бяла пешка на бяло поле h3 · бяла пешка на бяло поле a2 · бяла пешка на черно поле b2 · бяла пешка на черно поле f2 · бяла пешка на бяло поле g2 · бял офицер на черно поле c1 · бял кон на черно поле e1 | черна пешка на черно поле a7 · черна пешка на бяло поле b7 · черна пешка на черно поле g7 · черна пешка на бяло поле h7 · черна пешка на бяло поле c6 · черен цар на бяло поле e6 · черна пешка на черно поле f6 · черен офицер на черно поле a5 · черен кон на бяло поле c4 · бяла пешка на черно поле d4 · бял цар на бяло поле d3 · бяла пешка на бяло поле h3 · бяла пешка на бяло поле a2 · бяла пешка на черно поле b2 · бяла пешка на черно поле f2 · бяла пешка на бяло поле g2 · бял офицер на черно поле c1 · бял кон на черно поле e1 | черна пешка на черно поле a7 · черна пешка на бяло поле b7 · черна пешка на черно поле g7 · черна пешка на бяло поле h7 · черна пешка на бяло поле c6 · черен цар на бяло поле e6 · черна пешка на черно поле f6 · черен офицер на черно поле a5 · черен кон на бяло поле c4 · бяла пешка на черно поле d4 · бял цар на бяло поле d3 · бяла пешка на бяло поле h3 · бяла пешка на бяло поле a2 · бяла пешка на черно поле b2 · бяла пешка на черно поле f2 · бяла пешка на бяло поле g2 · бял офицер на черно поле c1 · бял кон на черно поле e1 | 7 |
| 6 | черна пешка на черно поле a7 · черна пешка на бяло поле b7 · черна пешка на черно поле g7 · черна пешка на бяло поле h7 · черна пешка на бяло поле c6 · черен цар на бяло поле e6 · черна пешка на черно поле f6 · черен офицер на черно поле a5 · черен кон на бяло поле c4 · бяла пешка на черно поле d4 · бял цар на бяло поле d3 · бяла пешка на бяло поле h3 · бяла пешка на бяло поле a2 · бяла пешка на черно поле b2 · бяла пешка на черно поле f2 · бяла пешка на бяло поле g2 · бял офицер на черно поле c1 · бял кон на черно поле e1 | черна пешка на черно поле a7 · черна пешка на бяло поле b7 · черна пешка на черно поле g7 · черна пешка на бяло поле h7 · черна пешка на бяло поле c6 · черен цар на бяло поле e6 · черна пешка на черно поле f6 · черен офицер на черно поле a5 · черен кон на бяло поле c4 · бяла пешка на черно поле d4 · бял цар на бяло поле d3 · бяла пешка на бяло поле h3 · бяла пешка на бяло поле a2 · бяла пешка на черно поле b2 · бяла пешка на черно поле f2 · бяла пешка на бяло поле g2 · бял офицер на черно поле c1 · бял кон на черно поле e1 | черна пешка на черно поле a7 · черна пешка на бяло поле b7 · черна пешка на черно поле g7 · черна пешка на бяло поле h7 · черна пешка на бяло поле c6 · черен цар на бяло поле e6 · черна пешка на черно поле f6 · черен офицер на черно поле a5 · черен кон на бяло поле c4 · бяла пешка на черно поле d4 · бял цар на бяло поле d3 · бяла пешка на бяло поле h3 · бяла пешка на бяло поле a2 · бяла пешка на черно поле b2 · бяла пешка на черно поле f2 · бяла пешка на бяло поле g2 · бял офицер на черно поле c1 · бял кон на черно поле e1 | черна пешка на черно поле a7 · черна пешка на бяло поле b7 · черна пешка на черно поле g7 · черна пешка на бяло поле h7 · черна пешка на бяло поле c6 · черен цар на бяло поле e6 · черна пешка на черно поле f6 · черен офицер на черно поле a5 · черен кон на бяло поле c4 · бяла пешка на черно поле d4 · бял цар на бяло поле d3 · бяла пешка на бяло поле h3 · бяла пешка на бяло поле a2 · бяла пешка на черно поле b2 · бяла пешка на черно поле f2 · бяла пешка на бяло поле g2 · бял офицер на черно поле c1 · бял кон на черно поле e1 | черна пешка на черно поле a7 · черна пешка на бяло поле b7 · черна пешка на черно поле g7 · черна пешка на бяло поле h7 · черна пешка на бяло поле c6 · черен цар на бяло поле e6 · черна пешка на черно поле f6 · черен офицер на черно поле a5 · черен кон на бяло поле c4 · бяла пешка на черно поле d4 · бял цар на бяло поле d3 · бяла пешка на бяло поле h3 · бяла пешка на бяло поле a2 · бяла пешка на черно поле b2 · бяла пешка на черно поле f2 · бяла пешка на бяло поле g2 · бял офицер на черно поле c1 · бял кон на черно поле e1 | черна пешка на черно поле a7 · черна пешка на бяло поле b7 · черна пешка на черно поле g7 · черна пешка на бяло поле h7 · черна пешка на бяло поле c6 · черен цар на бяло поле e6 · черна пешка на черно поле f6 · черен офицер на черно поле a5 · черен кон на бяло поле c4 · бяла пешка на черно поле d4 · бял цар на бяло поле d3 · бяла пешка на бяло поле h3 · бяла пешка на бяло поле a2 · бяла пешка на черно поле b2 · бяла пешка на черно поле f2 · бяла пешка на бяло поле g2 · бял офицер на черно поле c1 · бял кон на черно поле e1 | черна пешка на черно поле a7 · черна пешка на бяло поле b7 · черна пешка на черно поле g7 · черна пешка на бяло поле h7 · черна пешка на бяло поле c6 · черен цар на бяло поле e6 · черна пешка на черно поле f6 · черен офицер на черно поле a5 · черен кон на бяло поле c4 · бяла пешка на черно поле d4 · бял цар на бяло поле d3 · бяла пешка на бяло поле h3 · бяла пешка на бяло поле a2 · бяла пешка на черно поле b2 · бяла пешка на черно поле f2 · бяла пешка на бяло поле g2 · бял офицер на черно поле c1 · бял кон на черно поле e1 | черна пешка на черно поле a7 · черна пешка на бяло поле b7 · черна пешка на черно поле g7 · черна пешка на бяло поле h7 · черна пешка на бяло поле c6 · черен цар на бяло поле e6 · черна пешка на черно поле f6 · черен офицер на черно поле a5 · черен кон на бяло поле c4 · бяла пешка на черно поле d4 · бял цар на бяло поле d3 · бяла пешка на бяло поле h3 · бяла пешка на бяло поле a2 · бяла пешка на черно поле b2 · бяла пешка на черно поле f2 · бяла пешка на бяло поле g2 · бял офицер на черно поле c1 · бял кон на черно поле e1 | 6 |
| 5 | черна пешка на черно поле a7 · черна пешка на бяло поле b7 · черна пешка на черно поле g7 · черна пешка на бяло поле h7 · черна пешка на бяло поле c6 · черен цар на бяло поле e6 · черна пешка на черно поле f6 · черен офицер на черно поле a5 · черен кон на бяло поле c4 · бяла пешка на черно поле d4 · бял цар на бяло поле d3 · бяла пешка на бяло поле h3 · бяла пешка на бяло поле a2 · бяла пешка на черно поле b2 · бяла пешка на черно поле f2 · бяла пешка на бяло поле g2 · бял офицер на черно поле c1 · бял кон на черно поле e1 | черна пешка на черно поле a7 · черна пешка на бяло поле b7 · черна пешка на черно поле g7 · черна пешка на бяло поле h7 · черна пешка на бяло поле c6 · черен цар на бяло поле e6 · черна пешка на черно поле f6 · черен офицер на черно поле a5 · черен кон на бяло поле c4 · бяла пешка на черно поле d4 · бял цар на бяло поле d3 · бяла пешка на бяло поле h3 · бяла пешка на бяло поле a2 · бяла пешка на черно поле b2 · бяла пешка на черно поле f2 · бяла пешка на бяло поле g2 · бял офицер на черно поле c1 · бял кон на черно поле e1 | черна пешка на черно поле a7 · черна пешка на бяло поле b7 · черна пешка на черно поле g7 · черна пешка на бяло поле h7 · черна пешка на бяло поле c6 · черен цар на бяло поле e6 · черна пешка на черно поле f6 · черен офицер на черно поле a5 · черен кон на бяло поле c4 · бяла пешка на черно поле d4 · бял цар на бяло поле d3 · бяла пешка на бяло поле h3 · бяла пешка на бяло поле a2 · бяла пешка на черно поле b2 · бяла пешка на черно поле f2 · бяла пешка на бяло поле g2 · бял офицер на черно поле c1 · бял кон на черно поле e1 | черна пешка на черно поле a7 · черна пешка на бяло поле b7 · черна пешка на черно поле g7 · черна пешка на бяло поле h7 · черна пешка на бяло поле c6 · черен цар на бяло поле e6 · черна пешка на черно поле f6 · черен офицер на черно поле a5 · черен кон на бяло поле c4 · бяла пешка на черно поле d4 · бял цар на бяло поле d3 · бяла пешка на бяло поле h3 · бяла пешка на бяло поле a2 · бяла пешка на черно поле b2 · бяла пешка на черно поле f2 · бяла пешка на бяло поле g2 · бял офицер на черно поле c1 · бял кон на черно поле e1 | черна пешка на черно поле a7 · черна пешка на бяло поле b7 · черна пешка на черно поле g7 · черна пешка на бяло поле h7 · черна пешка на бяло поле c6 · черен цар на бяло поле e6 · черна пешка на черно поле f6 · черен офицер на черно поле a5 · черен кон на бяло поле c4 · бяла пешка на черно поле d4 · бял цар на бяло поле d3 · бяла пешка на бяло поле h3 · бяла пешка на бяло поле a2 · бяла пешка на черно поле b2 · бяла пешка на черно поле f2 · бяла пешка на бяло поле g2 · бял офицер на черно поле c1 · бял кон на черно поле e1 | черна пешка на черно поле a7 · черна пешка на бяло поле b7 · черна пешка на черно поле g7 · черна пешка на бяло поле h7 · черна пешка на бяло поле c6 · черен цар на бяло поле e6 · черна пешка на черно поле f6 · черен офицер на черно поле a5 · черен кон на бяло поле c4 · бяла пешка на черно поле d4 · бял цар на бяло поле d3 · бяла пешка на бяло поле h3 · бяла пешка на бяло поле a2 · бяла пешка на черно поле b2 · бяла пешка на черно поле f2 · бяла пешка на бяло поле g2 · бял офицер на черно поле c1 · бял кон на черно поле e1 | черна пешка на черно поле a7 · черна пешка на бяло поле b7 · черна пешка на черно поле g7 · черна пешка на бяло поле h7 · черна пешка на бяло поле c6 · черен цар на бяло поле e6 · черна пешка на черно поле f6 · черен офицер на черно поле a5 · черен кон на бяло поле c4 · бяла пешка на черно поле d4 · бял цар на бяло поле d3 · бяла пешка на бяло поле h3 · бяла пешка на бяло поле a2 · бяла пешка на черно поле b2 · бяла пешка на черно поле f2 · бяла пешка на бяло поле g2 · бял офицер на черно поле c1 · бял кон на черно поле e1 | черна пешка на черно поле a7 · черна пешка на бяло поле b7 · черна пешка на черно поле g7 · черна пешка на бяло поле h7 · черна пешка на бяло поле c6 · черен цар на бяло поле e6 · черна пешка на черно поле f6 · черен офицер на черно поле a5 · черен кон на бяло поле c4 · бяла пешка на черно поле d4 · бял цар на бяло поле d3 · бяла пешка на бяло поле h3 · бяла пешка на бяло поле a2 · бяла пешка на черно поле b2 · бяла пешка на черно поле f2 · бяла пешка на бяло поле g2 · бял офицер на черно поле c1 · бял кон на черно поле e1 | 5 |
| 4 | черна пешка на черно поле a7 · черна пешка на бяло поле b7 · черна пешка на черно поле g7 · черна пешка на бяло поле h7 · черна пешка на бяло поле c6 · черен цар на бяло поле e6 · черна пешка на черно поле f6 · черен офицер на черно поле a5 · черен кон на бяло поле c4 · бяла пешка на черно поле d4 · бял цар на бяло поле d3 · бяла пешка на бяло поле h3 · бяла пешка на бяло поле a2 · бяла пешка на черно поле b2 · бяла пешка на черно поле f2 · бяла пешка на бяло поле g2 · бял офицер на черно поле c1 · бял кон на черно поле e1 | черна пешка на черно поле a7 · черна пешка на бяло поле b7 · черна пешка на черно поле g7 · черна пешка на бяло поле h7 · черна пешка на бяло поле c6 · черен цар на бяло поле e6 · черна пешка на черно поле f6 · черен офицер на черно поле a5 · черен кон на бяло поле c4 · бяла пешка на черно поле d4 · бял цар на бяло поле d3 · бяла пешка на бяло поле h3 · бяла пешка на бяло поле a2 · бяла пешка на черно поле b2 · бяла пешка на черно поле f2 · бяла пешка на бяло поле g2 · бял офицер на черно поле c1 · бял кон на черно поле e1 | черна пешка на черно поле a7 · черна пешка на бяло поле b7 · черна пешка на черно поле g7 · черна пешка на бяло поле h7 · черна пешка на бяло поле c6 · черен цар на бяло поле e6 · черна пешка на черно поле f6 · черен офицер на черно поле a5 · черен кон на бяло поле c4 · бяла пешка на черно поле d4 · бял цар на бяло поле d3 · бяла пешка на бяло поле h3 · бяла пешка на бяло поле a2 · бяла пешка на черно поле b2 · бяла пешка на черно поле f2 · бяла пешка на бяло поле g2 · бял офицер на черно поле c1 · бял кон на черно поле e1 | черна пешка на черно поле a7 · черна пешка на бяло поле b7 · черна пешка на черно поле g7 · черна пешка на бяло поле h7 · черна пешка на бяло поле c6 · черен цар на бяло поле e6 · черна пешка на черно поле f6 · черен офицер на черно поле a5 · черен кон на бяло поле c4 · бяла пешка на черно поле d4 · бял цар на бяло поле d3 · бяла пешка на бяло поле h3 · бяла пешка на бяло поле a2 · бяла пешка на черно поле b2 · бяла пешка на черно поле f2 · бяла пешка на бяло поле g2 · бял офицер на черно поле c1 · бял кон на черно поле e1 | черна пешка на черно поле a7 · черна пешка на бяло поле b7 · черна пешка на черно поле g7 · черна пешка на бяло поле h7 · черна пешка на бяло поле c6 · черен цар на бяло поле e6 · черна пешка на черно поле f6 · черен офицер на черно поле a5 · черен кон на бяло поле c4 · бяла пешка на черно поле d4 · бял цар на бяло поле d3 · бяла пешка на бяло поле h3 · бяла пешка на бяло поле a2 · бяла пешка на черно поле b2 · бяла пешка на черно поле f2 · бяла пешка на бяло поле g2 · бял офицер на черно поле c1 · бял кон на черно поле e1 | черна пешка на черно поле a7 · черна пешка на бяло поле b7 · черна пешка на черно поле g7 · черна пешка на бяло поле h7 · черна пешка на бяло поле c6 · черен цар на бяло поле e6 · черна пешка на черно поле f6 · черен офицер на черно поле a5 · черен кон на бяло поле c4 · бяла пешка на черно поле d4 · бял цар на бяло поле d3 · бяла пешка на бяло поле h3 · бяла пешка на бяло поле a2 · бяла пешка на черно поле b2 · бяла пешка на черно поле f2 · бяла пешка на бяло поле g2 · бял офицер на черно поле c1 · бял кон на черно поле e1 | черна пешка на черно поле a7 · черна пешка на бяло поле b7 · черна пешка на черно поле g7 · черна пешка на бяло поле h7 · черна пешка на бяло поле c6 · черен цар на бяло поле e6 · черна пешка на черно поле f6 · черен офицер на черно поле a5 · черен кон на бяло поле c4 · бяла пешка на черно поле d4 · бял цар на бяло поле d3 · бяла пешка на бяло поле h3 · бяла пешка на бяло поле a2 · бяла пешка на черно поле b2 · бяла пешка на черно поле f2 · бяла пешка на бяло поле g2 · бял офицер на черно поле c1 · бял кон на черно поле e1 | черна пешка на черно поле a7 · черна пешка на бяло поле b7 · черна пешка на черно поле g7 · черна пешка на бяло поле h7 · черна пешка на бяло поле c6 · черен цар на бяло поле e6 · черна пешка на черно поле f6 · черен офицер на черно поле a5 · черен кон на бяло поле c4 · бяла пешка на черно поле d4 · бял цар на бяло поле d3 · бяла пешка на бяло поле h3 · бяла пешка на бяло поле a2 · бяла пешка на черно поле b2 · бяла пешка на черно поле f2 · бяла пешка на бяло поле g2 · бял офицер на черно поле c1 · бял кон на черно поле e1 | 4 |
| 3 | черна пешка на черно поле a7 · черна пешка на бяло поле b7 · черна пешка на черно поле g7 · черна пешка на бяло поле h7 · черна пешка на бяло поле c6 · черен цар на бяло поле e6 · черна пешка на черно поле f6 · черен офицер на черно поле a5 · черен кон на бяло поле c4 · бяла пешка на черно поле d4 · бял цар на бяло поле d3 · бяла пешка на бяло поле h3 · бяла пешка на бяло поле a2 · бяла пешка на черно поле b2 · бяла пешка на черно поле f2 · бяла пешка на бяло поле g2 · бял офицер на черно поле c1 · бял кон на черно поле e1 | черна пешка на черно поле a7 · черна пешка на бяло поле b7 · черна пешка на черно поле g7 · черна пешка на бяло поле h7 · черна пешка на бяло поле c6 · черен цар на бяло поле e6 · черна пешка на черно поле f6 · черен офицер на черно поле a5 · черен кон на бяло поле c4 · бяла пешка на черно поле d4 · бял цар на бяло поле d3 · бяла пешка на бяло поле h3 · бяла пешка на бяло поле a2 · бяла пешка на черно поле b2 · бяла пешка на черно поле f2 · бяла пешка на бяло поле g2 · бял офицер на черно поле c1 · бял кон на черно поле e1 | черна пешка на черно поле a7 · черна пешка на бяло поле b7 · черна пешка на черно поле g7 · черна пешка на бяло поле h7 · черна пешка на бяло поле c6 · черен цар на бяло поле e6 · черна пешка на черно поле f6 · черен офицер на черно поле a5 · черен кон на бяло поле c4 · бяла пешка на черно поле d4 · бял цар на бяло поле d3 · бяла пешка на бяло поле h3 · бяла пешка на бяло поле a2 · бяла пешка на черно поле b2 · бяла пешка на черно поле f2 · бяла пешка на бяло поле g2 · бял офицер на черно поле c1 · бял кон на черно поле e1 | черна пешка на черно поле a7 · черна пешка на бяло поле b7 · черна пешка на черно поле g7 · черна пешка на бяло поле h7 · черна пешка на бяло поле c6 · черен цар на бяло поле e6 · черна пешка на черно поле f6 · черен офицер на черно поле a5 · черен кон на бяло поле c4 · бяла пешка на черно поле d4 · бял цар на бяло поле d3 · бяла пешка на бяло поле h3 · бяла пешка на бяло поле a2 · бяла пешка на черно поле b2 · бяла пешка на черно поле f2 · бяла пешка на бяло поле g2 · бял офицер на черно поле c1 · бял кон на черно поле e1 | черна пешка на черно поле a7 · черна пешка на бяло поле b7 · черна пешка на черно поле g7 · черна пешка на бяло поле h7 · черна пешка на бяло поле c6 · черен цар на бяло поле e6 · черна пешка на черно поле f6 · черен офицер на черно поле a5 · черен кон на бяло поле c4 · бяла пешка на черно поле d4 · бял цар на бяло поле d3 · бяла пешка на бяло поле h3 · бяла пешка на бяло поле a2 · бяла пешка на черно поле b2 · бяла пешка на черно поле f2 · бяла пешка на бяло поле g2 · бял офицер на черно поле c1 · бял кон на черно поле e1 | черна пешка на черно поле a7 · черна пешка на бяло поле b7 · черна пешка на черно поле g7 · черна пешка на бяло поле h7 · черна пешка на бяло поле c6 · черен цар на бяло поле e6 · черна пешка на черно поле f6 · черен офицер на черно поле a5 · черен кон на бяло поле c4 · бяла пешка на черно поле d4 · бял цар на бяло поле d3 · бяла пешка на бяло поле h3 · бяла пешка на бяло поле a2 · бяла пешка на черно поле b2 · бяла пешка на черно поле f2 · бяла пешка на бяло поле g2 · бял офицер на черно поле c1 · бял кон на черно поле e1 | черна пешка на черно поле a7 · черна пешка на бяло поле b7 · черна пешка на черно поле g7 · черна пешка на бяло поле h7 · черна пешка на бяло поле c6 · черен цар на бяло поле e6 · черна пешка на черно поле f6 · черен офицер на черно поле a5 · черен кон на бяло поле c4 · бяла пешка на черно поле d4 · бял цар на бяло поле d3 · бяла пешка на бяло поле h3 · бяла пешка на бяло поле a2 · бяла пешка на черно поле b2 · бяла пешка на черно поле f2 · бяла пешка на бяло поле g2 · бял офицер на черно поле c1 · бял кон на черно поле e1 | черна пешка на черно поле a7 · черна пешка на бяло поле b7 · черна пешка на черно поле g7 · черна пешка на бяло поле h7 · черна пешка на бяло поле c6 · черен цар на бяло поле e6 · черна пешка на черно поле f6 · черен офицер на черно поле a5 · черен кон на бяло поле c4 · бяла пешка на черно поле d4 · бял цар на бяло поле d3 · бяла пешка на бяло поле h3 · бяла пешка на бяло поле a2 · бяла пешка на черно поле b2 · бяла пешка на черно поле f2 · бяла пешка на бяло поле g2 · бял офицер на черно поле c1 · бял кон на черно поле e1 | 3 |
| 2 | черна пешка на черно поле a7 · черна пешка на бяло поле b7 · черна пешка на черно поле g7 · черна пешка на бяло поле h7 · черна пешка на бяло поле c6 · черен цар на бяло поле e6 · черна пешка на черно поле f6 · черен офицер на черно поле a5 · черен кон на бяло поле c4 · бяла пешка на черно поле d4 · бял цар на бяло поле d3 · бяла пешка на бяло поле h3 · бяла пешка на бяло поле a2 · бяла пешка на черно поле b2 · бяла пешка на черно поле f2 · бяла пешка на бяло поле g2 · бял офицер на черно поле c1 · бял кон на черно поле e1 | черна пешка на черно поле a7 · черна пешка на бяло поле b7 · черна пешка на черно поле g7 · черна пешка на бяло поле h7 · черна пешка на бяло поле c6 · черен цар на бяло поле e6 · черна пешка на черно поле f6 · черен офицер на черно поле a5 · черен кон на бяло поле c4 · бяла пешка на черно поле d4 · бял цар на бяло поле d3 · бяла пешка на бяло поле h3 · бяла пешка на бяло поле a2 · бяла пешка на черно поле b2 · бяла пешка на черно поле f2 · бяла пешка на бяло поле g2 · бял офицер на черно поле c1 · бял кон на черно поле e1 | черна пешка на черно поле a7 · черна пешка на бяло поле b7 · черна пешка на черно поле g7 · черна пешка на бяло поле h7 · черна пешка на бяло поле c6 · черен цар на бяло поле e6 · черна пешка на черно поле f6 · черен офицер на черно поле a5 · черен кон на бяло поле c4 · бяла пешка на черно поле d4 · бял цар на бяло поле d3 · бяла пешка на бяло поле h3 · бяла пешка на бяло поле a2 · бяла пешка на черно поле b2 · бяла пешка на черно поле f2 · бяла пешка на бяло поле g2 · бял офицер на черно поле c1 · бял кон на черно поле e1 | черна пешка на черно поле a7 · черна пешка на бяло поле b7 · черна пешка на черно поле g7 · черна пешка на бяло поле h7 · черна пешка на бяло поле c6 · черен цар на бяло поле e6 · черна пешка на черно поле f6 · черен офицер на черно поле a5 · черен кон на бяло поле c4 · бяла пешка на черно поле d4 · бял цар на бяло поле d3 · бяла пешка на бяло поле h3 · бяла пешка на бяло поле a2 · бяла пешка на черно поле b2 · бяла пешка на черно поле f2 · бяла пешка на бяло поле g2 · бял офицер на черно поле c1 · бял кон на черно поле e1 | черна пешка на черно поле a7 · черна пешка на бяло поле b7 · черна пешка на черно поле g7 · черна пешка на бяло поле h7 · черна пешка на бяло поле c6 · черен цар на бяло поле e6 · черна пешка на черно поле f6 · черен офицер на черно поле a5 · черен кон на бяло поле c4 · бяла пешка на черно поле d4 · бял цар на бяло поле d3 · бяла пешка на бяло поле h3 · бяла пешка на бяло поле a2 · бяла пешка на черно поле b2 · бяла пешка на черно поле f2 · бяла пешка на бяло поле g2 · бял офицер на черно поле c1 · бял кон на черно поле e1 | черна пешка на черно поле a7 · черна пешка на бяло поле b7 · черна пешка на черно поле g7 · черна пешка на бяло поле h7 · черна пешка на бяло поле c6 · черен цар на бяло поле e6 · черна пешка на черно поле f6 · черен офицер на черно поле a5 · черен кон на бяло поле c4 · бяла пешка на черно поле d4 · бял цар на бяло поле d3 · бяла пешка на бяло поле h3 · бяла пешка на бяло поле a2 · бяла пешка на черно поле b2 · бяла пешка на черно поле f2 · бяла пешка на бяло поле g2 · бял офицер на черно поле c1 · бял кон на черно поле e1 | черна пешка на черно поле a7 · черна пешка на бяло поле b7 · черна пешка на черно поле g7 · черна пешка на бяло поле h7 · черна пешка на бяло поле c6 · черен цар на бяло поле e6 · черна пешка на черно поле f6 · черен офицер на черно поле a5 · черен кон на бяло поле c4 · бяла пешка на черно поле d4 · бял цар на бяло поле d3 · бяла пешка на бяло поле h3 · бяла пешка на бяло поле a2 · бяла пешка на черно поле b2 · бяла пешка на черно поле f2 · бяла пешка на бяло поле g2 · бял офицер на черно поле c1 · бял кон на черно поле e1 | черна пешка на черно поле a7 · черна пешка на бяло поле b7 · черна пешка на черно поле g7 · черна пешка на бяло поле h7 · черна пешка на бяло поле c6 · черен цар на бяло поле e6 · черна пешка на черно поле f6 · черен офицер на черно поле a5 · черен кон на бяло поле c4 · бяла пешка на черно поле d4 · бял цар на бяло поле d3 · бяла пешка на бяло поле h3 · бяла пешка на бяло поле a2 · бяла пешка на черно поле b2 · бяла пешка на черно поле f2 · бяла пешка на бяло поле g2 · бял офицер на черно поле c1 · бял кон на черно поле e1 | 2 |
| 1 | черна пешка на черно поле a7 · черна пешка на бяло поле b7 · черна пешка на черно поле g7 · черна пешка на бяло поле h7 · черна пешка на бяло поле c6 · черен цар на бяло поле e6 · черна пешка на черно поле f6 · черен офицер на черно поле a5 · черен кон на бяло поле c4 · бяла пешка на черно поле d4 · бял цар на бяло поле d3 · бяла пешка на бяло поле h3 · бяла пешка на бяло поле a2 · бяла пешка на черно поле b2 · бяла пешка на черно поле f2 · бяла пешка на бяло поле g2 · бял офицер на черно поле c1 · бял кон на черно поле e1 | черна пешка на черно поле a7 · черна пешка на бяло поле b7 · черна пешка на черно поле g7 · черна пешка на бяло поле h7 · черна пешка на бяло поле c6 · черен цар на бяло поле e6 · черна пешка на черно поле f6 · черен офицер на черно поле a5 · черен кон на бяло поле c4 · бяла пешка на черно поле d4 · бял цар на бяло поле d3 · бяла пешка на бяло поле h3 · бяла пешка на бяло поле a2 · бяла пешка на черно поле b2 · бяла пешка на черно поле f2 · бяла пешка на бяло поле g2 · бял офицер на черно поле c1 · бял кон на черно поле e1 | черна пешка на черно поле a7 · черна пешка на бяло поле b7 · черна пешка на черно поле g7 · черна пешка на бяло поле h7 · черна пешка на бяло поле c6 · черен цар на бяло поле e6 · черна пешка на черно поле f6 · черен офицер на черно поле a5 · черен кон на бяло поле c4 · бяла пешка на черно поле d4 · бял цар на бяло поле d3 · бяла пешка на бяло поле h3 · бяла пешка на бяло поле a2 · бяла пешка на черно поле b2 · бяла пешка на черно поле f2 · бяла пешка на бяло поле g2 · бял офицер на черно поле c1 · бял кон на черно поле e1 | черна пешка на черно поле a7 · черна пешка на бяло поле b7 · черна пешка на черно поле g7 · черна пешка на бяло поле h7 · черна пешка на бяло поле c6 · черен цар на бяло поле e6 · черна пешка на черно поле f6 · черен офицер на черно поле a5 · черен кон на бяло поле c4 · бяла пешка на черно поле d4 · бял цар на бяло поле d3 · бяла пешка на бяло поле h3 · бяла пешка на бяло поле a2 · бяла пешка на черно поле b2 · бяла пешка на черно поле f2 · бяла пешка на бяло поле g2 · бял офицер на черно поле c1 · бял кон на черно поле e1 | черна пешка на черно поле a7 · черна пешка на бяло поле b7 · черна пешка на черно поле g7 · черна пешка на бяло поле h7 · черна пешка на бяло поле c6 · черен цар на бяло поле e6 · черна пешка на черно поле f6 · черен офицер на черно поле a5 · черен кон на бяло поле c4 · бяла пешка на черно поле d4 · бял цар на бяло поле d3 · бяла пешка на бяло поле h3 · бяла пешка на бяло поле a2 · бяла пешка на черно поле b2 · бяла пешка на черно поле f2 · бяла пешка на бяло поле g2 · бял офицер на черно поле c1 · бял кон на черно поле e1 | черна пешка на черно поле a7 · черна пешка на бяло поле b7 · черна пешка на черно поле g7 · черна пешка на бяло поле h7 · черна пешка на бяло поле c6 · черен цар на бяло поле e6 · черна пешка на черно поле f6 · черен офицер на черно поле a5 · черен кон на бяло поле c4 · бяла пешка на черно поле d4 · бял цар на бяло поле d3 · бяла пешка на бяло поле h3 · бяла пешка на бяло поле a2 · бяла пешка на черно поле b2 · бяла пешка на черно поле f2 · бяла пешка на бяло поле g2 · бял офицер на черно поле c1 · бял кон на черно поле e1 | черна пешка на черно поле a7 · черна пешка на бяло поле b7 · черна пешка на черно поле g7 · черна пешка на бяло поле h7 · черна пешка на бяло поле c6 · черен цар на бяло поле e6 · черна пешка на черно поле f6 · черен офицер на черно поле a5 · черен кон на бяло поле c4 · бяла пешка на черно поле d4 · бял цар на бяло поле d3 · бяла пешка на бяло поле h3 · бяла пешка на бяло поле a2 · бяла пешка на черно поле b2 · бяла пешка на черно поле f2 · бяла пешка на бяло поле g2 · бял офицер на черно поле c1 · бял кон на черно поле e1 | черна пешка на черно поле a7 · черна пешка на бяло поле b7 · черна пешка на черно поле g7 · черна пешка на бяло поле h7 · черна пешка на бяло поле c6 · черен цар на бяло поле e6 · черна пешка на черно поле f6 · черен офицер на черно поле a5 · черен кон на бяло поле c4 · бяла пешка на черно поле d4 · бял цар на бяло поле d3 · бяла пешка на бяло поле h3 · бяла пешка на бяло поле a2 · бяла пешка на черно поле b2 · бяла пешка на черно поле f2 · бяла пешка на бяло поле g2 · бял офицер на черно поле c1 · бял кон на черно поле e1 | 1 |
|   | a | b | c | d | e | f | g | h |   |

Този пример показва темата „жертва за завличане“ във връзка с две двойни нападения. В позицията вдясно на диаграма 1 черният кон на c4 е заплашен от белия цар, но вместо да го върне (Кd6), световният шампион Ейве е атакувал белия кон на e1 с хода 23. …Оc7–a5??.
Ласкер обаче отговаря с нова заплаха на фигура:
 24. b2–b4! Този ход жертва пешката и насочва черния офицер към полето b4. След 24. ... Оa5:b4 последва 25. Кe1–c2! Сега и двете черни фигури, Оb4 и Кc4, отново висят. Белите печелят фигура. Eйвe се отказва след още няколко хода.
|   | a | b | c | d | e | f | g | h |   |
| 8 | черен топ на бяло поле a8 · черен цар на бяло поле g8 · черна пешка на черно поле a7 · черна пешка на бяло поле b7 · черна дама на бяло поле d7 · бяла пешка на черно поле e7 · черна пешка на бяло поле h7 · черна пешка на бяло поле g6 · черна пешка на бяло поле d5 · бяла дама на черно поле e5 · бяла пешка на черно поле b4 · черен кон на черно поле e3 · бяла пешка на бяло поле a2 · бяла пешка на бяло поле g2 · бяла пешка на черно поле h2 · бял топ на бяло поле f1 · бял цар на черно поле g1 | черен топ на бяло поле a8 · черен цар на бяло поле g8 · черна пешка на черно поле a7 · черна пешка на бяло поле b7 · черна дама на бяло поле d7 · бяла пешка на черно поле e7 · черна пешка на бяло поле h7 · черна пешка на бяло поле g6 · черна пешка на бяло поле d5 · бяла дама на черно поле e5 · бяла пешка на черно поле b4 · черен кон на черно поле e3 · бяла пешка на бяло поле a2 · бяла пешка на бяло поле g2 · бяла пешка на черно поле h2 · бял топ на бяло поле f1 · бял цар на черно поле g1 | черен топ на бяло поле a8 · черен цар на бяло поле g8 · черна пешка на черно поле a7 · черна пешка на бяло поле b7 · черна дама на бяло поле d7 · бяла пешка на черно поле e7 · черна пешка на бяло поле h7 · черна пешка на бяло поле g6 · черна пешка на бяло поле d5 · бяла дама на черно поле e5 · бяла пешка на черно поле b4 · черен кон на черно поле e3 · бяла пешка на бяло поле a2 · бяла пешка на бяло поле g2 · бяла пешка на черно поле h2 · бял топ на бяло поле f1 · бял цар на черно поле g1 | черен топ на бяло поле a8 · черен цар на бяло поле g8 · черна пешка на черно поле a7 · черна пешка на бяло поле b7 · черна дама на бяло поле d7 · бяла пешка на черно поле e7 · черна пешка на бяло поле h7 · черна пешка на бяло поле g6 · черна пешка на бяло поле d5 · бяла дама на черно поле e5 · бяла пешка на черно поле b4 · черен кон на черно поле e3 · бяла пешка на бяло поле a2 · бяла пешка на бяло поле g2 · бяла пешка на черно поле h2 · бял топ на бяло поле f1 · бял цар на черно поле g1 | черен топ на бяло поле a8 · черен цар на бяло поле g8 · черна пешка на черно поле a7 · черна пешка на бяло поле b7 · черна дама на бяло поле d7 · бяла пешка на черно поле e7 · черна пешка на бяло поле h7 · черна пешка на бяло поле g6 · черна пешка на бяло поле d5 · бяла дама на черно поле e5 · бяла пешка на черно поле b4 · черен кон на черно поле e3 · бяла пешка на бяло поле a2 · бяла пешка на бяло поле g2 · бяла пешка на черно поле h2 · бял топ на бяло поле f1 · бял цар на черно поле g1 | черен топ на бяло поле a8 · черен цар на бяло поле g8 · черна пешка на черно поле a7 · черна пешка на бяло поле b7 · черна дама на бяло поле d7 · бяла пешка на черно поле e7 · черна пешка на бяло поле h7 · черна пешка на бяло поле g6 · черна пешка на бяло поле d5 · бяла дама на черно поле e5 · бяла пешка на черно поле b4 · черен кон на черно поле e3 · бяла пешка на бяло поле a2 · бяла пешка на бяло поле g2 · бяла пешка на черно поле h2 · бял топ на бяло поле f1 · бял цар на черно поле g1 | черен топ на бяло поле a8 · черен цар на бяло поле g8 · черна пешка на черно поле a7 · черна пешка на бяло поле b7 · черна дама на бяло поле d7 · бяла пешка на черно поле e7 · черна пешка на бяло поле h7 · черна пешка на бяло поле g6 · черна пешка на бяло поле d5 · бяла дама на черно поле e5 · бяла пешка на черно поле b4 · черен кон на черно поле e3 · бяла пешка на бяло поле a2 · бяла пешка на бяло поле g2 · бяла пешка на черно поле h2 · бял топ на бяло поле f1 · бял цар на черно поле g1 | черен топ на бяло поле a8 · черен цар на бяло поле g8 · черна пешка на черно поле a7 · черна пешка на бяло поле b7 · черна дама на бяло поле d7 · бяла пешка на черно поле e7 · черна пешка на бяло поле h7 · черна пешка на бяло поле g6 · черна пешка на бяло поле d5 · бяла дама на черно поле e5 · бяла пешка на черно поле b4 · черен кон на черно поле e3 · бяла пешка на бяло поле a2 · бяла пешка на бяло поле g2 · бяла пешка на черно поле h2 · бял топ на бяло поле f1 · бял цар на черно поле g1 | 8 |
| 7 | черен топ на бяло поле a8 · черен цар на бяло поле g8 · черна пешка на черно поле a7 · черна пешка на бяло поле b7 · черна дама на бяло поле d7 · бяла пешка на черно поле e7 · черна пешка на бяло поле h7 · черна пешка на бяло поле g6 · черна пешка на бяло поле d5 · бяла дама на черно поле e5 · бяла пешка на черно поле b4 · черен кон на черно поле e3 · бяла пешка на бяло поле a2 · бяла пешка на бяло поле g2 · бяла пешка на черно поле h2 · бял топ на бяло поле f1 · бял цар на черно поле g1 | черен топ на бяло поле a8 · черен цар на бяло поле g8 · черна пешка на черно поле a7 · черна пешка на бяло поле b7 · черна дама на бяло поле d7 · бяла пешка на черно поле e7 · черна пешка на бяло поле h7 · черна пешка на бяло поле g6 · черна пешка на бяло поле d5 · бяла дама на черно поле e5 · бяла пешка на черно поле b4 · черен кон на черно поле e3 · бяла пешка на бяло поле a2 · бяла пешка на бяло поле g2 · бяла пешка на черно поле h2 · бял топ на бяло поле f1 · бял цар на черно поле g1 | черен топ на бяло поле a8 · черен цар на бяло поле g8 · черна пешка на черно поле a7 · черна пешка на бяло поле b7 · черна дама на бяло поле d7 · бяла пешка на черно поле e7 · черна пешка на бяло поле h7 · черна пешка на бяло поле g6 · черна пешка на бяло поле d5 · бяла дама на черно поле e5 · бяла пешка на черно поле b4 · черен кон на черно поле e3 · бяла пешка на бяло поле a2 · бяла пешка на бяло поле g2 · бяла пешка на черно поле h2 · бял топ на бяло поле f1 · бял цар на черно поле g1 | черен топ на бяло поле a8 · черен цар на бяло поле g8 · черна пешка на черно поле a7 · черна пешка на бяло поле b7 · черна дама на бяло поле d7 · бяла пешка на черно поле e7 · черна пешка на бяло поле h7 · черна пешка на бяло поле g6 · черна пешка на бяло поле d5 · бяла дама на черно поле e5 · бяла пешка на черно поле b4 · черен кон на черно поле e3 · бяла пешка на бяло поле a2 · бяла пешка на бяло поле g2 · бяла пешка на черно поле h2 · бял топ на бяло поле f1 · бял цар на черно поле g1 | черен топ на бяло поле a8 · черен цар на бяло поле g8 · черна пешка на черно поле a7 · черна пешка на бяло поле b7 · черна дама на бяло поле d7 · бяла пешка на черно поле e7 · черна пешка на бяло поле h7 · черна пешка на бяло поле g6 · черна пешка на бяло поле d5 · бяла дама на черно поле e5 · бяла пешка на черно поле b4 · черен кон на черно поле e3 · бяла пешка на бяло поле a2 · бяла пешка на бяло поле g2 · бяла пешка на черно поле h2 · бял топ на бяло поле f1 · бял цар на черно поле g1 | черен топ на бяло поле a8 · черен цар на бяло поле g8 · черна пешка на черно поле a7 · черна пешка на бяло поле b7 · черна дама на бяло поле d7 · бяла пешка на черно поле e7 · черна пешка на бяло поле h7 · черна пешка на бяло поле g6 · черна пешка на бяло поле d5 · бяла дама на черно поле e5 · бяла пешка на черно поле b4 · черен кон на черно поле e3 · бяла пешка на бяло поле a2 · бяла пешка на бяло поле g2 · бяла пешка на черно поле h2 · бял топ на бяло поле f1 · бял цар на черно поле g1 | черен топ на бяло поле a8 · черен цар на бяло поле g8 · черна пешка на черно поле a7 · черна пешка на бяло поле b7 · черна дама на бяло поле d7 · бяла пешка на черно поле e7 · черна пешка на бяло поле h7 · черна пешка на бяло поле g6 · черна пешка на бяло поле d5 · бяла дама на черно поле e5 · бяла пешка на черно поле b4 · черен кон на черно поле e3 · бяла пешка на бяло поле a2 · бяла пешка на бяло поле g2 · бяла пешка на черно поле h2 · бял топ на бяло поле f1 · бял цар на черно поле g1 | черен топ на бяло поле a8 · черен цар на бяло поле g8 · черна пешка на черно поле a7 · черна пешка на бяло поле b7 · черна дама на бяло поле d7 · бяла пешка на черно поле e7 · черна пешка на бяло поле h7 · черна пешка на бяло поле g6 · черна пешка на бяло поле d5 · бяла дама на черно поле e5 · бяла пешка на черно поле b4 · черен кон на черно поле e3 · бяла пешка на бяло поле a2 · бяла пешка на бяло поле g2 · бяла пешка на черно поле h2 · бял топ на бяло поле f1 · бял цар на черно поле g1 | 7 |
| 6 | черен топ на бяло поле a8 · черен цар на бяло поле g8 · черна пешка на черно поле a7 · черна пешка на бяло поле b7 · черна дама на бяло поле d7 · бяла пешка на черно поле e7 · черна пешка на бяло поле h7 · черна пешка на бяло поле g6 · черна пешка на бяло поле d5 · бяла дама на черно поле e5 · бяла пешка на черно поле b4 · черен кон на черно поле e3 · бяла пешка на бяло поле a2 · бяла пешка на бяло поле g2 · бяла пешка на черно поле h2 · бял топ на бяло поле f1 · бял цар на черно поле g1 | черен топ на бяло поле a8 · черен цар на бяло поле g8 · черна пешка на черно поле a7 · черна пешка на бяло поле b7 · черна дама на бяло поле d7 · бяла пешка на черно поле e7 · черна пешка на бяло поле h7 · черна пешка на бяло поле g6 · черна пешка на бяло поле d5 · бяла дама на черно поле e5 · бяла пешка на черно поле b4 · черен кон на черно поле e3 · бяла пешка на бяло поле a2 · бяла пешка на бяло поле g2 · бяла пешка на черно поле h2 · бял топ на бяло поле f1 · бял цар на черно поле g1 | черен топ на бяло поле a8 · черен цар на бяло поле g8 · черна пешка на черно поле a7 · черна пешка на бяло поле b7 · черна дама на бяло поле d7 · бяла пешка на черно поле e7 · черна пешка на бяло поле h7 · черна пешка на бяло поле g6 · черна пешка на бяло поле d5 · бяла дама на черно поле e5 · бяла пешка на черно поле b4 · черен кон на черно поле e3 · бяла пешка на бяло поле a2 · бяла пешка на бяло поле g2 · бяла пешка на черно поле h2 · бял топ на бяло поле f1 · бял цар на черно поле g1 | черен топ на бяло поле a8 · черен цар на бяло поле g8 · черна пешка на черно поле a7 · черна пешка на бяло поле b7 · черна дама на бяло поле d7 · бяла пешка на черно поле e7 · черна пешка на бяло поле h7 · черна пешка на бяло поле g6 · черна пешка на бяло поле d5 · бяла дама на черно поле e5 · бяла пешка на черно поле b4 · черен кон на черно поле e3 · бяла пешка на бяло поле a2 · бяла пешка на бяло поле g2 · бяла пешка на черно поле h2 · бял топ на бяло поле f1 · бял цар на черно поле g1 | черен топ на бяло поле a8 · черен цар на бяло поле g8 · черна пешка на черно поле a7 · черна пешка на бяло поле b7 · черна дама на бяло поле d7 · бяла пешка на черно поле e7 · черна пешка на бяло поле h7 · черна пешка на бяло поле g6 · черна пешка на бяло поле d5 · бяла дама на черно поле e5 · бяла пешка на черно поле b4 · черен кон на черно поле e3 · бяла пешка на бяло поле a2 · бяла пешка на бяло поле g2 · бяла пешка на черно поле h2 · бял топ на бяло поле f1 · бял цар на черно поле g1 | черен топ на бяло поле a8 · черен цар на бяло поле g8 · черна пешка на черно поле a7 · черна пешка на бяло поле b7 · черна дама на бяло поле d7 · бяла пешка на черно поле e7 · черна пешка на бяло поле h7 · черна пешка на бяло поле g6 · черна пешка на бяло поле d5 · бяла дама на черно поле e5 · бяла пешка на черно поле b4 · черен кон на черно поле e3 · бяла пешка на бяло поле a2 · бяла пешка на бяло поле g2 · бяла пешка на черно поле h2 · бял топ на бяло поле f1 · бял цар на черно поле g1 | черен топ на бяло поле a8 · черен цар на бяло поле g8 · черна пешка на черно поле a7 · черна пешка на бяло поле b7 · черна дама на бяло поле d7 · бяла пешка на черно поле e7 · черна пешка на бяло поле h7 · черна пешка на бяло поле g6 · черна пешка на бяло поле d5 · бяла дама на черно поле e5 · бяла пешка на черно поле b4 · черен кон на черно поле e3 · бяла пешка на бяло поле a2 · бяла пешка на бяло поле g2 · бяла пешка на черно поле h2 · бял топ на бяло поле f1 · бял цар на черно поле g1 | черен топ на бяло поле a8 · черен цар на бяло поле g8 · черна пешка на черно поле a7 · черна пешка на бяло поле b7 · черна дама на бяло поле d7 · бяла пешка на черно поле e7 · черна пешка на бяло поле h7 · черна пешка на бяло поле g6 · черна пешка на бяло поле d5 · бяла дама на черно поле e5 · бяла пешка на черно поле b4 · черен кон на черно поле e3 · бяла пешка на бяло поле a2 · бяла пешка на бяло поле g2 · бяла пешка на черно поле h2 · бял топ на бяло поле f1 · бял цар на черно поле g1 | 6 |
| 5 | черен топ на бяло поле a8 · черен цар на бяло поле g8 · черна пешка на черно поле a7 · черна пешка на бяло поле b7 · черна дама на бяло поле d7 · бяла пешка на черно поле e7 · черна пешка на бяло поле h7 · черна пешка на бяло поле g6 · черна пешка на бяло поле d5 · бяла дама на черно поле e5 · бяла пешка на черно поле b4 · черен кон на черно поле e3 · бяла пешка на бяло поле a2 · бяла пешка на бяло поле g2 · бяла пешка на черно поле h2 · бял топ на бяло поле f1 · бял цар на черно поле g1 | черен топ на бяло поле a8 · черен цар на бяло поле g8 · черна пешка на черно поле a7 · черна пешка на бяло поле b7 · черна дама на бяло поле d7 · бяла пешка на черно поле e7 · черна пешка на бяло поле h7 · черна пешка на бяло поле g6 · черна пешка на бяло поле d5 · бяла дама на черно поле e5 · бяла пешка на черно поле b4 · черен кон на черно поле e3 · бяла пешка на бяло поле a2 · бяла пешка на бяло поле g2 · бяла пешка на черно поле h2 · бял топ на бяло поле f1 · бял цар на черно поле g1 | черен топ на бяло поле a8 · черен цар на бяло поле g8 · черна пешка на черно поле a7 · черна пешка на бяло поле b7 · черна дама на бяло поле d7 · бяла пешка на черно поле e7 · черна пешка на бяло поле h7 · черна пешка на бяло поле g6 · черна пешка на бяло поле d5 · бяла дама на черно поле e5 · бяла пешка на черно поле b4 · черен кон на черно поле e3 · бяла пешка на бяло поле a2 · бяла пешка на бяло поле g2 · бяла пешка на черно поле h2 · бял топ на бяло поле f1 · бял цар на черно поле g1 | черен топ на бяло поле a8 · черен цар на бяло поле g8 · черна пешка на черно поле a7 · черна пешка на бяло поле b7 · черна дама на бяло поле d7 · бяла пешка на черно поле e7 · черна пешка на бяло поле h7 · черна пешка на бяло поле g6 · черна пешка на бяло поле d5 · бяла дама на черно поле e5 · бяла пешка на черно поле b4 · черен кон на черно поле e3 · бяла пешка на бяло поле a2 · бяла пешка на бяло поле g2 · бяла пешка на черно поле h2 · бял топ на бяло поле f1 · бял цар на черно поле g1 | черен топ на бяло поле a8 · черен цар на бяло поле g8 · черна пешка на черно поле a7 · черна пешка на бяло поле b7 · черна дама на бяло поле d7 · бяла пешка на черно поле e7 · черна пешка на бяло поле h7 · черна пешка на бяло поле g6 · черна пешка на бяло поле d5 · бяла дама на черно поле e5 · бяла пешка на черно поле b4 · черен кон на черно поле e3 · бяла пешка на бяло поле a2 · бяла пешка на бяло поле g2 · бяла пешка на черно поле h2 · бял топ на бяло поле f1 · бял цар на черно поле g1 | черен топ на бяло поле a8 · черен цар на бяло поле g8 · черна пешка на черно поле a7 · черна пешка на бяло поле b7 · черна дама на бяло поле d7 · бяла пешка на черно поле e7 · черна пешка на бяло поле h7 · черна пешка на бяло поле g6 · черна пешка на бяло поле d5 · бяла дама на черно поле e5 · бяла пешка на черно поле b4 · черен кон на черно поле e3 · бяла пешка на бяло поле a2 · бяла пешка на бяло поле g2 · бяла пешка на черно поле h2 · бял топ на бяло поле f1 · бял цар на черно поле g1 | черен топ на бяло поле a8 · черен цар на бяло поле g8 · черна пешка на черно поле a7 · черна пешка на бяло поле b7 · черна дама на бяло поле d7 · бяла пешка на черно поле e7 · черна пешка на бяло поле h7 · черна пешка на бяло поле g6 · черна пешка на бяло поле d5 · бяла дама на черно поле e5 · бяла пешка на черно поле b4 · черен кон на черно поле e3 · бяла пешка на бяло поле a2 · бяла пешка на бяло поле g2 · бяла пешка на черно поле h2 · бял топ на бяло поле f1 · бял цар на черно поле g1 | черен топ на бяло поле a8 · черен цар на бяло поле g8 · черна пешка на черно поле a7 · черна пешка на бяло поле b7 · черна дама на бяло поле d7 · бяла пешка на черно поле e7 · черна пешка на бяло поле h7 · черна пешка на бяло поле g6 · черна пешка на бяло поле d5 · бяла дама на черно поле e5 · бяла пешка на черно поле b4 · черен кон на черно поле e3 · бяла пешка на бяло поле a2 · бяла пешка на бяло поле g2 · бяла пешка на черно поле h2 · бял топ на бяло поле f1 · бял цар на черно поле g1 | 5 |
| 4 | черен топ на бяло поле a8 · черен цар на бяло поле g8 · черна пешка на черно поле a7 · черна пешка на бяло поле b7 · черна дама на бяло поле d7 · бяла пешка на черно поле e7 · черна пешка на бяло поле h7 · черна пешка на бяло поле g6 · черна пешка на бяло поле d5 · бяла дама на черно поле e5 · бяла пешка на черно поле b4 · черен кон на черно поле e3 · бяла пешка на бяло поле a2 · бяла пешка на бяло поле g2 · бяла пешка на черно поле h2 · бял топ на бяло поле f1 · бял цар на черно поле g1 | черен топ на бяло поле a8 · черен цар на бяло поле g8 · черна пешка на черно поле a7 · черна пешка на бяло поле b7 · черна дама на бяло поле d7 · бяла пешка на черно поле e7 · черна пешка на бяло поле h7 · черна пешка на бяло поле g6 · черна пешка на бяло поле d5 · бяла дама на черно поле e5 · бяла пешка на черно поле b4 · черен кон на черно поле e3 · бяла пешка на бяло поле a2 · бяла пешка на бяло поле g2 · бяла пешка на черно поле h2 · бял топ на бяло поле f1 · бял цар на черно поле g1 | черен топ на бяло поле a8 · черен цар на бяло поле g8 · черна пешка на черно поле a7 · черна пешка на бяло поле b7 · черна дама на бяло поле d7 · бяла пешка на черно поле e7 · черна пешка на бяло поле h7 · черна пешка на бяло поле g6 · черна пешка на бяло поле d5 · бяла дама на черно поле e5 · бяла пешка на черно поле b4 · черен кон на черно поле e3 · бяла пешка на бяло поле a2 · бяла пешка на бяло поле g2 · бяла пешка на черно поле h2 · бял топ на бяло поле f1 · бял цар на черно поле g1 | черен топ на бяло поле a8 · черен цар на бяло поле g8 · черна пешка на черно поле a7 · черна пешка на бяло поле b7 · черна дама на бяло поле d7 · бяла пешка на черно поле e7 · черна пешка на бяло поле h7 · черна пешка на бяло поле g6 · черна пешка на бяло поле d5 · бяла дама на черно поле e5 · бяла пешка на черно поле b4 · черен кон на черно поле e3 · бяла пешка на бяло поле a2 · бяла пешка на бяло поле g2 · бяла пешка на черно поле h2 · бял топ на бяло поле f1 · бял цар на черно поле g1 | черен топ на бяло поле a8 · черен цар на бяло поле g8 · черна пешка на черно поле a7 · черна пешка на бяло поле b7 · черна дама на бяло поле d7 · бяла пешка на черно поле e7 · черна пешка на бяло поле h7 · черна пешка на бяло поле g6 · черна пешка на бяло поле d5 · бяла дама на черно поле e5 · бяла пешка на черно поле b4 · черен кон на черно поле e3 · бяла пешка на бяло поле a2 · бяла пешка на бяло поле g2 · бяла пешка на черно поле h2 · бял топ на бяло поле f1 · бял цар на черно поле g1 | черен топ на бяло поле a8 · черен цар на бяло поле g8 · черна пешка на черно поле a7 · черна пешка на бяло поле b7 · черна дама на бяло поле d7 · бяла пешка на черно поле e7 · черна пешка на бяло поле h7 · черна пешка на бяло поле g6 · черна пешка на бяло поле d5 · бяла дама на черно поле e5 · бяла пешка на черно поле b4 · черен кон на черно поле e3 · бяла пешка на бяло поле a2 · бяла пешка на бяло поле g2 · бяла пешка на черно поле h2 · бял топ на бяло поле f1 · бял цар на черно поле g1 | черен топ на бяло поле a8 · черен цар на бяло поле g8 · черна пешка на черно поле a7 · черна пешка на бяло поле b7 · черна дама на бяло поле d7 · бяла пешка на черно поле e7 · черна пешка на бяло поле h7 · черна пешка на бяло поле g6 · черна пешка на бяло поле d5 · бяла дама на черно поле e5 · бяла пешка на черно поле b4 · черен кон на черно поле e3 · бяла пешка на бяло поле a2 · бяла пешка на бяло поле g2 · бяла пешка на черно поле h2 · бял топ на бяло поле f1 · бял цар на черно поле g1 | черен топ на бяло поле a8 · черен цар на бяло поле g8 · черна пешка на черно поле a7 · черна пешка на бяло поле b7 · черна дама на бяло поле d7 · бяла пешка на черно поле e7 · черна пешка на бяло поле h7 · черна пешка на бяло поле g6 · черна пешка на бяло поле d5 · бяла дама на черно поле e5 · бяла пешка на черно поле b4 · черен кон на черно поле e3 · бяла пешка на бяло поле a2 · бяла пешка на бяло поле g2 · бяла пешка на черно поле h2 · бял топ на бяло поле f1 · бял цар на черно поле g1 | 4 |
| 3 | черен топ на бяло поле a8 · черен цар на бяло поле g8 · черна пешка на черно поле a7 · черна пешка на бяло поле b7 · черна дама на бяло поле d7 · бяла пешка на черно поле e7 · черна пешка на бяло поле h7 · черна пешка на бяло поле g6 · черна пешка на бяло поле d5 · бяла дама на черно поле e5 · бяла пешка на черно поле b4 · черен кон на черно поле e3 · бяла пешка на бяло поле a2 · бяла пешка на бяло поле g2 · бяла пешка на черно поле h2 · бял топ на бяло поле f1 · бял цар на черно поле g1 | черен топ на бяло поле a8 · черен цар на бяло поле g8 · черна пешка на черно поле a7 · черна пешка на бяло поле b7 · черна дама на бяло поле d7 · бяла пешка на черно поле e7 · черна пешка на бяло поле h7 · черна пешка на бяло поле g6 · черна пешка на бяло поле d5 · бяла дама на черно поле e5 · бяла пешка на черно поле b4 · черен кон на черно поле e3 · бяла пешка на бяло поле a2 · бяла пешка на бяло поле g2 · бяла пешка на черно поле h2 · бял топ на бяло поле f1 · бял цар на черно поле g1 | черен топ на бяло поле a8 · черен цар на бяло поле g8 · черна пешка на черно поле a7 · черна пешка на бяло поле b7 · черна дама на бяло поле d7 · бяла пешка на черно поле e7 · черна пешка на бяло поле h7 · черна пешка на бяло поле g6 · черна пешка на бяло поле d5 · бяла дама на черно поле e5 · бяла пешка на черно поле b4 · черен кон на черно поле e3 · бяла пешка на бяло поле a2 · бяла пешка на бяло поле g2 · бяла пешка на черно поле h2 · бял топ на бяло поле f1 · бял цар на черно поле g1 | черен топ на бяло поле a8 · черен цар на бяло поле g8 · черна пешка на черно поле a7 · черна пешка на бяло поле b7 · черна дама на бяло поле d7 · бяла пешка на черно поле e7 · черна пешка на бяло поле h7 · черна пешка на бяло поле g6 · черна пешка на бяло поле d5 · бяла дама на черно поле e5 · бяла пешка на черно поле b4 · черен кон на черно поле e3 · бяла пешка на бяло поле a2 · бяла пешка на бяло поле g2 · бяла пешка на черно поле h2 · бял топ на бяло поле f1 · бял цар на черно поле g1 | черен топ на бяло поле a8 · черен цар на бяло поле g8 · черна пешка на черно поле a7 · черна пешка на бяло поле b7 · черна дама на бяло поле d7 · бяла пешка на черно поле e7 · черна пешка на бяло поле h7 · черна пешка на бяло поле g6 · черна пешка на бяло поле d5 · бяла дама на черно поле e5 · бяла пешка на черно поле b4 · черен кон на черно поле e3 · бяла пешка на бяло поле a2 · бяла пешка на бяло поле g2 · бяла пешка на черно поле h2 · бял топ на бяло поле f1 · бял цар на черно поле g1 | черен топ на бяло поле a8 · черен цар на бяло поле g8 · черна пешка на черно поле a7 · черна пешка на бяло поле b7 · черна дама на бяло поле d7 · бяла пешка на черно поле e7 · черна пешка на бяло поле h7 · черна пешка на бяло поле g6 · черна пешка на бяло поле d5 · бяла дама на черно поле e5 · бяла пешка на черно поле b4 · черен кон на черно поле e3 · бяла пешка на бяло поле a2 · бяла пешка на бяло поле g2 · бяла пешка на черно поле h2 · бял топ на бяло поле f1 · бял цар на черно поле g1 | черен топ на бяло поле a8 · черен цар на бяло поле g8 · черна пешка на черно поле a7 · черна пешка на бяло поле b7 · черна дама на бяло поле d7 · бяла пешка на черно поле e7 · черна пешка на бяло поле h7 · черна пешка на бяло поле g6 · черна пешка на бяло поле d5 · бяла дама на черно поле e5 · бяла пешка на черно поле b4 · черен кон на черно поле e3 · бяла пешка на бяло поле a2 · бяла пешка на бяло поле g2 · бяла пешка на черно поле h2 · бял топ на бяло поле f1 · бял цар на черно поле g1 | черен топ на бяло поле a8 · черен цар на бяло поле g8 · черна пешка на черно поле a7 · черна пешка на бяло поле b7 · черна дама на бяло поле d7 · бяла пешка на черно поле e7 · черна пешка на бяло поле h7 · черна пешка на бяло поле g6 · черна пешка на бяло поле d5 · бяла дама на черно поле e5 · бяла пешка на черно поле b4 · черен кон на черно поле e3 · бяла пешка на бяло поле a2 · бяла пешка на бяло поле g2 · бяла пешка на черно поле h2 · бял топ на бяло поле f1 · бял цар на черно поле g1 | 3 |
| 2 | черен топ на бяло поле a8 · черен цар на бяло поле g8 · черна пешка на черно поле a7 · черна пешка на бяло поле b7 · черна дама на бяло поле d7 · бяла пешка на черно поле e7 · черна пешка на бяло поле h7 · черна пешка на бяло поле g6 · черна пешка на бяло поле d5 · бяла дама на черно поле e5 · бяла пешка на черно поле b4 · черен кон на черно поле e3 · бяла пешка на бяло поле a2 · бяла пешка на бяло поле g2 · бяла пешка на черно поле h2 · бял топ на бяло поле f1 · бял цар на черно поле g1 | черен топ на бяло поле a8 · черен цар на бяло поле g8 · черна пешка на черно поле a7 · черна пешка на бяло поле b7 · черна дама на бяло поле d7 · бяла пешка на черно поле e7 · черна пешка на бяло поле h7 · черна пешка на бяло поле g6 · черна пешка на бяло поле d5 · бяла дама на черно поле e5 · бяла пешка на черно поле b4 · черен кон на черно поле e3 · бяла пешка на бяло поле a2 · бяла пешка на бяло поле g2 · бяла пешка на черно поле h2 · бял топ на бяло поле f1 · бял цар на черно поле g1 | черен топ на бяло поле a8 · черен цар на бяло поле g8 · черна пешка на черно поле a7 · черна пешка на бяло поле b7 · черна дама на бяло поле d7 · бяла пешка на черно поле e7 · черна пешка на бяло поле h7 · черна пешка на бяло поле g6 · черна пешка на бяло поле d5 · бяла дама на черно поле e5 · бяла пешка на черно поле b4 · черен кон на черно поле e3 · бяла пешка на бяло поле a2 · бяла пешка на бяло поле g2 · бяла пешка на черно поле h2 · бял топ на бяло поле f1 · бял цар на черно поле g1 | черен топ на бяло поле a8 · черен цар на бяло поле g8 · черна пешка на черно поле a7 · черна пешка на бяло поле b7 · черна дама на бяло поле d7 · бяла пешка на черно поле e7 · черна пешка на бяло поле h7 · черна пешка на бяло поле g6 · черна пешка на бяло поле d5 · бяла дама на черно поле e5 · бяла пешка на черно поле b4 · черен кон на черно поле e3 · бяла пешка на бяло поле a2 · бяла пешка на бяло поле g2 · бяла пешка на черно поле h2 · бял топ на бяло поле f1 · бял цар на черно поле g1 | черен топ на бяло поле a8 · черен цар на бяло поле g8 · черна пешка на черно поле a7 · черна пешка на бяло поле b7 · черна дама на бяло поле d7 · бяла пешка на черно поле e7 · черна пешка на бяло поле h7 · черна пешка на бяло поле g6 · черна пешка на бяло поле d5 · бяла дама на черно поле e5 · бяла пешка на черно поле b4 · черен кон на черно поле e3 · бяла пешка на бяло поле a2 · бяла пешка на бяло поле g2 · бяла пешка на черно поле h2 · бял топ на бяло поле f1 · бял цар на черно поле g1 | черен топ на бяло поле a8 · черен цар на бяло поле g8 · черна пешка на черно поле a7 · черна пешка на бяло поле b7 · черна дама на бяло поле d7 · бяла пешка на черно поле e7 · черна пешка на бяло поле h7 · черна пешка на бяло поле g6 · черна пешка на бяло поле d5 · бяла дама на черно поле e5 · бяла пешка на черно поле b4 · черен кон на черно поле e3 · бяла пешка на бяло поле a2 · бяла пешка на бяло поле g2 · бяла пешка на черно поле h2 · бял топ на бяло поле f1 · бял цар на черно поле g1 | черен топ на бяло поле a8 · черен цар на бяло поле g8 · черна пешка на черно поле a7 · черна пешка на бяло поле b7 · черна дама на бяло поле d7 · бяла пешка на черно поле e7 · черна пешка на бяло поле h7 · черна пешка на бяло поле g6 · черна пешка на бяло поле d5 · бяла дама на черно поле e5 · бяла пешка на черно поле b4 · черен кон на черно поле e3 · бяла пешка на бяло поле a2 · бяла пешка на бяло поле g2 · бяла пешка на черно поле h2 · бял топ на бяло поле f1 · бял цар на черно поле g1 | черен топ на бяло поле a8 · черен цар на бяло поле g8 · черна пешка на черно поле a7 · черна пешка на бяло поле b7 · черна дама на бяло поле d7 · бяла пешка на черно поле e7 · черна пешка на бяло поле h7 · черна пешка на бяло поле g6 · черна пешка на бяло поле d5 · бяла дама на черно поле e5 · бяла пешка на черно поле b4 · черен кон на черно поле e3 · бяла пешка на бяло поле a2 · бяла пешка на бяло поле g2 · бяла пешка на черно поле h2 · бял топ на бяло поле f1 · бял цар на черно поле g1 | 2 |
| 1 | черен топ на бяло поле a8 · черен цар на бяло поле g8 · черна пешка на черно поле a7 · черна пешка на бяло поле b7 · черна дама на бяло поле d7 · бяла пешка на черно поле e7 · черна пешка на бяло поле h7 · черна пешка на бяло поле g6 · черна пешка на бяло поле d5 · бяла дама на черно поле e5 · бяла пешка на черно поле b4 · черен кон на черно поле e3 · бяла пешка на бяло поле a2 · бяла пешка на бяло поле g2 · бяла пешка на черно поле h2 · бял топ на бяло поле f1 · бял цар на черно поле g1 | черен топ на бяло поле a8 · черен цар на бяло поле g8 · черна пешка на черно поле a7 · черна пешка на бяло поле b7 · черна дама на бяло поле d7 · бяла пешка на черно поле e7 · черна пешка на бяло поле h7 · черна пешка на бяло поле g6 · черна пешка на бяло поле d5 · бяла дама на черно поле e5 · бяла пешка на черно поле b4 · черен кон на черно поле e3 · бяла пешка на бяло поле a2 · бяла пешка на бяло поле g2 · бяла пешка на черно поле h2 · бял топ на бяло поле f1 · бял цар на черно поле g1 | черен топ на бяло поле a8 · черен цар на бяло поле g8 · черна пешка на черно поле a7 · черна пешка на бяло поле b7 · черна дама на бяло поле d7 · бяла пешка на черно поле e7 · черна пешка на бяло поле h7 · черна пешка на бяло поле g6 · черна пешка на бяло поле d5 · бяла дама на черно поле e5 · бяла пешка на черно поле b4 · черен кон на черно поле e3 · бяла пешка на бяло поле a2 · бяла пешка на бяло поле g2 · бяла пешка на черно поле h2 · бял топ на бяло поле f1 · бял цар на черно поле g1 | черен топ на бяло поле a8 · черен цар на бяло поле g8 · черна пешка на черно поле a7 · черна пешка на бяло поле b7 · черна дама на бяло поле d7 · бяла пешка на черно поле e7 · черна пешка на бяло поле h7 · черна пешка на бяло поле g6 · черна пешка на бяло поле d5 · бяла дама на черно поле e5 · бяла пешка на черно поле b4 · черен кон на черно поле e3 · бяла пешка на бяло поле a2 · бяла пешка на бяло поле g2 · бяла пешка на черно поле h2 · бял топ на бяло поле f1 · бял цар на черно поле g1 | черен топ на бяло поле a8 · черен цар на бяло поле g8 · черна пешка на черно поле a7 · черна пешка на бяло поле b7 · черна дама на бяло поле d7 · бяла пешка на черно поле e7 · черна пешка на бяло поле h7 · черна пешка на бяло поле g6 · черна пешка на бяло поле d5 · бяла дама на черно поле e5 · бяла пешка на черно поле b4 · черен кон на черно поле e3 · бяла пешка на бяло поле a2 · бяла пешка на бяло поле g2 · бяла пешка на черно поле h2 · бял топ на бяло поле f1 · бял цар на черно поле g1 | черен топ на бяло поле a8 · черен цар на бяло поле g8 · черна пешка на черно поле a7 · черна пешка на бяло поле b7 · черна дама на бяло поле d7 · бяла пешка на черно поле e7 · черна пешка на бяло поле h7 · черна пешка на бяло поле g6 · черна пешка на бяло поле d5 · бяла дама на черно поле e5 · бяла пешка на черно поле b4 · черен кон на черно поле e3 · бяла пешка на бяло поле a2 · бяла пешка на бяло поле g2 · бяла пешка на черно поле h2 · бял топ на бяло поле f1 · бял цар на черно поле g1 | черен топ на бяло поле a8 · черен цар на бяло поле g8 · черна пешка на черно поле a7 · черна пешка на бяло поле b7 · черна дама на бяло поле d7 · бяла пешка на черно поле e7 · черна пешка на бяло поле h7 · черна пешка на бяло поле g6 · черна пешка на бяло поле d5 · бяла дама на черно поле e5 · бяла пешка на черно поле b4 · черен кон на черно поле e3 · бяла пешка на бяло поле a2 · бяла пешка на бяло поле g2 · бяла пешка на черно поле h2 · бял топ на бяло поле f1 · бял цар на черно поле g1 | черен топ на бяло поле a8 · черен цар на бяло поле g8 · черна пешка на черно поле a7 · черна пешка на бяло поле b7 · черна дама на бяло поле d7 · бяла пешка на черно поле e7 · черна пешка на бяло поле h7 · черна пешка на бяло поле g6 · черна пешка на бяло поле d5 · бяла дама на черно поле e5 · бяла пешка на черно поле b4 · черен кон на черно поле e3 · бяла пешка на бяло поле a2 · бяла пешка на бяло поле g2 · бяла пешка на черно поле h2 · бял топ на бяло поле f1 · бял цар на черно поле g1 | 1 |
|   | a | b | c | d | e | f | g | h |   |

В позицията на диаграма 2 белите са на ход. Ако дамата вземе коня, черните ще се върнат в играта след Тe8. Следва обаче матова комбинация с две жертви и завличания.
Белите чрез шах принудително насочват черния топ в ударната зона на проходната си пешка, като форсират размяна на топовете с жертва на пешката.

26. Тf1–f8+! Тa8:f8. Тук обаче следва междинен ход с ново принудително завличане на черния цар в ъгъла и привидна жертва на дамата 27. Дe5–h8+!! Цg8:h8, 
тъй като тя веднага се произвежда и решава партията 28. e7:f8Д мат.

Черните могат да играят на втория ход 27. … Цg8–f7 и да отхвърлят жертвата на дамата, но това само отлага мата с 1 ход: 28. e7:f8Д+ Цf7–e6 29. Дh8–f6# или
 29. Дf8–f6#.
|   | a | b | c | d | e | f | g | h |   |
| 8 | черен топ на бяло поле a8 · черен топ на черно поле f8 · черен цар на бяло поле g8 · черна пешка на черно поле a7 · черен офицер на бяло поле b7 · черна дама на черно поле c7 · черен офицер на черно поле e7 · черна пешка на бяло поле f7 · черна пешка на черно поле b6 · черна пешка на бяло поле e6 · черна пешка на бяло поле g6 · бял кон на черно поле g5 · черна пешка на бяло поле h5 · бяла пешка на бяло поле c4 · черен кон на бяло поле g4 · бял офицер на черно поле c3 · бяла дама на бяло поле h3 · бяла пешка на бяло поле a2 · бяла пешка на черно поле b2 · бял офицер на бяло поле c2 · бяла пешка на черно поле f2 · бяла пешка на бяло поле g2 · бяла пешка на черно поле h2 · бял топ на бяло поле d1 · бял топ на бяло поле f1 · бял цар на черно поле g1 | черен топ на бяло поле a8 · черен топ на черно поле f8 · черен цар на бяло поле g8 · черна пешка на черно поле a7 · черен офицер на бяло поле b7 · черна дама на черно поле c7 · черен офицер на черно поле e7 · черна пешка на бяло поле f7 · черна пешка на черно поле b6 · черна пешка на бяло поле e6 · черна пешка на бяло поле g6 · бял кон на черно поле g5 · черна пешка на бяло поле h5 · бяла пешка на бяло поле c4 · черен кон на бяло поле g4 · бял офицер на черно поле c3 · бяла дама на бяло поле h3 · бяла пешка на бяло поле a2 · бяла пешка на черно поле b2 · бял офицер на бяло поле c2 · бяла пешка на черно поле f2 · бяла пешка на бяло поле g2 · бяла пешка на черно поле h2 · бял топ на бяло поле d1 · бял топ на бяло поле f1 · бял цар на черно поле g1 | черен топ на бяло поле a8 · черен топ на черно поле f8 · черен цар на бяло поле g8 · черна пешка на черно поле a7 · черен офицер на бяло поле b7 · черна дама на черно поле c7 · черен офицер на черно поле e7 · черна пешка на бяло поле f7 · черна пешка на черно поле b6 · черна пешка на бяло поле e6 · черна пешка на бяло поле g6 · бял кон на черно поле g5 · черна пешка на бяло поле h5 · бяла пешка на бяло поле c4 · черен кон на бяло поле g4 · бял офицер на черно поле c3 · бяла дама на бяло поле h3 · бяла пешка на бяло поле a2 · бяла пешка на черно поле b2 · бял офицер на бяло поле c2 · бяла пешка на черно поле f2 · бяла пешка на бяло поле g2 · бяла пешка на черно поле h2 · бял топ на бяло поле d1 · бял топ на бяло поле f1 · бял цар на черно поле g1 | черен топ на бяло поле a8 · черен топ на черно поле f8 · черен цар на бяло поле g8 · черна пешка на черно поле a7 · черен офицер на бяло поле b7 · черна дама на черно поле c7 · черен офицер на черно поле e7 · черна пешка на бяло поле f7 · черна пешка на черно поле b6 · черна пешка на бяло поле e6 · черна пешка на бяло поле g6 · бял кон на черно поле g5 · черна пешка на бяло поле h5 · бяла пешка на бяло поле c4 · черен кон на бяло поле g4 · бял офицер на черно поле c3 · бяла дама на бяло поле h3 · бяла пешка на бяло поле a2 · бяла пешка на черно поле b2 · бял офицер на бяло поле c2 · бяла пешка на черно поле f2 · бяла пешка на бяло поле g2 · бяла пешка на черно поле h2 · бял топ на бяло поле d1 · бял топ на бяло поле f1 · бял цар на черно поле g1 | черен топ на бяло поле a8 · черен топ на черно поле f8 · черен цар на бяло поле g8 · черна пешка на черно поле a7 · черен офицер на бяло поле b7 · черна дама на черно поле c7 · черен офицер на черно поле e7 · черна пешка на бяло поле f7 · черна пешка на черно поле b6 · черна пешка на бяло поле e6 · черна пешка на бяло поле g6 · бял кон на черно поле g5 · черна пешка на бяло поле h5 · бяла пешка на бяло поле c4 · черен кон на бяло поле g4 · бял офицер на черно поле c3 · бяла дама на бяло поле h3 · бяла пешка на бяло поле a2 · бяла пешка на черно поле b2 · бял офицер на бяло поле c2 · бяла пешка на черно поле f2 · бяла пешка на бяло поле g2 · бяла пешка на черно поле h2 · бял топ на бяло поле d1 · бял топ на бяло поле f1 · бял цар на черно поле g1 | черен топ на бяло поле a8 · черен топ на черно поле f8 · черен цар на бяло поле g8 · черна пешка на черно поле a7 · черен офицер на бяло поле b7 · черна дама на черно поле c7 · черен офицер на черно поле e7 · черна пешка на бяло поле f7 · черна пешка на черно поле b6 · черна пешка на бяло поле e6 · черна пешка на бяло поле g6 · бял кон на черно поле g5 · черна пешка на бяло поле h5 · бяла пешка на бяло поле c4 · черен кон на бяло поле g4 · бял офицер на черно поле c3 · бяла дама на бяло поле h3 · бяла пешка на бяло поле a2 · бяла пешка на черно поле b2 · бял офицер на бяло поле c2 · бяла пешка на черно поле f2 · бяла пешка на бяло поле g2 · бяла пешка на черно поле h2 · бял топ на бяло поле d1 · бял топ на бяло поле f1 · бял цар на черно поле g1 | черен топ на бяло поле a8 · черен топ на черно поле f8 · черен цар на бяло поле g8 · черна пешка на черно поле a7 · черен офицер на бяло поле b7 · черна дама на черно поле c7 · черен офицер на черно поле e7 · черна пешка на бяло поле f7 · черна пешка на черно поле b6 · черна пешка на бяло поле e6 · черна пешка на бяло поле g6 · бял кон на черно поле g5 · черна пешка на бяло поле h5 · бяла пешка на бяло поле c4 · черен кон на бяло поле g4 · бял офицер на черно поле c3 · бяла дама на бяло поле h3 · бяла пешка на бяло поле a2 · бяла пешка на черно поле b2 · бял офицер на бяло поле c2 · бяла пешка на черно поле f2 · бяла пешка на бяло поле g2 · бяла пешка на черно поле h2 · бял топ на бяло поле d1 · бял топ на бяло поле f1 · бял цар на черно поле g1 | черен топ на бяло поле a8 · черен топ на черно поле f8 · черен цар на бяло поле g8 · черна пешка на черно поле a7 · черен офицер на бяло поле b7 · черна дама на черно поле c7 · черен офицер на черно поле e7 · черна пешка на бяло поле f7 · черна пешка на черно поле b6 · черна пешка на бяло поле e6 · черна пешка на бяло поле g6 · бял кон на черно поле g5 · черна пешка на бяло поле h5 · бяла пешка на бяло поле c4 · черен кон на бяло поле g4 · бял офицер на черно поле c3 · бяла дама на бяло поле h3 · бяла пешка на бяло поле a2 · бяла пешка на черно поле b2 · бял офицер на бяло поле c2 · бяла пешка на черно поле f2 · бяла пешка на бяло поле g2 · бяла пешка на черно поле h2 · бял топ на бяло поле d1 · бял топ на бяло поле f1 · бял цар на черно поле g1 | 8 |
| 7 | черен топ на бяло поле a8 · черен топ на черно поле f8 · черен цар на бяло поле g8 · черна пешка на черно поле a7 · черен офицер на бяло поле b7 · черна дама на черно поле c7 · черен офицер на черно поле e7 · черна пешка на бяло поле f7 · черна пешка на черно поле b6 · черна пешка на бяло поле e6 · черна пешка на бяло поле g6 · бял кон на черно поле g5 · черна пешка на бяло поле h5 · бяла пешка на бяло поле c4 · черен кон на бяло поле g4 · бял офицер на черно поле c3 · бяла дама на бяло поле h3 · бяла пешка на бяло поле a2 · бяла пешка на черно поле b2 · бял офицер на бяло поле c2 · бяла пешка на черно поле f2 · бяла пешка на бяло поле g2 · бяла пешка на черно поле h2 · бял топ на бяло поле d1 · бял топ на бяло поле f1 · бял цар на черно поле g1 | черен топ на бяло поле a8 · черен топ на черно поле f8 · черен цар на бяло поле g8 · черна пешка на черно поле a7 · черен офицер на бяло поле b7 · черна дама на черно поле c7 · черен офицер на черно поле e7 · черна пешка на бяло поле f7 · черна пешка на черно поле b6 · черна пешка на бяло поле e6 · черна пешка на бяло поле g6 · бял кон на черно поле g5 · черна пешка на бяло поле h5 · бяла пешка на бяло поле c4 · черен кон на бяло поле g4 · бял офицер на черно поле c3 · бяла дама на бяло поле h3 · бяла пешка на бяло поле a2 · бяла пешка на черно поле b2 · бял офицер на бяло поле c2 · бяла пешка на черно поле f2 · бяла пешка на бяло поле g2 · бяла пешка на черно поле h2 · бял топ на бяло поле d1 · бял топ на бяло поле f1 · бял цар на черно поле g1 | черен топ на бяло поле a8 · черен топ на черно поле f8 · черен цар на бяло поле g8 · черна пешка на черно поле a7 · черен офицер на бяло поле b7 · черна дама на черно поле c7 · черен офицер на черно поле e7 · черна пешка на бяло поле f7 · черна пешка на черно поле b6 · черна пешка на бяло поле e6 · черна пешка на бяло поле g6 · бял кон на черно поле g5 · черна пешка на бяло поле h5 · бяла пешка на бяло поле c4 · черен кон на бяло поле g4 · бял офицер на черно поле c3 · бяла дама на бяло поле h3 · бяла пешка на бяло поле a2 · бяла пешка на черно поле b2 · бял офицер на бяло поле c2 · бяла пешка на черно поле f2 · бяла пешка на бяло поле g2 · бяла пешка на черно поле h2 · бял топ на бяло поле d1 · бял топ на бяло поле f1 · бял цар на черно поле g1 | черен топ на бяло поле a8 · черен топ на черно поле f8 · черен цар на бяло поле g8 · черна пешка на черно поле a7 · черен офицер на бяло поле b7 · черна дама на черно поле c7 · черен офицер на черно поле e7 · черна пешка на бяло поле f7 · черна пешка на черно поле b6 · черна пешка на бяло поле e6 · черна пешка на бяло поле g6 · бял кон на черно поле g5 · черна пешка на бяло поле h5 · бяла пешка на бяло поле c4 · черен кон на бяло поле g4 · бял офицер на черно поле c3 · бяла дама на бяло поле h3 · бяла пешка на бяло поле a2 · бяла пешка на черно поле b2 · бял офицер на бяло поле c2 · бяла пешка на черно поле f2 · бяла пешка на бяло поле g2 · бяла пешка на черно поле h2 · бял топ на бяло поле d1 · бял топ на бяло поле f1 · бял цар на черно поле g1 | черен топ на бяло поле a8 · черен топ на черно поле f8 · черен цар на бяло поле g8 · черна пешка на черно поле a7 · черен офицер на бяло поле b7 · черна дама на черно поле c7 · черен офицер на черно поле e7 · черна пешка на бяло поле f7 · черна пешка на черно поле b6 · черна пешка на бяло поле e6 · черна пешка на бяло поле g6 · бял кон на черно поле g5 · черна пешка на бяло поле h5 · бяла пешка на бяло поле c4 · черен кон на бяло поле g4 · бял офицер на черно поле c3 · бяла дама на бяло поле h3 · бяла пешка на бяло поле a2 · бяла пешка на черно поле b2 · бял офицер на бяло поле c2 · бяла пешка на черно поле f2 · бяла пешка на бяло поле g2 · бяла пешка на черно поле h2 · бял топ на бяло поле d1 · бял топ на бяло поле f1 · бял цар на черно поле g1 | черен топ на бяло поле a8 · черен топ на черно поле f8 · черен цар на бяло поле g8 · черна пешка на черно поле a7 · черен офицер на бяло поле b7 · черна дама на черно поле c7 · черен офицер на черно поле e7 · черна пешка на бяло поле f7 · черна пешка на черно поле b6 · черна пешка на бяло поле e6 · черна пешка на бяло поле g6 · бял кон на черно поле g5 · черна пешка на бяло поле h5 · бяла пешка на бяло поле c4 · черен кон на бяло поле g4 · бял офицер на черно поле c3 · бяла дама на бяло поле h3 · бяла пешка на бяло поле a2 · бяла пешка на черно поле b2 · бял офицер на бяло поле c2 · бяла пешка на черно поле f2 · бяла пешка на бяло поле g2 · бяла пешка на черно поле h2 · бял топ на бяло поле d1 · бял топ на бяло поле f1 · бял цар на черно поле g1 | черен топ на бяло поле a8 · черен топ на черно поле f8 · черен цар на бяло поле g8 · черна пешка на черно поле a7 · черен офицер на бяло поле b7 · черна дама на черно поле c7 · черен офицер на черно поле e7 · черна пешка на бяло поле f7 · черна пешка на черно поле b6 · черна пешка на бяло поле e6 · черна пешка на бяло поле g6 · бял кон на черно поле g5 · черна пешка на бяло поле h5 · бяла пешка на бяло поле c4 · черен кон на бяло поле g4 · бял офицер на черно поле c3 · бяла дама на бяло поле h3 · бяла пешка на бяло поле a2 · бяла пешка на черно поле b2 · бял офицер на бяло поле c2 · бяла пешка на черно поле f2 · бяла пешка на бяло поле g2 · бяла пешка на черно поле h2 · бял топ на бяло поле d1 · бял топ на бяло поле f1 · бял цар на черно поле g1 | черен топ на бяло поле a8 · черен топ на черно поле f8 · черен цар на бяло поле g8 · черна пешка на черно поле a7 · черен офицер на бяло поле b7 · черна дама на черно поле c7 · черен офицер на черно поле e7 · черна пешка на бяло поле f7 · черна пешка на черно поле b6 · черна пешка на бяло поле e6 · черна пешка на бяло поле g6 · бял кон на черно поле g5 · черна пешка на бяло поле h5 · бяла пешка на бяло поле c4 · черен кон на бяло поле g4 · бял офицер на черно поле c3 · бяла дама на бяло поле h3 · бяла пешка на бяло поле a2 · бяла пешка на черно поле b2 · бял офицер на бяло поле c2 · бяла пешка на черно поле f2 · бяла пешка на бяло поле g2 · бяла пешка на черно поле h2 · бял топ на бяло поле d1 · бял топ на бяло поле f1 · бял цар на черно поле g1 | 7 |
| 6 | черен топ на бяло поле a8 · черен топ на черно поле f8 · черен цар на бяло поле g8 · черна пешка на черно поле a7 · черен офицер на бяло поле b7 · черна дама на черно поле c7 · черен офицер на черно поле e7 · черна пешка на бяло поле f7 · черна пешка на черно поле b6 · черна пешка на бяло поле e6 · черна пешка на бяло поле g6 · бял кон на черно поле g5 · черна пешка на бяло поле h5 · бяла пешка на бяло поле c4 · черен кон на бяло поле g4 · бял офицер на черно поле c3 · бяла дама на бяло поле h3 · бяла пешка на бяло поле a2 · бяла пешка на черно поле b2 · бял офицер на бяло поле c2 · бяла пешка на черно поле f2 · бяла пешка на бяло поле g2 · бяла пешка на черно поле h2 · бял топ на бяло поле d1 · бял топ на бяло поле f1 · бял цар на черно поле g1 | черен топ на бяло поле a8 · черен топ на черно поле f8 · черен цар на бяло поле g8 · черна пешка на черно поле a7 · черен офицер на бяло поле b7 · черна дама на черно поле c7 · черен офицер на черно поле e7 · черна пешка на бяло поле f7 · черна пешка на черно поле b6 · черна пешка на бяло поле e6 · черна пешка на бяло поле g6 · бял кон на черно поле g5 · черна пешка на бяло поле h5 · бяла пешка на бяло поле c4 · черен кон на бяло поле g4 · бял офицер на черно поле c3 · бяла дама на бяло поле h3 · бяла пешка на бяло поле a2 · бяла пешка на черно поле b2 · бял офицер на бяло поле c2 · бяла пешка на черно поле f2 · бяла пешка на бяло поле g2 · бяла пешка на черно поле h2 · бял топ на бяло поле d1 · бял топ на бяло поле f1 · бял цар на черно поле g1 | черен топ на бяло поле a8 · черен топ на черно поле f8 · черен цар на бяло поле g8 · черна пешка на черно поле a7 · черен офицер на бяло поле b7 · черна дама на черно поле c7 · черен офицер на черно поле e7 · черна пешка на бяло поле f7 · черна пешка на черно поле b6 · черна пешка на бяло поле e6 · черна пешка на бяло поле g6 · бял кон на черно поле g5 · черна пешка на бяло поле h5 · бяла пешка на бяло поле c4 · черен кон на бяло поле g4 · бял офицер на черно поле c3 · бяла дама на бяло поле h3 · бяла пешка на бяло поле a2 · бяла пешка на черно поле b2 · бял офицер на бяло поле c2 · бяла пешка на черно поле f2 · бяла пешка на бяло поле g2 · бяла пешка на черно поле h2 · бял топ на бяло поле d1 · бял топ на бяло поле f1 · бял цар на черно поле g1 | черен топ на бяло поле a8 · черен топ на черно поле f8 · черен цар на бяло поле g8 · черна пешка на черно поле a7 · черен офицер на бяло поле b7 · черна дама на черно поле c7 · черен офицер на черно поле e7 · черна пешка на бяло поле f7 · черна пешка на черно поле b6 · черна пешка на бяло поле e6 · черна пешка на бяло поле g6 · бял кон на черно поле g5 · черна пешка на бяло поле h5 · бяла пешка на бяло поле c4 · черен кон на бяло поле g4 · бял офицер на черно поле c3 · бяла дама на бяло поле h3 · бяла пешка на бяло поле a2 · бяла пешка на черно поле b2 · бял офицер на бяло поле c2 · бяла пешка на черно поле f2 · бяла пешка на бяло поле g2 · бяла пешка на черно поле h2 · бял топ на бяло поле d1 · бял топ на бяло поле f1 · бял цар на черно поле g1 | черен топ на бяло поле a8 · черен топ на черно поле f8 · черен цар на бяло поле g8 · черна пешка на черно поле a7 · черен офицер на бяло поле b7 · черна дама на черно поле c7 · черен офицер на черно поле e7 · черна пешка на бяло поле f7 · черна пешка на черно поле b6 · черна пешка на бяло поле e6 · черна пешка на бяло поле g6 · бял кон на черно поле g5 · черна пешка на бяло поле h5 · бяла пешка на бяло поле c4 · черен кон на бяло поле g4 · бял офицер на черно поле c3 · бяла дама на бяло поле h3 · бяла пешка на бяло поле a2 · бяла пешка на черно поле b2 · бял офицер на бяло поле c2 · бяла пешка на черно поле f2 · бяла пешка на бяло поле g2 · бяла пешка на черно поле h2 · бял топ на бяло поле d1 · бял топ на бяло поле f1 · бял цар на черно поле g1 | черен топ на бяло поле a8 · черен топ на черно поле f8 · черен цар на бяло поле g8 · черна пешка на черно поле a7 · черен офицер на бяло поле b7 · черна дама на черно поле c7 · черен офицер на черно поле e7 · черна пешка на бяло поле f7 · черна пешка на черно поле b6 · черна пешка на бяло поле e6 · черна пешка на бяло поле g6 · бял кон на черно поле g5 · черна пешка на бяло поле h5 · бяла пешка на бяло поле c4 · черен кон на бяло поле g4 · бял офицер на черно поле c3 · бяла дама на бяло поле h3 · бяла пешка на бяло поле a2 · бяла пешка на черно поле b2 · бял офицер на бяло поле c2 · бяла пешка на черно поле f2 · бяла пешка на бяло поле g2 · бяла пешка на черно поле h2 · бял топ на бяло поле d1 · бял топ на бяло поле f1 · бял цар на черно поле g1 | черен топ на бяло поле a8 · черен топ на черно поле f8 · черен цар на бяло поле g8 · черна пешка на черно поле a7 · черен офицер на бяло поле b7 · черна дама на черно поле c7 · черен офицер на черно поле e7 · черна пешка на бяло поле f7 · черна пешка на черно поле b6 · черна пешка на бяло поле e6 · черна пешка на бяло поле g6 · бял кон на черно поле g5 · черна пешка на бяло поле h5 · бяла пешка на бяло поле c4 · черен кон на бяло поле g4 · бял офицер на черно поле c3 · бяла дама на бяло поле h3 · бяла пешка на бяло поле a2 · бяла пешка на черно поле b2 · бял офицер на бяло поле c2 · бяла пешка на черно поле f2 · бяла пешка на бяло поле g2 · бяла пешка на черно поле h2 · бял топ на бяло поле d1 · бял топ на бяло поле f1 · бял цар на черно поле g1 | черен топ на бяло поле a8 · черен топ на черно поле f8 · черен цар на бяло поле g8 · черна пешка на черно поле a7 · черен офицер на бяло поле b7 · черна дама на черно поле c7 · черен офицер на черно поле e7 · черна пешка на бяло поле f7 · черна пешка на черно поле b6 · черна пешка на бяло поле e6 · черна пешка на бяло поле g6 · бял кон на черно поле g5 · черна пешка на бяло поле h5 · бяла пешка на бяло поле c4 · черен кон на бяло поле g4 · бял офицер на черно поле c3 · бяла дама на бяло поле h3 · бяла пешка на бяло поле a2 · бяла пешка на черно поле b2 · бял офицер на бяло поле c2 · бяла пешка на черно поле f2 · бяла пешка на бяло поле g2 · бяла пешка на черно поле h2 · бял топ на бяло поле d1 · бял топ на бяло поле f1 · бял цар на черно поле g1 | 6 |
| 5 | черен топ на бяло поле a8 · черен топ на черно поле f8 · черен цар на бяло поле g8 · черна пешка на черно поле a7 · черен офицер на бяло поле b7 · черна дама на черно поле c7 · черен офицер на черно поле e7 · черна пешка на бяло поле f7 · черна пешка на черно поле b6 · черна пешка на бяло поле e6 · черна пешка на бяло поле g6 · бял кон на черно поле g5 · черна пешка на бяло поле h5 · бяла пешка на бяло поле c4 · черен кон на бяло поле g4 · бял офицер на черно поле c3 · бяла дама на бяло поле h3 · бяла пешка на бяло поле a2 · бяла пешка на черно поле b2 · бял офицер на бяло поле c2 · бяла пешка на черно поле f2 · бяла пешка на бяло поле g2 · бяла пешка на черно поле h2 · бял топ на бяло поле d1 · бял топ на бяло поле f1 · бял цар на черно поле g1 | черен топ на бяло поле a8 · черен топ на черно поле f8 · черен цар на бяло поле g8 · черна пешка на черно поле a7 · черен офицер на бяло поле b7 · черна дама на черно поле c7 · черен офицер на черно поле e7 · черна пешка на бяло поле f7 · черна пешка на черно поле b6 · черна пешка на бяло поле e6 · черна пешка на бяло поле g6 · бял кон на черно поле g5 · черна пешка на бяло поле h5 · бяла пешка на бяло поле c4 · черен кон на бяло поле g4 · бял офицер на черно поле c3 · бяла дама на бяло поле h3 · бяла пешка на бяло поле a2 · бяла пешка на черно поле b2 · бял офицер на бяло поле c2 · бяла пешка на черно поле f2 · бяла пешка на бяло поле g2 · бяла пешка на черно поле h2 · бял топ на бяло поле d1 · бял топ на бяло поле f1 · бял цар на черно поле g1 | черен топ на бяло поле a8 · черен топ на черно поле f8 · черен цар на бяло поле g8 · черна пешка на черно поле a7 · черен офицер на бяло поле b7 · черна дама на черно поле c7 · черен офицер на черно поле e7 · черна пешка на бяло поле f7 · черна пешка на черно поле b6 · черна пешка на бяло поле e6 · черна пешка на бяло поле g6 · бял кон на черно поле g5 · черна пешка на бяло поле h5 · бяла пешка на бяло поле c4 · черен кон на бяло поле g4 · бял офицер на черно поле c3 · бяла дама на бяло поле h3 · бяла пешка на бяло поле a2 · бяла пешка на черно поле b2 · бял офицер на бяло поле c2 · бяла пешка на черно поле f2 · бяла пешка на бяло поле g2 · бяла пешка на черно поле h2 · бял топ на бяло поле d1 · бял топ на бяло поле f1 · бял цар на черно поле g1 | черен топ на бяло поле a8 · черен топ на черно поле f8 · черен цар на бяло поле g8 · черна пешка на черно поле a7 · черен офицер на бяло поле b7 · черна дама на черно поле c7 · черен офицер на черно поле e7 · черна пешка на бяло поле f7 · черна пешка на черно поле b6 · черна пешка на бяло поле e6 · черна пешка на бяло поле g6 · бял кон на черно поле g5 · черна пешка на бяло поле h5 · бяла пешка на бяло поле c4 · черен кон на бяло поле g4 · бял офицер на черно поле c3 · бяла дама на бяло поле h3 · бяла пешка на бяло поле a2 · бяла пешка на черно поле b2 · бял офицер на бяло поле c2 · бяла пешка на черно поле f2 · бяла пешка на бяло поле g2 · бяла пешка на черно поле h2 · бял топ на бяло поле d1 · бял топ на бяло поле f1 · бял цар на черно поле g1 | черен топ на бяло поле a8 · черен топ на черно поле f8 · черен цар на бяло поле g8 · черна пешка на черно поле a7 · черен офицер на бяло поле b7 · черна дама на черно поле c7 · черен офицер на черно поле e7 · черна пешка на бяло поле f7 · черна пешка на черно поле b6 · черна пешка на бяло поле e6 · черна пешка на бяло поле g6 · бял кон на черно поле g5 · черна пешка на бяло поле h5 · бяла пешка на бяло поле c4 · черен кон на бяло поле g4 · бял офицер на черно поле c3 · бяла дама на бяло поле h3 · бяла пешка на бяло поле a2 · бяла пешка на черно поле b2 · бял офицер на бяло поле c2 · бяла пешка на черно поле f2 · бяла пешка на бяло поле g2 · бяла пешка на черно поле h2 · бял топ на бяло поле d1 · бял топ на бяло поле f1 · бял цар на черно поле g1 | черен топ на бяло поле a8 · черен топ на черно поле f8 · черен цар на бяло поле g8 · черна пешка на черно поле a7 · черен офицер на бяло поле b7 · черна дама на черно поле c7 · черен офицер на черно поле e7 · черна пешка на бяло поле f7 · черна пешка на черно поле b6 · черна пешка на бяло поле e6 · черна пешка на бяло поле g6 · бял кон на черно поле g5 · черна пешка на бяло поле h5 · бяла пешка на бяло поле c4 · черен кон на бяло поле g4 · бял офицер на черно поле c3 · бяла дама на бяло поле h3 · бяла пешка на бяло поле a2 · бяла пешка на черно поле b2 · бял офицер на бяло поле c2 · бяла пешка на черно поле f2 · бяла пешка на бяло поле g2 · бяла пешка на черно поле h2 · бял топ на бяло поле d1 · бял топ на бяло поле f1 · бял цар на черно поле g1 | черен топ на бяло поле a8 · черен топ на черно поле f8 · черен цар на бяло поле g8 · черна пешка на черно поле a7 · черен офицер на бяло поле b7 · черна дама на черно поле c7 · черен офицер на черно поле e7 · черна пешка на бяло поле f7 · черна пешка на черно поле b6 · черна пешка на бяло поле e6 · черна пешка на бяло поле g6 · бял кон на черно поле g5 · черна пешка на бяло поле h5 · бяла пешка на бяло поле c4 · черен кон на бяло поле g4 · бял офицер на черно поле c3 · бяла дама на бяло поле h3 · бяла пешка на бяло поле a2 · бяла пешка на черно поле b2 · бял офицер на бяло поле c2 · бяла пешка на черно поле f2 · бяла пешка на бяло поле g2 · бяла пешка на черно поле h2 · бял топ на бяло поле d1 · бял топ на бяло поле f1 · бял цар на черно поле g1 | черен топ на бяло поле a8 · черен топ на черно поле f8 · черен цар на бяло поле g8 · черна пешка на черно поле a7 · черен офицер на бяло поле b7 · черна дама на черно поле c7 · черен офицер на черно поле e7 · черна пешка на бяло поле f7 · черна пешка на черно поле b6 · черна пешка на бяло поле e6 · черна пешка на бяло поле g6 · бял кон на черно поле g5 · черна пешка на бяло поле h5 · бяла пешка на бяло поле c4 · черен кон на бяло поле g4 · бял офицер на черно поле c3 · бяла дама на бяло поле h3 · бяла пешка на бяло поле a2 · бяла пешка на черно поле b2 · бял офицер на бяло поле c2 · бяла пешка на черно поле f2 · бяла пешка на бяло поле g2 · бяла пешка на черно поле h2 · бял топ на бяло поле d1 · бял топ на бяло поле f1 · бял цар на черно поле g1 | 5 |
| 4 | черен топ на бяло поле a8 · черен топ на черно поле f8 · черен цар на бяло поле g8 · черна пешка на черно поле a7 · черен офицер на бяло поле b7 · черна дама на черно поле c7 · черен офицер на черно поле e7 · черна пешка на бяло поле f7 · черна пешка на черно поле b6 · черна пешка на бяло поле e6 · черна пешка на бяло поле g6 · бял кон на черно поле g5 · черна пешка на бяло поле h5 · бяла пешка на бяло поле c4 · черен кон на бяло поле g4 · бял офицер на черно поле c3 · бяла дама на бяло поле h3 · бяла пешка на бяло поле a2 · бяла пешка на черно поле b2 · бял офицер на бяло поле c2 · бяла пешка на черно поле f2 · бяла пешка на бяло поле g2 · бяла пешка на черно поле h2 · бял топ на бяло поле d1 · бял топ на бяло поле f1 · бял цар на черно поле g1 | черен топ на бяло поле a8 · черен топ на черно поле f8 · черен цар на бяло поле g8 · черна пешка на черно поле a7 · черен офицер на бяло поле b7 · черна дама на черно поле c7 · черен офицер на черно поле e7 · черна пешка на бяло поле f7 · черна пешка на черно поле b6 · черна пешка на бяло поле e6 · черна пешка на бяло поле g6 · бял кон на черно поле g5 · черна пешка на бяло поле h5 · бяла пешка на бяло поле c4 · черен кон на бяло поле g4 · бял офицер на черно поле c3 · бяла дама на бяло поле h3 · бяла пешка на бяло поле a2 · бяла пешка на черно поле b2 · бял офицер на бяло поле c2 · бяла пешка на черно поле f2 · бяла пешка на бяло поле g2 · бяла пешка на черно поле h2 · бял топ на бяло поле d1 · бял топ на бяло поле f1 · бял цар на черно поле g1 | черен топ на бяло поле a8 · черен топ на черно поле f8 · черен цар на бяло поле g8 · черна пешка на черно поле a7 · черен офицер на бяло поле b7 · черна дама на черно поле c7 · черен офицер на черно поле e7 · черна пешка на бяло поле f7 · черна пешка на черно поле b6 · черна пешка на бяло поле e6 · черна пешка на бяло поле g6 · бял кон на черно поле g5 · черна пешка на бяло поле h5 · бяла пешка на бяло поле c4 · черен кон на бяло поле g4 · бял офицер на черно поле c3 · бяла дама на бяло поле h3 · бяла пешка на бяло поле a2 · бяла пешка на черно поле b2 · бял офицер на бяло поле c2 · бяла пешка на черно поле f2 · бяла пешка на бяло поле g2 · бяла пешка на черно поле h2 · бял топ на бяло поле d1 · бял топ на бяло поле f1 · бял цар на черно поле g1 | черен топ на бяло поле a8 · черен топ на черно поле f8 · черен цар на бяло поле g8 · черна пешка на черно поле a7 · черен офицер на бяло поле b7 · черна дама на черно поле c7 · черен офицер на черно поле e7 · черна пешка на бяло поле f7 · черна пешка на черно поле b6 · черна пешка на бяло поле e6 · черна пешка на бяло поле g6 · бял кон на черно поле g5 · черна пешка на бяло поле h5 · бяла пешка на бяло поле c4 · черен кон на бяло поле g4 · бял офицер на черно поле c3 · бяла дама на бяло поле h3 · бяла пешка на бяло поле a2 · бяла пешка на черно поле b2 · бял офицер на бяло поле c2 · бяла пешка на черно поле f2 · бяла пешка на бяло поле g2 · бяла пешка на черно поле h2 · бял топ на бяло поле d1 · бял топ на бяло поле f1 · бял цар на черно поле g1 | черен топ на бяло поле a8 · черен топ на черно поле f8 · черен цар на бяло поле g8 · черна пешка на черно поле a7 · черен офицер на бяло поле b7 · черна дама на черно поле c7 · черен офицер на черно поле e7 · черна пешка на бяло поле f7 · черна пешка на черно поле b6 · черна пешка на бяло поле e6 · черна пешка на бяло поле g6 · бял кон на черно поле g5 · черна пешка на бяло поле h5 · бяла пешка на бяло поле c4 · черен кон на бяло поле g4 · бял офицер на черно поле c3 · бяла дама на бяло поле h3 · бяла пешка на бяло поле a2 · бяла пешка на черно поле b2 · бял офицер на бяло поле c2 · бяла пешка на черно поле f2 · бяла пешка на бяло поле g2 · бяла пешка на черно поле h2 · бял топ на бяло поле d1 · бял топ на бяло поле f1 · бял цар на черно поле g1 | черен топ на бяло поле a8 · черен топ на черно поле f8 · черен цар на бяло поле g8 · черна пешка на черно поле a7 · черен офицер на бяло поле b7 · черна дама на черно поле c7 · черен офицер на черно поле e7 · черна пешка на бяло поле f7 · черна пешка на черно поле b6 · черна пешка на бяло поле e6 · черна пешка на бяло поле g6 · бял кон на черно поле g5 · черна пешка на бяло поле h5 · бяла пешка на бяло поле c4 · черен кон на бяло поле g4 · бял офицер на черно поле c3 · бяла дама на бяло поле h3 · бяла пешка на бяло поле a2 · бяла пешка на черно поле b2 · бял офицер на бяло поле c2 · бяла пешка на черно поле f2 · бяла пешка на бяло поле g2 · бяла пешка на черно поле h2 · бял топ на бяло поле d1 · бял топ на бяло поле f1 · бял цар на черно поле g1 | черен топ на бяло поле a8 · черен топ на черно поле f8 · черен цар на бяло поле g8 · черна пешка на черно поле a7 · черен офицер на бяло поле b7 · черна дама на черно поле c7 · черен офицер на черно поле e7 · черна пешка на бяло поле f7 · черна пешка на черно поле b6 · черна пешка на бяло поле e6 · черна пешка на бяло поле g6 · бял кон на черно поле g5 · черна пешка на бяло поле h5 · бяла пешка на бяло поле c4 · черен кон на бяло поле g4 · бял офицер на черно поле c3 · бяла дама на бяло поле h3 · бяла пешка на бяло поле a2 · бяла пешка на черно поле b2 · бял офицер на бяло поле c2 · бяла пешка на черно поле f2 · бяла пешка на бяло поле g2 · бяла пешка на черно поле h2 · бял топ на бяло поле d1 · бял топ на бяло поле f1 · бял цар на черно поле g1 | черен топ на бяло поле a8 · черен топ на черно поле f8 · черен цар на бяло поле g8 · черна пешка на черно поле a7 · черен офицер на бяло поле b7 · черна дама на черно поле c7 · черен офицер на черно поле e7 · черна пешка на бяло поле f7 · черна пешка на черно поле b6 · черна пешка на бяло поле e6 · черна пешка на бяло поле g6 · бял кон на черно поле g5 · черна пешка на бяло поле h5 · бяла пешка на бяло поле c4 · черен кон на бяло поле g4 · бял офицер на черно поле c3 · бяла дама на бяло поле h3 · бяла пешка на бяло поле a2 · бяла пешка на черно поле b2 · бял офицер на бяло поле c2 · бяла пешка на черно поле f2 · бяла пешка на бяло поле g2 · бяла пешка на черно поле h2 · бял топ на бяло поле d1 · бял топ на бяло поле f1 · бял цар на черно поле g1 | 4 |
| 3 | черен топ на бяло поле a8 · черен топ на черно поле f8 · черен цар на бяло поле g8 · черна пешка на черно поле a7 · черен офицер на бяло поле b7 · черна дама на черно поле c7 · черен офицер на черно поле e7 · черна пешка на бяло поле f7 · черна пешка на черно поле b6 · черна пешка на бяло поле e6 · черна пешка на бяло поле g6 · бял кон на черно поле g5 · черна пешка на бяло поле h5 · бяла пешка на бяло поле c4 · черен кон на бяло поле g4 · бял офицер на черно поле c3 · бяла дама на бяло поле h3 · бяла пешка на бяло поле a2 · бяла пешка на черно поле b2 · бял офицер на бяло поле c2 · бяла пешка на черно поле f2 · бяла пешка на бяло поле g2 · бяла пешка на черно поле h2 · бял топ на бяло поле d1 · бял топ на бяло поле f1 · бял цар на черно поле g1 | черен топ на бяло поле a8 · черен топ на черно поле f8 · черен цар на бяло поле g8 · черна пешка на черно поле a7 · черен офицер на бяло поле b7 · черна дама на черно поле c7 · черен офицер на черно поле e7 · черна пешка на бяло поле f7 · черна пешка на черно поле b6 · черна пешка на бяло поле e6 · черна пешка на бяло поле g6 · бял кон на черно поле g5 · черна пешка на бяло поле h5 · бяла пешка на бяло поле c4 · черен кон на бяло поле g4 · бял офицер на черно поле c3 · бяла дама на бяло поле h3 · бяла пешка на бяло поле a2 · бяла пешка на черно поле b2 · бял офицер на бяло поле c2 · бяла пешка на черно поле f2 · бяла пешка на бяло поле g2 · бяла пешка на черно поле h2 · бял топ на бяло поле d1 · бял топ на бяло поле f1 · бял цар на черно поле g1 | черен топ на бяло поле a8 · черен топ на черно поле f8 · черен цар на бяло поле g8 · черна пешка на черно поле a7 · черен офицер на бяло поле b7 · черна дама на черно поле c7 · черен офицер на черно поле e7 · черна пешка на бяло поле f7 · черна пешка на черно поле b6 · черна пешка на бяло поле e6 · черна пешка на бяло поле g6 · бял кон на черно поле g5 · черна пешка на бяло поле h5 · бяла пешка на бяло поле c4 · черен кон на бяло поле g4 · бял офицер на черно поле c3 · бяла дама на бяло поле h3 · бяла пешка на бяло поле a2 · бяла пешка на черно поле b2 · бял офицер на бяло поле c2 · бяла пешка на черно поле f2 · бяла пешка на бяло поле g2 · бяла пешка на черно поле h2 · бял топ на бяло поле d1 · бял топ на бяло поле f1 · бял цар на черно поле g1 | черен топ на бяло поле a8 · черен топ на черно поле f8 · черен цар на бяло поле g8 · черна пешка на черно поле a7 · черен офицер на бяло поле b7 · черна дама на черно поле c7 · черен офицер на черно поле e7 · черна пешка на бяло поле f7 · черна пешка на черно поле b6 · черна пешка на бяло поле e6 · черна пешка на бяло поле g6 · бял кон на черно поле g5 · черна пешка на бяло поле h5 · бяла пешка на бяло поле c4 · черен кон на бяло поле g4 · бял офицер на черно поле c3 · бяла дама на бяло поле h3 · бяла пешка на бяло поле a2 · бяла пешка на черно поле b2 · бял офицер на бяло поле c2 · бяла пешка на черно поле f2 · бяла пешка на бяло поле g2 · бяла пешка на черно поле h2 · бял топ на бяло поле d1 · бял топ на бяло поле f1 · бял цар на черно поле g1 | черен топ на бяло поле a8 · черен топ на черно поле f8 · черен цар на бяло поле g8 · черна пешка на черно поле a7 · черен офицер на бяло поле b7 · черна дама на черно поле c7 · черен офицер на черно поле e7 · черна пешка на бяло поле f7 · черна пешка на черно поле b6 · черна пешка на бяло поле e6 · черна пешка на бяло поле g6 · бял кон на черно поле g5 · черна пешка на бяло поле h5 · бяла пешка на бяло поле c4 · черен кон на бяло поле g4 · бял офицер на черно поле c3 · бяла дама на бяло поле h3 · бяла пешка на бяло поле a2 · бяла пешка на черно поле b2 · бял офицер на бяло поле c2 · бяла пешка на черно поле f2 · бяла пешка на бяло поле g2 · бяла пешка на черно поле h2 · бял топ на бяло поле d1 · бял топ на бяло поле f1 · бял цар на черно поле g1 | черен топ на бяло поле a8 · черен топ на черно поле f8 · черен цар на бяло поле g8 · черна пешка на черно поле a7 · черен офицер на бяло поле b7 · черна дама на черно поле c7 · черен офицер на черно поле e7 · черна пешка на бяло поле f7 · черна пешка на черно поле b6 · черна пешка на бяло поле e6 · черна пешка на бяло поле g6 · бял кон на черно поле g5 · черна пешка на бяло поле h5 · бяла пешка на бяло поле c4 · черен кон на бяло поле g4 · бял офицер на черно поле c3 · бяла дама на бяло поле h3 · бяла пешка на бяло поле a2 · бяла пешка на черно поле b2 · бял офицер на бяло поле c2 · бяла пешка на черно поле f2 · бяла пешка на бяло поле g2 · бяла пешка на черно поле h2 · бял топ на бяло поле d1 · бял топ на бяло поле f1 · бял цар на черно поле g1 | черен топ на бяло поле a8 · черен топ на черно поле f8 · черен цар на бяло поле g8 · черна пешка на черно поле a7 · черен офицер на бяло поле b7 · черна дама на черно поле c7 · черен офицер на черно поле e7 · черна пешка на бяло поле f7 · черна пешка на черно поле b6 · черна пешка на бяло поле e6 · черна пешка на бяло поле g6 · бял кон на черно поле g5 · черна пешка на бяло поле h5 · бяла пешка на бяло поле c4 · черен кон на бяло поле g4 · бял офицер на черно поле c3 · бяла дама на бяло поле h3 · бяла пешка на бяло поле a2 · бяла пешка на черно поле b2 · бял офицер на бяло поле c2 · бяла пешка на черно поле f2 · бяла пешка на бяло поле g2 · бяла пешка на черно поле h2 · бял топ на бяло поле d1 · бял топ на бяло поле f1 · бял цар на черно поле g1 | черен топ на бяло поле a8 · черен топ на черно поле f8 · черен цар на бяло поле g8 · черна пешка на черно поле a7 · черен офицер на бяло поле b7 · черна дама на черно поле c7 · черен офицер на черно поле e7 · черна пешка на бяло поле f7 · черна пешка на черно поле b6 · черна пешка на бяло поле e6 · черна пешка на бяло поле g6 · бял кон на черно поле g5 · черна пешка на бяло поле h5 · бяла пешка на бяло поле c4 · черен кон на бяло поле g4 · бял офицер на черно поле c3 · бяла дама на бяло поле h3 · бяла пешка на бяло поле a2 · бяла пешка на черно поле b2 · бял офицер на бяло поле c2 · бяла пешка на черно поле f2 · бяла пешка на бяло поле g2 · бяла пешка на черно поле h2 · бял топ на бяло поле d1 · бял топ на бяло поле f1 · бял цар на черно поле g1 | 3 |
| 2 | черен топ на бяло поле a8 · черен топ на черно поле f8 · черен цар на бяло поле g8 · черна пешка на черно поле a7 · черен офицер на бяло поле b7 · черна дама на черно поле c7 · черен офицер на черно поле e7 · черна пешка на бяло поле f7 · черна пешка на черно поле b6 · черна пешка на бяло поле e6 · черна пешка на бяло поле g6 · бял кон на черно поле g5 · черна пешка на бяло поле h5 · бяла пешка на бяло поле c4 · черен кон на бяло поле g4 · бял офицер на черно поле c3 · бяла дама на бяло поле h3 · бяла пешка на бяло поле a2 · бяла пешка на черно поле b2 · бял офицер на бяло поле c2 · бяла пешка на черно поле f2 · бяла пешка на бяло поле g2 · бяла пешка на черно поле h2 · бял топ на бяло поле d1 · бял топ на бяло поле f1 · бял цар на черно поле g1 | черен топ на бяло поле a8 · черен топ на черно поле f8 · черен цар на бяло поле g8 · черна пешка на черно поле a7 · черен офицер на бяло поле b7 · черна дама на черно поле c7 · черен офицер на черно поле e7 · черна пешка на бяло поле f7 · черна пешка на черно поле b6 · черна пешка на бяло поле e6 · черна пешка на бяло поле g6 · бял кон на черно поле g5 · черна пешка на бяло поле h5 · бяла пешка на бяло поле c4 · черен кон на бяло поле g4 · бял офицер на черно поле c3 · бяла дама на бяло поле h3 · бяла пешка на бяло поле a2 · бяла пешка на черно поле b2 · бял офицер на бяло поле c2 · бяла пешка на черно поле f2 · бяла пешка на бяло поле g2 · бяла пешка на черно поле h2 · бял топ на бяло поле d1 · бял топ на бяло поле f1 · бял цар на черно поле g1 | черен топ на бяло поле a8 · черен топ на черно поле f8 · черен цар на бяло поле g8 · черна пешка на черно поле a7 · черен офицер на бяло поле b7 · черна дама на черно поле c7 · черен офицер на черно поле e7 · черна пешка на бяло поле f7 · черна пешка на черно поле b6 · черна пешка на бяло поле e6 · черна пешка на бяло поле g6 · бял кон на черно поле g5 · черна пешка на бяло поле h5 · бяла пешка на бяло поле c4 · черен кон на бяло поле g4 · бял офицер на черно поле c3 · бяла дама на бяло поле h3 · бяла пешка на бяло поле a2 · бяла пешка на черно поле b2 · бял офицер на бяло поле c2 · бяла пешка на черно поле f2 · бяла пешка на бяло поле g2 · бяла пешка на черно поле h2 · бял топ на бяло поле d1 · бял топ на бяло поле f1 · бял цар на черно поле g1 | черен топ на бяло поле a8 · черен топ на черно поле f8 · черен цар на бяло поле g8 · черна пешка на черно поле a7 · черен офицер на бяло поле b7 · черна дама на черно поле c7 · черен офицер на черно поле e7 · черна пешка на бяло поле f7 · черна пешка на черно поле b6 · черна пешка на бяло поле e6 · черна пешка на бяло поле g6 · бял кон на черно поле g5 · черна пешка на бяло поле h5 · бяла пешка на бяло поле c4 · черен кон на бяло поле g4 · бял офицер на черно поле c3 · бяла дама на бяло поле h3 · бяла пешка на бяло поле a2 · бяла пешка на черно поле b2 · бял офицер на бяло поле c2 · бяла пешка на черно поле f2 · бяла пешка на бяло поле g2 · бяла пешка на черно поле h2 · бял топ на бяло поле d1 · бял топ на бяло поле f1 · бял цар на черно поле g1 | черен топ на бяло поле a8 · черен топ на черно поле f8 · черен цар на бяло поле g8 · черна пешка на черно поле a7 · черен офицер на бяло поле b7 · черна дама на черно поле c7 · черен офицер на черно поле e7 · черна пешка на бяло поле f7 · черна пешка на черно поле b6 · черна пешка на бяло поле e6 · черна пешка на бяло поле g6 · бял кон на черно поле g5 · черна пешка на бяло поле h5 · бяла пешка на бяло поле c4 · черен кон на бяло поле g4 · бял офицер на черно поле c3 · бяла дама на бяло поле h3 · бяла пешка на бяло поле a2 · бяла пешка на черно поле b2 · бял офицер на бяло поле c2 · бяла пешка на черно поле f2 · бяла пешка на бяло поле g2 · бяла пешка на черно поле h2 · бял топ на бяло поле d1 · бял топ на бяло поле f1 · бял цар на черно поле g1 | черен топ на бяло поле a8 · черен топ на черно поле f8 · черен цар на бяло поле g8 · черна пешка на черно поле a7 · черен офицер на бяло поле b7 · черна дама на черно поле c7 · черен офицер на черно поле e7 · черна пешка на бяло поле f7 · черна пешка на черно поле b6 · черна пешка на бяло поле e6 · черна пешка на бяло поле g6 · бял кон на черно поле g5 · черна пешка на бяло поле h5 · бяла пешка на бяло поле c4 · черен кон на бяло поле g4 · бял офицер на черно поле c3 · бяла дама на бяло поле h3 · бяла пешка на бяло поле a2 · бяла пешка на черно поле b2 · бял офицер на бяло поле c2 · бяла пешка на черно поле f2 · бяла пешка на бяло поле g2 · бяла пешка на черно поле h2 · бял топ на бяло поле d1 · бял топ на бяло поле f1 · бял цар на черно поле g1 | черен топ на бяло поле a8 · черен топ на черно поле f8 · черен цар на бяло поле g8 · черна пешка на черно поле a7 · черен офицер на бяло поле b7 · черна дама на черно поле c7 · черен офицер на черно поле e7 · черна пешка на бяло поле f7 · черна пешка на черно поле b6 · черна пешка на бяло поле e6 · черна пешка на бяло поле g6 · бял кон на черно поле g5 · черна пешка на бяло поле h5 · бяла пешка на бяло поле c4 · черен кон на бяло поле g4 · бял офицер на черно поле c3 · бяла дама на бяло поле h3 · бяла пешка на бяло поле a2 · бяла пешка на черно поле b2 · бял офицер на бяло поле c2 · бяла пешка на черно поле f2 · бяла пешка на бяло поле g2 · бяла пешка на черно поле h2 · бял топ на бяло поле d1 · бял топ на бяло поле f1 · бял цар на черно поле g1 | черен топ на бяло поле a8 · черен топ на черно поле f8 · черен цар на бяло поле g8 · черна пешка на черно поле a7 · черен офицер на бяло поле b7 · черна дама на черно поле c7 · черен офицер на черно поле e7 · черна пешка на бяло поле f7 · черна пешка на черно поле b6 · черна пешка на бяло поле e6 · черна пешка на бяло поле g6 · бял кон на черно поле g5 · черна пешка на бяло поле h5 · бяла пешка на бяло поле c4 · черен кон на бяло поле g4 · бял офицер на черно поле c3 · бяла дама на бяло поле h3 · бяла пешка на бяло поле a2 · бяла пешка на черно поле b2 · бял офицер на бяло поле c2 · бяла пешка на черно поле f2 · бяла пешка на бяло поле g2 · бяла пешка на черно поле h2 · бял топ на бяло поле d1 · бял топ на бяло поле f1 · бял цар на черно поле g1 | 2 |
| 1 | черен топ на бяло поле a8 · черен топ на черно поле f8 · черен цар на бяло поле g8 · черна пешка на черно поле a7 · черен офицер на бяло поле b7 · черна дама на черно поле c7 · черен офицер на черно поле e7 · черна пешка на бяло поле f7 · черна пешка на черно поле b6 · черна пешка на бяло поле e6 · черна пешка на бяло поле g6 · бял кон на черно поле g5 · черна пешка на бяло поле h5 · бяла пешка на бяло поле c4 · черен кон на бяло поле g4 · бял офицер на черно поле c3 · бяла дама на бяло поле h3 · бяла пешка на бяло поле a2 · бяла пешка на черно поле b2 · бял офицер на бяло поле c2 · бяла пешка на черно поле f2 · бяла пешка на бяло поле g2 · бяла пешка на черно поле h2 · бял топ на бяло поле d1 · бял топ на бяло поле f1 · бял цар на черно поле g1 | черен топ на бяло поле a8 · черен топ на черно поле f8 · черен цар на бяло поле g8 · черна пешка на черно поле a7 · черен офицер на бяло поле b7 · черна дама на черно поле c7 · черен офицер на черно поле e7 · черна пешка на бяло поле f7 · черна пешка на черно поле b6 · черна пешка на бяло поле e6 · черна пешка на бяло поле g6 · бял кон на черно поле g5 · черна пешка на бяло поле h5 · бяла пешка на бяло поле c4 · черен кон на бяло поле g4 · бял офицер на черно поле c3 · бяла дама на бяло поле h3 · бяла пешка на бяло поле a2 · бяла пешка на черно поле b2 · бял офицер на бяло поле c2 · бяла пешка на черно поле f2 · бяла пешка на бяло поле g2 · бяла пешка на черно поле h2 · бял топ на бяло поле d1 · бял топ на бяло поле f1 · бял цар на черно поле g1 | черен топ на бяло поле a8 · черен топ на черно поле f8 · черен цар на бяло поле g8 · черна пешка на черно поле a7 · черен офицер на бяло поле b7 · черна дама на черно поле c7 · черен офицер на черно поле e7 · черна пешка на бяло поле f7 · черна пешка на черно поле b6 · черна пешка на бяло поле e6 · черна пешка на бяло поле g6 · бял кон на черно поле g5 · черна пешка на бяло поле h5 · бяла пешка на бяло поле c4 · черен кон на бяло поле g4 · бял офицер на черно поле c3 · бяла дама на бяло поле h3 · бяла пешка на бяло поле a2 · бяла пешка на черно поле b2 · бял офицер на бяло поле c2 · бяла пешка на черно поле f2 · бяла пешка на бяло поле g2 · бяла пешка на черно поле h2 · бял топ на бяло поле d1 · бял топ на бяло поле f1 · бял цар на черно поле g1 | черен топ на бяло поле a8 · черен топ на черно поле f8 · черен цар на бяло поле g8 · черна пешка на черно поле a7 · черен офицер на бяло поле b7 · черна дама на черно поле c7 · черен офицер на черно поле e7 · черна пешка на бяло поле f7 · черна пешка на черно поле b6 · черна пешка на бяло поле e6 · черна пешка на бяло поле g6 · бял кон на черно поле g5 · черна пешка на бяло поле h5 · бяла пешка на бяло поле c4 · черен кон на бяло поле g4 · бял офицер на черно поле c3 · бяла дама на бяло поле h3 · бяла пешка на бяло поле a2 · бяла пешка на черно поле b2 · бял офицер на бяло поле c2 · бяла пешка на черно поле f2 · бяла пешка на бяло поле g2 · бяла пешка на черно поле h2 · бял топ на бяло поле d1 · бял топ на бяло поле f1 · бял цар на черно поле g1 | черен топ на бяло поле a8 · черен топ на черно поле f8 · черен цар на бяло поле g8 · черна пешка на черно поле a7 · черен офицер на бяло поле b7 · черна дама на черно поле c7 · черен офицер на черно поле e7 · черна пешка на бяло поле f7 · черна пешка на черно поле b6 · черна пешка на бяло поле e6 · черна пешка на бяло поле g6 · бял кон на черно поле g5 · черна пешка на бяло поле h5 · бяла пешка на бяло поле c4 · черен кон на бяло поле g4 · бял офицер на черно поле c3 · бяла дама на бяло поле h3 · бяла пешка на бяло поле a2 · бяла пешка на черно поле b2 · бял офицер на бяло поле c2 · бяла пешка на черно поле f2 · бяла пешка на бяло поле g2 · бяла пешка на черно поле h2 · бял топ на бяло поле d1 · бял топ на бяло поле f1 · бял цар на черно поле g1 | черен топ на бяло поле a8 · черен топ на черно поле f8 · черен цар на бяло поле g8 · черна пешка на черно поле a7 · черен офицер на бяло поле b7 · черна дама на черно поле c7 · черен офицер на черно поле e7 · черна пешка на бяло поле f7 · черна пешка на черно поле b6 · черна пешка на бяло поле e6 · черна пешка на бяло поле g6 · бял кон на черно поле g5 · черна пешка на бяло поле h5 · бяла пешка на бяло поле c4 · черен кон на бяло поле g4 · бял офицер на черно поле c3 · бяла дама на бяло поле h3 · бяла пешка на бяло поле a2 · бяла пешка на черно поле b2 · бял офицер на бяло поле c2 · бяла пешка на черно поле f2 · бяла пешка на бяло поле g2 · бяла пешка на черно поле h2 · бял топ на бяло поле d1 · бял топ на бяло поле f1 · бял цар на черно поле g1 | черен топ на бяло поле a8 · черен топ на черно поле f8 · черен цар на бяло поле g8 · черна пешка на черно поле a7 · черен офицер на бяло поле b7 · черна дама на черно поле c7 · черен офицер на черно поле e7 · черна пешка на бяло поле f7 · черна пешка на черно поле b6 · черна пешка на бяло поле e6 · черна пешка на бяло поле g6 · бял кон на черно поле g5 · черна пешка на бяло поле h5 · бяла пешка на бяло поле c4 · черен кон на бяло поле g4 · бял офицер на черно поле c3 · бяла дама на бяло поле h3 · бяла пешка на бяло поле a2 · бяла пешка на черно поле b2 · бял офицер на бяло поле c2 · бяла пешка на черно поле f2 · бяла пешка на бяло поле g2 · бяла пешка на черно поле h2 · бял топ на бяло поле d1 · бял топ на бяло поле f1 · бял цар на черно поле g1 | черен топ на бяло поле a8 · черен топ на черно поле f8 · черен цар на бяло поле g8 · черна пешка на черно поле a7 · черен офицер на бяло поле b7 · черна дама на черно поле c7 · черен офицер на черно поле e7 · черна пешка на бяло поле f7 · черна пешка на черно поле b6 · черна пешка на бяло поле e6 · черна пешка на бяло поле g6 · бял кон на черно поле g5 · черна пешка на бяло поле h5 · бяла пешка на бяло поле c4 · черен кон на бяло поле g4 · бял офицер на черно поле c3 · бяла дама на бяло поле h3 · бяла пешка на бяло поле a2 · бяла пешка на черно поле b2 · бял офицер на бяло поле c2 · бяла пешка на черно поле f2 · бяла пешка на бяло поле g2 · бяла пешка на черно поле h2 · бял топ на бяло поле d1 · бял топ на бяло поле f1 · бял цар на черно поле g1 | 1 |
|   | a | b | c | d | e | f | g | h |   |

В игра от мача за световната титла Вера Менчик – Соня Граф в Земеринг, 1937 г. възниква двуостра позиция, показана на диаграма 3 след хода на Граф 20....Кg4?! вместо правилния 20....Тd8.  Черните едновременно атакуват белия кон и непосредствено заплашват с Д:h2 мат, от който предпазва бялата дама на h3. Белите са създали косвена заплаха от мат с идея завличане с жертва на дамата 21.Д:h5! g:h5 22.Oh7X, но ако играят веднага 21.Д:h5!?, черните отговарят със своята идея 21.... Д:h2+! 22.Д:h2 К:h2 23.К:е6 f:e6 24.Ц:h2 (Тd7) и белите печелят само една пешка. Слабост в позицията на черните е, че от с7 тяхната дама трябва да изпълнява едновременно две функции: освен матовата заплаха на h2 охранява и двата офицера. Затова Менчик завлича черната дама на неудобно поле, за да я отклони от диагонала с7-h2 или от седмата линия със заплахата 21.Тd7! Ако 21....Д:d7??, тогава 22.Д:h5! с последващ мат. На 21....Дf4 (Дb8) следва 22.Т:е7 със загуба на фигура и Граф се предава.
Обикновено примамването е неразделен елемент от по-сложна тактическа операция. 

В двуострата позиция на диаграма 4 белите са заплашени с Дh2 мат, но са на ход и изпълняват форсирана матова комбинация, като използват два пъти темата за завличане.
|   | a | b | c | d | e | f | g | h |   |
| 8 | черен цар на бяло поле g8 · черна пешка на бяло поле f7 · черен офицер на черно поле g7 · черна пешка на черно поле b6 · бял кон на черно поле d6 · черна пешка на черно поле h6 · черна пешка на черно поле a5 · черна пешка на черно поле g5 · черна дама на черно поле f4 · бяла дама на черно поле a3 · бяла пешка на бяло поле h3 · бяла пешка на бяло поле a2 · бяла пешка на черно поле b2 · черен топ на бяло поле c2 · бял топ на бяло поле d1 · бял топ на черно поле e1 · бял цар на бяло поле h1 | черен цар на бяло поле g8 · черна пешка на бяло поле f7 · черен офицер на черно поле g7 · черна пешка на черно поле b6 · бял кон на черно поле d6 · черна пешка на черно поле h6 · черна пешка на черно поле a5 · черна пешка на черно поле g5 · черна дама на черно поле f4 · бяла дама на черно поле a3 · бяла пешка на бяло поле h3 · бяла пешка на бяло поле a2 · бяла пешка на черно поле b2 · черен топ на бяло поле c2 · бял топ на бяло поле d1 · бял топ на черно поле e1 · бял цар на бяло поле h1 | черен цар на бяло поле g8 · черна пешка на бяло поле f7 · черен офицер на черно поле g7 · черна пешка на черно поле b6 · бял кон на черно поле d6 · черна пешка на черно поле h6 · черна пешка на черно поле a5 · черна пешка на черно поле g5 · черна дама на черно поле f4 · бяла дама на черно поле a3 · бяла пешка на бяло поле h3 · бяла пешка на бяло поле a2 · бяла пешка на черно поле b2 · черен топ на бяло поле c2 · бял топ на бяло поле d1 · бял топ на черно поле e1 · бял цар на бяло поле h1 | черен цар на бяло поле g8 · черна пешка на бяло поле f7 · черен офицер на черно поле g7 · черна пешка на черно поле b6 · бял кон на черно поле d6 · черна пешка на черно поле h6 · черна пешка на черно поле a5 · черна пешка на черно поле g5 · черна дама на черно поле f4 · бяла дама на черно поле a3 · бяла пешка на бяло поле h3 · бяла пешка на бяло поле a2 · бяла пешка на черно поле b2 · черен топ на бяло поле c2 · бял топ на бяло поле d1 · бял топ на черно поле e1 · бял цар на бяло поле h1 | черен цар на бяло поле g8 · черна пешка на бяло поле f7 · черен офицер на черно поле g7 · черна пешка на черно поле b6 · бял кон на черно поле d6 · черна пешка на черно поле h6 · черна пешка на черно поле a5 · черна пешка на черно поле g5 · черна дама на черно поле f4 · бяла дама на черно поле a3 · бяла пешка на бяло поле h3 · бяла пешка на бяло поле a2 · бяла пешка на черно поле b2 · черен топ на бяло поле c2 · бял топ на бяло поле d1 · бял топ на черно поле e1 · бял цар на бяло поле h1 | черен цар на бяло поле g8 · черна пешка на бяло поле f7 · черен офицер на черно поле g7 · черна пешка на черно поле b6 · бял кон на черно поле d6 · черна пешка на черно поле h6 · черна пешка на черно поле a5 · черна пешка на черно поле g5 · черна дама на черно поле f4 · бяла дама на черно поле a3 · бяла пешка на бяло поле h3 · бяла пешка на бяло поле a2 · бяла пешка на черно поле b2 · черен топ на бяло поле c2 · бял топ на бяло поле d1 · бял топ на черно поле e1 · бял цар на бяло поле h1 | черен цар на бяло поле g8 · черна пешка на бяло поле f7 · черен офицер на черно поле g7 · черна пешка на черно поле b6 · бял кон на черно поле d6 · черна пешка на черно поле h6 · черна пешка на черно поле a5 · черна пешка на черно поле g5 · черна дама на черно поле f4 · бяла дама на черно поле a3 · бяла пешка на бяло поле h3 · бяла пешка на бяло поле a2 · бяла пешка на черно поле b2 · черен топ на бяло поле c2 · бял топ на бяло поле d1 · бял топ на черно поле e1 · бял цар на бяло поле h1 | черен цар на бяло поле g8 · черна пешка на бяло поле f7 · черен офицер на черно поле g7 · черна пешка на черно поле b6 · бял кон на черно поле d6 · черна пешка на черно поле h6 · черна пешка на черно поле a5 · черна пешка на черно поле g5 · черна дама на черно поле f4 · бяла дама на черно поле a3 · бяла пешка на бяло поле h3 · бяла пешка на бяло поле a2 · бяла пешка на черно поле b2 · черен топ на бяло поле c2 · бял топ на бяло поле d1 · бял топ на черно поле e1 · бял цар на бяло поле h1 | 8 |
| 7 | черен цар на бяло поле g8 · черна пешка на бяло поле f7 · черен офицер на черно поле g7 · черна пешка на черно поле b6 · бял кон на черно поле d6 · черна пешка на черно поле h6 · черна пешка на черно поле a5 · черна пешка на черно поле g5 · черна дама на черно поле f4 · бяла дама на черно поле a3 · бяла пешка на бяло поле h3 · бяла пешка на бяло поле a2 · бяла пешка на черно поле b2 · черен топ на бяло поле c2 · бял топ на бяло поле d1 · бял топ на черно поле e1 · бял цар на бяло поле h1 | черен цар на бяло поле g8 · черна пешка на бяло поле f7 · черен офицер на черно поле g7 · черна пешка на черно поле b6 · бял кон на черно поле d6 · черна пешка на черно поле h6 · черна пешка на черно поле a5 · черна пешка на черно поле g5 · черна дама на черно поле f4 · бяла дама на черно поле a3 · бяла пешка на бяло поле h3 · бяла пешка на бяло поле a2 · бяла пешка на черно поле b2 · черен топ на бяло поле c2 · бял топ на бяло поле d1 · бял топ на черно поле e1 · бял цар на бяло поле h1 | черен цар на бяло поле g8 · черна пешка на бяло поле f7 · черен офицер на черно поле g7 · черна пешка на черно поле b6 · бял кон на черно поле d6 · черна пешка на черно поле h6 · черна пешка на черно поле a5 · черна пешка на черно поле g5 · черна дама на черно поле f4 · бяла дама на черно поле a3 · бяла пешка на бяло поле h3 · бяла пешка на бяло поле a2 · бяла пешка на черно поле b2 · черен топ на бяло поле c2 · бял топ на бяло поле d1 · бял топ на черно поле e1 · бял цар на бяло поле h1 | черен цар на бяло поле g8 · черна пешка на бяло поле f7 · черен офицер на черно поле g7 · черна пешка на черно поле b6 · бял кон на черно поле d6 · черна пешка на черно поле h6 · черна пешка на черно поле a5 · черна пешка на черно поле g5 · черна дама на черно поле f4 · бяла дама на черно поле a3 · бяла пешка на бяло поле h3 · бяла пешка на бяло поле a2 · бяла пешка на черно поле b2 · черен топ на бяло поле c2 · бял топ на бяло поле d1 · бял топ на черно поле e1 · бял цар на бяло поле h1 | черен цар на бяло поле g8 · черна пешка на бяло поле f7 · черен офицер на черно поле g7 · черна пешка на черно поле b6 · бял кон на черно поле d6 · черна пешка на черно поле h6 · черна пешка на черно поле a5 · черна пешка на черно поле g5 · черна дама на черно поле f4 · бяла дама на черно поле a3 · бяла пешка на бяло поле h3 · бяла пешка на бяло поле a2 · бяла пешка на черно поле b2 · черен топ на бяло поле c2 · бял топ на бяло поле d1 · бял топ на черно поле e1 · бял цар на бяло поле h1 | черен цар на бяло поле g8 · черна пешка на бяло поле f7 · черен офицер на черно поле g7 · черна пешка на черно поле b6 · бял кон на черно поле d6 · черна пешка на черно поле h6 · черна пешка на черно поле a5 · черна пешка на черно поле g5 · черна дама на черно поле f4 · бяла дама на черно поле a3 · бяла пешка на бяло поле h3 · бяла пешка на бяло поле a2 · бяла пешка на черно поле b2 · черен топ на бяло поле c2 · бял топ на бяло поле d1 · бял топ на черно поле e1 · бял цар на бяло поле h1 | черен цар на бяло поле g8 · черна пешка на бяло поле f7 · черен офицер на черно поле g7 · черна пешка на черно поле b6 · бял кон на черно поле d6 · черна пешка на черно поле h6 · черна пешка на черно поле a5 · черна пешка на черно поле g5 · черна дама на черно поле f4 · бяла дама на черно поле a3 · бяла пешка на бяло поле h3 · бяла пешка на бяло поле a2 · бяла пешка на черно поле b2 · черен топ на бяло поле c2 · бял топ на бяло поле d1 · бял топ на черно поле e1 · бял цар на бяло поле h1 | черен цар на бяло поле g8 · черна пешка на бяло поле f7 · черен офицер на черно поле g7 · черна пешка на черно поле b6 · бял кон на черно поле d6 · черна пешка на черно поле h6 · черна пешка на черно поле a5 · черна пешка на черно поле g5 · черна дама на черно поле f4 · бяла дама на черно поле a3 · бяла пешка на бяло поле h3 · бяла пешка на бяло поле a2 · бяла пешка на черно поле b2 · черен топ на бяло поле c2 · бял топ на бяло поле d1 · бял топ на черно поле e1 · бял цар на бяло поле h1 | 7 |
| 6 | черен цар на бяло поле g8 · черна пешка на бяло поле f7 · черен офицер на черно поле g7 · черна пешка на черно поле b6 · бял кон на черно поле d6 · черна пешка на черно поле h6 · черна пешка на черно поле a5 · черна пешка на черно поле g5 · черна дама на черно поле f4 · бяла дама на черно поле a3 · бяла пешка на бяло поле h3 · бяла пешка на бяло поле a2 · бяла пешка на черно поле b2 · черен топ на бяло поле c2 · бял топ на бяло поле d1 · бял топ на черно поле e1 · бял цар на бяло поле h1 | черен цар на бяло поле g8 · черна пешка на бяло поле f7 · черен офицер на черно поле g7 · черна пешка на черно поле b6 · бял кон на черно поле d6 · черна пешка на черно поле h6 · черна пешка на черно поле a5 · черна пешка на черно поле g5 · черна дама на черно поле f4 · бяла дама на черно поле a3 · бяла пешка на бяло поле h3 · бяла пешка на бяло поле a2 · бяла пешка на черно поле b2 · черен топ на бяло поле c2 · бял топ на бяло поле d1 · бял топ на черно поле e1 · бял цар на бяло поле h1 | черен цар на бяло поле g8 · черна пешка на бяло поле f7 · черен офицер на черно поле g7 · черна пешка на черно поле b6 · бял кон на черно поле d6 · черна пешка на черно поле h6 · черна пешка на черно поле a5 · черна пешка на черно поле g5 · черна дама на черно поле f4 · бяла дама на черно поле a3 · бяла пешка на бяло поле h3 · бяла пешка на бяло поле a2 · бяла пешка на черно поле b2 · черен топ на бяло поле c2 · бял топ на бяло поле d1 · бял топ на черно поле e1 · бял цар на бяло поле h1 | черен цар на бяло поле g8 · черна пешка на бяло поле f7 · черен офицер на черно поле g7 · черна пешка на черно поле b6 · бял кон на черно поле d6 · черна пешка на черно поле h6 · черна пешка на черно поле a5 · черна пешка на черно поле g5 · черна дама на черно поле f4 · бяла дама на черно поле a3 · бяла пешка на бяло поле h3 · бяла пешка на бяло поле a2 · бяла пешка на черно поле b2 · черен топ на бяло поле c2 · бял топ на бяло поле d1 · бял топ на черно поле e1 · бял цар на бяло поле h1 | черен цар на бяло поле g8 · черна пешка на бяло поле f7 · черен офицер на черно поле g7 · черна пешка на черно поле b6 · бял кон на черно поле d6 · черна пешка на черно поле h6 · черна пешка на черно поле a5 · черна пешка на черно поле g5 · черна дама на черно поле f4 · бяла дама на черно поле a3 · бяла пешка на бяло поле h3 · бяла пешка на бяло поле a2 · бяла пешка на черно поле b2 · черен топ на бяло поле c2 · бял топ на бяло поле d1 · бял топ на черно поле e1 · бял цар на бяло поле h1 | черен цар на бяло поле g8 · черна пешка на бяло поле f7 · черен офицер на черно поле g7 · черна пешка на черно поле b6 · бял кон на черно поле d6 · черна пешка на черно поле h6 · черна пешка на черно поле a5 · черна пешка на черно поле g5 · черна дама на черно поле f4 · бяла дама на черно поле a3 · бяла пешка на бяло поле h3 · бяла пешка на бяло поле a2 · бяла пешка на черно поле b2 · черен топ на бяло поле c2 · бял топ на бяло поле d1 · бял топ на черно поле e1 · бял цар на бяло поле h1 | черен цар на бяло поле g8 · черна пешка на бяло поле f7 · черен офицер на черно поле g7 · черна пешка на черно поле b6 · бял кон на черно поле d6 · черна пешка на черно поле h6 · черна пешка на черно поле a5 · черна пешка на черно поле g5 · черна дама на черно поле f4 · бяла дама на черно поле a3 · бяла пешка на бяло поле h3 · бяла пешка на бяло поле a2 · бяла пешка на черно поле b2 · черен топ на бяло поле c2 · бял топ на бяло поле d1 · бял топ на черно поле e1 · бял цар на бяло поле h1 | черен цар на бяло поле g8 · черна пешка на бяло поле f7 · черен офицер на черно поле g7 · черна пешка на черно поле b6 · бял кон на черно поле d6 · черна пешка на черно поле h6 · черна пешка на черно поле a5 · черна пешка на черно поле g5 · черна дама на черно поле f4 · бяла дама на черно поле a3 · бяла пешка на бяло поле h3 · бяла пешка на бяло поле a2 · бяла пешка на черно поле b2 · черен топ на бяло поле c2 · бял топ на бяло поле d1 · бял топ на черно поле e1 · бял цар на бяло поле h1 | 6 |
| 5 | черен цар на бяло поле g8 · черна пешка на бяло поле f7 · черен офицер на черно поле g7 · черна пешка на черно поле b6 · бял кон на черно поле d6 · черна пешка на черно поле h6 · черна пешка на черно поле a5 · черна пешка на черно поле g5 · черна дама на черно поле f4 · бяла дама на черно поле a3 · бяла пешка на бяло поле h3 · бяла пешка на бяло поле a2 · бяла пешка на черно поле b2 · черен топ на бяло поле c2 · бял топ на бяло поле d1 · бял топ на черно поле e1 · бял цар на бяло поле h1 | черен цар на бяло поле g8 · черна пешка на бяло поле f7 · черен офицер на черно поле g7 · черна пешка на черно поле b6 · бял кон на черно поле d6 · черна пешка на черно поле h6 · черна пешка на черно поле a5 · черна пешка на черно поле g5 · черна дама на черно поле f4 · бяла дама на черно поле a3 · бяла пешка на бяло поле h3 · бяла пешка на бяло поле a2 · бяла пешка на черно поле b2 · черен топ на бяло поле c2 · бял топ на бяло поле d1 · бял топ на черно поле e1 · бял цар на бяло поле h1 | черен цар на бяло поле g8 · черна пешка на бяло поле f7 · черен офицер на черно поле g7 · черна пешка на черно поле b6 · бял кон на черно поле d6 · черна пешка на черно поле h6 · черна пешка на черно поле a5 · черна пешка на черно поле g5 · черна дама на черно поле f4 · бяла дама на черно поле a3 · бяла пешка на бяло поле h3 · бяла пешка на бяло поле a2 · бяла пешка на черно поле b2 · черен топ на бяло поле c2 · бял топ на бяло поле d1 · бял топ на черно поле e1 · бял цар на бяло поле h1 | черен цар на бяло поле g8 · черна пешка на бяло поле f7 · черен офицер на черно поле g7 · черна пешка на черно поле b6 · бял кон на черно поле d6 · черна пешка на черно поле h6 · черна пешка на черно поле a5 · черна пешка на черно поле g5 · черна дама на черно поле f4 · бяла дама на черно поле a3 · бяла пешка на бяло поле h3 · бяла пешка на бяло поле a2 · бяла пешка на черно поле b2 · черен топ на бяло поле c2 · бял топ на бяло поле d1 · бял топ на черно поле e1 · бял цар на бяло поле h1 | черен цар на бяло поле g8 · черна пешка на бяло поле f7 · черен офицер на черно поле g7 · черна пешка на черно поле b6 · бял кон на черно поле d6 · черна пешка на черно поле h6 · черна пешка на черно поле a5 · черна пешка на черно поле g5 · черна дама на черно поле f4 · бяла дама на черно поле a3 · бяла пешка на бяло поле h3 · бяла пешка на бяло поле a2 · бяла пешка на черно поле b2 · черен топ на бяло поле c2 · бял топ на бяло поле d1 · бял топ на черно поле e1 · бял цар на бяло поле h1 | черен цар на бяло поле g8 · черна пешка на бяло поле f7 · черен офицер на черно поле g7 · черна пешка на черно поле b6 · бял кон на черно поле d6 · черна пешка на черно поле h6 · черна пешка на черно поле a5 · черна пешка на черно поле g5 · черна дама на черно поле f4 · бяла дама на черно поле a3 · бяла пешка на бяло поле h3 · бяла пешка на бяло поле a2 · бяла пешка на черно поле b2 · черен топ на бяло поле c2 · бял топ на бяло поле d1 · бял топ на черно поле e1 · бял цар на бяло поле h1 | черен цар на бяло поле g8 · черна пешка на бяло поле f7 · черен офицер на черно поле g7 · черна пешка на черно поле b6 · бял кон на черно поле d6 · черна пешка на черно поле h6 · черна пешка на черно поле a5 · черна пешка на черно поле g5 · черна дама на черно поле f4 · бяла дама на черно поле a3 · бяла пешка на бяло поле h3 · бяла пешка на бяло поле a2 · бяла пешка на черно поле b2 · черен топ на бяло поле c2 · бял топ на бяло поле d1 · бял топ на черно поле e1 · бял цар на бяло поле h1 | черен цар на бяло поле g8 · черна пешка на бяло поле f7 · черен офицер на черно поле g7 · черна пешка на черно поле b6 · бял кон на черно поле d6 · черна пешка на черно поле h6 · черна пешка на черно поле a5 · черна пешка на черно поле g5 · черна дама на черно поле f4 · бяла дама на черно поле a3 · бяла пешка на бяло поле h3 · бяла пешка на бяло поле a2 · бяла пешка на черно поле b2 · черен топ на бяло поле c2 · бял топ на бяло поле d1 · бял топ на черно поле e1 · бял цар на бяло поле h1 | 5 |
| 4 | черен цар на бяло поле g8 · черна пешка на бяло поле f7 · черен офицер на черно поле g7 · черна пешка на черно поле b6 · бял кон на черно поле d6 · черна пешка на черно поле h6 · черна пешка на черно поле a5 · черна пешка на черно поле g5 · черна дама на черно поле f4 · бяла дама на черно поле a3 · бяла пешка на бяло поле h3 · бяла пешка на бяло поле a2 · бяла пешка на черно поле b2 · черен топ на бяло поле c2 · бял топ на бяло поле d1 · бял топ на черно поле e1 · бял цар на бяло поле h1 | черен цар на бяло поле g8 · черна пешка на бяло поле f7 · черен офицер на черно поле g7 · черна пешка на черно поле b6 · бял кон на черно поле d6 · черна пешка на черно поле h6 · черна пешка на черно поле a5 · черна пешка на черно поле g5 · черна дама на черно поле f4 · бяла дама на черно поле a3 · бяла пешка на бяло поле h3 · бяла пешка на бяло поле a2 · бяла пешка на черно поле b2 · черен топ на бяло поле c2 · бял топ на бяло поле d1 · бял топ на черно поле e1 · бял цар на бяло поле h1 | черен цар на бяло поле g8 · черна пешка на бяло поле f7 · черен офицер на черно поле g7 · черна пешка на черно поле b6 · бял кон на черно поле d6 · черна пешка на черно поле h6 · черна пешка на черно поле a5 · черна пешка на черно поле g5 · черна дама на черно поле f4 · бяла дама на черно поле a3 · бяла пешка на бяло поле h3 · бяла пешка на бяло поле a2 · бяла пешка на черно поле b2 · черен топ на бяло поле c2 · бял топ на бяло поле d1 · бял топ на черно поле e1 · бял цар на бяло поле h1 | черен цар на бяло поле g8 · черна пешка на бяло поле f7 · черен офицер на черно поле g7 · черна пешка на черно поле b6 · бял кон на черно поле d6 · черна пешка на черно поле h6 · черна пешка на черно поле a5 · черна пешка на черно поле g5 · черна дама на черно поле f4 · бяла дама на черно поле a3 · бяла пешка на бяло поле h3 · бяла пешка на бяло поле a2 · бяла пешка на черно поле b2 · черен топ на бяло поле c2 · бял топ на бяло поле d1 · бял топ на черно поле e1 · бял цар на бяло поле h1 | черен цар на бяло поле g8 · черна пешка на бяло поле f7 · черен офицер на черно поле g7 · черна пешка на черно поле b6 · бял кон на черно поле d6 · черна пешка на черно поле h6 · черна пешка на черно поле a5 · черна пешка на черно поле g5 · черна дама на черно поле f4 · бяла дама на черно поле a3 · бяла пешка на бяло поле h3 · бяла пешка на бяло поле a2 · бяла пешка на черно поле b2 · черен топ на бяло поле c2 · бял топ на бяло поле d1 · бял топ на черно поле e1 · бял цар на бяло поле h1 | черен цар на бяло поле g8 · черна пешка на бяло поле f7 · черен офицер на черно поле g7 · черна пешка на черно поле b6 · бял кон на черно поле d6 · черна пешка на черно поле h6 · черна пешка на черно поле a5 · черна пешка на черно поле g5 · черна дама на черно поле f4 · бяла дама на черно поле a3 · бяла пешка на бяло поле h3 · бяла пешка на бяло поле a2 · бяла пешка на черно поле b2 · черен топ на бяло поле c2 · бял топ на бяло поле d1 · бял топ на черно поле e1 · бял цар на бяло поле h1 | черен цар на бяло поле g8 · черна пешка на бяло поле f7 · черен офицер на черно поле g7 · черна пешка на черно поле b6 · бял кон на черно поле d6 · черна пешка на черно поле h6 · черна пешка на черно поле a5 · черна пешка на черно поле g5 · черна дама на черно поле f4 · бяла дама на черно поле a3 · бяла пешка на бяло поле h3 · бяла пешка на бяло поле a2 · бяла пешка на черно поле b2 · черен топ на бяло поле c2 · бял топ на бяло поле d1 · бял топ на черно поле e1 · бял цар на бяло поле h1 | черен цар на бяло поле g8 · черна пешка на бяло поле f7 · черен офицер на черно поле g7 · черна пешка на черно поле b6 · бял кон на черно поле d6 · черна пешка на черно поле h6 · черна пешка на черно поле a5 · черна пешка на черно поле g5 · черна дама на черно поле f4 · бяла дама на черно поле a3 · бяла пешка на бяло поле h3 · бяла пешка на бяло поле a2 · бяла пешка на черно поле b2 · черен топ на бяло поле c2 · бял топ на бяло поле d1 · бял топ на черно поле e1 · бял цар на бяло поле h1 | 4 |
| 3 | черен цар на бяло поле g8 · черна пешка на бяло поле f7 · черен офицер на черно поле g7 · черна пешка на черно поле b6 · бял кон на черно поле d6 · черна пешка на черно поле h6 · черна пешка на черно поле a5 · черна пешка на черно поле g5 · черна дама на черно поле f4 · бяла дама на черно поле a3 · бяла пешка на бяло поле h3 · бяла пешка на бяло поле a2 · бяла пешка на черно поле b2 · черен топ на бяло поле c2 · бял топ на бяло поле d1 · бял топ на черно поле e1 · бял цар на бяло поле h1 | черен цар на бяло поле g8 · черна пешка на бяло поле f7 · черен офицер на черно поле g7 · черна пешка на черно поле b6 · бял кон на черно поле d6 · черна пешка на черно поле h6 · черна пешка на черно поле a5 · черна пешка на черно поле g5 · черна дама на черно поле f4 · бяла дама на черно поле a3 · бяла пешка на бяло поле h3 · бяла пешка на бяло поле a2 · бяла пешка на черно поле b2 · черен топ на бяло поле c2 · бял топ на бяло поле d1 · бял топ на черно поле e1 · бял цар на бяло поле h1 | черен цар на бяло поле g8 · черна пешка на бяло поле f7 · черен офицер на черно поле g7 · черна пешка на черно поле b6 · бял кон на черно поле d6 · черна пешка на черно поле h6 · черна пешка на черно поле a5 · черна пешка на черно поле g5 · черна дама на черно поле f4 · бяла дама на черно поле a3 · бяла пешка на бяло поле h3 · бяла пешка на бяло поле a2 · бяла пешка на черно поле b2 · черен топ на бяло поле c2 · бял топ на бяло поле d1 · бял топ на черно поле e1 · бял цар на бяло поле h1 | черен цар на бяло поле g8 · черна пешка на бяло поле f7 · черен офицер на черно поле g7 · черна пешка на черно поле b6 · бял кон на черно поле d6 · черна пешка на черно поле h6 · черна пешка на черно поле a5 · черна пешка на черно поле g5 · черна дама на черно поле f4 · бяла дама на черно поле a3 · бяла пешка на бяло поле h3 · бяла пешка на бяло поле a2 · бяла пешка на черно поле b2 · черен топ на бяло поле c2 · бял топ на бяло поле d1 · бял топ на черно поле e1 · бял цар на бяло поле h1 | черен цар на бяло поле g8 · черна пешка на бяло поле f7 · черен офицер на черно поле g7 · черна пешка на черно поле b6 · бял кон на черно поле d6 · черна пешка на черно поле h6 · черна пешка на черно поле a5 · черна пешка на черно поле g5 · черна дама на черно поле f4 · бяла дама на черно поле a3 · бяла пешка на бяло поле h3 · бяла пешка на бяло поле a2 · бяла пешка на черно поле b2 · черен топ на бяло поле c2 · бял топ на бяло поле d1 · бял топ на черно поле e1 · бял цар на бяло поле h1 | черен цар на бяло поле g8 · черна пешка на бяло поле f7 · черен офицер на черно поле g7 · черна пешка на черно поле b6 · бял кон на черно поле d6 · черна пешка на черно поле h6 · черна пешка на черно поле a5 · черна пешка на черно поле g5 · черна дама на черно поле f4 · бяла дама на черно поле a3 · бяла пешка на бяло поле h3 · бяла пешка на бяло поле a2 · бяла пешка на черно поле b2 · черен топ на бяло поле c2 · бял топ на бяло поле d1 · бял топ на черно поле e1 · бял цар на бяло поле h1 | черен цар на бяло поле g8 · черна пешка на бяло поле f7 · черен офицер на черно поле g7 · черна пешка на черно поле b6 · бял кон на черно поле d6 · черна пешка на черно поле h6 · черна пешка на черно поле a5 · черна пешка на черно поле g5 · черна дама на черно поле f4 · бяла дама на черно поле a3 · бяла пешка на бяло поле h3 · бяла пешка на бяло поле a2 · бяла пешка на черно поле b2 · черен топ на бяло поле c2 · бял топ на бяло поле d1 · бял топ на черно поле e1 · бял цар на бяло поле h1 | черен цар на бяло поле g8 · черна пешка на бяло поле f7 · черен офицер на черно поле g7 · черна пешка на черно поле b6 · бял кон на черно поле d6 · черна пешка на черно поле h6 · черна пешка на черно поле a5 · черна пешка на черно поле g5 · черна дама на черно поле f4 · бяла дама на черно поле a3 · бяла пешка на бяло поле h3 · бяла пешка на бяло поле a2 · бяла пешка на черно поле b2 · черен топ на бяло поле c2 · бял топ на бяло поле d1 · бял топ на черно поле e1 · бял цар на бяло поле h1 | 3 |
| 2 | черен цар на бяло поле g8 · черна пешка на бяло поле f7 · черен офицер на черно поле g7 · черна пешка на черно поле b6 · бял кон на черно поле d6 · черна пешка на черно поле h6 · черна пешка на черно поле a5 · черна пешка на черно поле g5 · черна дама на черно поле f4 · бяла дама на черно поле a3 · бяла пешка на бяло поле h3 · бяла пешка на бяло поле a2 · бяла пешка на черно поле b2 · черен топ на бяло поле c2 · бял топ на бяло поле d1 · бял топ на черно поле e1 · бял цар на бяло поле h1 | черен цар на бяло поле g8 · черна пешка на бяло поле f7 · черен офицер на черно поле g7 · черна пешка на черно поле b6 · бял кон на черно поле d6 · черна пешка на черно поле h6 · черна пешка на черно поле a5 · черна пешка на черно поле g5 · черна дама на черно поле f4 · бяла дама на черно поле a3 · бяла пешка на бяло поле h3 · бяла пешка на бяло поле a2 · бяла пешка на черно поле b2 · черен топ на бяло поле c2 · бял топ на бяло поле d1 · бял топ на черно поле e1 · бял цар на бяло поле h1 | черен цар на бяло поле g8 · черна пешка на бяло поле f7 · черен офицер на черно поле g7 · черна пешка на черно поле b6 · бял кон на черно поле d6 · черна пешка на черно поле h6 · черна пешка на черно поле a5 · черна пешка на черно поле g5 · черна дама на черно поле f4 · бяла дама на черно поле a3 · бяла пешка на бяло поле h3 · бяла пешка на бяло поле a2 · бяла пешка на черно поле b2 · черен топ на бяло поле c2 · бял топ на бяло поле d1 · бял топ на черно поле e1 · бял цар на бяло поле h1 | черен цар на бяло поле g8 · черна пешка на бяло поле f7 · черен офицер на черно поле g7 · черна пешка на черно поле b6 · бял кон на черно поле d6 · черна пешка на черно поле h6 · черна пешка на черно поле a5 · черна пешка на черно поле g5 · черна дама на черно поле f4 · бяла дама на черно поле a3 · бяла пешка на бяло поле h3 · бяла пешка на бяло поле a2 · бяла пешка на черно поле b2 · черен топ на бяло поле c2 · бял топ на бяло поле d1 · бял топ на черно поле e1 · бял цар на бяло поле h1 | черен цар на бяло поле g8 · черна пешка на бяло поле f7 · черен офицер на черно поле g7 · черна пешка на черно поле b6 · бял кон на черно поле d6 · черна пешка на черно поле h6 · черна пешка на черно поле a5 · черна пешка на черно поле g5 · черна дама на черно поле f4 · бяла дама на черно поле a3 · бяла пешка на бяло поле h3 · бяла пешка на бяло поле a2 · бяла пешка на черно поле b2 · черен топ на бяло поле c2 · бял топ на бяло поле d1 · бял топ на черно поле e1 · бял цар на бяло поле h1 | черен цар на бяло поле g8 · черна пешка на бяло поле f7 · черен офицер на черно поле g7 · черна пешка на черно поле b6 · бял кон на черно поле d6 · черна пешка на черно поле h6 · черна пешка на черно поле a5 · черна пешка на черно поле g5 · черна дама на черно поле f4 · бяла дама на черно поле a3 · бяла пешка на бяло поле h3 · бяла пешка на бяло поле a2 · бяла пешка на черно поле b2 · черен топ на бяло поле c2 · бял топ на бяло поле d1 · бял топ на черно поле e1 · бял цар на бяло поле h1 | черен цар на бяло поле g8 · черна пешка на бяло поле f7 · черен офицер на черно поле g7 · черна пешка на черно поле b6 · бял кон на черно поле d6 · черна пешка на черно поле h6 · черна пешка на черно поле a5 · черна пешка на черно поле g5 · черна дама на черно поле f4 · бяла дама на черно поле a3 · бяла пешка на бяло поле h3 · бяла пешка на бяло поле a2 · бяла пешка на черно поле b2 · черен топ на бяло поле c2 · бял топ на бяло поле d1 · бял топ на черно поле e1 · бял цар на бяло поле h1 | черен цар на бяло поле g8 · черна пешка на бяло поле f7 · черен офицер на черно поле g7 · черна пешка на черно поле b6 · бял кон на черно поле d6 · черна пешка на черно поле h6 · черна пешка на черно поле a5 · черна пешка на черно поле g5 · черна дама на черно поле f4 · бяла дама на черно поле a3 · бяла пешка на бяло поле h3 · бяла пешка на бяло поле a2 · бяла пешка на черно поле b2 · черен топ на бяло поле c2 · бял топ на бяло поле d1 · бял топ на черно поле e1 · бял цар на бяло поле h1 | 2 |
| 1 | черен цар на бяло поле g8 · черна пешка на бяло поле f7 · черен офицер на черно поле g7 · черна пешка на черно поле b6 · бял кон на черно поле d6 · черна пешка на черно поле h6 · черна пешка на черно поле a5 · черна пешка на черно поле g5 · черна дама на черно поле f4 · бяла дама на черно поле a3 · бяла пешка на бяло поле h3 · бяла пешка на бяло поле a2 · бяла пешка на черно поле b2 · черен топ на бяло поле c2 · бял топ на бяло поле d1 · бял топ на черно поле e1 · бял цар на бяло поле h1 | черен цар на бяло поле g8 · черна пешка на бяло поле f7 · черен офицер на черно поле g7 · черна пешка на черно поле b6 · бял кон на черно поле d6 · черна пешка на черно поле h6 · черна пешка на черно поле a5 · черна пешка на черно поле g5 · черна дама на черно поле f4 · бяла дама на черно поле a3 · бяла пешка на бяло поле h3 · бяла пешка на бяло поле a2 · бяла пешка на черно поле b2 · черен топ на бяло поле c2 · бял топ на бяло поле d1 · бял топ на черно поле e1 · бял цар на бяло поле h1 | черен цар на бяло поле g8 · черна пешка на бяло поле f7 · черен офицер на черно поле g7 · черна пешка на черно поле b6 · бял кон на черно поле d6 · черна пешка на черно поле h6 · черна пешка на черно поле a5 · черна пешка на черно поле g5 · черна дама на черно поле f4 · бяла дама на черно поле a3 · бяла пешка на бяло поле h3 · бяла пешка на бяло поле a2 · бяла пешка на черно поле b2 · черен топ на бяло поле c2 · бял топ на бяло поле d1 · бял топ на черно поле e1 · бял цар на бяло поле h1 | черен цар на бяло поле g8 · черна пешка на бяло поле f7 · черен офицер на черно поле g7 · черна пешка на черно поле b6 · бял кон на черно поле d6 · черна пешка на черно поле h6 · черна пешка на черно поле a5 · черна пешка на черно поле g5 · черна дама на черно поле f4 · бяла дама на черно поле a3 · бяла пешка на бяло поле h3 · бяла пешка на бяло поле a2 · бяла пешка на черно поле b2 · черен топ на бяло поле c2 · бял топ на бяло поле d1 · бял топ на черно поле e1 · бял цар на бяло поле h1 | черен цар на бяло поле g8 · черна пешка на бяло поле f7 · черен офицер на черно поле g7 · черна пешка на черно поле b6 · бял кон на черно поле d6 · черна пешка на черно поле h6 · черна пешка на черно поле a5 · черна пешка на черно поле g5 · черна дама на черно поле f4 · бяла дама на черно поле a3 · бяла пешка на бяло поле h3 · бяла пешка на бяло поле a2 · бяла пешка на черно поле b2 · черен топ на бяло поле c2 · бял топ на бяло поле d1 · бял топ на черно поле e1 · бял цар на бяло поле h1 | черен цар на бяло поле g8 · черна пешка на бяло поле f7 · черен офицер на черно поле g7 · черна пешка на черно поле b6 · бял кон на черно поле d6 · черна пешка на черно поле h6 · черна пешка на черно поле a5 · черна пешка на черно поле g5 · черна дама на черно поле f4 · бяла дама на черно поле a3 · бяла пешка на бяло поле h3 · бяла пешка на бяло поле a2 · бяла пешка на черно поле b2 · черен топ на бяло поле c2 · бял топ на бяло поле d1 · бял топ на черно поле e1 · бял цар на бяло поле h1 | черен цар на бяло поле g8 · черна пешка на бяло поле f7 · черен офицер на черно поле g7 · черна пешка на черно поле b6 · бял кон на черно поле d6 · черна пешка на черно поле h6 · черна пешка на черно поле a5 · черна пешка на черно поле g5 · черна дама на черно поле f4 · бяла дама на черно поле a3 · бяла пешка на бяло поле h3 · бяла пешка на бяло поле a2 · бяла пешка на черно поле b2 · черен топ на бяло поле c2 · бял топ на бяло поле d1 · бял топ на черно поле e1 · бял цар на бяло поле h1 | черен цар на бяло поле g8 · черна пешка на бяло поле f7 · черен офицер на черно поле g7 · черна пешка на черно поле b6 · бял кон на черно поле d6 · черна пешка на черно поле h6 · черна пешка на черно поле a5 · черна пешка на черно поле g5 · черна дама на черно поле f4 · бяла дама на черно поле a3 · бяла пешка на бяло поле h3 · бяла пешка на бяло поле a2 · бяла пешка на черно поле b2 · черен топ на бяло поле c2 · бял топ на бяло поле d1 · бял топ на черно поле e1 · бял цар на бяло поле h1 | 1 |
|   | a | b | c | d | e | f | g | h |   |

|   | a | b | c | d | e | f | g | h |   |
| 8 | черен цар на бяло поле g8 · черна пешка на бяло поле f7 · черна пешка на черно поле b6 · черна пешка на черно поле h6 · черна пешка на черно поле a5 · бял кон на бяло поле f5 · черна пешка на черно поле g5 · черна дама на черно поле f4 · бяла дама на черно поле a3 · бяла пешка на бяло поле h3 · бяла пешка на бяло поле a2 · бяла пешка на черно поле b2 · черен топ на бяло поле c2 · бял топ на бяло поле d1 · бял цар на бяло поле h1 | черен цар на бяло поле g8 · черна пешка на бяло поле f7 · черна пешка на черно поле b6 · черна пешка на черно поле h6 · черна пешка на черно поле a5 · бял кон на бяло поле f5 · черна пешка на черно поле g5 · черна дама на черно поле f4 · бяла дама на черно поле a3 · бяла пешка на бяло поле h3 · бяла пешка на бяло поле a2 · бяла пешка на черно поле b2 · черен топ на бяло поле c2 · бял топ на бяло поле d1 · бял цар на бяло поле h1 | черен цар на бяло поле g8 · черна пешка на бяло поле f7 · черна пешка на черно поле b6 · черна пешка на черно поле h6 · черна пешка на черно поле a5 · бял кон на бяло поле f5 · черна пешка на черно поле g5 · черна дама на черно поле f4 · бяла дама на черно поле a3 · бяла пешка на бяло поле h3 · бяла пешка на бяло поле a2 · бяла пешка на черно поле b2 · черен топ на бяло поле c2 · бял топ на бяло поле d1 · бял цар на бяло поле h1 | черен цар на бяло поле g8 · черна пешка на бяло поле f7 · черна пешка на черно поле b6 · черна пешка на черно поле h6 · черна пешка на черно поле a5 · бял кон на бяло поле f5 · черна пешка на черно поле g5 · черна дама на черно поле f4 · бяла дама на черно поле a3 · бяла пешка на бяло поле h3 · бяла пешка на бяло поле a2 · бяла пешка на черно поле b2 · черен топ на бяло поле c2 · бял топ на бяло поле d1 · бял цар на бяло поле h1 | черен цар на бяло поле g8 · черна пешка на бяло поле f7 · черна пешка на черно поле b6 · черна пешка на черно поле h6 · черна пешка на черно поле a5 · бял кон на бяло поле f5 · черна пешка на черно поле g5 · черна дама на черно поле f4 · бяла дама на черно поле a3 · бяла пешка на бяло поле h3 · бяла пешка на бяло поле a2 · бяла пешка на черно поле b2 · черен топ на бяло поле c2 · бял топ на бяло поле d1 · бял цар на бяло поле h1 | черен цар на бяло поле g8 · черна пешка на бяло поле f7 · черна пешка на черно поле b6 · черна пешка на черно поле h6 · черна пешка на черно поле a5 · бял кон на бяло поле f5 · черна пешка на черно поле g5 · черна дама на черно поле f4 · бяла дама на черно поле a3 · бяла пешка на бяло поле h3 · бяла пешка на бяло поле a2 · бяла пешка на черно поле b2 · черен топ на бяло поле c2 · бял топ на бяло поле d1 · бял цар на бяло поле h1 | черен цар на бяло поле g8 · черна пешка на бяло поле f7 · черна пешка на черно поле b6 · черна пешка на черно поле h6 · черна пешка на черно поле a5 · бял кон на бяло поле f5 · черна пешка на черно поле g5 · черна дама на черно поле f4 · бяла дама на черно поле a3 · бяла пешка на бяло поле h3 · бяла пешка на бяло поле a2 · бяла пешка на черно поле b2 · черен топ на бяло поле c2 · бял топ на бяло поле d1 · бял цар на бяло поле h1 | черен цар на бяло поле g8 · черна пешка на бяло поле f7 · черна пешка на черно поле b6 · черна пешка на черно поле h6 · черна пешка на черно поле a5 · бял кон на бяло поле f5 · черна пешка на черно поле g5 · черна дама на черно поле f4 · бяла дама на черно поле a3 · бяла пешка на бяло поле h3 · бяла пешка на бяло поле a2 · бяла пешка на черно поле b2 · черен топ на бяло поле c2 · бял топ на бяло поле d1 · бял цар на бяло поле h1 | 8 |
| 7 | черен цар на бяло поле g8 · черна пешка на бяло поле f7 · черна пешка на черно поле b6 · черна пешка на черно поле h6 · черна пешка на черно поле a5 · бял кон на бяло поле f5 · черна пешка на черно поле g5 · черна дама на черно поле f4 · бяла дама на черно поле a3 · бяла пешка на бяло поле h3 · бяла пешка на бяло поле a2 · бяла пешка на черно поле b2 · черен топ на бяло поле c2 · бял топ на бяло поле d1 · бял цар на бяло поле h1 | черен цар на бяло поле g8 · черна пешка на бяло поле f7 · черна пешка на черно поле b6 · черна пешка на черно поле h6 · черна пешка на черно поле a5 · бял кон на бяло поле f5 · черна пешка на черно поле g5 · черна дама на черно поле f4 · бяла дама на черно поле a3 · бяла пешка на бяло поле h3 · бяла пешка на бяло поле a2 · бяла пешка на черно поле b2 · черен топ на бяло поле c2 · бял топ на бяло поле d1 · бял цар на бяло поле h1 | черен цар на бяло поле g8 · черна пешка на бяло поле f7 · черна пешка на черно поле b6 · черна пешка на черно поле h6 · черна пешка на черно поле a5 · бял кон на бяло поле f5 · черна пешка на черно поле g5 · черна дама на черно поле f4 · бяла дама на черно поле a3 · бяла пешка на бяло поле h3 · бяла пешка на бяло поле a2 · бяла пешка на черно поле b2 · черен топ на бяло поле c2 · бял топ на бяло поле d1 · бял цар на бяло поле h1 | черен цар на бяло поле g8 · черна пешка на бяло поле f7 · черна пешка на черно поле b6 · черна пешка на черно поле h6 · черна пешка на черно поле a5 · бял кон на бяло поле f5 · черна пешка на черно поле g5 · черна дама на черно поле f4 · бяла дама на черно поле a3 · бяла пешка на бяло поле h3 · бяла пешка на бяло поле a2 · бяла пешка на черно поле b2 · черен топ на бяло поле c2 · бял топ на бяло поле d1 · бял цар на бяло поле h1 | черен цар на бяло поле g8 · черна пешка на бяло поле f7 · черна пешка на черно поле b6 · черна пешка на черно поле h6 · черна пешка на черно поле a5 · бял кон на бяло поле f5 · черна пешка на черно поле g5 · черна дама на черно поле f4 · бяла дама на черно поле a3 · бяла пешка на бяло поле h3 · бяла пешка на бяло поле a2 · бяла пешка на черно поле b2 · черен топ на бяло поле c2 · бял топ на бяло поле d1 · бял цар на бяло поле h1 | черен цар на бяло поле g8 · черна пешка на бяло поле f7 · черна пешка на черно поле b6 · черна пешка на черно поле h6 · черна пешка на черно поле a5 · бял кон на бяло поле f5 · черна пешка на черно поле g5 · черна дама на черно поле f4 · бяла дама на черно поле a3 · бяла пешка на бяло поле h3 · бяла пешка на бяло поле a2 · бяла пешка на черно поле b2 · черен топ на бяло поле c2 · бял топ на бяло поле d1 · бял цар на бяло поле h1 | черен цар на бяло поле g8 · черна пешка на бяло поле f7 · черна пешка на черно поле b6 · черна пешка на черно поле h6 · черна пешка на черно поле a5 · бял кон на бяло поле f5 · черна пешка на черно поле g5 · черна дама на черно поле f4 · бяла дама на черно поле a3 · бяла пешка на бяло поле h3 · бяла пешка на бяло поле a2 · бяла пешка на черно поле b2 · черен топ на бяло поле c2 · бял топ на бяло поле d1 · бял цар на бяло поле h1 | черен цар на бяло поле g8 · черна пешка на бяло поле f7 · черна пешка на черно поле b6 · черна пешка на черно поле h6 · черна пешка на черно поле a5 · бял кон на бяло поле f5 · черна пешка на черно поле g5 · черна дама на черно поле f4 · бяла дама на черно поле a3 · бяла пешка на бяло поле h3 · бяла пешка на бяло поле a2 · бяла пешка на черно поле b2 · черен топ на бяло поле c2 · бял топ на бяло поле d1 · бял цар на бяло поле h1 | 7 |
| 6 | черен цар на бяло поле g8 · черна пешка на бяло поле f7 · черна пешка на черно поле b6 · черна пешка на черно поле h6 · черна пешка на черно поле a5 · бял кон на бяло поле f5 · черна пешка на черно поле g5 · черна дама на черно поле f4 · бяла дама на черно поле a3 · бяла пешка на бяло поле h3 · бяла пешка на бяло поле a2 · бяла пешка на черно поле b2 · черен топ на бяло поле c2 · бял топ на бяло поле d1 · бял цар на бяло поле h1 | черен цар на бяло поле g8 · черна пешка на бяло поле f7 · черна пешка на черно поле b6 · черна пешка на черно поле h6 · черна пешка на черно поле a5 · бял кон на бяло поле f5 · черна пешка на черно поле g5 · черна дама на черно поле f4 · бяла дама на черно поле a3 · бяла пешка на бяло поле h3 · бяла пешка на бяло поле a2 · бяла пешка на черно поле b2 · черен топ на бяло поле c2 · бял топ на бяло поле d1 · бял цар на бяло поле h1 | черен цар на бяло поле g8 · черна пешка на бяло поле f7 · черна пешка на черно поле b6 · черна пешка на черно поле h6 · черна пешка на черно поле a5 · бял кон на бяло поле f5 · черна пешка на черно поле g5 · черна дама на черно поле f4 · бяла дама на черно поле a3 · бяла пешка на бяло поле h3 · бяла пешка на бяло поле a2 · бяла пешка на черно поле b2 · черен топ на бяло поле c2 · бял топ на бяло поле d1 · бял цар на бяло поле h1 | черен цар на бяло поле g8 · черна пешка на бяло поле f7 · черна пешка на черно поле b6 · черна пешка на черно поле h6 · черна пешка на черно поле a5 · бял кон на бяло поле f5 · черна пешка на черно поле g5 · черна дама на черно поле f4 · бяла дама на черно поле a3 · бяла пешка на бяло поле h3 · бяла пешка на бяло поле a2 · бяла пешка на черно поле b2 · черен топ на бяло поле c2 · бял топ на бяло поле d1 · бял цар на бяло поле h1 | черен цар на бяло поле g8 · черна пешка на бяло поле f7 · черна пешка на черно поле b6 · черна пешка на черно поле h6 · черна пешка на черно поле a5 · бял кон на бяло поле f5 · черна пешка на черно поле g5 · черна дама на черно поле f4 · бяла дама на черно поле a3 · бяла пешка на бяло поле h3 · бяла пешка на бяло поле a2 · бяла пешка на черно поле b2 · черен топ на бяло поле c2 · бял топ на бяло поле d1 · бял цар на бяло поле h1 | черен цар на бяло поле g8 · черна пешка на бяло поле f7 · черна пешка на черно поле b6 · черна пешка на черно поле h6 · черна пешка на черно поле a5 · бял кон на бяло поле f5 · черна пешка на черно поле g5 · черна дама на черно поле f4 · бяла дама на черно поле a3 · бяла пешка на бяло поле h3 · бяла пешка на бяло поле a2 · бяла пешка на черно поле b2 · черен топ на бяло поле c2 · бял топ на бяло поле d1 · бял цар на бяло поле h1 | черен цар на бяло поле g8 · черна пешка на бяло поле f7 · черна пешка на черно поле b6 · черна пешка на черно поле h6 · черна пешка на черно поле a5 · бял кон на бяло поле f5 · черна пешка на черно поле g5 · черна дама на черно поле f4 · бяла дама на черно поле a3 · бяла пешка на бяло поле h3 · бяла пешка на бяло поле a2 · бяла пешка на черно поле b2 · черен топ на бяло поле c2 · бял топ на бяло поле d1 · бял цар на бяло поле h1 | черен цар на бяло поле g8 · черна пешка на бяло поле f7 · черна пешка на черно поле b6 · черна пешка на черно поле h6 · черна пешка на черно поле a5 · бял кон на бяло поле f5 · черна пешка на черно поле g5 · черна дама на черно поле f4 · бяла дама на черно поле a3 · бяла пешка на бяло поле h3 · бяла пешка на бяло поле a2 · бяла пешка на черно поле b2 · черен топ на бяло поле c2 · бял топ на бяло поле d1 · бял цар на бяло поле h1 | 6 |
| 5 | черен цар на бяло поле g8 · черна пешка на бяло поле f7 · черна пешка на черно поле b6 · черна пешка на черно поле h6 · черна пешка на черно поле a5 · бял кон на бяло поле f5 · черна пешка на черно поле g5 · черна дама на черно поле f4 · бяла дама на черно поле a3 · бяла пешка на бяло поле h3 · бяла пешка на бяло поле a2 · бяла пешка на черно поле b2 · черен топ на бяло поле c2 · бял топ на бяло поле d1 · бял цар на бяло поле h1 | черен цар на бяло поле g8 · черна пешка на бяло поле f7 · черна пешка на черно поле b6 · черна пешка на черно поле h6 · черна пешка на черно поле a5 · бял кон на бяло поле f5 · черна пешка на черно поле g5 · черна дама на черно поле f4 · бяла дама на черно поле a3 · бяла пешка на бяло поле h3 · бяла пешка на бяло поле a2 · бяла пешка на черно поле b2 · черен топ на бяло поле c2 · бял топ на бяло поле d1 · бял цар на бяло поле h1 | черен цар на бяло поле g8 · черна пешка на бяло поле f7 · черна пешка на черно поле b6 · черна пешка на черно поле h6 · черна пешка на черно поле a5 · бял кон на бяло поле f5 · черна пешка на черно поле g5 · черна дама на черно поле f4 · бяла дама на черно поле a3 · бяла пешка на бяло поле h3 · бяла пешка на бяло поле a2 · бяла пешка на черно поле b2 · черен топ на бяло поле c2 · бял топ на бяло поле d1 · бял цар на бяло поле h1 | черен цар на бяло поле g8 · черна пешка на бяло поле f7 · черна пешка на черно поле b6 · черна пешка на черно поле h6 · черна пешка на черно поле a5 · бял кон на бяло поле f5 · черна пешка на черно поле g5 · черна дама на черно поле f4 · бяла дама на черно поле a3 · бяла пешка на бяло поле h3 · бяла пешка на бяло поле a2 · бяла пешка на черно поле b2 · черен топ на бяло поле c2 · бял топ на бяло поле d1 · бял цар на бяло поле h1 | черен цар на бяло поле g8 · черна пешка на бяло поле f7 · черна пешка на черно поле b6 · черна пешка на черно поле h6 · черна пешка на черно поле a5 · бял кон на бяло поле f5 · черна пешка на черно поле g5 · черна дама на черно поле f4 · бяла дама на черно поле a3 · бяла пешка на бяло поле h3 · бяла пешка на бяло поле a2 · бяла пешка на черно поле b2 · черен топ на бяло поле c2 · бял топ на бяло поле d1 · бял цар на бяло поле h1 | черен цар на бяло поле g8 · черна пешка на бяло поле f7 · черна пешка на черно поле b6 · черна пешка на черно поле h6 · черна пешка на черно поле a5 · бял кон на бяло поле f5 · черна пешка на черно поле g5 · черна дама на черно поле f4 · бяла дама на черно поле a3 · бяла пешка на бяло поле h3 · бяла пешка на бяло поле a2 · бяла пешка на черно поле b2 · черен топ на бяло поле c2 · бял топ на бяло поле d1 · бял цар на бяло поле h1 | черен цар на бяло поле g8 · черна пешка на бяло поле f7 · черна пешка на черно поле b6 · черна пешка на черно поле h6 · черна пешка на черно поле a5 · бял кон на бяло поле f5 · черна пешка на черно поле g5 · черна дама на черно поле f4 · бяла дама на черно поле a3 · бяла пешка на бяло поле h3 · бяла пешка на бяло поле a2 · бяла пешка на черно поле b2 · черен топ на бяло поле c2 · бял топ на бяло поле d1 · бял цар на бяло поле h1 | черен цар на бяло поле g8 · черна пешка на бяло поле f7 · черна пешка на черно поле b6 · черна пешка на черно поле h6 · черна пешка на черно поле a5 · бял кон на бяло поле f5 · черна пешка на черно поле g5 · черна дама на черно поле f4 · бяла дама на черно поле a3 · бяла пешка на бяло поле h3 · бяла пешка на бяло поле a2 · бяла пешка на черно поле b2 · черен топ на бяло поле c2 · бял топ на бяло поле d1 · бял цар на бяло поле h1 | 5 |
| 4 | черен цар на бяло поле g8 · черна пешка на бяло поле f7 · черна пешка на черно поле b6 · черна пешка на черно поле h6 · черна пешка на черно поле a5 · бял кон на бяло поле f5 · черна пешка на черно поле g5 · черна дама на черно поле f4 · бяла дама на черно поле a3 · бяла пешка на бяло поле h3 · бяла пешка на бяло поле a2 · бяла пешка на черно поле b2 · черен топ на бяло поле c2 · бял топ на бяло поле d1 · бял цар на бяло поле h1 | черен цар на бяло поле g8 · черна пешка на бяло поле f7 · черна пешка на черно поле b6 · черна пешка на черно поле h6 · черна пешка на черно поле a5 · бял кон на бяло поле f5 · черна пешка на черно поле g5 · черна дама на черно поле f4 · бяла дама на черно поле a3 · бяла пешка на бяло поле h3 · бяла пешка на бяло поле a2 · бяла пешка на черно поле b2 · черен топ на бяло поле c2 · бял топ на бяло поле d1 · бял цар на бяло поле h1 | черен цар на бяло поле g8 · черна пешка на бяло поле f7 · черна пешка на черно поле b6 · черна пешка на черно поле h6 · черна пешка на черно поле a5 · бял кон на бяло поле f5 · черна пешка на черно поле g5 · черна дама на черно поле f4 · бяла дама на черно поле a3 · бяла пешка на бяло поле h3 · бяла пешка на бяло поле a2 · бяла пешка на черно поле b2 · черен топ на бяло поле c2 · бял топ на бяло поле d1 · бял цар на бяло поле h1 | черен цар на бяло поле g8 · черна пешка на бяло поле f7 · черна пешка на черно поле b6 · черна пешка на черно поле h6 · черна пешка на черно поле a5 · бял кон на бяло поле f5 · черна пешка на черно поле g5 · черна дама на черно поле f4 · бяла дама на черно поле a3 · бяла пешка на бяло поле h3 · бяла пешка на бяло поле a2 · бяла пешка на черно поле b2 · черен топ на бяло поле c2 · бял топ на бяло поле d1 · бял цар на бяло поле h1 | черен цар на бяло поле g8 · черна пешка на бяло поле f7 · черна пешка на черно поле b6 · черна пешка на черно поле h6 · черна пешка на черно поле a5 · бял кон на бяло поле f5 · черна пешка на черно поле g5 · черна дама на черно поле f4 · бяла дама на черно поле a3 · бяла пешка на бяло поле h3 · бяла пешка на бяло поле a2 · бяла пешка на черно поле b2 · черен топ на бяло поле c2 · бял топ на бяло поле d1 · бял цар на бяло поле h1 | черен цар на бяло поле g8 · черна пешка на бяло поле f7 · черна пешка на черно поле b6 · черна пешка на черно поле h6 · черна пешка на черно поле a5 · бял кон на бяло поле f5 · черна пешка на черно поле g5 · черна дама на черно поле f4 · бяла дама на черно поле a3 · бяла пешка на бяло поле h3 · бяла пешка на бяло поле a2 · бяла пешка на черно поле b2 · черен топ на бяло поле c2 · бял топ на бяло поле d1 · бял цар на бяло поле h1 | черен цар на бяло поле g8 · черна пешка на бяло поле f7 · черна пешка на черно поле b6 · черна пешка на черно поле h6 · черна пешка на черно поле a5 · бял кон на бяло поле f5 · черна пешка на черно поле g5 · черна дама на черно поле f4 · бяла дама на черно поле a3 · бяла пешка на бяло поле h3 · бяла пешка на бяло поле a2 · бяла пешка на черно поле b2 · черен топ на бяло поле c2 · бял топ на бяло поле d1 · бял цар на бяло поле h1 | черен цар на бяло поле g8 · черна пешка на бяло поле f7 · черна пешка на черно поле b6 · черна пешка на черно поле h6 · черна пешка на черно поле a5 · бял кон на бяло поле f5 · черна пешка на черно поле g5 · черна дама на черно поле f4 · бяла дама на черно поле a3 · бяла пешка на бяло поле h3 · бяла пешка на бяло поле a2 · бяла пешка на черно поле b2 · черен топ на бяло поле c2 · бял топ на бяло поле d1 · бял цар на бяло поле h1 | 4 |
| 3 | черен цар на бяло поле g8 · черна пешка на бяло поле f7 · черна пешка на черно поле b6 · черна пешка на черно поле h6 · черна пешка на черно поле a5 · бял кон на бяло поле f5 · черна пешка на черно поле g5 · черна дама на черно поле f4 · бяла дама на черно поле a3 · бяла пешка на бяло поле h3 · бяла пешка на бяло поле a2 · бяла пешка на черно поле b2 · черен топ на бяло поле c2 · бял топ на бяло поле d1 · бял цар на бяло поле h1 | черен цар на бяло поле g8 · черна пешка на бяло поле f7 · черна пешка на черно поле b6 · черна пешка на черно поле h6 · черна пешка на черно поле a5 · бял кон на бяло поле f5 · черна пешка на черно поле g5 · черна дама на черно поле f4 · бяла дама на черно поле a3 · бяла пешка на бяло поле h3 · бяла пешка на бяло поле a2 · бяла пешка на черно поле b2 · черен топ на бяло поле c2 · бял топ на бяло поле d1 · бял цар на бяло поле h1 | черен цар на бяло поле g8 · черна пешка на бяло поле f7 · черна пешка на черно поле b6 · черна пешка на черно поле h6 · черна пешка на черно поле a5 · бял кон на бяло поле f5 · черна пешка на черно поле g5 · черна дама на черно поле f4 · бяла дама на черно поле a3 · бяла пешка на бяло поле h3 · бяла пешка на бяло поле a2 · бяла пешка на черно поле b2 · черен топ на бяло поле c2 · бял топ на бяло поле d1 · бял цар на бяло поле h1 | черен цар на бяло поле g8 · черна пешка на бяло поле f7 · черна пешка на черно поле b6 · черна пешка на черно поле h6 · черна пешка на черно поле a5 · бял кон на бяло поле f5 · черна пешка на черно поле g5 · черна дама на черно поле f4 · бяла дама на черно поле a3 · бяла пешка на бяло поле h3 · бяла пешка на бяло поле a2 · бяла пешка на черно поле b2 · черен топ на бяло поле c2 · бял топ на бяло поле d1 · бял цар на бяло поле h1 | черен цар на бяло поле g8 · черна пешка на бяло поле f7 · черна пешка на черно поле b6 · черна пешка на черно поле h6 · черна пешка на черно поле a5 · бял кон на бяло поле f5 · черна пешка на черно поле g5 · черна дама на черно поле f4 · бяла дама на черно поле a3 · бяла пешка на бяло поле h3 · бяла пешка на бяло поле a2 · бяла пешка на черно поле b2 · черен топ на бяло поле c2 · бял топ на бяло поле d1 · бял цар на бяло поле h1 | черен цар на бяло поле g8 · черна пешка на бяло поле f7 · черна пешка на черно поле b6 · черна пешка на черно поле h6 · черна пешка на черно поле a5 · бял кон на бяло поле f5 · черна пешка на черно поле g5 · черна дама на черно поле f4 · бяла дама на черно поле a3 · бяла пешка на бяло поле h3 · бяла пешка на бяло поле a2 · бяла пешка на черно поле b2 · черен топ на бяло поле c2 · бял топ на бяло поле d1 · бял цар на бяло поле h1 | черен цар на бяло поле g8 · черна пешка на бяло поле f7 · черна пешка на черно поле b6 · черна пешка на черно поле h6 · черна пешка на черно поле a5 · бял кон на бяло поле f5 · черна пешка на черно поле g5 · черна дама на черно поле f4 · бяла дама на черно поле a3 · бяла пешка на бяло поле h3 · бяла пешка на бяло поле a2 · бяла пешка на черно поле b2 · черен топ на бяло поле c2 · бял топ на бяло поле d1 · бял цар на бяло поле h1 | черен цар на бяло поле g8 · черна пешка на бяло поле f7 · черна пешка на черно поле b6 · черна пешка на черно поле h6 · черна пешка на черно поле a5 · бял кон на бяло поле f5 · черна пешка на черно поле g5 · черна дама на черно поле f4 · бяла дама на черно поле a3 · бяла пешка на бяло поле h3 · бяла пешка на бяло поле a2 · бяла пешка на черно поле b2 · черен топ на бяло поле c2 · бял топ на бяло поле d1 · бял цар на бяло поле h1 | 3 |
| 2 | черен цар на бяло поле g8 · черна пешка на бяло поле f7 · черна пешка на черно поле b6 · черна пешка на черно поле h6 · черна пешка на черно поле a5 · бял кон на бяло поле f5 · черна пешка на черно поле g5 · черна дама на черно поле f4 · бяла дама на черно поле a3 · бяла пешка на бяло поле h3 · бяла пешка на бяло поле a2 · бяла пешка на черно поле b2 · черен топ на бяло поле c2 · бял топ на бяло поле d1 · бял цар на бяло поле h1 | черен цар на бяло поле g8 · черна пешка на бяло поле f7 · черна пешка на черно поле b6 · черна пешка на черно поле h6 · черна пешка на черно поле a5 · бял кон на бяло поле f5 · черна пешка на черно поле g5 · черна дама на черно поле f4 · бяла дама на черно поле a3 · бяла пешка на бяло поле h3 · бяла пешка на бяло поле a2 · бяла пешка на черно поле b2 · черен топ на бяло поле c2 · бял топ на бяло поле d1 · бял цар на бяло поле h1 | черен цар на бяло поле g8 · черна пешка на бяло поле f7 · черна пешка на черно поле b6 · черна пешка на черно поле h6 · черна пешка на черно поле a5 · бял кон на бяло поле f5 · черна пешка на черно поле g5 · черна дама на черно поле f4 · бяла дама на черно поле a3 · бяла пешка на бяло поле h3 · бяла пешка на бяло поле a2 · бяла пешка на черно поле b2 · черен топ на бяло поле c2 · бял топ на бяло поле d1 · бял цар на бяло поле h1 | черен цар на бяло поле g8 · черна пешка на бяло поле f7 · черна пешка на черно поле b6 · черна пешка на черно поле h6 · черна пешка на черно поле a5 · бял кон на бяло поле f5 · черна пешка на черно поле g5 · черна дама на черно поле f4 · бяла дама на черно поле a3 · бяла пешка на бяло поле h3 · бяла пешка на бяло поле a2 · бяла пешка на черно поле b2 · черен топ на бяло поле c2 · бял топ на бяло поле d1 · бял цар на бяло поле h1 | черен цар на бяло поле g8 · черна пешка на бяло поле f7 · черна пешка на черно поле b6 · черна пешка на черно поле h6 · черна пешка на черно поле a5 · бял кон на бяло поле f5 · черна пешка на черно поле g5 · черна дама на черно поле f4 · бяла дама на черно поле a3 · бяла пешка на бяло поле h3 · бяла пешка на бяло поле a2 · бяла пешка на черно поле b2 · черен топ на бяло поле c2 · бял топ на бяло поле d1 · бял цар на бяло поле h1 | черен цар на бяло поле g8 · черна пешка на бяло поле f7 · черна пешка на черно поле b6 · черна пешка на черно поле h6 · черна пешка на черно поле a5 · бял кон на бяло поле f5 · черна пешка на черно поле g5 · черна дама на черно поле f4 · бяла дама на черно поле a3 · бяла пешка на бяло поле h3 · бяла пешка на бяло поле a2 · бяла пешка на черно поле b2 · черен топ на бяло поле c2 · бял топ на бяло поле d1 · бял цар на бяло поле h1 | черен цар на бяло поле g8 · черна пешка на бяло поле f7 · черна пешка на черно поле b6 · черна пешка на черно поле h6 · черна пешка на черно поле a5 · бял кон на бяло поле f5 · черна пешка на черно поле g5 · черна дама на черно поле f4 · бяла дама на черно поле a3 · бяла пешка на бяло поле h3 · бяла пешка на бяло поле a2 · бяла пешка на черно поле b2 · черен топ на бяло поле c2 · бял топ на бяло поле d1 · бял цар на бяло поле h1 | черен цар на бяло поле g8 · черна пешка на бяло поле f7 · черна пешка на черно поле b6 · черна пешка на черно поле h6 · черна пешка на черно поле a5 · бял кон на бяло поле f5 · черна пешка на черно поле g5 · черна дама на черно поле f4 · бяла дама на черно поле a3 · бяла пешка на бяло поле h3 · бяла пешка на бяло поле a2 · бяла пешка на черно поле b2 · черен топ на бяло поле c2 · бял топ на бяло поле d1 · бял цар на бяло поле h1 | 2 |
| 1 | черен цар на бяло поле g8 · черна пешка на бяло поле f7 · черна пешка на черно поле b6 · черна пешка на черно поле h6 · черна пешка на черно поле a5 · бял кон на бяло поле f5 · черна пешка на черно поле g5 · черна дама на черно поле f4 · бяла дама на черно поле a3 · бяла пешка на бяло поле h3 · бяла пешка на бяло поле a2 · бяла пешка на черно поле b2 · черен топ на бяло поле c2 · бял топ на бяло поле d1 · бял цар на бяло поле h1 | черен цар на бяло поле g8 · черна пешка на бяло поле f7 · черна пешка на черно поле b6 · черна пешка на черно поле h6 · черна пешка на черно поле a5 · бял кон на бяло поле f5 · черна пешка на черно поле g5 · черна дама на черно поле f4 · бяла дама на черно поле a3 · бяла пешка на бяло поле h3 · бяла пешка на бяло поле a2 · бяла пешка на черно поле b2 · черен топ на бяло поле c2 · бял топ на бяло поле d1 · бял цар на бяло поле h1 | черен цар на бяло поле g8 · черна пешка на бяло поле f7 · черна пешка на черно поле b6 · черна пешка на черно поле h6 · черна пешка на черно поле a5 · бял кон на бяло поле f5 · черна пешка на черно поле g5 · черна дама на черно поле f4 · бяла дама на черно поле a3 · бяла пешка на бяло поле h3 · бяла пешка на бяло поле a2 · бяла пешка на черно поле b2 · черен топ на бяло поле c2 · бял топ на бяло поле d1 · бял цар на бяло поле h1 | черен цар на бяло поле g8 · черна пешка на бяло поле f7 · черна пешка на черно поле b6 · черна пешка на черно поле h6 · черна пешка на черно поле a5 · бял кон на бяло поле f5 · черна пешка на черно поле g5 · черна дама на черно поле f4 · бяла дама на черно поле a3 · бяла пешка на бяло поле h3 · бяла пешка на бяло поле a2 · бяла пешка на черно поле b2 · черен топ на бяло поле c2 · бял топ на бяло поле d1 · бял цар на бяло поле h1 | черен цар на бяло поле g8 · черна пешка на бяло поле f7 · черна пешка на черно поле b6 · черна пешка на черно поле h6 · черна пешка на черно поле a5 · бял кон на бяло поле f5 · черна пешка на черно поле g5 · черна дама на черно поле f4 · бяла дама на черно поле a3 · бяла пешка на бяло поле h3 · бяла пешка на бяло поле a2 · бяла пешка на черно поле b2 · черен топ на бяло поле c2 · бял топ на бяло поле d1 · бял цар на бяло поле h1 | черен цар на бяло поле g8 · черна пешка на бяло поле f7 · черна пешка на черно поле b6 · черна пешка на черно поле h6 · черна пешка на черно поле a5 · бял кон на бяло поле f5 · черна пешка на черно поле g5 · черна дама на черно поле f4 · бяла дама на черно поле a3 · бяла пешка на бяло поле h3 · бяла пешка на бяло поле a2 · бяла пешка на черно поле b2 · черен топ на бяло поле c2 · бял топ на бяло поле d1 · бял цар на бяло поле h1 | черен цар на бяло поле g8 · черна пешка на бяло поле f7 · черна пешка на черно поле b6 · черна пешка на черно поле h6 · черна пешка на черно поле a5 · бял кон на бяло поле f5 · черна пешка на черно поле g5 · черна дама на черно поле f4 · бяла дама на черно поле a3 · бяла пешка на бяло поле h3 · бяла пешка на бяло поле a2 · бяла пешка на черно поле b2 · черен топ на бяло поле c2 · бял топ на бяло поле d1 · бял цар на бяло поле h1 | черен цар на бяло поле g8 · черна пешка на бяло поле f7 · черна пешка на черно поле b6 · черна пешка на черно поле h6 · черна пешка на черно поле a5 · бял кон на бяло поле f5 · черна пешка на черно поле g5 · черна дама на черно поле f4 · бяла дама на черно поле a3 · бяла пешка на бяло поле h3 · бяла пешка на бяло поле a2 · бяла пешка на черно поле b2 · черен топ на бяло поле c2 · бял топ на бяло поле d1 · бял цар на бяло поле h1 | 1 |
|   | a | b | c | d | e | f | g | h |   |

1.Тe8+! Оf8 
(1. ... Цh7 2.Дd3+!)
2.Т:f8+!! Ц:f8

3.Кf5+ Цg8
(диаграма 5)

Макс Eвe се предава заради следващата жертва на бялата дама за завличане
4.Дf8+!! Ц:f8 

5.Тd8#.
Черният цар е завлечен в матова мрежа на полето f8 също и при отказване на жертвата:
4. … Цh7 5.Дg7#.
|   | a | b | c | d | e | f | g | h |   |
| 8 | черен топ на бяло поле a8 · черен офицер на бяло поле c8 · черен топ на черно поле d8 · черна пешка на бяло поле b7 · черен кон на черно поле e7 · черна пешка на бяло поле f7 · черен цар на черно поле g7 · черна пешка на бяло поле h7 · бял офицер на черно поле d6 · черна пешка на бяло поле e6 · черен офицер на черно поле f6 · черна пешка на бяло поле g6 · черна пешка на черно поле a5 · черна дама на бяло поле b5 · черна пешка на черно поле c5 · бял кон на бяло поле c4 · бял топ на бяло поле e4 · бяла пешка на бяло поле b3 · бяла пешка на бяло поле d3 · бяла дама на бяло поле f3 · бяла пешка на черно поле g3 · бяла пешка на черно поле b2 · бяла пешка на бяло поле c2 · бяла пешка на черно поле f2 · бял офицер на бяло поле g2 · бяла пешка на черно поле h2 · бял топ на черно поле a1 · бял цар на черно поле g1 | черен топ на бяло поле a8 · черен офицер на бяло поле c8 · черен топ на черно поле d8 · черна пешка на бяло поле b7 · черен кон на черно поле e7 · черна пешка на бяло поле f7 · черен цар на черно поле g7 · черна пешка на бяло поле h7 · бял офицер на черно поле d6 · черна пешка на бяло поле e6 · черен офицер на черно поле f6 · черна пешка на бяло поле g6 · черна пешка на черно поле a5 · черна дама на бяло поле b5 · черна пешка на черно поле c5 · бял кон на бяло поле c4 · бял топ на бяло поле e4 · бяла пешка на бяло поле b3 · бяла пешка на бяло поле d3 · бяла дама на бяло поле f3 · бяла пешка на черно поле g3 · бяла пешка на черно поле b2 · бяла пешка на бяло поле c2 · бяла пешка на черно поле f2 · бял офицер на бяло поле g2 · бяла пешка на черно поле h2 · бял топ на черно поле a1 · бял цар на черно поле g1 | черен топ на бяло поле a8 · черен офицер на бяло поле c8 · черен топ на черно поле d8 · черна пешка на бяло поле b7 · черен кон на черно поле e7 · черна пешка на бяло поле f7 · черен цар на черно поле g7 · черна пешка на бяло поле h7 · бял офицер на черно поле d6 · черна пешка на бяло поле e6 · черен офицер на черно поле f6 · черна пешка на бяло поле g6 · черна пешка на черно поле a5 · черна дама на бяло поле b5 · черна пешка на черно поле c5 · бял кон на бяло поле c4 · бял топ на бяло поле e4 · бяла пешка на бяло поле b3 · бяла пешка на бяло поле d3 · бяла дама на бяло поле f3 · бяла пешка на черно поле g3 · бяла пешка на черно поле b2 · бяла пешка на бяло поле c2 · бяла пешка на черно поле f2 · бял офицер на бяло поле g2 · бяла пешка на черно поле h2 · бял топ на черно поле a1 · бял цар на черно поле g1 | черен топ на бяло поле a8 · черен офицер на бяло поле c8 · черен топ на черно поле d8 · черна пешка на бяло поле b7 · черен кон на черно поле e7 · черна пешка на бяло поле f7 · черен цар на черно поле g7 · черна пешка на бяло поле h7 · бял офицер на черно поле d6 · черна пешка на бяло поле e6 · черен офицер на черно поле f6 · черна пешка на бяло поле g6 · черна пешка на черно поле a5 · черна дама на бяло поле b5 · черна пешка на черно поле c5 · бял кон на бяло поле c4 · бял топ на бяло поле e4 · бяла пешка на бяло поле b3 · бяла пешка на бяло поле d3 · бяла дама на бяло поле f3 · бяла пешка на черно поле g3 · бяла пешка на черно поле b2 · бяла пешка на бяло поле c2 · бяла пешка на черно поле f2 · бял офицер на бяло поле g2 · бяла пешка на черно поле h2 · бял топ на черно поле a1 · бял цар на черно поле g1 | черен топ на бяло поле a8 · черен офицер на бяло поле c8 · черен топ на черно поле d8 · черна пешка на бяло поле b7 · черен кон на черно поле e7 · черна пешка на бяло поле f7 · черен цар на черно поле g7 · черна пешка на бяло поле h7 · бял офицер на черно поле d6 · черна пешка на бяло поле e6 · черен офицер на черно поле f6 · черна пешка на бяло поле g6 · черна пешка на черно поле a5 · черна дама на бяло поле b5 · черна пешка на черно поле c5 · бял кон на бяло поле c4 · бял топ на бяло поле e4 · бяла пешка на бяло поле b3 · бяла пешка на бяло поле d3 · бяла дама на бяло поле f3 · бяла пешка на черно поле g3 · бяла пешка на черно поле b2 · бяла пешка на бяло поле c2 · бяла пешка на черно поле f2 · бял офицер на бяло поле g2 · бяла пешка на черно поле h2 · бял топ на черно поле a1 · бял цар на черно поле g1 | черен топ на бяло поле a8 · черен офицер на бяло поле c8 · черен топ на черно поле d8 · черна пешка на бяло поле b7 · черен кон на черно поле e7 · черна пешка на бяло поле f7 · черен цар на черно поле g7 · черна пешка на бяло поле h7 · бял офицер на черно поле d6 · черна пешка на бяло поле e6 · черен офицер на черно поле f6 · черна пешка на бяло поле g6 · черна пешка на черно поле a5 · черна дама на бяло поле b5 · черна пешка на черно поле c5 · бял кон на бяло поле c4 · бял топ на бяло поле e4 · бяла пешка на бяло поле b3 · бяла пешка на бяло поле d3 · бяла дама на бяло поле f3 · бяла пешка на черно поле g3 · бяла пешка на черно поле b2 · бяла пешка на бяло поле c2 · бяла пешка на черно поле f2 · бял офицер на бяло поле g2 · бяла пешка на черно поле h2 · бял топ на черно поле a1 · бял цар на черно поле g1 | черен топ на бяло поле a8 · черен офицер на бяло поле c8 · черен топ на черно поле d8 · черна пешка на бяло поле b7 · черен кон на черно поле e7 · черна пешка на бяло поле f7 · черен цар на черно поле g7 · черна пешка на бяло поле h7 · бял офицер на черно поле d6 · черна пешка на бяло поле e6 · черен офицер на черно поле f6 · черна пешка на бяло поле g6 · черна пешка на черно поле a5 · черна дама на бяло поле b5 · черна пешка на черно поле c5 · бял кон на бяло поле c4 · бял топ на бяло поле e4 · бяла пешка на бяло поле b3 · бяла пешка на бяло поле d3 · бяла дама на бяло поле f3 · бяла пешка на черно поле g3 · бяла пешка на черно поле b2 · бяла пешка на бяло поле c2 · бяла пешка на черно поле f2 · бял офицер на бяло поле g2 · бяла пешка на черно поле h2 · бял топ на черно поле a1 · бял цар на черно поле g1 | черен топ на бяло поле a8 · черен офицер на бяло поле c8 · черен топ на черно поле d8 · черна пешка на бяло поле b7 · черен кон на черно поле e7 · черна пешка на бяло поле f7 · черен цар на черно поле g7 · черна пешка на бяло поле h7 · бял офицер на черно поле d6 · черна пешка на бяло поле e6 · черен офицер на черно поле f6 · черна пешка на бяло поле g6 · черна пешка на черно поле a5 · черна дама на бяло поле b5 · черна пешка на черно поле c5 · бял кон на бяло поле c4 · бял топ на бяло поле e4 · бяла пешка на бяло поле b3 · бяла пешка на бяло поле d3 · бяла дама на бяло поле f3 · бяла пешка на черно поле g3 · бяла пешка на черно поле b2 · бяла пешка на бяло поле c2 · бяла пешка на черно поле f2 · бял офицер на бяло поле g2 · бяла пешка на черно поле h2 · бял топ на черно поле a1 · бял цар на черно поле g1 | 8 |
| 7 | черен топ на бяло поле a8 · черен офицер на бяло поле c8 · черен топ на черно поле d8 · черна пешка на бяло поле b7 · черен кон на черно поле e7 · черна пешка на бяло поле f7 · черен цар на черно поле g7 · черна пешка на бяло поле h7 · бял офицер на черно поле d6 · черна пешка на бяло поле e6 · черен офицер на черно поле f6 · черна пешка на бяло поле g6 · черна пешка на черно поле a5 · черна дама на бяло поле b5 · черна пешка на черно поле c5 · бял кон на бяло поле c4 · бял топ на бяло поле e4 · бяла пешка на бяло поле b3 · бяла пешка на бяло поле d3 · бяла дама на бяло поле f3 · бяла пешка на черно поле g3 · бяла пешка на черно поле b2 · бяла пешка на бяло поле c2 · бяла пешка на черно поле f2 · бял офицер на бяло поле g2 · бяла пешка на черно поле h2 · бял топ на черно поле a1 · бял цар на черно поле g1 | черен топ на бяло поле a8 · черен офицер на бяло поле c8 · черен топ на черно поле d8 · черна пешка на бяло поле b7 · черен кон на черно поле e7 · черна пешка на бяло поле f7 · черен цар на черно поле g7 · черна пешка на бяло поле h7 · бял офицер на черно поле d6 · черна пешка на бяло поле e6 · черен офицер на черно поле f6 · черна пешка на бяло поле g6 · черна пешка на черно поле a5 · черна дама на бяло поле b5 · черна пешка на черно поле c5 · бял кон на бяло поле c4 · бял топ на бяло поле e4 · бяла пешка на бяло поле b3 · бяла пешка на бяло поле d3 · бяла дама на бяло поле f3 · бяла пешка на черно поле g3 · бяла пешка на черно поле b2 · бяла пешка на бяло поле c2 · бяла пешка на черно поле f2 · бял офицер на бяло поле g2 · бяла пешка на черно поле h2 · бял топ на черно поле a1 · бял цар на черно поле g1 | черен топ на бяло поле a8 · черен офицер на бяло поле c8 · черен топ на черно поле d8 · черна пешка на бяло поле b7 · черен кон на черно поле e7 · черна пешка на бяло поле f7 · черен цар на черно поле g7 · черна пешка на бяло поле h7 · бял офицер на черно поле d6 · черна пешка на бяло поле e6 · черен офицер на черно поле f6 · черна пешка на бяло поле g6 · черна пешка на черно поле a5 · черна дама на бяло поле b5 · черна пешка на черно поле c5 · бял кон на бяло поле c4 · бял топ на бяло поле e4 · бяла пешка на бяло поле b3 · бяла пешка на бяло поле d3 · бяла дама на бяло поле f3 · бяла пешка на черно поле g3 · бяла пешка на черно поле b2 · бяла пешка на бяло поле c2 · бяла пешка на черно поле f2 · бял офицер на бяло поле g2 · бяла пешка на черно поле h2 · бял топ на черно поле a1 · бял цар на черно поле g1 | черен топ на бяло поле a8 · черен офицер на бяло поле c8 · черен топ на черно поле d8 · черна пешка на бяло поле b7 · черен кон на черно поле e7 · черна пешка на бяло поле f7 · черен цар на черно поле g7 · черна пешка на бяло поле h7 · бял офицер на черно поле d6 · черна пешка на бяло поле e6 · черен офицер на черно поле f6 · черна пешка на бяло поле g6 · черна пешка на черно поле a5 · черна дама на бяло поле b5 · черна пешка на черно поле c5 · бял кон на бяло поле c4 · бял топ на бяло поле e4 · бяла пешка на бяло поле b3 · бяла пешка на бяло поле d3 · бяла дама на бяло поле f3 · бяла пешка на черно поле g3 · бяла пешка на черно поле b2 · бяла пешка на бяло поле c2 · бяла пешка на черно поле f2 · бял офицер на бяло поле g2 · бяла пешка на черно поле h2 · бял топ на черно поле a1 · бял цар на черно поле g1 | черен топ на бяло поле a8 · черен офицер на бяло поле c8 · черен топ на черно поле d8 · черна пешка на бяло поле b7 · черен кон на черно поле e7 · черна пешка на бяло поле f7 · черен цар на черно поле g7 · черна пешка на бяло поле h7 · бял офицер на черно поле d6 · черна пешка на бяло поле e6 · черен офицер на черно поле f6 · черна пешка на бяло поле g6 · черна пешка на черно поле a5 · черна дама на бяло поле b5 · черна пешка на черно поле c5 · бял кон на бяло поле c4 · бял топ на бяло поле e4 · бяла пешка на бяло поле b3 · бяла пешка на бяло поле d3 · бяла дама на бяло поле f3 · бяла пешка на черно поле g3 · бяла пешка на черно поле b2 · бяла пешка на бяло поле c2 · бяла пешка на черно поле f2 · бял офицер на бяло поле g2 · бяла пешка на черно поле h2 · бял топ на черно поле a1 · бял цар на черно поле g1 | черен топ на бяло поле a8 · черен офицер на бяло поле c8 · черен топ на черно поле d8 · черна пешка на бяло поле b7 · черен кон на черно поле e7 · черна пешка на бяло поле f7 · черен цар на черно поле g7 · черна пешка на бяло поле h7 · бял офицер на черно поле d6 · черна пешка на бяло поле e6 · черен офицер на черно поле f6 · черна пешка на бяло поле g6 · черна пешка на черно поле a5 · черна дама на бяло поле b5 · черна пешка на черно поле c5 · бял кон на бяло поле c4 · бял топ на бяло поле e4 · бяла пешка на бяло поле b3 · бяла пешка на бяло поле d3 · бяла дама на бяло поле f3 · бяла пешка на черно поле g3 · бяла пешка на черно поле b2 · бяла пешка на бяло поле c2 · бяла пешка на черно поле f2 · бял офицер на бяло поле g2 · бяла пешка на черно поле h2 · бял топ на черно поле a1 · бял цар на черно поле g1 | черен топ на бяло поле a8 · черен офицер на бяло поле c8 · черен топ на черно поле d8 · черна пешка на бяло поле b7 · черен кон на черно поле e7 · черна пешка на бяло поле f7 · черен цар на черно поле g7 · черна пешка на бяло поле h7 · бял офицер на черно поле d6 · черна пешка на бяло поле e6 · черен офицер на черно поле f6 · черна пешка на бяло поле g6 · черна пешка на черно поле a5 · черна дама на бяло поле b5 · черна пешка на черно поле c5 · бял кон на бяло поле c4 · бял топ на бяло поле e4 · бяла пешка на бяло поле b3 · бяла пешка на бяло поле d3 · бяла дама на бяло поле f3 · бяла пешка на черно поле g3 · бяла пешка на черно поле b2 · бяла пешка на бяло поле c2 · бяла пешка на черно поле f2 · бял офицер на бяло поле g2 · бяла пешка на черно поле h2 · бял топ на черно поле a1 · бял цар на черно поле g1 | черен топ на бяло поле a8 · черен офицер на бяло поле c8 · черен топ на черно поле d8 · черна пешка на бяло поле b7 · черен кон на черно поле e7 · черна пешка на бяло поле f7 · черен цар на черно поле g7 · черна пешка на бяло поле h7 · бял офицер на черно поле d6 · черна пешка на бяло поле e6 · черен офицер на черно поле f6 · черна пешка на бяло поле g6 · черна пешка на черно поле a5 · черна дама на бяло поле b5 · черна пешка на черно поле c5 · бял кон на бяло поле c4 · бял топ на бяло поле e4 · бяла пешка на бяло поле b3 · бяла пешка на бяло поле d3 · бяла дама на бяло поле f3 · бяла пешка на черно поле g3 · бяла пешка на черно поле b2 · бяла пешка на бяло поле c2 · бяла пешка на черно поле f2 · бял офицер на бяло поле g2 · бяла пешка на черно поле h2 · бял топ на черно поле a1 · бял цар на черно поле g1 | 7 |
| 6 | черен топ на бяло поле a8 · черен офицер на бяло поле c8 · черен топ на черно поле d8 · черна пешка на бяло поле b7 · черен кон на черно поле e7 · черна пешка на бяло поле f7 · черен цар на черно поле g7 · черна пешка на бяло поле h7 · бял офицер на черно поле d6 · черна пешка на бяло поле e6 · черен офицер на черно поле f6 · черна пешка на бяло поле g6 · черна пешка на черно поле a5 · черна дама на бяло поле b5 · черна пешка на черно поле c5 · бял кон на бяло поле c4 · бял топ на бяло поле e4 · бяла пешка на бяло поле b3 · бяла пешка на бяло поле d3 · бяла дама на бяло поле f3 · бяла пешка на черно поле g3 · бяла пешка на черно поле b2 · бяла пешка на бяло поле c2 · бяла пешка на черно поле f2 · бял офицер на бяло поле g2 · бяла пешка на черно поле h2 · бял топ на черно поле a1 · бял цар на черно поле g1 | черен топ на бяло поле a8 · черен офицер на бяло поле c8 · черен топ на черно поле d8 · черна пешка на бяло поле b7 · черен кон на черно поле e7 · черна пешка на бяло поле f7 · черен цар на черно поле g7 · черна пешка на бяло поле h7 · бял офицер на черно поле d6 · черна пешка на бяло поле e6 · черен офицер на черно поле f6 · черна пешка на бяло поле g6 · черна пешка на черно поле a5 · черна дама на бяло поле b5 · черна пешка на черно поле c5 · бял кон на бяло поле c4 · бял топ на бяло поле e4 · бяла пешка на бяло поле b3 · бяла пешка на бяло поле d3 · бяла дама на бяло поле f3 · бяла пешка на черно поле g3 · бяла пешка на черно поле b2 · бяла пешка на бяло поле c2 · бяла пешка на черно поле f2 · бял офицер на бяло поле g2 · бяла пешка на черно поле h2 · бял топ на черно поле a1 · бял цар на черно поле g1 | черен топ на бяло поле a8 · черен офицер на бяло поле c8 · черен топ на черно поле d8 · черна пешка на бяло поле b7 · черен кон на черно поле e7 · черна пешка на бяло поле f7 · черен цар на черно поле g7 · черна пешка на бяло поле h7 · бял офицер на черно поле d6 · черна пешка на бяло поле e6 · черен офицер на черно поле f6 · черна пешка на бяло поле g6 · черна пешка на черно поле a5 · черна дама на бяло поле b5 · черна пешка на черно поле c5 · бял кон на бяло поле c4 · бял топ на бяло поле e4 · бяла пешка на бяло поле b3 · бяла пешка на бяло поле d3 · бяла дама на бяло поле f3 · бяла пешка на черно поле g3 · бяла пешка на черно поле b2 · бяла пешка на бяло поле c2 · бяла пешка на черно поле f2 · бял офицер на бяло поле g2 · бяла пешка на черно поле h2 · бял топ на черно поле a1 · бял цар на черно поле g1 | черен топ на бяло поле a8 · черен офицер на бяло поле c8 · черен топ на черно поле d8 · черна пешка на бяло поле b7 · черен кон на черно поле e7 · черна пешка на бяло поле f7 · черен цар на черно поле g7 · черна пешка на бяло поле h7 · бял офицер на черно поле d6 · черна пешка на бяло поле e6 · черен офицер на черно поле f6 · черна пешка на бяло поле g6 · черна пешка на черно поле a5 · черна дама на бяло поле b5 · черна пешка на черно поле c5 · бял кон на бяло поле c4 · бял топ на бяло поле e4 · бяла пешка на бяло поле b3 · бяла пешка на бяло поле d3 · бяла дама на бяло поле f3 · бяла пешка на черно поле g3 · бяла пешка на черно поле b2 · бяла пешка на бяло поле c2 · бяла пешка на черно поле f2 · бял офицер на бяло поле g2 · бяла пешка на черно поле h2 · бял топ на черно поле a1 · бял цар на черно поле g1 | черен топ на бяло поле a8 · черен офицер на бяло поле c8 · черен топ на черно поле d8 · черна пешка на бяло поле b7 · черен кон на черно поле e7 · черна пешка на бяло поле f7 · черен цар на черно поле g7 · черна пешка на бяло поле h7 · бял офицер на черно поле d6 · черна пешка на бяло поле e6 · черен офицер на черно поле f6 · черна пешка на бяло поле g6 · черна пешка на черно поле a5 · черна дама на бяло поле b5 · черна пешка на черно поле c5 · бял кон на бяло поле c4 · бял топ на бяло поле e4 · бяла пешка на бяло поле b3 · бяла пешка на бяло поле d3 · бяла дама на бяло поле f3 · бяла пешка на черно поле g3 · бяла пешка на черно поле b2 · бяла пешка на бяло поле c2 · бяла пешка на черно поле f2 · бял офицер на бяло поле g2 · бяла пешка на черно поле h2 · бял топ на черно поле a1 · бял цар на черно поле g1 | черен топ на бяло поле a8 · черен офицер на бяло поле c8 · черен топ на черно поле d8 · черна пешка на бяло поле b7 · черен кон на черно поле e7 · черна пешка на бяло поле f7 · черен цар на черно поле g7 · черна пешка на бяло поле h7 · бял офицер на черно поле d6 · черна пешка на бяло поле e6 · черен офицер на черно поле f6 · черна пешка на бяло поле g6 · черна пешка на черно поле a5 · черна дама на бяло поле b5 · черна пешка на черно поле c5 · бял кон на бяло поле c4 · бял топ на бяло поле e4 · бяла пешка на бяло поле b3 · бяла пешка на бяло поле d3 · бяла дама на бяло поле f3 · бяла пешка на черно поле g3 · бяла пешка на черно поле b2 · бяла пешка на бяло поле c2 · бяла пешка на черно поле f2 · бял офицер на бяло поле g2 · бяла пешка на черно поле h2 · бял топ на черно поле a1 · бял цар на черно поле g1 | черен топ на бяло поле a8 · черен офицер на бяло поле c8 · черен топ на черно поле d8 · черна пешка на бяло поле b7 · черен кон на черно поле e7 · черна пешка на бяло поле f7 · черен цар на черно поле g7 · черна пешка на бяло поле h7 · бял офицер на черно поле d6 · черна пешка на бяло поле e6 · черен офицер на черно поле f6 · черна пешка на бяло поле g6 · черна пешка на черно поле a5 · черна дама на бяло поле b5 · черна пешка на черно поле c5 · бял кон на бяло поле c4 · бял топ на бяло поле e4 · бяла пешка на бяло поле b3 · бяла пешка на бяло поле d3 · бяла дама на бяло поле f3 · бяла пешка на черно поле g3 · бяла пешка на черно поле b2 · бяла пешка на бяло поле c2 · бяла пешка на черно поле f2 · бял офицер на бяло поле g2 · бяла пешка на черно поле h2 · бял топ на черно поле a1 · бял цар на черно поле g1 | черен топ на бяло поле a8 · черен офицер на бяло поле c8 · черен топ на черно поле d8 · черна пешка на бяло поле b7 · черен кон на черно поле e7 · черна пешка на бяло поле f7 · черен цар на черно поле g7 · черна пешка на бяло поле h7 · бял офицер на черно поле d6 · черна пешка на бяло поле e6 · черен офицер на черно поле f6 · черна пешка на бяло поле g6 · черна пешка на черно поле a5 · черна дама на бяло поле b5 · черна пешка на черно поле c5 · бял кон на бяло поле c4 · бял топ на бяло поле e4 · бяла пешка на бяло поле b3 · бяла пешка на бяло поле d3 · бяла дама на бяло поле f3 · бяла пешка на черно поле g3 · бяла пешка на черно поле b2 · бяла пешка на бяло поле c2 · бяла пешка на черно поле f2 · бял офицер на бяло поле g2 · бяла пешка на черно поле h2 · бял топ на черно поле a1 · бял цар на черно поле g1 | 6 |
| 5 | черен топ на бяло поле a8 · черен офицер на бяло поле c8 · черен топ на черно поле d8 · черна пешка на бяло поле b7 · черен кон на черно поле e7 · черна пешка на бяло поле f7 · черен цар на черно поле g7 · черна пешка на бяло поле h7 · бял офицер на черно поле d6 · черна пешка на бяло поле e6 · черен офицер на черно поле f6 · черна пешка на бяло поле g6 · черна пешка на черно поле a5 · черна дама на бяло поле b5 · черна пешка на черно поле c5 · бял кон на бяло поле c4 · бял топ на бяло поле e4 · бяла пешка на бяло поле b3 · бяла пешка на бяло поле d3 · бяла дама на бяло поле f3 · бяла пешка на черно поле g3 · бяла пешка на черно поле b2 · бяла пешка на бяло поле c2 · бяла пешка на черно поле f2 · бял офицер на бяло поле g2 · бяла пешка на черно поле h2 · бял топ на черно поле a1 · бял цар на черно поле g1 | черен топ на бяло поле a8 · черен офицер на бяло поле c8 · черен топ на черно поле d8 · черна пешка на бяло поле b7 · черен кон на черно поле e7 · черна пешка на бяло поле f7 · черен цар на черно поле g7 · черна пешка на бяло поле h7 · бял офицер на черно поле d6 · черна пешка на бяло поле e6 · черен офицер на черно поле f6 · черна пешка на бяло поле g6 · черна пешка на черно поле a5 · черна дама на бяло поле b5 · черна пешка на черно поле c5 · бял кон на бяло поле c4 · бял топ на бяло поле e4 · бяла пешка на бяло поле b3 · бяла пешка на бяло поле d3 · бяла дама на бяло поле f3 · бяла пешка на черно поле g3 · бяла пешка на черно поле b2 · бяла пешка на бяло поле c2 · бяла пешка на черно поле f2 · бял офицер на бяло поле g2 · бяла пешка на черно поле h2 · бял топ на черно поле a1 · бял цар на черно поле g1 | черен топ на бяло поле a8 · черен офицер на бяло поле c8 · черен топ на черно поле d8 · черна пешка на бяло поле b7 · черен кон на черно поле e7 · черна пешка на бяло поле f7 · черен цар на черно поле g7 · черна пешка на бяло поле h7 · бял офицер на черно поле d6 · черна пешка на бяло поле e6 · черен офицер на черно поле f6 · черна пешка на бяло поле g6 · черна пешка на черно поле a5 · черна дама на бяло поле b5 · черна пешка на черно поле c5 · бял кон на бяло поле c4 · бял топ на бяло поле e4 · бяла пешка на бяло поле b3 · бяла пешка на бяло поле d3 · бяла дама на бяло поле f3 · бяла пешка на черно поле g3 · бяла пешка на черно поле b2 · бяла пешка на бяло поле c2 · бяла пешка на черно поле f2 · бял офицер на бяло поле g2 · бяла пешка на черно поле h2 · бял топ на черно поле a1 · бял цар на черно поле g1 | черен топ на бяло поле a8 · черен офицер на бяло поле c8 · черен топ на черно поле d8 · черна пешка на бяло поле b7 · черен кон на черно поле e7 · черна пешка на бяло поле f7 · черен цар на черно поле g7 · черна пешка на бяло поле h7 · бял офицер на черно поле d6 · черна пешка на бяло поле e6 · черен офицер на черно поле f6 · черна пешка на бяло поле g6 · черна пешка на черно поле a5 · черна дама на бяло поле b5 · черна пешка на черно поле c5 · бял кон на бяло поле c4 · бял топ на бяло поле e4 · бяла пешка на бяло поле b3 · бяла пешка на бяло поле d3 · бяла дама на бяло поле f3 · бяла пешка на черно поле g3 · бяла пешка на черно поле b2 · бяла пешка на бяло поле c2 · бяла пешка на черно поле f2 · бял офицер на бяло поле g2 · бяла пешка на черно поле h2 · бял топ на черно поле a1 · бял цар на черно поле g1 | черен топ на бяло поле a8 · черен офицер на бяло поле c8 · черен топ на черно поле d8 · черна пешка на бяло поле b7 · черен кон на черно поле e7 · черна пешка на бяло поле f7 · черен цар на черно поле g7 · черна пешка на бяло поле h7 · бял офицер на черно поле d6 · черна пешка на бяло поле e6 · черен офицер на черно поле f6 · черна пешка на бяло поле g6 · черна пешка на черно поле a5 · черна дама на бяло поле b5 · черна пешка на черно поле c5 · бял кон на бяло поле c4 · бял топ на бяло поле e4 · бяла пешка на бяло поле b3 · бяла пешка на бяло поле d3 · бяла дама на бяло поле f3 · бяла пешка на черно поле g3 · бяла пешка на черно поле b2 · бяла пешка на бяло поле c2 · бяла пешка на черно поле f2 · бял офицер на бяло поле g2 · бяла пешка на черно поле h2 · бял топ на черно поле a1 · бял цар на черно поле g1 | черен топ на бяло поле a8 · черен офицер на бяло поле c8 · черен топ на черно поле d8 · черна пешка на бяло поле b7 · черен кон на черно поле e7 · черна пешка на бяло поле f7 · черен цар на черно поле g7 · черна пешка на бяло поле h7 · бял офицер на черно поле d6 · черна пешка на бяло поле e6 · черен офицер на черно поле f6 · черна пешка на бяло поле g6 · черна пешка на черно поле a5 · черна дама на бяло поле b5 · черна пешка на черно поле c5 · бял кон на бяло поле c4 · бял топ на бяло поле e4 · бяла пешка на бяло поле b3 · бяла пешка на бяло поле d3 · бяла дама на бяло поле f3 · бяла пешка на черно поле g3 · бяла пешка на черно поле b2 · бяла пешка на бяло поле c2 · бяла пешка на черно поле f2 · бял офицер на бяло поле g2 · бяла пешка на черно поле h2 · бял топ на черно поле a1 · бял цар на черно поле g1 | черен топ на бяло поле a8 · черен офицер на бяло поле c8 · черен топ на черно поле d8 · черна пешка на бяло поле b7 · черен кон на черно поле e7 · черна пешка на бяло поле f7 · черен цар на черно поле g7 · черна пешка на бяло поле h7 · бял офицер на черно поле d6 · черна пешка на бяло поле e6 · черен офицер на черно поле f6 · черна пешка на бяло поле g6 · черна пешка на черно поле a5 · черна дама на бяло поле b5 · черна пешка на черно поле c5 · бял кон на бяло поле c4 · бял топ на бяло поле e4 · бяла пешка на бяло поле b3 · бяла пешка на бяло поле d3 · бяла дама на бяло поле f3 · бяла пешка на черно поле g3 · бяла пешка на черно поле b2 · бяла пешка на бяло поле c2 · бяла пешка на черно поле f2 · бял офицер на бяло поле g2 · бяла пешка на черно поле h2 · бял топ на черно поле a1 · бял цар на черно поле g1 | черен топ на бяло поле a8 · черен офицер на бяло поле c8 · черен топ на черно поле d8 · черна пешка на бяло поле b7 · черен кон на черно поле e7 · черна пешка на бяло поле f7 · черен цар на черно поле g7 · черна пешка на бяло поле h7 · бял офицер на черно поле d6 · черна пешка на бяло поле e6 · черен офицер на черно поле f6 · черна пешка на бяло поле g6 · черна пешка на черно поле a5 · черна дама на бяло поле b5 · черна пешка на черно поле c5 · бял кон на бяло поле c4 · бял топ на бяло поле e4 · бяла пешка на бяло поле b3 · бяла пешка на бяло поле d3 · бяла дама на бяло поле f3 · бяла пешка на черно поле g3 · бяла пешка на черно поле b2 · бяла пешка на бяло поле c2 · бяла пешка на черно поле f2 · бял офицер на бяло поле g2 · бяла пешка на черно поле h2 · бял топ на черно поле a1 · бял цар на черно поле g1 | 5 |
| 4 | черен топ на бяло поле a8 · черен офицер на бяло поле c8 · черен топ на черно поле d8 · черна пешка на бяло поле b7 · черен кон на черно поле e7 · черна пешка на бяло поле f7 · черен цар на черно поле g7 · черна пешка на бяло поле h7 · бял офицер на черно поле d6 · черна пешка на бяло поле e6 · черен офицер на черно поле f6 · черна пешка на бяло поле g6 · черна пешка на черно поле a5 · черна дама на бяло поле b5 · черна пешка на черно поле c5 · бял кон на бяло поле c4 · бял топ на бяло поле e4 · бяла пешка на бяло поле b3 · бяла пешка на бяло поле d3 · бяла дама на бяло поле f3 · бяла пешка на черно поле g3 · бяла пешка на черно поле b2 · бяла пешка на бяло поле c2 · бяла пешка на черно поле f2 · бял офицер на бяло поле g2 · бяла пешка на черно поле h2 · бял топ на черно поле a1 · бял цар на черно поле g1 | черен топ на бяло поле a8 · черен офицер на бяло поле c8 · черен топ на черно поле d8 · черна пешка на бяло поле b7 · черен кон на черно поле e7 · черна пешка на бяло поле f7 · черен цар на черно поле g7 · черна пешка на бяло поле h7 · бял офицер на черно поле d6 · черна пешка на бяло поле e6 · черен офицер на черно поле f6 · черна пешка на бяло поле g6 · черна пешка на черно поле a5 · черна дама на бяло поле b5 · черна пешка на черно поле c5 · бял кон на бяло поле c4 · бял топ на бяло поле e4 · бяла пешка на бяло поле b3 · бяла пешка на бяло поле d3 · бяла дама на бяло поле f3 · бяла пешка на черно поле g3 · бяла пешка на черно поле b2 · бяла пешка на бяло поле c2 · бяла пешка на черно поле f2 · бял офицер на бяло поле g2 · бяла пешка на черно поле h2 · бял топ на черно поле a1 · бял цар на черно поле g1 | черен топ на бяло поле a8 · черен офицер на бяло поле c8 · черен топ на черно поле d8 · черна пешка на бяло поле b7 · черен кон на черно поле e7 · черна пешка на бяло поле f7 · черен цар на черно поле g7 · черна пешка на бяло поле h7 · бял офицер на черно поле d6 · черна пешка на бяло поле e6 · черен офицер на черно поле f6 · черна пешка на бяло поле g6 · черна пешка на черно поле a5 · черна дама на бяло поле b5 · черна пешка на черно поле c5 · бял кон на бяло поле c4 · бял топ на бяло поле e4 · бяла пешка на бяло поле b3 · бяла пешка на бяло поле d3 · бяла дама на бяло поле f3 · бяла пешка на черно поле g3 · бяла пешка на черно поле b2 · бяла пешка на бяло поле c2 · бяла пешка на черно поле f2 · бял офицер на бяло поле g2 · бяла пешка на черно поле h2 · бял топ на черно поле a1 · бял цар на черно поле g1 | черен топ на бяло поле a8 · черен офицер на бяло поле c8 · черен топ на черно поле d8 · черна пешка на бяло поле b7 · черен кон на черно поле e7 · черна пешка на бяло поле f7 · черен цар на черно поле g7 · черна пешка на бяло поле h7 · бял офицер на черно поле d6 · черна пешка на бяло поле e6 · черен офицер на черно поле f6 · черна пешка на бяло поле g6 · черна пешка на черно поле a5 · черна дама на бяло поле b5 · черна пешка на черно поле c5 · бял кон на бяло поле c4 · бял топ на бяло поле e4 · бяла пешка на бяло поле b3 · бяла пешка на бяло поле d3 · бяла дама на бяло поле f3 · бяла пешка на черно поле g3 · бяла пешка на черно поле b2 · бяла пешка на бяло поле c2 · бяла пешка на черно поле f2 · бял офицер на бяло поле g2 · бяла пешка на черно поле h2 · бял топ на черно поле a1 · бял цар на черно поле g1 | черен топ на бяло поле a8 · черен офицер на бяло поле c8 · черен топ на черно поле d8 · черна пешка на бяло поле b7 · черен кон на черно поле e7 · черна пешка на бяло поле f7 · черен цар на черно поле g7 · черна пешка на бяло поле h7 · бял офицер на черно поле d6 · черна пешка на бяло поле e6 · черен офицер на черно поле f6 · черна пешка на бяло поле g6 · черна пешка на черно поле a5 · черна дама на бяло поле b5 · черна пешка на черно поле c5 · бял кон на бяло поле c4 · бял топ на бяло поле e4 · бяла пешка на бяло поле b3 · бяла пешка на бяло поле d3 · бяла дама на бяло поле f3 · бяла пешка на черно поле g3 · бяла пешка на черно поле b2 · бяла пешка на бяло поле c2 · бяла пешка на черно поле f2 · бял офицер на бяло поле g2 · бяла пешка на черно поле h2 · бял топ на черно поле a1 · бял цар на черно поле g1 | черен топ на бяло поле a8 · черен офицер на бяло поле c8 · черен топ на черно поле d8 · черна пешка на бяло поле b7 · черен кон на черно поле e7 · черна пешка на бяло поле f7 · черен цар на черно поле g7 · черна пешка на бяло поле h7 · бял офицер на черно поле d6 · черна пешка на бяло поле e6 · черен офицер на черно поле f6 · черна пешка на бяло поле g6 · черна пешка на черно поле a5 · черна дама на бяло поле b5 · черна пешка на черно поле c5 · бял кон на бяло поле c4 · бял топ на бяло поле e4 · бяла пешка на бяло поле b3 · бяла пешка на бяло поле d3 · бяла дама на бяло поле f3 · бяла пешка на черно поле g3 · бяла пешка на черно поле b2 · бяла пешка на бяло поле c2 · бяла пешка на черно поле f2 · бял офицер на бяло поле g2 · бяла пешка на черно поле h2 · бял топ на черно поле a1 · бял цар на черно поле g1 | черен топ на бяло поле a8 · черен офицер на бяло поле c8 · черен топ на черно поле d8 · черна пешка на бяло поле b7 · черен кон на черно поле e7 · черна пешка на бяло поле f7 · черен цар на черно поле g7 · черна пешка на бяло поле h7 · бял офицер на черно поле d6 · черна пешка на бяло поле e6 · черен офицер на черно поле f6 · черна пешка на бяло поле g6 · черна пешка на черно поле a5 · черна дама на бяло поле b5 · черна пешка на черно поле c5 · бял кон на бяло поле c4 · бял топ на бяло поле e4 · бяла пешка на бяло поле b3 · бяла пешка на бяло поле d3 · бяла дама на бяло поле f3 · бяла пешка на черно поле g3 · бяла пешка на черно поле b2 · бяла пешка на бяло поле c2 · бяла пешка на черно поле f2 · бял офицер на бяло поле g2 · бяла пешка на черно поле h2 · бял топ на черно поле a1 · бял цар на черно поле g1 | черен топ на бяло поле a8 · черен офицер на бяло поле c8 · черен топ на черно поле d8 · черна пешка на бяло поле b7 · черен кон на черно поле e7 · черна пешка на бяло поле f7 · черен цар на черно поле g7 · черна пешка на бяло поле h7 · бял офицер на черно поле d6 · черна пешка на бяло поле e6 · черен офицер на черно поле f6 · черна пешка на бяло поле g6 · черна пешка на черно поле a5 · черна дама на бяло поле b5 · черна пешка на черно поле c5 · бял кон на бяло поле c4 · бял топ на бяло поле e4 · бяла пешка на бяло поле b3 · бяла пешка на бяло поле d3 · бяла дама на бяло поле f3 · бяла пешка на черно поле g3 · бяла пешка на черно поле b2 · бяла пешка на бяло поле c2 · бяла пешка на черно поле f2 · бял офицер на бяло поле g2 · бяла пешка на черно поле h2 · бял топ на черно поле a1 · бял цар на черно поле g1 | 4 |
| 3 | черен топ на бяло поле a8 · черен офицер на бяло поле c8 · черен топ на черно поле d8 · черна пешка на бяло поле b7 · черен кон на черно поле e7 · черна пешка на бяло поле f7 · черен цар на черно поле g7 · черна пешка на бяло поле h7 · бял офицер на черно поле d6 · черна пешка на бяло поле e6 · черен офицер на черно поле f6 · черна пешка на бяло поле g6 · черна пешка на черно поле a5 · черна дама на бяло поле b5 · черна пешка на черно поле c5 · бял кон на бяло поле c4 · бял топ на бяло поле e4 · бяла пешка на бяло поле b3 · бяла пешка на бяло поле d3 · бяла дама на бяло поле f3 · бяла пешка на черно поле g3 · бяла пешка на черно поле b2 · бяла пешка на бяло поле c2 · бяла пешка на черно поле f2 · бял офицер на бяло поле g2 · бяла пешка на черно поле h2 · бял топ на черно поле a1 · бял цар на черно поле g1 | черен топ на бяло поле a8 · черен офицер на бяло поле c8 · черен топ на черно поле d8 · черна пешка на бяло поле b7 · черен кон на черно поле e7 · черна пешка на бяло поле f7 · черен цар на черно поле g7 · черна пешка на бяло поле h7 · бял офицер на черно поле d6 · черна пешка на бяло поле e6 · черен офицер на черно поле f6 · черна пешка на бяло поле g6 · черна пешка на черно поле a5 · черна дама на бяло поле b5 · черна пешка на черно поле c5 · бял кон на бяло поле c4 · бял топ на бяло поле e4 · бяла пешка на бяло поле b3 · бяла пешка на бяло поле d3 · бяла дама на бяло поле f3 · бяла пешка на черно поле g3 · бяла пешка на черно поле b2 · бяла пешка на бяло поле c2 · бяла пешка на черно поле f2 · бял офицер на бяло поле g2 · бяла пешка на черно поле h2 · бял топ на черно поле a1 · бял цар на черно поле g1 | черен топ на бяло поле a8 · черен офицер на бяло поле c8 · черен топ на черно поле d8 · черна пешка на бяло поле b7 · черен кон на черно поле e7 · черна пешка на бяло поле f7 · черен цар на черно поле g7 · черна пешка на бяло поле h7 · бял офицер на черно поле d6 · черна пешка на бяло поле e6 · черен офицер на черно поле f6 · черна пешка на бяло поле g6 · черна пешка на черно поле a5 · черна дама на бяло поле b5 · черна пешка на черно поле c5 · бял кон на бяло поле c4 · бял топ на бяло поле e4 · бяла пешка на бяло поле b3 · бяла пешка на бяло поле d3 · бяла дама на бяло поле f3 · бяла пешка на черно поле g3 · бяла пешка на черно поле b2 · бяла пешка на бяло поле c2 · бяла пешка на черно поле f2 · бял офицер на бяло поле g2 · бяла пешка на черно поле h2 · бял топ на черно поле a1 · бял цар на черно поле g1 | черен топ на бяло поле a8 · черен офицер на бяло поле c8 · черен топ на черно поле d8 · черна пешка на бяло поле b7 · черен кон на черно поле e7 · черна пешка на бяло поле f7 · черен цар на черно поле g7 · черна пешка на бяло поле h7 · бял офицер на черно поле d6 · черна пешка на бяло поле e6 · черен офицер на черно поле f6 · черна пешка на бяло поле g6 · черна пешка на черно поле a5 · черна дама на бяло поле b5 · черна пешка на черно поле c5 · бял кон на бяло поле c4 · бял топ на бяло поле e4 · бяла пешка на бяло поле b3 · бяла пешка на бяло поле d3 · бяла дама на бяло поле f3 · бяла пешка на черно поле g3 · бяла пешка на черно поле b2 · бяла пешка на бяло поле c2 · бяла пешка на черно поле f2 · бял офицер на бяло поле g2 · бяла пешка на черно поле h2 · бял топ на черно поле a1 · бял цар на черно поле g1 | черен топ на бяло поле a8 · черен офицер на бяло поле c8 · черен топ на черно поле d8 · черна пешка на бяло поле b7 · черен кон на черно поле e7 · черна пешка на бяло поле f7 · черен цар на черно поле g7 · черна пешка на бяло поле h7 · бял офицер на черно поле d6 · черна пешка на бяло поле e6 · черен офицер на черно поле f6 · черна пешка на бяло поле g6 · черна пешка на черно поле a5 · черна дама на бяло поле b5 · черна пешка на черно поле c5 · бял кон на бяло поле c4 · бял топ на бяло поле e4 · бяла пешка на бяло поле b3 · бяла пешка на бяло поле d3 · бяла дама на бяло поле f3 · бяла пешка на черно поле g3 · бяла пешка на черно поле b2 · бяла пешка на бяло поле c2 · бяла пешка на черно поле f2 · бял офицер на бяло поле g2 · бяла пешка на черно поле h2 · бял топ на черно поле a1 · бял цар на черно поле g1 | черен топ на бяло поле a8 · черен офицер на бяло поле c8 · черен топ на черно поле d8 · черна пешка на бяло поле b7 · черен кон на черно поле e7 · черна пешка на бяло поле f7 · черен цар на черно поле g7 · черна пешка на бяло поле h7 · бял офицер на черно поле d6 · черна пешка на бяло поле e6 · черен офицер на черно поле f6 · черна пешка на бяло поле g6 · черна пешка на черно поле a5 · черна дама на бяло поле b5 · черна пешка на черно поле c5 · бял кон на бяло поле c4 · бял топ на бяло поле e4 · бяла пешка на бяло поле b3 · бяла пешка на бяло поле d3 · бяла дама на бяло поле f3 · бяла пешка на черно поле g3 · бяла пешка на черно поле b2 · бяла пешка на бяло поле c2 · бяла пешка на черно поле f2 · бял офицер на бяло поле g2 · бяла пешка на черно поле h2 · бял топ на черно поле a1 · бял цар на черно поле g1 | черен топ на бяло поле a8 · черен офицер на бяло поле c8 · черен топ на черно поле d8 · черна пешка на бяло поле b7 · черен кон на черно поле e7 · черна пешка на бяло поле f7 · черен цар на черно поле g7 · черна пешка на бяло поле h7 · бял офицер на черно поле d6 · черна пешка на бяло поле e6 · черен офицер на черно поле f6 · черна пешка на бяло поле g6 · черна пешка на черно поле a5 · черна дама на бяло поле b5 · черна пешка на черно поле c5 · бял кон на бяло поле c4 · бял топ на бяло поле e4 · бяла пешка на бяло поле b3 · бяла пешка на бяло поле d3 · бяла дама на бяло поле f3 · бяла пешка на черно поле g3 · бяла пешка на черно поле b2 · бяла пешка на бяло поле c2 · бяла пешка на черно поле f2 · бял офицер на бяло поле g2 · бяла пешка на черно поле h2 · бял топ на черно поле a1 · бял цар на черно поле g1 | черен топ на бяло поле a8 · черен офицер на бяло поле c8 · черен топ на черно поле d8 · черна пешка на бяло поле b7 · черен кон на черно поле e7 · черна пешка на бяло поле f7 · черен цар на черно поле g7 · черна пешка на бяло поле h7 · бял офицер на черно поле d6 · черна пешка на бяло поле e6 · черен офицер на черно поле f6 · черна пешка на бяло поле g6 · черна пешка на черно поле a5 · черна дама на бяло поле b5 · черна пешка на черно поле c5 · бял кон на бяло поле c4 · бял топ на бяло поле e4 · бяла пешка на бяло поле b3 · бяла пешка на бяло поле d3 · бяла дама на бяло поле f3 · бяла пешка на черно поле g3 · бяла пешка на черно поле b2 · бяла пешка на бяло поле c2 · бяла пешка на черно поле f2 · бял офицер на бяло поле g2 · бяла пешка на черно поле h2 · бял топ на черно поле a1 · бял цар на черно поле g1 | 3 |
| 2 | черен топ на бяло поле a8 · черен офицер на бяло поле c8 · черен топ на черно поле d8 · черна пешка на бяло поле b7 · черен кон на черно поле e7 · черна пешка на бяло поле f7 · черен цар на черно поле g7 · черна пешка на бяло поле h7 · бял офицер на черно поле d6 · черна пешка на бяло поле e6 · черен офицер на черно поле f6 · черна пешка на бяло поле g6 · черна пешка на черно поле a5 · черна дама на бяло поле b5 · черна пешка на черно поле c5 · бял кон на бяло поле c4 · бял топ на бяло поле e4 · бяла пешка на бяло поле b3 · бяла пешка на бяло поле d3 · бяла дама на бяло поле f3 · бяла пешка на черно поле g3 · бяла пешка на черно поле b2 · бяла пешка на бяло поле c2 · бяла пешка на черно поле f2 · бял офицер на бяло поле g2 · бяла пешка на черно поле h2 · бял топ на черно поле a1 · бял цар на черно поле g1 | черен топ на бяло поле a8 · черен офицер на бяло поле c8 · черен топ на черно поле d8 · черна пешка на бяло поле b7 · черен кон на черно поле e7 · черна пешка на бяло поле f7 · черен цар на черно поле g7 · черна пешка на бяло поле h7 · бял офицер на черно поле d6 · черна пешка на бяло поле e6 · черен офицер на черно поле f6 · черна пешка на бяло поле g6 · черна пешка на черно поле a5 · черна дама на бяло поле b5 · черна пешка на черно поле c5 · бял кон на бяло поле c4 · бял топ на бяло поле e4 · бяла пешка на бяло поле b3 · бяла пешка на бяло поле d3 · бяла дама на бяло поле f3 · бяла пешка на черно поле g3 · бяла пешка на черно поле b2 · бяла пешка на бяло поле c2 · бяла пешка на черно поле f2 · бял офицер на бяло поле g2 · бяла пешка на черно поле h2 · бял топ на черно поле a1 · бял цар на черно поле g1 | черен топ на бяло поле a8 · черен офицер на бяло поле c8 · черен топ на черно поле d8 · черна пешка на бяло поле b7 · черен кон на черно поле e7 · черна пешка на бяло поле f7 · черен цар на черно поле g7 · черна пешка на бяло поле h7 · бял офицер на черно поле d6 · черна пешка на бяло поле e6 · черен офицер на черно поле f6 · черна пешка на бяло поле g6 · черна пешка на черно поле a5 · черна дама на бяло поле b5 · черна пешка на черно поле c5 · бял кон на бяло поле c4 · бял топ на бяло поле e4 · бяла пешка на бяло поле b3 · бяла пешка на бяло поле d3 · бяла дама на бяло поле f3 · бяла пешка на черно поле g3 · бяла пешка на черно поле b2 · бяла пешка на бяло поле c2 · бяла пешка на черно поле f2 · бял офицер на бяло поле g2 · бяла пешка на черно поле h2 · бял топ на черно поле a1 · бял цар на черно поле g1 | черен топ на бяло поле a8 · черен офицер на бяло поле c8 · черен топ на черно поле d8 · черна пешка на бяло поле b7 · черен кон на черно поле e7 · черна пешка на бяло поле f7 · черен цар на черно поле g7 · черна пешка на бяло поле h7 · бял офицер на черно поле d6 · черна пешка на бяло поле e6 · черен офицер на черно поле f6 · черна пешка на бяло поле g6 · черна пешка на черно поле a5 · черна дама на бяло поле b5 · черна пешка на черно поле c5 · бял кон на бяло поле c4 · бял топ на бяло поле e4 · бяла пешка на бяло поле b3 · бяла пешка на бяло поле d3 · бяла дама на бяло поле f3 · бяла пешка на черно поле g3 · бяла пешка на черно поле b2 · бяла пешка на бяло поле c2 · бяла пешка на черно поле f2 · бял офицер на бяло поле g2 · бяла пешка на черно поле h2 · бял топ на черно поле a1 · бял цар на черно поле g1 | черен топ на бяло поле a8 · черен офицер на бяло поле c8 · черен топ на черно поле d8 · черна пешка на бяло поле b7 · черен кон на черно поле e7 · черна пешка на бяло поле f7 · черен цар на черно поле g7 · черна пешка на бяло поле h7 · бял офицер на черно поле d6 · черна пешка на бяло поле e6 · черен офицер на черно поле f6 · черна пешка на бяло поле g6 · черна пешка на черно поле a5 · черна дама на бяло поле b5 · черна пешка на черно поле c5 · бял кон на бяло поле c4 · бял топ на бяло поле e4 · бяла пешка на бяло поле b3 · бяла пешка на бяло поле d3 · бяла дама на бяло поле f3 · бяла пешка на черно поле g3 · бяла пешка на черно поле b2 · бяла пешка на бяло поле c2 · бяла пешка на черно поле f2 · бял офицер на бяло поле g2 · бяла пешка на черно поле h2 · бял топ на черно поле a1 · бял цар на черно поле g1 | черен топ на бяло поле a8 · черен офицер на бяло поле c8 · черен топ на черно поле d8 · черна пешка на бяло поле b7 · черен кон на черно поле e7 · черна пешка на бяло поле f7 · черен цар на черно поле g7 · черна пешка на бяло поле h7 · бял офицер на черно поле d6 · черна пешка на бяло поле e6 · черен офицер на черно поле f6 · черна пешка на бяло поле g6 · черна пешка на черно поле a5 · черна дама на бяло поле b5 · черна пешка на черно поле c5 · бял кон на бяло поле c4 · бял топ на бяло поле e4 · бяла пешка на бяло поле b3 · бяла пешка на бяло поле d3 · бяла дама на бяло поле f3 · бяла пешка на черно поле g3 · бяла пешка на черно поле b2 · бяла пешка на бяло поле c2 · бяла пешка на черно поле f2 · бял офицер на бяло поле g2 · бяла пешка на черно поле h2 · бял топ на черно поле a1 · бял цар на черно поле g1 | черен топ на бяло поле a8 · черен офицер на бяло поле c8 · черен топ на черно поле d8 · черна пешка на бяло поле b7 · черен кон на черно поле e7 · черна пешка на бяло поле f7 · черен цар на черно поле g7 · черна пешка на бяло поле h7 · бял офицер на черно поле d6 · черна пешка на бяло поле e6 · черен офицер на черно поле f6 · черна пешка на бяло поле g6 · черна пешка на черно поле a5 · черна дама на бяло поле b5 · черна пешка на черно поле c5 · бял кон на бяло поле c4 · бял топ на бяло поле e4 · бяла пешка на бяло поле b3 · бяла пешка на бяло поле d3 · бяла дама на бяло поле f3 · бяла пешка на черно поле g3 · бяла пешка на черно поле b2 · бяла пешка на бяло поле c2 · бяла пешка на черно поле f2 · бял офицер на бяло поле g2 · бяла пешка на черно поле h2 · бял топ на черно поле a1 · бял цар на черно поле g1 | черен топ на бяло поле a8 · черен офицер на бяло поле c8 · черен топ на черно поле d8 · черна пешка на бяло поле b7 · черен кон на черно поле e7 · черна пешка на бяло поле f7 · черен цар на черно поле g7 · черна пешка на бяло поле h7 · бял офицер на черно поле d6 · черна пешка на бяло поле e6 · черен офицер на черно поле f6 · черна пешка на бяло поле g6 · черна пешка на черно поле a5 · черна дама на бяло поле b5 · черна пешка на черно поле c5 · бял кон на бяло поле c4 · бял топ на бяло поле e4 · бяла пешка на бяло поле b3 · бяла пешка на бяло поле d3 · бяла дама на бяло поле f3 · бяла пешка на черно поле g3 · бяла пешка на черно поле b2 · бяла пешка на бяло поле c2 · бяла пешка на черно поле f2 · бял офицер на бяло поле g2 · бяла пешка на черно поле h2 · бял топ на черно поле a1 · бял цар на черно поле g1 | 2 |
| 1 | черен топ на бяло поле a8 · черен офицер на бяло поле c8 · черен топ на черно поле d8 · черна пешка на бяло поле b7 · черен кон на черно поле e7 · черна пешка на бяло поле f7 · черен цар на черно поле g7 · черна пешка на бяло поле h7 · бял офицер на черно поле d6 · черна пешка на бяло поле e6 · черен офицер на черно поле f6 · черна пешка на бяло поле g6 · черна пешка на черно поле a5 · черна дама на бяло поле b5 · черна пешка на черно поле c5 · бял кон на бяло поле c4 · бял топ на бяло поле e4 · бяла пешка на бяло поле b3 · бяла пешка на бяло поле d3 · бяла дама на бяло поле f3 · бяла пешка на черно поле g3 · бяла пешка на черно поле b2 · бяла пешка на бяло поле c2 · бяла пешка на черно поле f2 · бял офицер на бяло поле g2 · бяла пешка на черно поле h2 · бял топ на черно поле a1 · бял цар на черно поле g1 | черен топ на бяло поле a8 · черен офицер на бяло поле c8 · черен топ на черно поле d8 · черна пешка на бяло поле b7 · черен кон на черно поле e7 · черна пешка на бяло поле f7 · черен цар на черно поле g7 · черна пешка на бяло поле h7 · бял офицер на черно поле d6 · черна пешка на бяло поле e6 · черен офицер на черно поле f6 · черна пешка на бяло поле g6 · черна пешка на черно поле a5 · черна дама на бяло поле b5 · черна пешка на черно поле c5 · бял кон на бяло поле c4 · бял топ на бяло поле e4 · бяла пешка на бяло поле b3 · бяла пешка на бяло поле d3 · бяла дама на бяло поле f3 · бяла пешка на черно поле g3 · бяла пешка на черно поле b2 · бяла пешка на бяло поле c2 · бяла пешка на черно поле f2 · бял офицер на бяло поле g2 · бяла пешка на черно поле h2 · бял топ на черно поле a1 · бял цар на черно поле g1 | черен топ на бяло поле a8 · черен офицер на бяло поле c8 · черен топ на черно поле d8 · черна пешка на бяло поле b7 · черен кон на черно поле e7 · черна пешка на бяло поле f7 · черен цар на черно поле g7 · черна пешка на бяло поле h7 · бял офицер на черно поле d6 · черна пешка на бяло поле e6 · черен офицер на черно поле f6 · черна пешка на бяло поле g6 · черна пешка на черно поле a5 · черна дама на бяло поле b5 · черна пешка на черно поле c5 · бял кон на бяло поле c4 · бял топ на бяло поле e4 · бяла пешка на бяло поле b3 · бяла пешка на бяло поле d3 · бяла дама на бяло поле f3 · бяла пешка на черно поле g3 · бяла пешка на черно поле b2 · бяла пешка на бяло поле c2 · бяла пешка на черно поле f2 · бял офицер на бяло поле g2 · бяла пешка на черно поле h2 · бял топ на черно поле a1 · бял цар на черно поле g1 | черен топ на бяло поле a8 · черен офицер на бяло поле c8 · черен топ на черно поле d8 · черна пешка на бяло поле b7 · черен кон на черно поле e7 · черна пешка на бяло поле f7 · черен цар на черно поле g7 · черна пешка на бяло поле h7 · бял офицер на черно поле d6 · черна пешка на бяло поле e6 · черен офицер на черно поле f6 · черна пешка на бяло поле g6 · черна пешка на черно поле a5 · черна дама на бяло поле b5 · черна пешка на черно поле c5 · бял кон на бяло поле c4 · бял топ на бяло поле e4 · бяла пешка на бяло поле b3 · бяла пешка на бяло поле d3 · бяла дама на бяло поле f3 · бяла пешка на черно поле g3 · бяла пешка на черно поле b2 · бяла пешка на бяло поле c2 · бяла пешка на черно поле f2 · бял офицер на бяло поле g2 · бяла пешка на черно поле h2 · бял топ на черно поле a1 · бял цар на черно поле g1 | черен топ на бяло поле a8 · черен офицер на бяло поле c8 · черен топ на черно поле d8 · черна пешка на бяло поле b7 · черен кон на черно поле e7 · черна пешка на бяло поле f7 · черен цар на черно поле g7 · черна пешка на бяло поле h7 · бял офицер на черно поле d6 · черна пешка на бяло поле e6 · черен офицер на черно поле f6 · черна пешка на бяло поле g6 · черна пешка на черно поле a5 · черна дама на бяло поле b5 · черна пешка на черно поле c5 · бял кон на бяло поле c4 · бял топ на бяло поле e4 · бяла пешка на бяло поле b3 · бяла пешка на бяло поле d3 · бяла дама на бяло поле f3 · бяла пешка на черно поле g3 · бяла пешка на черно поле b2 · бяла пешка на бяло поле c2 · бяла пешка на черно поле f2 · бял офицер на бяло поле g2 · бяла пешка на черно поле h2 · бял топ на черно поле a1 · бял цар на черно поле g1 | черен топ на бяло поле a8 · черен офицер на бяло поле c8 · черен топ на черно поле d8 · черна пешка на бяло поле b7 · черен кон на черно поле e7 · черна пешка на бяло поле f7 · черен цар на черно поле g7 · черна пешка на бяло поле h7 · бял офицер на черно поле d6 · черна пешка на бяло поле e6 · черен офицер на черно поле f6 · черна пешка на бяло поле g6 · черна пешка на черно поле a5 · черна дама на бяло поле b5 · черна пешка на черно поле c5 · бял кон на бяло поле c4 · бял топ на бяло поле e4 · бяла пешка на бяло поле b3 · бяла пешка на бяло поле d3 · бяла дама на бяло поле f3 · бяла пешка на черно поле g3 · бяла пешка на черно поле b2 · бяла пешка на бяло поле c2 · бяла пешка на черно поле f2 · бял офицер на бяло поле g2 · бяла пешка на черно поле h2 · бял топ на черно поле a1 · бял цар на черно поле g1 | черен топ на бяло поле a8 · черен офицер на бяло поле c8 · черен топ на черно поле d8 · черна пешка на бяло поле b7 · черен кон на черно поле e7 · черна пешка на бяло поле f7 · черен цар на черно поле g7 · черна пешка на бяло поле h7 · бял офицер на черно поле d6 · черна пешка на бяло поле e6 · черен офицер на черно поле f6 · черна пешка на бяло поле g6 · черна пешка на черно поле a5 · черна дама на бяло поле b5 · черна пешка на черно поле c5 · бял кон на бяло поле c4 · бял топ на бяло поле e4 · бяла пешка на бяло поле b3 · бяла пешка на бяло поле d3 · бяла дама на бяло поле f3 · бяла пешка на черно поле g3 · бяла пешка на черно поле b2 · бяла пешка на бяло поле c2 · бяла пешка на черно поле f2 · бял офицер на бяло поле g2 · бяла пешка на черно поле h2 · бял топ на черно поле a1 · бял цар на черно поле g1 | черен топ на бяло поле a8 · черен офицер на бяло поле c8 · черен топ на черно поле d8 · черна пешка на бяло поле b7 · черен кон на черно поле e7 · черна пешка на бяло поле f7 · черен цар на черно поле g7 · черна пешка на бяло поле h7 · бял офицер на черно поле d6 · черна пешка на бяло поле e6 · черен офицер на черно поле f6 · черна пешка на бяло поле g6 · черна пешка на черно поле a5 · черна дама на бяло поле b5 · черна пешка на черно поле c5 · бял кон на бяло поле c4 · бял топ на бяло поле e4 · бяла пешка на бяло поле b3 · бяла пешка на бяло поле d3 · бяла дама на бяло поле f3 · бяла пешка на черно поле g3 · бяла пешка на черно поле b2 · бяла пешка на бяло поле c2 · бяла пешка на черно поле f2 · бял офицер на бяло поле g2 · бяла пешка на черно поле h2 · бял топ на черно поле a1 · бял цар на черно поле g1 | 1 |
|   | a | b | c | d | e | f | g | h |   |

Характерна в това отношение е Вечнозелената партия, в която има отклонениe на черния кон, прикриващ царя по диагонала а4–е8  
20. Тe1:е7+! Кc6:е7 и завличане на черния цар 21. Да4:d7+!! Це8:d7 22. Od3–f5++!! Цd7–e8 
23. Of5–d7+ Цe8–f8 24. Oa3:e7#!! 
Може би най-известната игра на тази тема е партията Тигран Петросян – Лудек Пахман, играна в Блед през 1961 г.  В позицията на диаграма 6 след 18...Тd8?? Петросян пожертва дамата 19. Д:f6+!! Ц:f6 20.Оe5+ Цg5 21.Оg7!, поставяйки матираща мрежа и черните се предават.

### Задушен мат
|   | a | b | c | d | e | f | g | h |   |
| 8 | черен топ на бяло поле d7 · черна пешка на бяло поле f7 · черен цар на черно поле g7 · бяла дама на черно поле b6 · черна пешка на бяло поле g6 · черна пешка на черно поле h6 · черна пешка на бяло поле b5 · черна пешка на черно поле c5 · черна дама на бяло поле f5 · бял офицер на бяло поле c4 · черен кон на черно поле d4 · бяла пешка на черно поле f4 · черен офицер на бяло поле g4 · бяла пешка на черно поле c3 · бяла пешка на бяло поле a2 · бяла пешка на черно поле b2 · бял топ на черно поле d2 · бяла пешка на бяло поле g2 · бяла пешка на черно поле h2 · бял цар на черно поле c1 · бял топ на бяло поле d1 | черен топ на бяло поле d7 · черна пешка на бяло поле f7 · черен цар на черно поле g7 · бяла дама на черно поле b6 · черна пешка на бяло поле g6 · черна пешка на черно поле h6 · черна пешка на бяло поле b5 · черна пешка на черно поле c5 · черна дама на бяло поле f5 · бял офицер на бяло поле c4 · черен кон на черно поле d4 · бяла пешка на черно поле f4 · черен офицер на бяло поле g4 · бяла пешка на черно поле c3 · бяла пешка на бяло поле a2 · бяла пешка на черно поле b2 · бял топ на черно поле d2 · бяла пешка на бяло поле g2 · бяла пешка на черно поле h2 · бял цар на черно поле c1 · бял топ на бяло поле d1 | черен топ на бяло поле d7 · черна пешка на бяло поле f7 · черен цар на черно поле g7 · бяла дама на черно поле b6 · черна пешка на бяло поле g6 · черна пешка на черно поле h6 · черна пешка на бяло поле b5 · черна пешка на черно поле c5 · черна дама на бяло поле f5 · бял офицер на бяло поле c4 · черен кон на черно поле d4 · бяла пешка на черно поле f4 · черен офицер на бяло поле g4 · бяла пешка на черно поле c3 · бяла пешка на бяло поле a2 · бяла пешка на черно поле b2 · бял топ на черно поле d2 · бяла пешка на бяло поле g2 · бяла пешка на черно поле h2 · бял цар на черно поле c1 · бял топ на бяло поле d1 | черен топ на бяло поле d7 · черна пешка на бяло поле f7 · черен цар на черно поле g7 · бяла дама на черно поле b6 · черна пешка на бяло поле g6 · черна пешка на черно поле h6 · черна пешка на бяло поле b5 · черна пешка на черно поле c5 · черна дама на бяло поле f5 · бял офицер на бяло поле c4 · черен кон на черно поле d4 · бяла пешка на черно поле f4 · черен офицер на бяло поле g4 · бяла пешка на черно поле c3 · бяла пешка на бяло поле a2 · бяла пешка на черно поле b2 · бял топ на черно поле d2 · бяла пешка на бяло поле g2 · бяла пешка на черно поле h2 · бял цар на черно поле c1 · бял топ на бяло поле d1 | черен топ на бяло поле d7 · черна пешка на бяло поле f7 · черен цар на черно поле g7 · бяла дама на черно поле b6 · черна пешка на бяло поле g6 · черна пешка на черно поле h6 · черна пешка на бяло поле b5 · черна пешка на черно поле c5 · черна дама на бяло поле f5 · бял офицер на бяло поле c4 · черен кон на черно поле d4 · бяла пешка на черно поле f4 · черен офицер на бяло поле g4 · бяла пешка на черно поле c3 · бяла пешка на бяло поле a2 · бяла пешка на черно поле b2 · бял топ на черно поле d2 · бяла пешка на бяло поле g2 · бяла пешка на черно поле h2 · бял цар на черно поле c1 · бял топ на бяло поле d1 | черен топ на бяло поле d7 · черна пешка на бяло поле f7 · черен цар на черно поле g7 · бяла дама на черно поле b6 · черна пешка на бяло поле g6 · черна пешка на черно поле h6 · черна пешка на бяло поле b5 · черна пешка на черно поле c5 · черна дама на бяло поле f5 · бял офицер на бяло поле c4 · черен кон на черно поле d4 · бяла пешка на черно поле f4 · черен офицер на бяло поле g4 · бяла пешка на черно поле c3 · бяла пешка на бяло поле a2 · бяла пешка на черно поле b2 · бял топ на черно поле d2 · бяла пешка на бяло поле g2 · бяла пешка на черно поле h2 · бял цар на черно поле c1 · бял топ на бяло поле d1 | черен топ на бяло поле d7 · черна пешка на бяло поле f7 · черен цар на черно поле g7 · бяла дама на черно поле b6 · черна пешка на бяло поле g6 · черна пешка на черно поле h6 · черна пешка на бяло поле b5 · черна пешка на черно поле c5 · черна дама на бяло поле f5 · бял офицер на бяло поле c4 · черен кон на черно поле d4 · бяла пешка на черно поле f4 · черен офицер на бяло поле g4 · бяла пешка на черно поле c3 · бяла пешка на бяло поле a2 · бяла пешка на черно поле b2 · бял топ на черно поле d2 · бяла пешка на бяло поле g2 · бяла пешка на черно поле h2 · бял цар на черно поле c1 · бял топ на бяло поле d1 | черен топ на бяло поле d7 · черна пешка на бяло поле f7 · черен цар на черно поле g7 · бяла дама на черно поле b6 · черна пешка на бяло поле g6 · черна пешка на черно поле h6 · черна пешка на бяло поле b5 · черна пешка на черно поле c5 · черна дама на бяло поле f5 · бял офицер на бяло поле c4 · черен кон на черно поле d4 · бяла пешка на черно поле f4 · черен офицер на бяло поле g4 · бяла пешка на черно поле c3 · бяла пешка на бяло поле a2 · бяла пешка на черно поле b2 · бял топ на черно поле d2 · бяла пешка на бяло поле g2 · бяла пешка на черно поле h2 · бял цар на черно поле c1 · бял топ на бяло поле d1 | 8 |
| 7 | черен топ на бяло поле d7 · черна пешка на бяло поле f7 · черен цар на черно поле g7 · бяла дама на черно поле b6 · черна пешка на бяло поле g6 · черна пешка на черно поле h6 · черна пешка на бяло поле b5 · черна пешка на черно поле c5 · черна дама на бяло поле f5 · бял офицер на бяло поле c4 · черен кон на черно поле d4 · бяла пешка на черно поле f4 · черен офицер на бяло поле g4 · бяла пешка на черно поле c3 · бяла пешка на бяло поле a2 · бяла пешка на черно поле b2 · бял топ на черно поле d2 · бяла пешка на бяло поле g2 · бяла пешка на черно поле h2 · бял цар на черно поле c1 · бял топ на бяло поле d1 | черен топ на бяло поле d7 · черна пешка на бяло поле f7 · черен цар на черно поле g7 · бяла дама на черно поле b6 · черна пешка на бяло поле g6 · черна пешка на черно поле h6 · черна пешка на бяло поле b5 · черна пешка на черно поле c5 · черна дама на бяло поле f5 · бял офицер на бяло поле c4 · черен кон на черно поле d4 · бяла пешка на черно поле f4 · черен офицер на бяло поле g4 · бяла пешка на черно поле c3 · бяла пешка на бяло поле a2 · бяла пешка на черно поле b2 · бял топ на черно поле d2 · бяла пешка на бяло поле g2 · бяла пешка на черно поле h2 · бял цар на черно поле c1 · бял топ на бяло поле d1 | черен топ на бяло поле d7 · черна пешка на бяло поле f7 · черен цар на черно поле g7 · бяла дама на черно поле b6 · черна пешка на бяло поле g6 · черна пешка на черно поле h6 · черна пешка на бяло поле b5 · черна пешка на черно поле c5 · черна дама на бяло поле f5 · бял офицер на бяло поле c4 · черен кон на черно поле d4 · бяла пешка на черно поле f4 · черен офицер на бяло поле g4 · бяла пешка на черно поле c3 · бяла пешка на бяло поле a2 · бяла пешка на черно поле b2 · бял топ на черно поле d2 · бяла пешка на бяло поле g2 · бяла пешка на черно поле h2 · бял цар на черно поле c1 · бял топ на бяло поле d1 | черен топ на бяло поле d7 · черна пешка на бяло поле f7 · черен цар на черно поле g7 · бяла дама на черно поле b6 · черна пешка на бяло поле g6 · черна пешка на черно поле h6 · черна пешка на бяло поле b5 · черна пешка на черно поле c5 · черна дама на бяло поле f5 · бял офицер на бяло поле c4 · черен кон на черно поле d4 · бяла пешка на черно поле f4 · черен офицер на бяло поле g4 · бяла пешка на черно поле c3 · бяла пешка на бяло поле a2 · бяла пешка на черно поле b2 · бял топ на черно поле d2 · бяла пешка на бяло поле g2 · бяла пешка на черно поле h2 · бял цар на черно поле c1 · бял топ на бяло поле d1 | черен топ на бяло поле d7 · черна пешка на бяло поле f7 · черен цар на черно поле g7 · бяла дама на черно поле b6 · черна пешка на бяло поле g6 · черна пешка на черно поле h6 · черна пешка на бяло поле b5 · черна пешка на черно поле c5 · черна дама на бяло поле f5 · бял офицер на бяло поле c4 · черен кон на черно поле d4 · бяла пешка на черно поле f4 · черен офицер на бяло поле g4 · бяла пешка на черно поле c3 · бяла пешка на бяло поле a2 · бяла пешка на черно поле b2 · бял топ на черно поле d2 · бяла пешка на бяло поле g2 · бяла пешка на черно поле h2 · бял цар на черно поле c1 · бял топ на бяло поле d1 | черен топ на бяло поле d7 · черна пешка на бяло поле f7 · черен цар на черно поле g7 · бяла дама на черно поле b6 · черна пешка на бяло поле g6 · черна пешка на черно поле h6 · черна пешка на бяло поле b5 · черна пешка на черно поле c5 · черна дама на бяло поле f5 · бял офицер на бяло поле c4 · черен кон на черно поле d4 · бяла пешка на черно поле f4 · черен офицер на бяло поле g4 · бяла пешка на черно поле c3 · бяла пешка на бяло поле a2 · бяла пешка на черно поле b2 · бял топ на черно поле d2 · бяла пешка на бяло поле g2 · бяла пешка на черно поле h2 · бял цар на черно поле c1 · бял топ на бяло поле d1 | черен топ на бяло поле d7 · черна пешка на бяло поле f7 · черен цар на черно поле g7 · бяла дама на черно поле b6 · черна пешка на бяло поле g6 · черна пешка на черно поле h6 · черна пешка на бяло поле b5 · черна пешка на черно поле c5 · черна дама на бяло поле f5 · бял офицер на бяло поле c4 · черен кон на черно поле d4 · бяла пешка на черно поле f4 · черен офицер на бяло поле g4 · бяла пешка на черно поле c3 · бяла пешка на бяло поле a2 · бяла пешка на черно поле b2 · бял топ на черно поле d2 · бяла пешка на бяло поле g2 · бяла пешка на черно поле h2 · бял цар на черно поле c1 · бял топ на бяло поле d1 | черен топ на бяло поле d7 · черна пешка на бяло поле f7 · черен цар на черно поле g7 · бяла дама на черно поле b6 · черна пешка на бяло поле g6 · черна пешка на черно поле h6 · черна пешка на бяло поле b5 · черна пешка на черно поле c5 · черна дама на бяло поле f5 · бял офицер на бяло поле c4 · черен кон на черно поле d4 · бяла пешка на черно поле f4 · черен офицер на бяло поле g4 · бяла пешка на черно поле c3 · бяла пешка на бяло поле a2 · бяла пешка на черно поле b2 · бял топ на черно поле d2 · бяла пешка на бяло поле g2 · бяла пешка на черно поле h2 · бял цар на черно поле c1 · бял топ на бяло поле d1 | 7 |
| 6 | черен топ на бяло поле d7 · черна пешка на бяло поле f7 · черен цар на черно поле g7 · бяла дама на черно поле b6 · черна пешка на бяло поле g6 · черна пешка на черно поле h6 · черна пешка на бяло поле b5 · черна пешка на черно поле c5 · черна дама на бяло поле f5 · бял офицер на бяло поле c4 · черен кон на черно поле d4 · бяла пешка на черно поле f4 · черен офицер на бяло поле g4 · бяла пешка на черно поле c3 · бяла пешка на бяло поле a2 · бяла пешка на черно поле b2 · бял топ на черно поле d2 · бяла пешка на бяло поле g2 · бяла пешка на черно поле h2 · бял цар на черно поле c1 · бял топ на бяло поле d1 | черен топ на бяло поле d7 · черна пешка на бяло поле f7 · черен цар на черно поле g7 · бяла дама на черно поле b6 · черна пешка на бяло поле g6 · черна пешка на черно поле h6 · черна пешка на бяло поле b5 · черна пешка на черно поле c5 · черна дама на бяло поле f5 · бял офицер на бяло поле c4 · черен кон на черно поле d4 · бяла пешка на черно поле f4 · черен офицер на бяло поле g4 · бяла пешка на черно поле c3 · бяла пешка на бяло поле a2 · бяла пешка на черно поле b2 · бял топ на черно поле d2 · бяла пешка на бяло поле g2 · бяла пешка на черно поле h2 · бял цар на черно поле c1 · бял топ на бяло поле d1 | черен топ на бяло поле d7 · черна пешка на бяло поле f7 · черен цар на черно поле g7 · бяла дама на черно поле b6 · черна пешка на бяло поле g6 · черна пешка на черно поле h6 · черна пешка на бяло поле b5 · черна пешка на черно поле c5 · черна дама на бяло поле f5 · бял офицер на бяло поле c4 · черен кон на черно поле d4 · бяла пешка на черно поле f4 · черен офицер на бяло поле g4 · бяла пешка на черно поле c3 · бяла пешка на бяло поле a2 · бяла пешка на черно поле b2 · бял топ на черно поле d2 · бяла пешка на бяло поле g2 · бяла пешка на черно поле h2 · бял цар на черно поле c1 · бял топ на бяло поле d1 | черен топ на бяло поле d7 · черна пешка на бяло поле f7 · черен цар на черно поле g7 · бяла дама на черно поле b6 · черна пешка на бяло поле g6 · черна пешка на черно поле h6 · черна пешка на бяло поле b5 · черна пешка на черно поле c5 · черна дама на бяло поле f5 · бял офицер на бяло поле c4 · черен кон на черно поле d4 · бяла пешка на черно поле f4 · черен офицер на бяло поле g4 · бяла пешка на черно поле c3 · бяла пешка на бяло поле a2 · бяла пешка на черно поле b2 · бял топ на черно поле d2 · бяла пешка на бяло поле g2 · бяла пешка на черно поле h2 · бял цар на черно поле c1 · бял топ на бяло поле d1 | черен топ на бяло поле d7 · черна пешка на бяло поле f7 · черен цар на черно поле g7 · бяла дама на черно поле b6 · черна пешка на бяло поле g6 · черна пешка на черно поле h6 · черна пешка на бяло поле b5 · черна пешка на черно поле c5 · черна дама на бяло поле f5 · бял офицер на бяло поле c4 · черен кон на черно поле d4 · бяла пешка на черно поле f4 · черен офицер на бяло поле g4 · бяла пешка на черно поле c3 · бяла пешка на бяло поле a2 · бяла пешка на черно поле b2 · бял топ на черно поле d2 · бяла пешка на бяло поле g2 · бяла пешка на черно поле h2 · бял цар на черно поле c1 · бял топ на бяло поле d1 | черен топ на бяло поле d7 · черна пешка на бяло поле f7 · черен цар на черно поле g7 · бяла дама на черно поле b6 · черна пешка на бяло поле g6 · черна пешка на черно поле h6 · черна пешка на бяло поле b5 · черна пешка на черно поле c5 · черна дама на бяло поле f5 · бял офицер на бяло поле c4 · черен кон на черно поле d4 · бяла пешка на черно поле f4 · черен офицер на бяло поле g4 · бяла пешка на черно поле c3 · бяла пешка на бяло поле a2 · бяла пешка на черно поле b2 · бял топ на черно поле d2 · бяла пешка на бяло поле g2 · бяла пешка на черно поле h2 · бял цар на черно поле c1 · бял топ на бяло поле d1 | черен топ на бяло поле d7 · черна пешка на бяло поле f7 · черен цар на черно поле g7 · бяла дама на черно поле b6 · черна пешка на бяло поле g6 · черна пешка на черно поле h6 · черна пешка на бяло поле b5 · черна пешка на черно поле c5 · черна дама на бяло поле f5 · бял офицер на бяло поле c4 · черен кон на черно поле d4 · бяла пешка на черно поле f4 · черен офицер на бяло поле g4 · бяла пешка на черно поле c3 · бяла пешка на бяло поле a2 · бяла пешка на черно поле b2 · бял топ на черно поле d2 · бяла пешка на бяло поле g2 · бяла пешка на черно поле h2 · бял цар на черно поле c1 · бял топ на бяло поле d1 | черен топ на бяло поле d7 · черна пешка на бяло поле f7 · черен цар на черно поле g7 · бяла дама на черно поле b6 · черна пешка на бяло поле g6 · черна пешка на черно поле h6 · черна пешка на бяло поле b5 · черна пешка на черно поле c5 · черна дама на бяло поле f5 · бял офицер на бяло поле c4 · черен кон на черно поле d4 · бяла пешка на черно поле f4 · черен офицер на бяло поле g4 · бяла пешка на черно поле c3 · бяла пешка на бяло поле a2 · бяла пешка на черно поле b2 · бял топ на черно поле d2 · бяла пешка на бяло поле g2 · бяла пешка на черно поле h2 · бял цар на черно поле c1 · бял топ на бяло поле d1 | 6 |
| 5 | черен топ на бяло поле d7 · черна пешка на бяло поле f7 · черен цар на черно поле g7 · бяла дама на черно поле b6 · черна пешка на бяло поле g6 · черна пешка на черно поле h6 · черна пешка на бяло поле b5 · черна пешка на черно поле c5 · черна дама на бяло поле f5 · бял офицер на бяло поле c4 · черен кон на черно поле d4 · бяла пешка на черно поле f4 · черен офицер на бяло поле g4 · бяла пешка на черно поле c3 · бяла пешка на бяло поле a2 · бяла пешка на черно поле b2 · бял топ на черно поле d2 · бяла пешка на бяло поле g2 · бяла пешка на черно поле h2 · бял цар на черно поле c1 · бял топ на бяло поле d1 | черен топ на бяло поле d7 · черна пешка на бяло поле f7 · черен цар на черно поле g7 · бяла дама на черно поле b6 · черна пешка на бяло поле g6 · черна пешка на черно поле h6 · черна пешка на бяло поле b5 · черна пешка на черно поле c5 · черна дама на бяло поле f5 · бял офицер на бяло поле c4 · черен кон на черно поле d4 · бяла пешка на черно поле f4 · черен офицер на бяло поле g4 · бяла пешка на черно поле c3 · бяла пешка на бяло поле a2 · бяла пешка на черно поле b2 · бял топ на черно поле d2 · бяла пешка на бяло поле g2 · бяла пешка на черно поле h2 · бял цар на черно поле c1 · бял топ на бяло поле d1 | черен топ на бяло поле d7 · черна пешка на бяло поле f7 · черен цар на черно поле g7 · бяла дама на черно поле b6 · черна пешка на бяло поле g6 · черна пешка на черно поле h6 · черна пешка на бяло поле b5 · черна пешка на черно поле c5 · черна дама на бяло поле f5 · бял офицер на бяло поле c4 · черен кон на черно поле d4 · бяла пешка на черно поле f4 · черен офицер на бяло поле g4 · бяла пешка на черно поле c3 · бяла пешка на бяло поле a2 · бяла пешка на черно поле b2 · бял топ на черно поле d2 · бяла пешка на бяло поле g2 · бяла пешка на черно поле h2 · бял цар на черно поле c1 · бял топ на бяло поле d1 | черен топ на бяло поле d7 · черна пешка на бяло поле f7 · черен цар на черно поле g7 · бяла дама на черно поле b6 · черна пешка на бяло поле g6 · черна пешка на черно поле h6 · черна пешка на бяло поле b5 · черна пешка на черно поле c5 · черна дама на бяло поле f5 · бял офицер на бяло поле c4 · черен кон на черно поле d4 · бяла пешка на черно поле f4 · черен офицер на бяло поле g4 · бяла пешка на черно поле c3 · бяла пешка на бяло поле a2 · бяла пешка на черно поле b2 · бял топ на черно поле d2 · бяла пешка на бяло поле g2 · бяла пешка на черно поле h2 · бял цар на черно поле c1 · бял топ на бяло поле d1 | черен топ на бяло поле d7 · черна пешка на бяло поле f7 · черен цар на черно поле g7 · бяла дама на черно поле b6 · черна пешка на бяло поле g6 · черна пешка на черно поле h6 · черна пешка на бяло поле b5 · черна пешка на черно поле c5 · черна дама на бяло поле f5 · бял офицер на бяло поле c4 · черен кон на черно поле d4 · бяла пешка на черно поле f4 · черен офицер на бяло поле g4 · бяла пешка на черно поле c3 · бяла пешка на бяло поле a2 · бяла пешка на черно поле b2 · бял топ на черно поле d2 · бяла пешка на бяло поле g2 · бяла пешка на черно поле h2 · бял цар на черно поле c1 · бял топ на бяло поле d1 | черен топ на бяло поле d7 · черна пешка на бяло поле f7 · черен цар на черно поле g7 · бяла дама на черно поле b6 · черна пешка на бяло поле g6 · черна пешка на черно поле h6 · черна пешка на бяло поле b5 · черна пешка на черно поле c5 · черна дама на бяло поле f5 · бял офицер на бяло поле c4 · черен кон на черно поле d4 · бяла пешка на черно поле f4 · черен офицер на бяло поле g4 · бяла пешка на черно поле c3 · бяла пешка на бяло поле a2 · бяла пешка на черно поле b2 · бял топ на черно поле d2 · бяла пешка на бяло поле g2 · бяла пешка на черно поле h2 · бял цар на черно поле c1 · бял топ на бяло поле d1 | черен топ на бяло поле d7 · черна пешка на бяло поле f7 · черен цар на черно поле g7 · бяла дама на черно поле b6 · черна пешка на бяло поле g6 · черна пешка на черно поле h6 · черна пешка на бяло поле b5 · черна пешка на черно поле c5 · черна дама на бяло поле f5 · бял офицер на бяло поле c4 · черен кон на черно поле d4 · бяла пешка на черно поле f4 · черен офицер на бяло поле g4 · бяла пешка на черно поле c3 · бяла пешка на бяло поле a2 · бяла пешка на черно поле b2 · бял топ на черно поле d2 · бяла пешка на бяло поле g2 · бяла пешка на черно поле h2 · бял цар на черно поле c1 · бял топ на бяло поле d1 | черен топ на бяло поле d7 · черна пешка на бяло поле f7 · черен цар на черно поле g7 · бяла дама на черно поле b6 · черна пешка на бяло поле g6 · черна пешка на черно поле h6 · черна пешка на бяло поле b5 · черна пешка на черно поле c5 · черна дама на бяло поле f5 · бял офицер на бяло поле c4 · черен кон на черно поле d4 · бяла пешка на черно поле f4 · черен офицер на бяло поле g4 · бяла пешка на черно поле c3 · бяла пешка на бяло поле a2 · бяла пешка на черно поле b2 · бял топ на черно поле d2 · бяла пешка на бяло поле g2 · бяла пешка на черно поле h2 · бял цар на черно поле c1 · бял топ на бяло поле d1 | 5 |
| 4 | черен топ на бяло поле d7 · черна пешка на бяло поле f7 · черен цар на черно поле g7 · бяла дама на черно поле b6 · черна пешка на бяло поле g6 · черна пешка на черно поле h6 · черна пешка на бяло поле b5 · черна пешка на черно поле c5 · черна дама на бяло поле f5 · бял офицер на бяло поле c4 · черен кон на черно поле d4 · бяла пешка на черно поле f4 · черен офицер на бяло поле g4 · бяла пешка на черно поле c3 · бяла пешка на бяло поле a2 · бяла пешка на черно поле b2 · бял топ на черно поле d2 · бяла пешка на бяло поле g2 · бяла пешка на черно поле h2 · бял цар на черно поле c1 · бял топ на бяло поле d1 | черен топ на бяло поле d7 · черна пешка на бяло поле f7 · черен цар на черно поле g7 · бяла дама на черно поле b6 · черна пешка на бяло поле g6 · черна пешка на черно поле h6 · черна пешка на бяло поле b5 · черна пешка на черно поле c5 · черна дама на бяло поле f5 · бял офицер на бяло поле c4 · черен кон на черно поле d4 · бяла пешка на черно поле f4 · черен офицер на бяло поле g4 · бяла пешка на черно поле c3 · бяла пешка на бяло поле a2 · бяла пешка на черно поле b2 · бял топ на черно поле d2 · бяла пешка на бяло поле g2 · бяла пешка на черно поле h2 · бял цар на черно поле c1 · бял топ на бяло поле d1 | черен топ на бяло поле d7 · черна пешка на бяло поле f7 · черен цар на черно поле g7 · бяла дама на черно поле b6 · черна пешка на бяло поле g6 · черна пешка на черно поле h6 · черна пешка на бяло поле b5 · черна пешка на черно поле c5 · черна дама на бяло поле f5 · бял офицер на бяло поле c4 · черен кон на черно поле d4 · бяла пешка на черно поле f4 · черен офицер на бяло поле g4 · бяла пешка на черно поле c3 · бяла пешка на бяло поле a2 · бяла пешка на черно поле b2 · бял топ на черно поле d2 · бяла пешка на бяло поле g2 · бяла пешка на черно поле h2 · бял цар на черно поле c1 · бял топ на бяло поле d1 | черен топ на бяло поле d7 · черна пешка на бяло поле f7 · черен цар на черно поле g7 · бяла дама на черно поле b6 · черна пешка на бяло поле g6 · черна пешка на черно поле h6 · черна пешка на бяло поле b5 · черна пешка на черно поле c5 · черна дама на бяло поле f5 · бял офицер на бяло поле c4 · черен кон на черно поле d4 · бяла пешка на черно поле f4 · черен офицер на бяло поле g4 · бяла пешка на черно поле c3 · бяла пешка на бяло поле a2 · бяла пешка на черно поле b2 · бял топ на черно поле d2 · бяла пешка на бяло поле g2 · бяла пешка на черно поле h2 · бял цар на черно поле c1 · бял топ на бяло поле d1 | черен топ на бяло поле d7 · черна пешка на бяло поле f7 · черен цар на черно поле g7 · бяла дама на черно поле b6 · черна пешка на бяло поле g6 · черна пешка на черно поле h6 · черна пешка на бяло поле b5 · черна пешка на черно поле c5 · черна дама на бяло поле f5 · бял офицер на бяло поле c4 · черен кон на черно поле d4 · бяла пешка на черно поле f4 · черен офицер на бяло поле g4 · бяла пешка на черно поле c3 · бяла пешка на бяло поле a2 · бяла пешка на черно поле b2 · бял топ на черно поле d2 · бяла пешка на бяло поле g2 · бяла пешка на черно поле h2 · бял цар на черно поле c1 · бял топ на бяло поле d1 | черен топ на бяло поле d7 · черна пешка на бяло поле f7 · черен цар на черно поле g7 · бяла дама на черно поле b6 · черна пешка на бяло поле g6 · черна пешка на черно поле h6 · черна пешка на бяло поле b5 · черна пешка на черно поле c5 · черна дама на бяло поле f5 · бял офицер на бяло поле c4 · черен кон на черно поле d4 · бяла пешка на черно поле f4 · черен офицер на бяло поле g4 · бяла пешка на черно поле c3 · бяла пешка на бяло поле a2 · бяла пешка на черно поле b2 · бял топ на черно поле d2 · бяла пешка на бяло поле g2 · бяла пешка на черно поле h2 · бял цар на черно поле c1 · бял топ на бяло поле d1 | черен топ на бяло поле d7 · черна пешка на бяло поле f7 · черен цар на черно поле g7 · бяла дама на черно поле b6 · черна пешка на бяло поле g6 · черна пешка на черно поле h6 · черна пешка на бяло поле b5 · черна пешка на черно поле c5 · черна дама на бяло поле f5 · бял офицер на бяло поле c4 · черен кон на черно поле d4 · бяла пешка на черно поле f4 · черен офицер на бяло поле g4 · бяла пешка на черно поле c3 · бяла пешка на бяло поле a2 · бяла пешка на черно поле b2 · бял топ на черно поле d2 · бяла пешка на бяло поле g2 · бяла пешка на черно поле h2 · бял цар на черно поле c1 · бял топ на бяло поле d1 | черен топ на бяло поле d7 · черна пешка на бяло поле f7 · черен цар на черно поле g7 · бяла дама на черно поле b6 · черна пешка на бяло поле g6 · черна пешка на черно поле h6 · черна пешка на бяло поле b5 · черна пешка на черно поле c5 · черна дама на бяло поле f5 · бял офицер на бяло поле c4 · черен кон на черно поле d4 · бяла пешка на черно поле f4 · черен офицер на бяло поле g4 · бяла пешка на черно поле c3 · бяла пешка на бяло поле a2 · бяла пешка на черно поле b2 · бял топ на черно поле d2 · бяла пешка на бяло поле g2 · бяла пешка на черно поле h2 · бял цар на черно поле c1 · бял топ на бяло поле d1 | 4 |
| 3 | черен топ на бяло поле d7 · черна пешка на бяло поле f7 · черен цар на черно поле g7 · бяла дама на черно поле b6 · черна пешка на бяло поле g6 · черна пешка на черно поле h6 · черна пешка на бяло поле b5 · черна пешка на черно поле c5 · черна дама на бяло поле f5 · бял офицер на бяло поле c4 · черен кон на черно поле d4 · бяла пешка на черно поле f4 · черен офицер на бяло поле g4 · бяла пешка на черно поле c3 · бяла пешка на бяло поле a2 · бяла пешка на черно поле b2 · бял топ на черно поле d2 · бяла пешка на бяло поле g2 · бяла пешка на черно поле h2 · бял цар на черно поле c1 · бял топ на бяло поле d1 | черен топ на бяло поле d7 · черна пешка на бяло поле f7 · черен цар на черно поле g7 · бяла дама на черно поле b6 · черна пешка на бяло поле g6 · черна пешка на черно поле h6 · черна пешка на бяло поле b5 · черна пешка на черно поле c5 · черна дама на бяло поле f5 · бял офицер на бяло поле c4 · черен кон на черно поле d4 · бяла пешка на черно поле f4 · черен офицер на бяло поле g4 · бяла пешка на черно поле c3 · бяла пешка на бяло поле a2 · бяла пешка на черно поле b2 · бял топ на черно поле d2 · бяла пешка на бяло поле g2 · бяла пешка на черно поле h2 · бял цар на черно поле c1 · бял топ на бяло поле d1 | черен топ на бяло поле d7 · черна пешка на бяло поле f7 · черен цар на черно поле g7 · бяла дама на черно поле b6 · черна пешка на бяло поле g6 · черна пешка на черно поле h6 · черна пешка на бяло поле b5 · черна пешка на черно поле c5 · черна дама на бяло поле f5 · бял офицер на бяло поле c4 · черен кон на черно поле d4 · бяла пешка на черно поле f4 · черен офицер на бяло поле g4 · бяла пешка на черно поле c3 · бяла пешка на бяло поле a2 · бяла пешка на черно поле b2 · бял топ на черно поле d2 · бяла пешка на бяло поле g2 · бяла пешка на черно поле h2 · бял цар на черно поле c1 · бял топ на бяло поле d1 | черен топ на бяло поле d7 · черна пешка на бяло поле f7 · черен цар на черно поле g7 · бяла дама на черно поле b6 · черна пешка на бяло поле g6 · черна пешка на черно поле h6 · черна пешка на бяло поле b5 · черна пешка на черно поле c5 · черна дама на бяло поле f5 · бял офицер на бяло поле c4 · черен кон на черно поле d4 · бяла пешка на черно поле f4 · черен офицер на бяло поле g4 · бяла пешка на черно поле c3 · бяла пешка на бяло поле a2 · бяла пешка на черно поле b2 · бял топ на черно поле d2 · бяла пешка на бяло поле g2 · бяла пешка на черно поле h2 · бял цар на черно поле c1 · бял топ на бяло поле d1 | черен топ на бяло поле d7 · черна пешка на бяло поле f7 · черен цар на черно поле g7 · бяла дама на черно поле b6 · черна пешка на бяло поле g6 · черна пешка на черно поле h6 · черна пешка на бяло поле b5 · черна пешка на черно поле c5 · черна дама на бяло поле f5 · бял офицер на бяло поле c4 · черен кон на черно поле d4 · бяла пешка на черно поле f4 · черен офицер на бяло поле g4 · бяла пешка на черно поле c3 · бяла пешка на бяло поле a2 · бяла пешка на черно поле b2 · бял топ на черно поле d2 · бяла пешка на бяло поле g2 · бяла пешка на черно поле h2 · бял цар на черно поле c1 · бял топ на бяло поле d1 | черен топ на бяло поле d7 · черна пешка на бяло поле f7 · черен цар на черно поле g7 · бяла дама на черно поле b6 · черна пешка на бяло поле g6 · черна пешка на черно поле h6 · черна пешка на бяло поле b5 · черна пешка на черно поле c5 · черна дама на бяло поле f5 · бял офицер на бяло поле c4 · черен кон на черно поле d4 · бяла пешка на черно поле f4 · черен офицер на бяло поле g4 · бяла пешка на черно поле c3 · бяла пешка на бяло поле a2 · бяла пешка на черно поле b2 · бял топ на черно поле d2 · бяла пешка на бяло поле g2 · бяла пешка на черно поле h2 · бял цар на черно поле c1 · бял топ на бяло поле d1 | черен топ на бяло поле d7 · черна пешка на бяло поле f7 · черен цар на черно поле g7 · бяла дама на черно поле b6 · черна пешка на бяло поле g6 · черна пешка на черно поле h6 · черна пешка на бяло поле b5 · черна пешка на черно поле c5 · черна дама на бяло поле f5 · бял офицер на бяло поле c4 · черен кон на черно поле d4 · бяла пешка на черно поле f4 · черен офицер на бяло поле g4 · бяла пешка на черно поле c3 · бяла пешка на бяло поле a2 · бяла пешка на черно поле b2 · бял топ на черно поле d2 · бяла пешка на бяло поле g2 · бяла пешка на черно поле h2 · бял цар на черно поле c1 · бял топ на бяло поле d1 | черен топ на бяло поле d7 · черна пешка на бяло поле f7 · черен цар на черно поле g7 · бяла дама на черно поле b6 · черна пешка на бяло поле g6 · черна пешка на черно поле h6 · черна пешка на бяло поле b5 · черна пешка на черно поле c5 · черна дама на бяло поле f5 · бял офицер на бяло поле c4 · черен кон на черно поле d4 · бяла пешка на черно поле f4 · черен офицер на бяло поле g4 · бяла пешка на черно поле c3 · бяла пешка на бяло поле a2 · бяла пешка на черно поле b2 · бял топ на черно поле d2 · бяла пешка на бяло поле g2 · бяла пешка на черно поле h2 · бял цар на черно поле c1 · бял топ на бяло поле d1 | 3 |
| 2 | черен топ на бяло поле d7 · черна пешка на бяло поле f7 · черен цар на черно поле g7 · бяла дама на черно поле b6 · черна пешка на бяло поле g6 · черна пешка на черно поле h6 · черна пешка на бяло поле b5 · черна пешка на черно поле c5 · черна дама на бяло поле f5 · бял офицер на бяло поле c4 · черен кон на черно поле d4 · бяла пешка на черно поле f4 · черен офицер на бяло поле g4 · бяла пешка на черно поле c3 · бяла пешка на бяло поле a2 · бяла пешка на черно поле b2 · бял топ на черно поле d2 · бяла пешка на бяло поле g2 · бяла пешка на черно поле h2 · бял цар на черно поле c1 · бял топ на бяло поле d1 | черен топ на бяло поле d7 · черна пешка на бяло поле f7 · черен цар на черно поле g7 · бяла дама на черно поле b6 · черна пешка на бяло поле g6 · черна пешка на черно поле h6 · черна пешка на бяло поле b5 · черна пешка на черно поле c5 · черна дама на бяло поле f5 · бял офицер на бяло поле c4 · черен кон на черно поле d4 · бяла пешка на черно поле f4 · черен офицер на бяло поле g4 · бяла пешка на черно поле c3 · бяла пешка на бяло поле a2 · бяла пешка на черно поле b2 · бял топ на черно поле d2 · бяла пешка на бяло поле g2 · бяла пешка на черно поле h2 · бял цар на черно поле c1 · бял топ на бяло поле d1 | черен топ на бяло поле d7 · черна пешка на бяло поле f7 · черен цар на черно поле g7 · бяла дама на черно поле b6 · черна пешка на бяло поле g6 · черна пешка на черно поле h6 · черна пешка на бяло поле b5 · черна пешка на черно поле c5 · черна дама на бяло поле f5 · бял офицер на бяло поле c4 · черен кон на черно поле d4 · бяла пешка на черно поле f4 · черен офицер на бяло поле g4 · бяла пешка на черно поле c3 · бяла пешка на бяло поле a2 · бяла пешка на черно поле b2 · бял топ на черно поле d2 · бяла пешка на бяло поле g2 · бяла пешка на черно поле h2 · бял цар на черно поле c1 · бял топ на бяло поле d1 | черен топ на бяло поле d7 · черна пешка на бяло поле f7 · черен цар на черно поле g7 · бяла дама на черно поле b6 · черна пешка на бяло поле g6 · черна пешка на черно поле h6 · черна пешка на бяло поле b5 · черна пешка на черно поле c5 · черна дама на бяло поле f5 · бял офицер на бяло поле c4 · черен кон на черно поле d4 · бяла пешка на черно поле f4 · черен офицер на бяло поле g4 · бяла пешка на черно поле c3 · бяла пешка на бяло поле a2 · бяла пешка на черно поле b2 · бял топ на черно поле d2 · бяла пешка на бяло поле g2 · бяла пешка на черно поле h2 · бял цар на черно поле c1 · бял топ на бяло поле d1 | черен топ на бяло поле d7 · черна пешка на бяло поле f7 · черен цар на черно поле g7 · бяла дама на черно поле b6 · черна пешка на бяло поле g6 · черна пешка на черно поле h6 · черна пешка на бяло поле b5 · черна пешка на черно поле c5 · черна дама на бяло поле f5 · бял офицер на бяло поле c4 · черен кон на черно поле d4 · бяла пешка на черно поле f4 · черен офицер на бяло поле g4 · бяла пешка на черно поле c3 · бяла пешка на бяло поле a2 · бяла пешка на черно поле b2 · бял топ на черно поле d2 · бяла пешка на бяло поле g2 · бяла пешка на черно поле h2 · бял цар на черно поле c1 · бял топ на бяло поле d1 | черен топ на бяло поле d7 · черна пешка на бяло поле f7 · черен цар на черно поле g7 · бяла дама на черно поле b6 · черна пешка на бяло поле g6 · черна пешка на черно поле h6 · черна пешка на бяло поле b5 · черна пешка на черно поле c5 · черна дама на бяло поле f5 · бял офицер на бяло поле c4 · черен кон на черно поле d4 · бяла пешка на черно поле f4 · черен офицер на бяло поле g4 · бяла пешка на черно поле c3 · бяла пешка на бяло поле a2 · бяла пешка на черно поле b2 · бял топ на черно поле d2 · бяла пешка на бяло поле g2 · бяла пешка на черно поле h2 · бял цар на черно поле c1 · бял топ на бяло поле d1 | черен топ на бяло поле d7 · черна пешка на бяло поле f7 · черен цар на черно поле g7 · бяла дама на черно поле b6 · черна пешка на бяло поле g6 · черна пешка на черно поле h6 · черна пешка на бяло поле b5 · черна пешка на черно поле c5 · черна дама на бяло поле f5 · бял офицер на бяло поле c4 · черен кон на черно поле d4 · бяла пешка на черно поле f4 · черен офицер на бяло поле g4 · бяла пешка на черно поле c3 · бяла пешка на бяло поле a2 · бяла пешка на черно поле b2 · бял топ на черно поле d2 · бяла пешка на бяло поле g2 · бяла пешка на черно поле h2 · бял цар на черно поле c1 · бял топ на бяло поле d1 | черен топ на бяло поле d7 · черна пешка на бяло поле f7 · черен цар на черно поле g7 · бяла дама на черно поле b6 · черна пешка на бяло поле g6 · черна пешка на черно поле h6 · черна пешка на бяло поле b5 · черна пешка на черно поле c5 · черна дама на бяло поле f5 · бял офицер на бяло поле c4 · черен кон на черно поле d4 · бяла пешка на черно поле f4 · черен офицер на бяло поле g4 · бяла пешка на черно поле c3 · бяла пешка на бяло поле a2 · бяла пешка на черно поле b2 · бял топ на черно поле d2 · бяла пешка на бяло поле g2 · бяла пешка на черно поле h2 · бял цар на черно поле c1 · бял топ на бяло поле d1 | 2 |
| 1 | черен топ на бяло поле d7 · черна пешка на бяло поле f7 · черен цар на черно поле g7 · бяла дама на черно поле b6 · черна пешка на бяло поле g6 · черна пешка на черно поле h6 · черна пешка на бяло поле b5 · черна пешка на черно поле c5 · черна дама на бяло поле f5 · бял офицер на бяло поле c4 · черен кон на черно поле d4 · бяла пешка на черно поле f4 · черен офицер на бяло поле g4 · бяла пешка на черно поле c3 · бяла пешка на бяло поле a2 · бяла пешка на черно поле b2 · бял топ на черно поле d2 · бяла пешка на бяло поле g2 · бяла пешка на черно поле h2 · бял цар на черно поле c1 · бял топ на бяло поле d1 | черен топ на бяло поле d7 · черна пешка на бяло поле f7 · черен цар на черно поле g7 · бяла дама на черно поле b6 · черна пешка на бяло поле g6 · черна пешка на черно поле h6 · черна пешка на бяло поле b5 · черна пешка на черно поле c5 · черна дама на бяло поле f5 · бял офицер на бяло поле c4 · черен кон на черно поле d4 · бяла пешка на черно поле f4 · черен офицер на бяло поле g4 · бяла пешка на черно поле c3 · бяла пешка на бяло поле a2 · бяла пешка на черно поле b2 · бял топ на черно поле d2 · бяла пешка на бяло поле g2 · бяла пешка на черно поле h2 · бял цар на черно поле c1 · бял топ на бяло поле d1 | черен топ на бяло поле d7 · черна пешка на бяло поле f7 · черен цар на черно поле g7 · бяла дама на черно поле b6 · черна пешка на бяло поле g6 · черна пешка на черно поле h6 · черна пешка на бяло поле b5 · черна пешка на черно поле c5 · черна дама на бяло поле f5 · бял офицер на бяло поле c4 · черен кон на черно поле d4 · бяла пешка на черно поле f4 · черен офицер на бяло поле g4 · бяла пешка на черно поле c3 · бяла пешка на бяло поле a2 · бяла пешка на черно поле b2 · бял топ на черно поле d2 · бяла пешка на бяло поле g2 · бяла пешка на черно поле h2 · бял цар на черно поле c1 · бял топ на бяло поле d1 | черен топ на бяло поле d7 · черна пешка на бяло поле f7 · черен цар на черно поле g7 · бяла дама на черно поле b6 · черна пешка на бяло поле g6 · черна пешка на черно поле h6 · черна пешка на бяло поле b5 · черна пешка на черно поле c5 · черна дама на бяло поле f5 · бял офицер на бяло поле c4 · черен кон на черно поле d4 · бяла пешка на черно поле f4 · черен офицер на бяло поле g4 · бяла пешка на черно поле c3 · бяла пешка на бяло поле a2 · бяла пешка на черно поле b2 · бял топ на черно поле d2 · бяла пешка на бяло поле g2 · бяла пешка на черно поле h2 · бял цар на черно поле c1 · бял топ на бяло поле d1 | черен топ на бяло поле d7 · черна пешка на бяло поле f7 · черен цар на черно поле g7 · бяла дама на черно поле b6 · черна пешка на бяло поле g6 · черна пешка на черно поле h6 · черна пешка на бяло поле b5 · черна пешка на черно поле c5 · черна дама на бяло поле f5 · бял офицер на бяло поле c4 · черен кон на черно поле d4 · бяла пешка на черно поле f4 · черен офицер на бяло поле g4 · бяла пешка на черно поле c3 · бяла пешка на бяло поле a2 · бяла пешка на черно поле b2 · бял топ на черно поле d2 · бяла пешка на бяло поле g2 · бяла пешка на черно поле h2 · бял цар на черно поле c1 · бял топ на бяло поле d1 | черен топ на бяло поле d7 · черна пешка на бяло поле f7 · черен цар на черно поле g7 · бяла дама на черно поле b6 · черна пешка на бяло поле g6 · черна пешка на черно поле h6 · черна пешка на бяло поле b5 · черна пешка на черно поле c5 · черна дама на бяло поле f5 · бял офицер на бяло поле c4 · черен кон на черно поле d4 · бяла пешка на черно поле f4 · черен офицер на бяло поле g4 · бяла пешка на черно поле c3 · бяла пешка на бяло поле a2 · бяла пешка на черно поле b2 · бял топ на черно поле d2 · бяла пешка на бяло поле g2 · бяла пешка на черно поле h2 · бял цар на черно поле c1 · бял топ на бяло поле d1 | черен топ на бяло поле d7 · черна пешка на бяло поле f7 · черен цар на черно поле g7 · бяла дама на черно поле b6 · черна пешка на бяло поле g6 · черна пешка на черно поле h6 · черна пешка на бяло поле b5 · черна пешка на черно поле c5 · черна дама на бяло поле f5 · бял офицер на бяло поле c4 · черен кон на черно поле d4 · бяла пешка на черно поле f4 · черен офицер на бяло поле g4 · бяла пешка на черно поле c3 · бяла пешка на бяло поле a2 · бяла пешка на черно поле b2 · бял топ на черно поле d2 · бяла пешка на бяло поле g2 · бяла пешка на черно поле h2 · бял цар на черно поле c1 · бял топ на бяло поле d1 | черен топ на бяло поле d7 · черна пешка на бяло поле f7 · черен цар на черно поле g7 · бяла дама на черно поле b6 · черна пешка на бяло поле g6 · черна пешка на черно поле h6 · черна пешка на бяло поле b5 · черна пешка на черно поле c5 · черна дама на бяло поле f5 · бял офицер на бяло поле c4 · черен кон на черно поле d4 · бяла пешка на черно поле f4 · черен офицер на бяло поле g4 · бяла пешка на черно поле c3 · бяла пешка на бяло поле a2 · бяла пешка на черно поле b2 · бял топ на черно поле d2 · бяла пешка на бяло поле g2 · бяла пешка на черно поле h2 · бял цар на черно поле c1 · бял топ на бяло поле d1 | 1 |
|   | a | b | c | d | e | f | g | h |   |

Задушеният мат често е предшестван от жертва за завличане. В този случай целта е блокиране на поле за бягство за противниковия цар. В позицията на диаграма 7 черните жертват дамата
 1. ... Дс2+!!, за да завлекат белия топ Тd2 на полето с2, където пречи на царя да се спаси от мат: 2.Т:c2 Kb3+!! 3.Цb1 T:d1+ 4.Tc1 T:c1# Или 3.O:b3 (a:b3) 3.T:d1#.
|   | a | b | c | d | e | f | g | h |   |
| 8 | черен топ на бяло поле c8 · черен топ на бяло поле e8 · черен цар на бяло поле g8 · черна пешка на бяло поле b7 · черен офицер на черно поле g7 · черна пешка на бяло поле h7 · черна пешка на бяло поле a6 · черна пешка на черно поле d6 · черна дама на черно поле f6 · черна пешка на бяло поле g6 · черен кон на бяло поле b5 · бяла пешка на бяло поле d5 · бяла пешка на бяло поле c4 · бял офицер на бяло поле e4 · бяла пешка на черно поле h4 · бял кон на бяло поле b3 · бяла дама на бяло поле d3 · бяла пешка на бяло поле a2 · бяла пешка на черно поле b2 · бял топ на бяло поле e2 · бял цар на бяло поле b1 · бял топ на бяло поле h1 | черен топ на бяло поле c8 · черен топ на бяло поле e8 · черен цар на бяло поле g8 · черна пешка на бяло поле b7 · черен офицер на черно поле g7 · черна пешка на бяло поле h7 · черна пешка на бяло поле a6 · черна пешка на черно поле d6 · черна дама на черно поле f6 · черна пешка на бяло поле g6 · черен кон на бяло поле b5 · бяла пешка на бяло поле d5 · бяла пешка на бяло поле c4 · бял офицер на бяло поле e4 · бяла пешка на черно поле h4 · бял кон на бяло поле b3 · бяла дама на бяло поле d3 · бяла пешка на бяло поле a2 · бяла пешка на черно поле b2 · бял топ на бяло поле e2 · бял цар на бяло поле b1 · бял топ на бяло поле h1 | черен топ на бяло поле c8 · черен топ на бяло поле e8 · черен цар на бяло поле g8 · черна пешка на бяло поле b7 · черен офицер на черно поле g7 · черна пешка на бяло поле h7 · черна пешка на бяло поле a6 · черна пешка на черно поле d6 · черна дама на черно поле f6 · черна пешка на бяло поле g6 · черен кон на бяло поле b5 · бяла пешка на бяло поле d5 · бяла пешка на бяло поле c4 · бял офицер на бяло поле e4 · бяла пешка на черно поле h4 · бял кон на бяло поле b3 · бяла дама на бяло поле d3 · бяла пешка на бяло поле a2 · бяла пешка на черно поле b2 · бял топ на бяло поле e2 · бял цар на бяло поле b1 · бял топ на бяло поле h1 | черен топ на бяло поле c8 · черен топ на бяло поле e8 · черен цар на бяло поле g8 · черна пешка на бяло поле b7 · черен офицер на черно поле g7 · черна пешка на бяло поле h7 · черна пешка на бяло поле a6 · черна пешка на черно поле d6 · черна дама на черно поле f6 · черна пешка на бяло поле g6 · черен кон на бяло поле b5 · бяла пешка на бяло поле d5 · бяла пешка на бяло поле c4 · бял офицер на бяло поле e4 · бяла пешка на черно поле h4 · бял кон на бяло поле b3 · бяла дама на бяло поле d3 · бяла пешка на бяло поле a2 · бяла пешка на черно поле b2 · бял топ на бяло поле e2 · бял цар на бяло поле b1 · бял топ на бяло поле h1 | черен топ на бяло поле c8 · черен топ на бяло поле e8 · черен цар на бяло поле g8 · черна пешка на бяло поле b7 · черен офицер на черно поле g7 · черна пешка на бяло поле h7 · черна пешка на бяло поле a6 · черна пешка на черно поле d6 · черна дама на черно поле f6 · черна пешка на бяло поле g6 · черен кон на бяло поле b5 · бяла пешка на бяло поле d5 · бяла пешка на бяло поле c4 · бял офицер на бяло поле e4 · бяла пешка на черно поле h4 · бял кон на бяло поле b3 · бяла дама на бяло поле d3 · бяла пешка на бяло поле a2 · бяла пешка на черно поле b2 · бял топ на бяло поле e2 · бял цар на бяло поле b1 · бял топ на бяло поле h1 | черен топ на бяло поле c8 · черен топ на бяло поле e8 · черен цар на бяло поле g8 · черна пешка на бяло поле b7 · черен офицер на черно поле g7 · черна пешка на бяло поле h7 · черна пешка на бяло поле a6 · черна пешка на черно поле d6 · черна дама на черно поле f6 · черна пешка на бяло поле g6 · черен кон на бяло поле b5 · бяла пешка на бяло поле d5 · бяла пешка на бяло поле c4 · бял офицер на бяло поле e4 · бяла пешка на черно поле h4 · бял кон на бяло поле b3 · бяла дама на бяло поле d3 · бяла пешка на бяло поле a2 · бяла пешка на черно поле b2 · бял топ на бяло поле e2 · бял цар на бяло поле b1 · бял топ на бяло поле h1 | черен топ на бяло поле c8 · черен топ на бяло поле e8 · черен цар на бяло поле g8 · черна пешка на бяло поле b7 · черен офицер на черно поле g7 · черна пешка на бяло поле h7 · черна пешка на бяло поле a6 · черна пешка на черно поле d6 · черна дама на черно поле f6 · черна пешка на бяло поле g6 · черен кон на бяло поле b5 · бяла пешка на бяло поле d5 · бяла пешка на бяло поле c4 · бял офицер на бяло поле e4 · бяла пешка на черно поле h4 · бял кон на бяло поле b3 · бяла дама на бяло поле d3 · бяла пешка на бяло поле a2 · бяла пешка на черно поле b2 · бял топ на бяло поле e2 · бял цар на бяло поле b1 · бял топ на бяло поле h1 | черен топ на бяло поле c8 · черен топ на бяло поле e8 · черен цар на бяло поле g8 · черна пешка на бяло поле b7 · черен офицер на черно поле g7 · черна пешка на бяло поле h7 · черна пешка на бяло поле a6 · черна пешка на черно поле d6 · черна дама на черно поле f6 · черна пешка на бяло поле g6 · черен кон на бяло поле b5 · бяла пешка на бяло поле d5 · бяла пешка на бяло поле c4 · бял офицер на бяло поле e4 · бяла пешка на черно поле h4 · бял кон на бяло поле b3 · бяла дама на бяло поле d3 · бяла пешка на бяло поле a2 · бяла пешка на черно поле b2 · бял топ на бяло поле e2 · бял цар на бяло поле b1 · бял топ на бяло поле h1 | 8 |
| 7 | черен топ на бяло поле c8 · черен топ на бяло поле e8 · черен цар на бяло поле g8 · черна пешка на бяло поле b7 · черен офицер на черно поле g7 · черна пешка на бяло поле h7 · черна пешка на бяло поле a6 · черна пешка на черно поле d6 · черна дама на черно поле f6 · черна пешка на бяло поле g6 · черен кон на бяло поле b5 · бяла пешка на бяло поле d5 · бяла пешка на бяло поле c4 · бял офицер на бяло поле e4 · бяла пешка на черно поле h4 · бял кон на бяло поле b3 · бяла дама на бяло поле d3 · бяла пешка на бяло поле a2 · бяла пешка на черно поле b2 · бял топ на бяло поле e2 · бял цар на бяло поле b1 · бял топ на бяло поле h1 | черен топ на бяло поле c8 · черен топ на бяло поле e8 · черен цар на бяло поле g8 · черна пешка на бяло поле b7 · черен офицер на черно поле g7 · черна пешка на бяло поле h7 · черна пешка на бяло поле a6 · черна пешка на черно поле d6 · черна дама на черно поле f6 · черна пешка на бяло поле g6 · черен кон на бяло поле b5 · бяла пешка на бяло поле d5 · бяла пешка на бяло поле c4 · бял офицер на бяло поле e4 · бяла пешка на черно поле h4 · бял кон на бяло поле b3 · бяла дама на бяло поле d3 · бяла пешка на бяло поле a2 · бяла пешка на черно поле b2 · бял топ на бяло поле e2 · бял цар на бяло поле b1 · бял топ на бяло поле h1 | черен топ на бяло поле c8 · черен топ на бяло поле e8 · черен цар на бяло поле g8 · черна пешка на бяло поле b7 · черен офицер на черно поле g7 · черна пешка на бяло поле h7 · черна пешка на бяло поле a6 · черна пешка на черно поле d6 · черна дама на черно поле f6 · черна пешка на бяло поле g6 · черен кон на бяло поле b5 · бяла пешка на бяло поле d5 · бяла пешка на бяло поле c4 · бял офицер на бяло поле e4 · бяла пешка на черно поле h4 · бял кон на бяло поле b3 · бяла дама на бяло поле d3 · бяла пешка на бяло поле a2 · бяла пешка на черно поле b2 · бял топ на бяло поле e2 · бял цар на бяло поле b1 · бял топ на бяло поле h1 | черен топ на бяло поле c8 · черен топ на бяло поле e8 · черен цар на бяло поле g8 · черна пешка на бяло поле b7 · черен офицер на черно поле g7 · черна пешка на бяло поле h7 · черна пешка на бяло поле a6 · черна пешка на черно поле d6 · черна дама на черно поле f6 · черна пешка на бяло поле g6 · черен кон на бяло поле b5 · бяла пешка на бяло поле d5 · бяла пешка на бяло поле c4 · бял офицер на бяло поле e4 · бяла пешка на черно поле h4 · бял кон на бяло поле b3 · бяла дама на бяло поле d3 · бяла пешка на бяло поле a2 · бяла пешка на черно поле b2 · бял топ на бяло поле e2 · бял цар на бяло поле b1 · бял топ на бяло поле h1 | черен топ на бяло поле c8 · черен топ на бяло поле e8 · черен цар на бяло поле g8 · черна пешка на бяло поле b7 · черен офицер на черно поле g7 · черна пешка на бяло поле h7 · черна пешка на бяло поле a6 · черна пешка на черно поле d6 · черна дама на черно поле f6 · черна пешка на бяло поле g6 · черен кон на бяло поле b5 · бяла пешка на бяло поле d5 · бяла пешка на бяло поле c4 · бял офицер на бяло поле e4 · бяла пешка на черно поле h4 · бял кон на бяло поле b3 · бяла дама на бяло поле d3 · бяла пешка на бяло поле a2 · бяла пешка на черно поле b2 · бял топ на бяло поле e2 · бял цар на бяло поле b1 · бял топ на бяло поле h1 | черен топ на бяло поле c8 · черен топ на бяло поле e8 · черен цар на бяло поле g8 · черна пешка на бяло поле b7 · черен офицер на черно поле g7 · черна пешка на бяло поле h7 · черна пешка на бяло поле a6 · черна пешка на черно поле d6 · черна дама на черно поле f6 · черна пешка на бяло поле g6 · черен кон на бяло поле b5 · бяла пешка на бяло поле d5 · бяла пешка на бяло поле c4 · бял офицер на бяло поле e4 · бяла пешка на черно поле h4 · бял кон на бяло поле b3 · бяла дама на бяло поле d3 · бяла пешка на бяло поле a2 · бяла пешка на черно поле b2 · бял топ на бяло поле e2 · бял цар на бяло поле b1 · бял топ на бяло поле h1 | черен топ на бяло поле c8 · черен топ на бяло поле e8 · черен цар на бяло поле g8 · черна пешка на бяло поле b7 · черен офицер на черно поле g7 · черна пешка на бяло поле h7 · черна пешка на бяло поле a6 · черна пешка на черно поле d6 · черна дама на черно поле f6 · черна пешка на бяло поле g6 · черен кон на бяло поле b5 · бяла пешка на бяло поле d5 · бяла пешка на бяло поле c4 · бял офицер на бяло поле e4 · бяла пешка на черно поле h4 · бял кон на бяло поле b3 · бяла дама на бяло поле d3 · бяла пешка на бяло поле a2 · бяла пешка на черно поле b2 · бял топ на бяло поле e2 · бял цар на бяло поле b1 · бял топ на бяло поле h1 | черен топ на бяло поле c8 · черен топ на бяло поле e8 · черен цар на бяло поле g8 · черна пешка на бяло поле b7 · черен офицер на черно поле g7 · черна пешка на бяло поле h7 · черна пешка на бяло поле a6 · черна пешка на черно поле d6 · черна дама на черно поле f6 · черна пешка на бяло поле g6 · черен кон на бяло поле b5 · бяла пешка на бяло поле d5 · бяла пешка на бяло поле c4 · бял офицер на бяло поле e4 · бяла пешка на черно поле h4 · бял кон на бяло поле b3 · бяла дама на бяло поле d3 · бяла пешка на бяло поле a2 · бяла пешка на черно поле b2 · бял топ на бяло поле e2 · бял цар на бяло поле b1 · бял топ на бяло поле h1 | 7 |
| 6 | черен топ на бяло поле c8 · черен топ на бяло поле e8 · черен цар на бяло поле g8 · черна пешка на бяло поле b7 · черен офицер на черно поле g7 · черна пешка на бяло поле h7 · черна пешка на бяло поле a6 · черна пешка на черно поле d6 · черна дама на черно поле f6 · черна пешка на бяло поле g6 · черен кон на бяло поле b5 · бяла пешка на бяло поле d5 · бяла пешка на бяло поле c4 · бял офицер на бяло поле e4 · бяла пешка на черно поле h4 · бял кон на бяло поле b3 · бяла дама на бяло поле d3 · бяла пешка на бяло поле a2 · бяла пешка на черно поле b2 · бял топ на бяло поле e2 · бял цар на бяло поле b1 · бял топ на бяло поле h1 | черен топ на бяло поле c8 · черен топ на бяло поле e8 · черен цар на бяло поле g8 · черна пешка на бяло поле b7 · черен офицер на черно поле g7 · черна пешка на бяло поле h7 · черна пешка на бяло поле a6 · черна пешка на черно поле d6 · черна дама на черно поле f6 · черна пешка на бяло поле g6 · черен кон на бяло поле b5 · бяла пешка на бяло поле d5 · бяла пешка на бяло поле c4 · бял офицер на бяло поле e4 · бяла пешка на черно поле h4 · бял кон на бяло поле b3 · бяла дама на бяло поле d3 · бяла пешка на бяло поле a2 · бяла пешка на черно поле b2 · бял топ на бяло поле e2 · бял цар на бяло поле b1 · бял топ на бяло поле h1 | черен топ на бяло поле c8 · черен топ на бяло поле e8 · черен цар на бяло поле g8 · черна пешка на бяло поле b7 · черен офицер на черно поле g7 · черна пешка на бяло поле h7 · черна пешка на бяло поле a6 · черна пешка на черно поле d6 · черна дама на черно поле f6 · черна пешка на бяло поле g6 · черен кон на бяло поле b5 · бяла пешка на бяло поле d5 · бяла пешка на бяло поле c4 · бял офицер на бяло поле e4 · бяла пешка на черно поле h4 · бял кон на бяло поле b3 · бяла дама на бяло поле d3 · бяла пешка на бяло поле a2 · бяла пешка на черно поле b2 · бял топ на бяло поле e2 · бял цар на бяло поле b1 · бял топ на бяло поле h1 | черен топ на бяло поле c8 · черен топ на бяло поле e8 · черен цар на бяло поле g8 · черна пешка на бяло поле b7 · черен офицер на черно поле g7 · черна пешка на бяло поле h7 · черна пешка на бяло поле a6 · черна пешка на черно поле d6 · черна дама на черно поле f6 · черна пешка на бяло поле g6 · черен кон на бяло поле b5 · бяла пешка на бяло поле d5 · бяла пешка на бяло поле c4 · бял офицер на бяло поле e4 · бяла пешка на черно поле h4 · бял кон на бяло поле b3 · бяла дама на бяло поле d3 · бяла пешка на бяло поле a2 · бяла пешка на черно поле b2 · бял топ на бяло поле e2 · бял цар на бяло поле b1 · бял топ на бяло поле h1 | черен топ на бяло поле c8 · черен топ на бяло поле e8 · черен цар на бяло поле g8 · черна пешка на бяло поле b7 · черен офицер на черно поле g7 · черна пешка на бяло поле h7 · черна пешка на бяло поле a6 · черна пешка на черно поле d6 · черна дама на черно поле f6 · черна пешка на бяло поле g6 · черен кон на бяло поле b5 · бяла пешка на бяло поле d5 · бяла пешка на бяло поле c4 · бял офицер на бяло поле e4 · бяла пешка на черно поле h4 · бял кон на бяло поле b3 · бяла дама на бяло поле d3 · бяла пешка на бяло поле a2 · бяла пешка на черно поле b2 · бял топ на бяло поле e2 · бял цар на бяло поле b1 · бял топ на бяло поле h1 | черен топ на бяло поле c8 · черен топ на бяло поле e8 · черен цар на бяло поле g8 · черна пешка на бяло поле b7 · черен офицер на черно поле g7 · черна пешка на бяло поле h7 · черна пешка на бяло поле a6 · черна пешка на черно поле d6 · черна дама на черно поле f6 · черна пешка на бяло поле g6 · черен кон на бяло поле b5 · бяла пешка на бяло поле d5 · бяла пешка на бяло поле c4 · бял офицер на бяло поле e4 · бяла пешка на черно поле h4 · бял кон на бяло поле b3 · бяла дама на бяло поле d3 · бяла пешка на бяло поле a2 · бяла пешка на черно поле b2 · бял топ на бяло поле e2 · бял цар на бяло поле b1 · бял топ на бяло поле h1 | черен топ на бяло поле c8 · черен топ на бяло поле e8 · черен цар на бяло поле g8 · черна пешка на бяло поле b7 · черен офицер на черно поле g7 · черна пешка на бяло поле h7 · черна пешка на бяло поле a6 · черна пешка на черно поле d6 · черна дама на черно поле f6 · черна пешка на бяло поле g6 · черен кон на бяло поле b5 · бяла пешка на бяло поле d5 · бяла пешка на бяло поле c4 · бял офицер на бяло поле e4 · бяла пешка на черно поле h4 · бял кон на бяло поле b3 · бяла дама на бяло поле d3 · бяла пешка на бяло поле a2 · бяла пешка на черно поле b2 · бял топ на бяло поле e2 · бял цар на бяло поле b1 · бял топ на бяло поле h1 | черен топ на бяло поле c8 · черен топ на бяло поле e8 · черен цар на бяло поле g8 · черна пешка на бяло поле b7 · черен офицер на черно поле g7 · черна пешка на бяло поле h7 · черна пешка на бяло поле a6 · черна пешка на черно поле d6 · черна дама на черно поле f6 · черна пешка на бяло поле g6 · черен кон на бяло поле b5 · бяла пешка на бяло поле d5 · бяла пешка на бяло поле c4 · бял офицер на бяло поле e4 · бяла пешка на черно поле h4 · бял кон на бяло поле b3 · бяла дама на бяло поле d3 · бяла пешка на бяло поле a2 · бяла пешка на черно поле b2 · бял топ на бяло поле e2 · бял цар на бяло поле b1 · бял топ на бяло поле h1 | 6 |
| 5 | черен топ на бяло поле c8 · черен топ на бяло поле e8 · черен цар на бяло поле g8 · черна пешка на бяло поле b7 · черен офицер на черно поле g7 · черна пешка на бяло поле h7 · черна пешка на бяло поле a6 · черна пешка на черно поле d6 · черна дама на черно поле f6 · черна пешка на бяло поле g6 · черен кон на бяло поле b5 · бяла пешка на бяло поле d5 · бяла пешка на бяло поле c4 · бял офицер на бяло поле e4 · бяла пешка на черно поле h4 · бял кон на бяло поле b3 · бяла дама на бяло поле d3 · бяла пешка на бяло поле a2 · бяла пешка на черно поле b2 · бял топ на бяло поле e2 · бял цар на бяло поле b1 · бял топ на бяло поле h1 | черен топ на бяло поле c8 · черен топ на бяло поле e8 · черен цар на бяло поле g8 · черна пешка на бяло поле b7 · черен офицер на черно поле g7 · черна пешка на бяло поле h7 · черна пешка на бяло поле a6 · черна пешка на черно поле d6 · черна дама на черно поле f6 · черна пешка на бяло поле g6 · черен кон на бяло поле b5 · бяла пешка на бяло поле d5 · бяла пешка на бяло поле c4 · бял офицер на бяло поле e4 · бяла пешка на черно поле h4 · бял кон на бяло поле b3 · бяла дама на бяло поле d3 · бяла пешка на бяло поле a2 · бяла пешка на черно поле b2 · бял топ на бяло поле e2 · бял цар на бяло поле b1 · бял топ на бяло поле h1 | черен топ на бяло поле c8 · черен топ на бяло поле e8 · черен цар на бяло поле g8 · черна пешка на бяло поле b7 · черен офицер на черно поле g7 · черна пешка на бяло поле h7 · черна пешка на бяло поле a6 · черна пешка на черно поле d6 · черна дама на черно поле f6 · черна пешка на бяло поле g6 · черен кон на бяло поле b5 · бяла пешка на бяло поле d5 · бяла пешка на бяло поле c4 · бял офицер на бяло поле e4 · бяла пешка на черно поле h4 · бял кон на бяло поле b3 · бяла дама на бяло поле d3 · бяла пешка на бяло поле a2 · бяла пешка на черно поле b2 · бял топ на бяло поле e2 · бял цар на бяло поле b1 · бял топ на бяло поле h1 | черен топ на бяло поле c8 · черен топ на бяло поле e8 · черен цар на бяло поле g8 · черна пешка на бяло поле b7 · черен офицер на черно поле g7 · черна пешка на бяло поле h7 · черна пешка на бяло поле a6 · черна пешка на черно поле d6 · черна дама на черно поле f6 · черна пешка на бяло поле g6 · черен кон на бяло поле b5 · бяла пешка на бяло поле d5 · бяла пешка на бяло поле c4 · бял офицер на бяло поле e4 · бяла пешка на черно поле h4 · бял кон на бяло поле b3 · бяла дама на бяло поле d3 · бяла пешка на бяло поле a2 · бяла пешка на черно поле b2 · бял топ на бяло поле e2 · бял цар на бяло поле b1 · бял топ на бяло поле h1 | черен топ на бяло поле c8 · черен топ на бяло поле e8 · черен цар на бяло поле g8 · черна пешка на бяло поле b7 · черен офицер на черно поле g7 · черна пешка на бяло поле h7 · черна пешка на бяло поле a6 · черна пешка на черно поле d6 · черна дама на черно поле f6 · черна пешка на бяло поле g6 · черен кон на бяло поле b5 · бяла пешка на бяло поле d5 · бяла пешка на бяло поле c4 · бял офицер на бяло поле e4 · бяла пешка на черно поле h4 · бял кон на бяло поле b3 · бяла дама на бяло поле d3 · бяла пешка на бяло поле a2 · бяла пешка на черно поле b2 · бял топ на бяло поле e2 · бял цар на бяло поле b1 · бял топ на бяло поле h1 | черен топ на бяло поле c8 · черен топ на бяло поле e8 · черен цар на бяло поле g8 · черна пешка на бяло поле b7 · черен офицер на черно поле g7 · черна пешка на бяло поле h7 · черна пешка на бяло поле a6 · черна пешка на черно поле d6 · черна дама на черно поле f6 · черна пешка на бяло поле g6 · черен кон на бяло поле b5 · бяла пешка на бяло поле d5 · бяла пешка на бяло поле c4 · бял офицер на бяло поле e4 · бяла пешка на черно поле h4 · бял кон на бяло поле b3 · бяла дама на бяло поле d3 · бяла пешка на бяло поле a2 · бяла пешка на черно поле b2 · бял топ на бяло поле e2 · бял цар на бяло поле b1 · бял топ на бяло поле h1 | черен топ на бяло поле c8 · черен топ на бяло поле e8 · черен цар на бяло поле g8 · черна пешка на бяло поле b7 · черен офицер на черно поле g7 · черна пешка на бяло поле h7 · черна пешка на бяло поле a6 · черна пешка на черно поле d6 · черна дама на черно поле f6 · черна пешка на бяло поле g6 · черен кон на бяло поле b5 · бяла пешка на бяло поле d5 · бяла пешка на бяло поле c4 · бял офицер на бяло поле e4 · бяла пешка на черно поле h4 · бял кон на бяло поле b3 · бяла дама на бяло поле d3 · бяла пешка на бяло поле a2 · бяла пешка на черно поле b2 · бял топ на бяло поле e2 · бял цар на бяло поле b1 · бял топ на бяло поле h1 | черен топ на бяло поле c8 · черен топ на бяло поле e8 · черен цар на бяло поле g8 · черна пешка на бяло поле b7 · черен офицер на черно поле g7 · черна пешка на бяло поле h7 · черна пешка на бяло поле a6 · черна пешка на черно поле d6 · черна дама на черно поле f6 · черна пешка на бяло поле g6 · черен кон на бяло поле b5 · бяла пешка на бяло поле d5 · бяла пешка на бяло поле c4 · бял офицер на бяло поле e4 · бяла пешка на черно поле h4 · бял кон на бяло поле b3 · бяла дама на бяло поле d3 · бяла пешка на бяло поле a2 · бяла пешка на черно поле b2 · бял топ на бяло поле e2 · бял цар на бяло поле b1 · бял топ на бяло поле h1 | 5 |
| 4 | черен топ на бяло поле c8 · черен топ на бяло поле e8 · черен цар на бяло поле g8 · черна пешка на бяло поле b7 · черен офицер на черно поле g7 · черна пешка на бяло поле h7 · черна пешка на бяло поле a6 · черна пешка на черно поле d6 · черна дама на черно поле f6 · черна пешка на бяло поле g6 · черен кон на бяло поле b5 · бяла пешка на бяло поле d5 · бяла пешка на бяло поле c4 · бял офицер на бяло поле e4 · бяла пешка на черно поле h4 · бял кон на бяло поле b3 · бяла дама на бяло поле d3 · бяла пешка на бяло поле a2 · бяла пешка на черно поле b2 · бял топ на бяло поле e2 · бял цар на бяло поле b1 · бял топ на бяло поле h1 | черен топ на бяло поле c8 · черен топ на бяло поле e8 · черен цар на бяло поле g8 · черна пешка на бяло поле b7 · черен офицер на черно поле g7 · черна пешка на бяло поле h7 · черна пешка на бяло поле a6 · черна пешка на черно поле d6 · черна дама на черно поле f6 · черна пешка на бяло поле g6 · черен кон на бяло поле b5 · бяла пешка на бяло поле d5 · бяла пешка на бяло поле c4 · бял офицер на бяло поле e4 · бяла пешка на черно поле h4 · бял кон на бяло поле b3 · бяла дама на бяло поле d3 · бяла пешка на бяло поле a2 · бяла пешка на черно поле b2 · бял топ на бяло поле e2 · бял цар на бяло поле b1 · бял топ на бяло поле h1 | черен топ на бяло поле c8 · черен топ на бяло поле e8 · черен цар на бяло поле g8 · черна пешка на бяло поле b7 · черен офицер на черно поле g7 · черна пешка на бяло поле h7 · черна пешка на бяло поле a6 · черна пешка на черно поле d6 · черна дама на черно поле f6 · черна пешка на бяло поле g6 · черен кон на бяло поле b5 · бяла пешка на бяло поле d5 · бяла пешка на бяло поле c4 · бял офицер на бяло поле e4 · бяла пешка на черно поле h4 · бял кон на бяло поле b3 · бяла дама на бяло поле d3 · бяла пешка на бяло поле a2 · бяла пешка на черно поле b2 · бял топ на бяло поле e2 · бял цар на бяло поле b1 · бял топ на бяло поле h1 | черен топ на бяло поле c8 · черен топ на бяло поле e8 · черен цар на бяло поле g8 · черна пешка на бяло поле b7 · черен офицер на черно поле g7 · черна пешка на бяло поле h7 · черна пешка на бяло поле a6 · черна пешка на черно поле d6 · черна дама на черно поле f6 · черна пешка на бяло поле g6 · черен кон на бяло поле b5 · бяла пешка на бяло поле d5 · бяла пешка на бяло поле c4 · бял офицер на бяло поле e4 · бяла пешка на черно поле h4 · бял кон на бяло поле b3 · бяла дама на бяло поле d3 · бяла пешка на бяло поле a2 · бяла пешка на черно поле b2 · бял топ на бяло поле e2 · бял цар на бяло поле b1 · бял топ на бяло поле h1 | черен топ на бяло поле c8 · черен топ на бяло поле e8 · черен цар на бяло поле g8 · черна пешка на бяло поле b7 · черен офицер на черно поле g7 · черна пешка на бяло поле h7 · черна пешка на бяло поле a6 · черна пешка на черно поле d6 · черна дама на черно поле f6 · черна пешка на бяло поле g6 · черен кон на бяло поле b5 · бяла пешка на бяло поле d5 · бяла пешка на бяло поле c4 · бял офицер на бяло поле e4 · бяла пешка на черно поле h4 · бял кон на бяло поле b3 · бяла дама на бяло поле d3 · бяла пешка на бяло поле a2 · бяла пешка на черно поле b2 · бял топ на бяло поле e2 · бял цар на бяло поле b1 · бял топ на бяло поле h1 | черен топ на бяло поле c8 · черен топ на бяло поле e8 · черен цар на бяло поле g8 · черна пешка на бяло поле b7 · черен офицер на черно поле g7 · черна пешка на бяло поле h7 · черна пешка на бяло поле a6 · черна пешка на черно поле d6 · черна дама на черно поле f6 · черна пешка на бяло поле g6 · черен кон на бяло поле b5 · бяла пешка на бяло поле d5 · бяла пешка на бяло поле c4 · бял офицер на бяло поле e4 · бяла пешка на черно поле h4 · бял кон на бяло поле b3 · бяла дама на бяло поле d3 · бяла пешка на бяло поле a2 · бяла пешка на черно поле b2 · бял топ на бяло поле e2 · бял цар на бяло поле b1 · бял топ на бяло поле h1 | черен топ на бяло поле c8 · черен топ на бяло поле e8 · черен цар на бяло поле g8 · черна пешка на бяло поле b7 · черен офицер на черно поле g7 · черна пешка на бяло поле h7 · черна пешка на бяло поле a6 · черна пешка на черно поле d6 · черна дама на черно поле f6 · черна пешка на бяло поле g6 · черен кон на бяло поле b5 · бяла пешка на бяло поле d5 · бяла пешка на бяло поле c4 · бял офицер на бяло поле e4 · бяла пешка на черно поле h4 · бял кон на бяло поле b3 · бяла дама на бяло поле d3 · бяла пешка на бяло поле a2 · бяла пешка на черно поле b2 · бял топ на бяло поле e2 · бял цар на бяло поле b1 · бял топ на бяло поле h1 | черен топ на бяло поле c8 · черен топ на бяло поле e8 · черен цар на бяло поле g8 · черна пешка на бяло поле b7 · черен офицер на черно поле g7 · черна пешка на бяло поле h7 · черна пешка на бяло поле a6 · черна пешка на черно поле d6 · черна дама на черно поле f6 · черна пешка на бяло поле g6 · черен кон на бяло поле b5 · бяла пешка на бяло поле d5 · бяла пешка на бяло поле c4 · бял офицер на бяло поле e4 · бяла пешка на черно поле h4 · бял кон на бяло поле b3 · бяла дама на бяло поле d3 · бяла пешка на бяло поле a2 · бяла пешка на черно поле b2 · бял топ на бяло поле e2 · бял цар на бяло поле b1 · бял топ на бяло поле h1 | 4 |
| 3 | черен топ на бяло поле c8 · черен топ на бяло поле e8 · черен цар на бяло поле g8 · черна пешка на бяло поле b7 · черен офицер на черно поле g7 · черна пешка на бяло поле h7 · черна пешка на бяло поле a6 · черна пешка на черно поле d6 · черна дама на черно поле f6 · черна пешка на бяло поле g6 · черен кон на бяло поле b5 · бяла пешка на бяло поле d5 · бяла пешка на бяло поле c4 · бял офицер на бяло поле e4 · бяла пешка на черно поле h4 · бял кон на бяло поле b3 · бяла дама на бяло поле d3 · бяла пешка на бяло поле a2 · бяла пешка на черно поле b2 · бял топ на бяло поле e2 · бял цар на бяло поле b1 · бял топ на бяло поле h1 | черен топ на бяло поле c8 · черен топ на бяло поле e8 · черен цар на бяло поле g8 · черна пешка на бяло поле b7 · черен офицер на черно поле g7 · черна пешка на бяло поле h7 · черна пешка на бяло поле a6 · черна пешка на черно поле d6 · черна дама на черно поле f6 · черна пешка на бяло поле g6 · черен кон на бяло поле b5 · бяла пешка на бяло поле d5 · бяла пешка на бяло поле c4 · бял офицер на бяло поле e4 · бяла пешка на черно поле h4 · бял кон на бяло поле b3 · бяла дама на бяло поле d3 · бяла пешка на бяло поле a2 · бяла пешка на черно поле b2 · бял топ на бяло поле e2 · бял цар на бяло поле b1 · бял топ на бяло поле h1 | черен топ на бяло поле c8 · черен топ на бяло поле e8 · черен цар на бяло поле g8 · черна пешка на бяло поле b7 · черен офицер на черно поле g7 · черна пешка на бяло поле h7 · черна пешка на бяло поле a6 · черна пешка на черно поле d6 · черна дама на черно поле f6 · черна пешка на бяло поле g6 · черен кон на бяло поле b5 · бяла пешка на бяло поле d5 · бяла пешка на бяло поле c4 · бял офицер на бяло поле e4 · бяла пешка на черно поле h4 · бял кон на бяло поле b3 · бяла дама на бяло поле d3 · бяла пешка на бяло поле a2 · бяла пешка на черно поле b2 · бял топ на бяло поле e2 · бял цар на бяло поле b1 · бял топ на бяло поле h1 | черен топ на бяло поле c8 · черен топ на бяло поле e8 · черен цар на бяло поле g8 · черна пешка на бяло поле b7 · черен офицер на черно поле g7 · черна пешка на бяло поле h7 · черна пешка на бяло поле a6 · черна пешка на черно поле d6 · черна дама на черно поле f6 · черна пешка на бяло поле g6 · черен кон на бяло поле b5 · бяла пешка на бяло поле d5 · бяла пешка на бяло поле c4 · бял офицер на бяло поле e4 · бяла пешка на черно поле h4 · бял кон на бяло поле b3 · бяла дама на бяло поле d3 · бяла пешка на бяло поле a2 · бяла пешка на черно поле b2 · бял топ на бяло поле e2 · бял цар на бяло поле b1 · бял топ на бяло поле h1 | черен топ на бяло поле c8 · черен топ на бяло поле e8 · черен цар на бяло поле g8 · черна пешка на бяло поле b7 · черен офицер на черно поле g7 · черна пешка на бяло поле h7 · черна пешка на бяло поле a6 · черна пешка на черно поле d6 · черна дама на черно поле f6 · черна пешка на бяло поле g6 · черен кон на бяло поле b5 · бяла пешка на бяло поле d5 · бяла пешка на бяло поле c4 · бял офицер на бяло поле e4 · бяла пешка на черно поле h4 · бял кон на бяло поле b3 · бяла дама на бяло поле d3 · бяла пешка на бяло поле a2 · бяла пешка на черно поле b2 · бял топ на бяло поле e2 · бял цар на бяло поле b1 · бял топ на бяло поле h1 | черен топ на бяло поле c8 · черен топ на бяло поле e8 · черен цар на бяло поле g8 · черна пешка на бяло поле b7 · черен офицер на черно поле g7 · черна пешка на бяло поле h7 · черна пешка на бяло поле a6 · черна пешка на черно поле d6 · черна дама на черно поле f6 · черна пешка на бяло поле g6 · черен кон на бяло поле b5 · бяла пешка на бяло поле d5 · бяла пешка на бяло поле c4 · бял офицер на бяло поле e4 · бяла пешка на черно поле h4 · бял кон на бяло поле b3 · бяла дама на бяло поле d3 · бяла пешка на бяло поле a2 · бяла пешка на черно поле b2 · бял топ на бяло поле e2 · бял цар на бяло поле b1 · бял топ на бяло поле h1 | черен топ на бяло поле c8 · черен топ на бяло поле e8 · черен цар на бяло поле g8 · черна пешка на бяло поле b7 · черен офицер на черно поле g7 · черна пешка на бяло поле h7 · черна пешка на бяло поле a6 · черна пешка на черно поле d6 · черна дама на черно поле f6 · черна пешка на бяло поле g6 · черен кон на бяло поле b5 · бяла пешка на бяло поле d5 · бяла пешка на бяло поле c4 · бял офицер на бяло поле e4 · бяла пешка на черно поле h4 · бял кон на бяло поле b3 · бяла дама на бяло поле d3 · бяла пешка на бяло поле a2 · бяла пешка на черно поле b2 · бял топ на бяло поле e2 · бял цар на бяло поле b1 · бял топ на бяло поле h1 | черен топ на бяло поле c8 · черен топ на бяло поле e8 · черен цар на бяло поле g8 · черна пешка на бяло поле b7 · черен офицер на черно поле g7 · черна пешка на бяло поле h7 · черна пешка на бяло поле a6 · черна пешка на черно поле d6 · черна дама на черно поле f6 · черна пешка на бяло поле g6 · черен кон на бяло поле b5 · бяла пешка на бяло поле d5 · бяла пешка на бяло поле c4 · бял офицер на бяло поле e4 · бяла пешка на черно поле h4 · бял кон на бяло поле b3 · бяла дама на бяло поле d3 · бяла пешка на бяло поле a2 · бяла пешка на черно поле b2 · бял топ на бяло поле e2 · бял цар на бяло поле b1 · бял топ на бяло поле h1 | 3 |
| 2 | черен топ на бяло поле c8 · черен топ на бяло поле e8 · черен цар на бяло поле g8 · черна пешка на бяло поле b7 · черен офицер на черно поле g7 · черна пешка на бяло поле h7 · черна пешка на бяло поле a6 · черна пешка на черно поле d6 · черна дама на черно поле f6 · черна пешка на бяло поле g6 · черен кон на бяло поле b5 · бяла пешка на бяло поле d5 · бяла пешка на бяло поле c4 · бял офицер на бяло поле e4 · бяла пешка на черно поле h4 · бял кон на бяло поле b3 · бяла дама на бяло поле d3 · бяла пешка на бяло поле a2 · бяла пешка на черно поле b2 · бял топ на бяло поле e2 · бял цар на бяло поле b1 · бял топ на бяло поле h1 | черен топ на бяло поле c8 · черен топ на бяло поле e8 · черен цар на бяло поле g8 · черна пешка на бяло поле b7 · черен офицер на черно поле g7 · черна пешка на бяло поле h7 · черна пешка на бяло поле a6 · черна пешка на черно поле d6 · черна дама на черно поле f6 · черна пешка на бяло поле g6 · черен кон на бяло поле b5 · бяла пешка на бяло поле d5 · бяла пешка на бяло поле c4 · бял офицер на бяло поле e4 · бяла пешка на черно поле h4 · бял кон на бяло поле b3 · бяла дама на бяло поле d3 · бяла пешка на бяло поле a2 · бяла пешка на черно поле b2 · бял топ на бяло поле e2 · бял цар на бяло поле b1 · бял топ на бяло поле h1 | черен топ на бяло поле c8 · черен топ на бяло поле e8 · черен цар на бяло поле g8 · черна пешка на бяло поле b7 · черен офицер на черно поле g7 · черна пешка на бяло поле h7 · черна пешка на бяло поле a6 · черна пешка на черно поле d6 · черна дама на черно поле f6 · черна пешка на бяло поле g6 · черен кон на бяло поле b5 · бяла пешка на бяло поле d5 · бяла пешка на бяло поле c4 · бял офицер на бяло поле e4 · бяла пешка на черно поле h4 · бял кон на бяло поле b3 · бяла дама на бяло поле d3 · бяла пешка на бяло поле a2 · бяла пешка на черно поле b2 · бял топ на бяло поле e2 · бял цар на бяло поле b1 · бял топ на бяло поле h1 | черен топ на бяло поле c8 · черен топ на бяло поле e8 · черен цар на бяло поле g8 · черна пешка на бяло поле b7 · черен офицер на черно поле g7 · черна пешка на бяло поле h7 · черна пешка на бяло поле a6 · черна пешка на черно поле d6 · черна дама на черно поле f6 · черна пешка на бяло поле g6 · черен кон на бяло поле b5 · бяла пешка на бяло поле d5 · бяла пешка на бяло поле c4 · бял офицер на бяло поле e4 · бяла пешка на черно поле h4 · бял кон на бяло поле b3 · бяла дама на бяло поле d3 · бяла пешка на бяло поле a2 · бяла пешка на черно поле b2 · бял топ на бяло поле e2 · бял цар на бяло поле b1 · бял топ на бяло поле h1 | черен топ на бяло поле c8 · черен топ на бяло поле e8 · черен цар на бяло поле g8 · черна пешка на бяло поле b7 · черен офицер на черно поле g7 · черна пешка на бяло поле h7 · черна пешка на бяло поле a6 · черна пешка на черно поле d6 · черна дама на черно поле f6 · черна пешка на бяло поле g6 · черен кон на бяло поле b5 · бяла пешка на бяло поле d5 · бяла пешка на бяло поле c4 · бял офицер на бяло поле e4 · бяла пешка на черно поле h4 · бял кон на бяло поле b3 · бяла дама на бяло поле d3 · бяла пешка на бяло поле a2 · бяла пешка на черно поле b2 · бял топ на бяло поле e2 · бял цар на бяло поле b1 · бял топ на бяло поле h1 | черен топ на бяло поле c8 · черен топ на бяло поле e8 · черен цар на бяло поле g8 · черна пешка на бяло поле b7 · черен офицер на черно поле g7 · черна пешка на бяло поле h7 · черна пешка на бяло поле a6 · черна пешка на черно поле d6 · черна дама на черно поле f6 · черна пешка на бяло поле g6 · черен кон на бяло поле b5 · бяла пешка на бяло поле d5 · бяла пешка на бяло поле c4 · бял офицер на бяло поле e4 · бяла пешка на черно поле h4 · бял кон на бяло поле b3 · бяла дама на бяло поле d3 · бяла пешка на бяло поле a2 · бяла пешка на черно поле b2 · бял топ на бяло поле e2 · бял цар на бяло поле b1 · бял топ на бяло поле h1 | черен топ на бяло поле c8 · черен топ на бяло поле e8 · черен цар на бяло поле g8 · черна пешка на бяло поле b7 · черен офицер на черно поле g7 · черна пешка на бяло поле h7 · черна пешка на бяло поле a6 · черна пешка на черно поле d6 · черна дама на черно поле f6 · черна пешка на бяло поле g6 · черен кон на бяло поле b5 · бяла пешка на бяло поле d5 · бяла пешка на бяло поле c4 · бял офицер на бяло поле e4 · бяла пешка на черно поле h4 · бял кон на бяло поле b3 · бяла дама на бяло поле d3 · бяла пешка на бяло поле a2 · бяла пешка на черно поле b2 · бял топ на бяло поле e2 · бял цар на бяло поле b1 · бял топ на бяло поле h1 | черен топ на бяло поле c8 · черен топ на бяло поле e8 · черен цар на бяло поле g8 · черна пешка на бяло поле b7 · черен офицер на черно поле g7 · черна пешка на бяло поле h7 · черна пешка на бяло поле a6 · черна пешка на черно поле d6 · черна дама на черно поле f6 · черна пешка на бяло поле g6 · черен кон на бяло поле b5 · бяла пешка на бяло поле d5 · бяла пешка на бяло поле c4 · бял офицер на бяло поле e4 · бяла пешка на черно поле h4 · бял кон на бяло поле b3 · бяла дама на бяло поле d3 · бяла пешка на бяло поле a2 · бяла пешка на черно поле b2 · бял топ на бяло поле e2 · бял цар на бяло поле b1 · бял топ на бяло поле h1 | 2 |
| 1 | черен топ на бяло поле c8 · черен топ на бяло поле e8 · черен цар на бяло поле g8 · черна пешка на бяло поле b7 · черен офицер на черно поле g7 · черна пешка на бяло поле h7 · черна пешка на бяло поле a6 · черна пешка на черно поле d6 · черна дама на черно поле f6 · черна пешка на бяло поле g6 · черен кон на бяло поле b5 · бяла пешка на бяло поле d5 · бяла пешка на бяло поле c4 · бял офицер на бяло поле e4 · бяла пешка на черно поле h4 · бял кон на бяло поле b3 · бяла дама на бяло поле d3 · бяла пешка на бяло поле a2 · бяла пешка на черно поле b2 · бял топ на бяло поле e2 · бял цар на бяло поле b1 · бял топ на бяло поле h1 | черен топ на бяло поле c8 · черен топ на бяло поле e8 · черен цар на бяло поле g8 · черна пешка на бяло поле b7 · черен офицер на черно поле g7 · черна пешка на бяло поле h7 · черна пешка на бяло поле a6 · черна пешка на черно поле d6 · черна дама на черно поле f6 · черна пешка на бяло поле g6 · черен кон на бяло поле b5 · бяла пешка на бяло поле d5 · бяла пешка на бяло поле c4 · бял офицер на бяло поле e4 · бяла пешка на черно поле h4 · бял кон на бяло поле b3 · бяла дама на бяло поле d3 · бяла пешка на бяло поле a2 · бяла пешка на черно поле b2 · бял топ на бяло поле e2 · бял цар на бяло поле b1 · бял топ на бяло поле h1 | черен топ на бяло поле c8 · черен топ на бяло поле e8 · черен цар на бяло поле g8 · черна пешка на бяло поле b7 · черен офицер на черно поле g7 · черна пешка на бяло поле h7 · черна пешка на бяло поле a6 · черна пешка на черно поле d6 · черна дама на черно поле f6 · черна пешка на бяло поле g6 · черен кон на бяло поле b5 · бяла пешка на бяло поле d5 · бяла пешка на бяло поле c4 · бял офицер на бяло поле e4 · бяла пешка на черно поле h4 · бял кон на бяло поле b3 · бяла дама на бяло поле d3 · бяла пешка на бяло поле a2 · бяла пешка на черно поле b2 · бял топ на бяло поле e2 · бял цар на бяло поле b1 · бял топ на бяло поле h1 | черен топ на бяло поле c8 · черен топ на бяло поле e8 · черен цар на бяло поле g8 · черна пешка на бяло поле b7 · черен офицер на черно поле g7 · черна пешка на бяло поле h7 · черна пешка на бяло поле a6 · черна пешка на черно поле d6 · черна дама на черно поле f6 · черна пешка на бяло поле g6 · черен кон на бяло поле b5 · бяла пешка на бяло поле d5 · бяла пешка на бяло поле c4 · бял офицер на бяло поле e4 · бяла пешка на черно поле h4 · бял кон на бяло поле b3 · бяла дама на бяло поле d3 · бяла пешка на бяло поле a2 · бяла пешка на черно поле b2 · бял топ на бяло поле e2 · бял цар на бяло поле b1 · бял топ на бяло поле h1 | черен топ на бяло поле c8 · черен топ на бяло поле e8 · черен цар на бяло поле g8 · черна пешка на бяло поле b7 · черен офицер на черно поле g7 · черна пешка на бяло поле h7 · черна пешка на бяло поле a6 · черна пешка на черно поле d6 · черна дама на черно поле f6 · черна пешка на бяло поле g6 · черен кон на бяло поле b5 · бяла пешка на бяло поле d5 · бяла пешка на бяло поле c4 · бял офицер на бяло поле e4 · бяла пешка на черно поле h4 · бял кон на бяло поле b3 · бяла дама на бяло поле d3 · бяла пешка на бяло поле a2 · бяла пешка на черно поле b2 · бял топ на бяло поле e2 · бял цар на бяло поле b1 · бял топ на бяло поле h1 | черен топ на бяло поле c8 · черен топ на бяло поле e8 · черен цар на бяло поле g8 · черна пешка на бяло поле b7 · черен офицер на черно поле g7 · черна пешка на бяло поле h7 · черна пешка на бяло поле a6 · черна пешка на черно поле d6 · черна дама на черно поле f6 · черна пешка на бяло поле g6 · черен кон на бяло поле b5 · бяла пешка на бяло поле d5 · бяла пешка на бяло поле c4 · бял офицер на бяло поле e4 · бяла пешка на черно поле h4 · бял кон на бяло поле b3 · бяла дама на бяло поле d3 · бяла пешка на бяло поле a2 · бяла пешка на черно поле b2 · бял топ на бяло поле e2 · бял цар на бяло поле b1 · бял топ на бяло поле h1 | черен топ на бяло поле c8 · черен топ на бяло поле e8 · черен цар на бяло поле g8 · черна пешка на бяло поле b7 · черен офицер на черно поле g7 · черна пешка на бяло поле h7 · черна пешка на бяло поле a6 · черна пешка на черно поле d6 · черна дама на черно поле f6 · черна пешка на бяло поле g6 · черен кон на бяло поле b5 · бяла пешка на бяло поле d5 · бяла пешка на бяло поле c4 · бял офицер на бяло поле e4 · бяла пешка на черно поле h4 · бял кон на бяло поле b3 · бяла дама на бяло поле d3 · бяла пешка на бяло поле a2 · бяла пешка на черно поле b2 · бял топ на бяло поле e2 · бял цар на бяло поле b1 · бял топ на бяло поле h1 | черен топ на бяло поле c8 · черен топ на бяло поле e8 · черен цар на бяло поле g8 · черна пешка на бяло поле b7 · черен офицер на черно поле g7 · черна пешка на бяло поле h7 · черна пешка на бяло поле a6 · черна пешка на черно поле d6 · черна дама на черно поле f6 · черна пешка на бяло поле g6 · черен кон на бяло поле b5 · бяла пешка на бяло поле d5 · бяла пешка на бяло поле c4 · бял офицер на бяло поле e4 · бяла пешка на черно поле h4 · бял кон на бяло поле b3 · бяла дама на бяло поле d3 · бяла пешка на бяло поле a2 · бяла пешка на черно поле b2 · бял топ на бяло поле e2 · бял цар на бяло поле b1 · бял топ на бяло поле h1 | 1 |
|   | a | b | c | d | e | f | g | h |   |

## Завличане за печалба на материал
На диаграма 8 черните правят две отделни завличания. Първо се завлича бялата дама на c4, за да може да попадне под двоен удар шах-шех с коня Кb5-а3: 
1...T:c4! 2. Д:c4. 
За да се направи този двоен удар, се премахва единствения защитник на полето a3 чрез жертва на дамата: 
2...Д:b2! +3. T:b2 Кa3+ 4. Цc1. 
Накрая, междинен ход привлича царя на b2: 4...О:b2+. След 5.Ц:b2 К:c4+ 6.Цc3 T:e4 или 5.Цd1 К:c4 черните остават с две пешки повече и трябва да спечелят без много проблеми.
|   | a | b | c | d | e | f | g | h |   |
| 8 | черен цар на бяло поле g8 · черна пешка на черно поле g7 · черна дама на бяло поле c6 · черна пешка на бяло поле e6 · бяла пешка на бяло поле g6 · бяла пешка на черно поле e5 · черен кон на бяло поле f5 · бяла дама на бяло поле h5 · бял топ на бяло поле f3 · бял офицер на черно поле g3 · бял цар на черно поле h2 · черен топ на черно поле c1 | черен цар на бяло поле g8 · черна пешка на черно поле g7 · черна дама на бяло поле c6 · черна пешка на бяло поле e6 · бяла пешка на бяло поле g6 · бяла пешка на черно поле e5 · черен кон на бяло поле f5 · бяла дама на бяло поле h5 · бял топ на бяло поле f3 · бял офицер на черно поле g3 · бял цар на черно поле h2 · черен топ на черно поле c1 | черен цар на бяло поле g8 · черна пешка на черно поле g7 · черна дама на бяло поле c6 · черна пешка на бяло поле e6 · бяла пешка на бяло поле g6 · бяла пешка на черно поле e5 · черен кон на бяло поле f5 · бяла дама на бяло поле h5 · бял топ на бяло поле f3 · бял офицер на черно поле g3 · бял цар на черно поле h2 · черен топ на черно поле c1 | черен цар на бяло поле g8 · черна пешка на черно поле g7 · черна дама на бяло поле c6 · черна пешка на бяло поле e6 · бяла пешка на бяло поле g6 · бяла пешка на черно поле e5 · черен кон на бяло поле f5 · бяла дама на бяло поле h5 · бял топ на бяло поле f3 · бял офицер на черно поле g3 · бял цар на черно поле h2 · черен топ на черно поле c1 | черен цар на бяло поле g8 · черна пешка на черно поле g7 · черна дама на бяло поле c6 · черна пешка на бяло поле e6 · бяла пешка на бяло поле g6 · бяла пешка на черно поле e5 · черен кон на бяло поле f5 · бяла дама на бяло поле h5 · бял топ на бяло поле f3 · бял офицер на черно поле g3 · бял цар на черно поле h2 · черен топ на черно поле c1 | черен цар на бяло поле g8 · черна пешка на черно поле g7 · черна дама на бяло поле c6 · черна пешка на бяло поле e6 · бяла пешка на бяло поле g6 · бяла пешка на черно поле e5 · черен кон на бяло поле f5 · бяла дама на бяло поле h5 · бял топ на бяло поле f3 · бял офицер на черно поле g3 · бял цар на черно поле h2 · черен топ на черно поле c1 | черен цар на бяло поле g8 · черна пешка на черно поле g7 · черна дама на бяло поле c6 · черна пешка на бяло поле e6 · бяла пешка на бяло поле g6 · бяла пешка на черно поле e5 · черен кон на бяло поле f5 · бяла дама на бяло поле h5 · бял топ на бяло поле f3 · бял офицер на черно поле g3 · бял цар на черно поле h2 · черен топ на черно поле c1 | черен цар на бяло поле g8 · черна пешка на черно поле g7 · черна дама на бяло поле c6 · черна пешка на бяло поле e6 · бяла пешка на бяло поле g6 · бяла пешка на черно поле e5 · черен кон на бяло поле f5 · бяла дама на бяло поле h5 · бял топ на бяло поле f3 · бял офицер на черно поле g3 · бял цар на черно поле h2 · черен топ на черно поле c1 | 8 |
| 7 | черен цар на бяло поле g8 · черна пешка на черно поле g7 · черна дама на бяло поле c6 · черна пешка на бяло поле e6 · бяла пешка на бяло поле g6 · бяла пешка на черно поле e5 · черен кон на бяло поле f5 · бяла дама на бяло поле h5 · бял топ на бяло поле f3 · бял офицер на черно поле g3 · бял цар на черно поле h2 · черен топ на черно поле c1 | черен цар на бяло поле g8 · черна пешка на черно поле g7 · черна дама на бяло поле c6 · черна пешка на бяло поле e6 · бяла пешка на бяло поле g6 · бяла пешка на черно поле e5 · черен кон на бяло поле f5 · бяла дама на бяло поле h5 · бял топ на бяло поле f3 · бял офицер на черно поле g3 · бял цар на черно поле h2 · черен топ на черно поле c1 | черен цар на бяло поле g8 · черна пешка на черно поле g7 · черна дама на бяло поле c6 · черна пешка на бяло поле e6 · бяла пешка на бяло поле g6 · бяла пешка на черно поле e5 · черен кон на бяло поле f5 · бяла дама на бяло поле h5 · бял топ на бяло поле f3 · бял офицер на черно поле g3 · бял цар на черно поле h2 · черен топ на черно поле c1 | черен цар на бяло поле g8 · черна пешка на черно поле g7 · черна дама на бяло поле c6 · черна пешка на бяло поле e6 · бяла пешка на бяло поле g6 · бяла пешка на черно поле e5 · черен кон на бяло поле f5 · бяла дама на бяло поле h5 · бял топ на бяло поле f3 · бял офицер на черно поле g3 · бял цар на черно поле h2 · черен топ на черно поле c1 | черен цар на бяло поле g8 · черна пешка на черно поле g7 · черна дама на бяло поле c6 · черна пешка на бяло поле e6 · бяла пешка на бяло поле g6 · бяла пешка на черно поле e5 · черен кон на бяло поле f5 · бяла дама на бяло поле h5 · бял топ на бяло поле f3 · бял офицер на черно поле g3 · бял цар на черно поле h2 · черен топ на черно поле c1 | черен цар на бяло поле g8 · черна пешка на черно поле g7 · черна дама на бяло поле c6 · черна пешка на бяло поле e6 · бяла пешка на бяло поле g6 · бяла пешка на черно поле e5 · черен кон на бяло поле f5 · бяла дама на бяло поле h5 · бял топ на бяло поле f3 · бял офицер на черно поле g3 · бял цар на черно поле h2 · черен топ на черно поле c1 | черен цар на бяло поле g8 · черна пешка на черно поле g7 · черна дама на бяло поле c6 · черна пешка на бяло поле e6 · бяла пешка на бяло поле g6 · бяла пешка на черно поле e5 · черен кон на бяло поле f5 · бяла дама на бяло поле h5 · бял топ на бяло поле f3 · бял офицер на черно поле g3 · бял цар на черно поле h2 · черен топ на черно поле c1 | черен цар на бяло поле g8 · черна пешка на черно поле g7 · черна дама на бяло поле c6 · черна пешка на бяло поле e6 · бяла пешка на бяло поле g6 · бяла пешка на черно поле e5 · черен кон на бяло поле f5 · бяла дама на бяло поле h5 · бял топ на бяло поле f3 · бял офицер на черно поле g3 · бял цар на черно поле h2 · черен топ на черно поле c1 | 7 |
| 6 | черен цар на бяло поле g8 · черна пешка на черно поле g7 · черна дама на бяло поле c6 · черна пешка на бяло поле e6 · бяла пешка на бяло поле g6 · бяла пешка на черно поле e5 · черен кон на бяло поле f5 · бяла дама на бяло поле h5 · бял топ на бяло поле f3 · бял офицер на черно поле g3 · бял цар на черно поле h2 · черен топ на черно поле c1 | черен цар на бяло поле g8 · черна пешка на черно поле g7 · черна дама на бяло поле c6 · черна пешка на бяло поле e6 · бяла пешка на бяло поле g6 · бяла пешка на черно поле e5 · черен кон на бяло поле f5 · бяла дама на бяло поле h5 · бял топ на бяло поле f3 · бял офицер на черно поле g3 · бял цар на черно поле h2 · черен топ на черно поле c1 | черен цар на бяло поле g8 · черна пешка на черно поле g7 · черна дама на бяло поле c6 · черна пешка на бяло поле e6 · бяла пешка на бяло поле g6 · бяла пешка на черно поле e5 · черен кон на бяло поле f5 · бяла дама на бяло поле h5 · бял топ на бяло поле f3 · бял офицер на черно поле g3 · бял цар на черно поле h2 · черен топ на черно поле c1 | черен цар на бяло поле g8 · черна пешка на черно поле g7 · черна дама на бяло поле c6 · черна пешка на бяло поле e6 · бяла пешка на бяло поле g6 · бяла пешка на черно поле e5 · черен кон на бяло поле f5 · бяла дама на бяло поле h5 · бял топ на бяло поле f3 · бял офицер на черно поле g3 · бял цар на черно поле h2 · черен топ на черно поле c1 | черен цар на бяло поле g8 · черна пешка на черно поле g7 · черна дама на бяло поле c6 · черна пешка на бяло поле e6 · бяла пешка на бяло поле g6 · бяла пешка на черно поле e5 · черен кон на бяло поле f5 · бяла дама на бяло поле h5 · бял топ на бяло поле f3 · бял офицер на черно поле g3 · бял цар на черно поле h2 · черен топ на черно поле c1 | черен цар на бяло поле g8 · черна пешка на черно поле g7 · черна дама на бяло поле c6 · черна пешка на бяло поле e6 · бяла пешка на бяло поле g6 · бяла пешка на черно поле e5 · черен кон на бяло поле f5 · бяла дама на бяло поле h5 · бял топ на бяло поле f3 · бял офицер на черно поле g3 · бял цар на черно поле h2 · черен топ на черно поле c1 | черен цар на бяло поле g8 · черна пешка на черно поле g7 · черна дама на бяло поле c6 · черна пешка на бяло поле e6 · бяла пешка на бяло поле g6 · бяла пешка на черно поле e5 · черен кон на бяло поле f5 · бяла дама на бяло поле h5 · бял топ на бяло поле f3 · бял офицер на черно поле g3 · бял цар на черно поле h2 · черен топ на черно поле c1 | черен цар на бяло поле g8 · черна пешка на черно поле g7 · черна дама на бяло поле c6 · черна пешка на бяло поле e6 · бяла пешка на бяло поле g6 · бяла пешка на черно поле e5 · черен кон на бяло поле f5 · бяла дама на бяло поле h5 · бял топ на бяло поле f3 · бял офицер на черно поле g3 · бял цар на черно поле h2 · черен топ на черно поле c1 | 6 |
| 5 | черен цар на бяло поле g8 · черна пешка на черно поле g7 · черна дама на бяло поле c6 · черна пешка на бяло поле e6 · бяла пешка на бяло поле g6 · бяла пешка на черно поле e5 · черен кон на бяло поле f5 · бяла дама на бяло поле h5 · бял топ на бяло поле f3 · бял офицер на черно поле g3 · бял цар на черно поле h2 · черен топ на черно поле c1 | черен цар на бяло поле g8 · черна пешка на черно поле g7 · черна дама на бяло поле c6 · черна пешка на бяло поле e6 · бяла пешка на бяло поле g6 · бяла пешка на черно поле e5 · черен кон на бяло поле f5 · бяла дама на бяло поле h5 · бял топ на бяло поле f3 · бял офицер на черно поле g3 · бял цар на черно поле h2 · черен топ на черно поле c1 | черен цар на бяло поле g8 · черна пешка на черно поле g7 · черна дама на бяло поле c6 · черна пешка на бяло поле e6 · бяла пешка на бяло поле g6 · бяла пешка на черно поле e5 · черен кон на бяло поле f5 · бяла дама на бяло поле h5 · бял топ на бяло поле f3 · бял офицер на черно поле g3 · бял цар на черно поле h2 · черен топ на черно поле c1 | черен цар на бяло поле g8 · черна пешка на черно поле g7 · черна дама на бяло поле c6 · черна пешка на бяло поле e6 · бяла пешка на бяло поле g6 · бяла пешка на черно поле e5 · черен кон на бяло поле f5 · бяла дама на бяло поле h5 · бял топ на бяло поле f3 · бял офицер на черно поле g3 · бял цар на черно поле h2 · черен топ на черно поле c1 | черен цар на бяло поле g8 · черна пешка на черно поле g7 · черна дама на бяло поле c6 · черна пешка на бяло поле e6 · бяла пешка на бяло поле g6 · бяла пешка на черно поле e5 · черен кон на бяло поле f5 · бяла дама на бяло поле h5 · бял топ на бяло поле f3 · бял офицер на черно поле g3 · бял цар на черно поле h2 · черен топ на черно поле c1 | черен цар на бяло поле g8 · черна пешка на черно поле g7 · черна дама на бяло поле c6 · черна пешка на бяло поле e6 · бяла пешка на бяло поле g6 · бяла пешка на черно поле e5 · черен кон на бяло поле f5 · бяла дама на бяло поле h5 · бял топ на бяло поле f3 · бял офицер на черно поле g3 · бял цар на черно поле h2 · черен топ на черно поле c1 | черен цар на бяло поле g8 · черна пешка на черно поле g7 · черна дама на бяло поле c6 · черна пешка на бяло поле e6 · бяла пешка на бяло поле g6 · бяла пешка на черно поле e5 · черен кон на бяло поле f5 · бяла дама на бяло поле h5 · бял топ на бяло поле f3 · бял офицер на черно поле g3 · бял цар на черно поле h2 · черен топ на черно поле c1 | черен цар на бяло поле g8 · черна пешка на черно поле g7 · черна дама на бяло поле c6 · черна пешка на бяло поле e6 · бяла пешка на бяло поле g6 · бяла пешка на черно поле e5 · черен кон на бяло поле f5 · бяла дама на бяло поле h5 · бял топ на бяло поле f3 · бял офицер на черно поле g3 · бял цар на черно поле h2 · черен топ на черно поле c1 | 5 |
| 4 | черен цар на бяло поле g8 · черна пешка на черно поле g7 · черна дама на бяло поле c6 · черна пешка на бяло поле e6 · бяла пешка на бяло поле g6 · бяла пешка на черно поле e5 · черен кон на бяло поле f5 · бяла дама на бяло поле h5 · бял топ на бяло поле f3 · бял офицер на черно поле g3 · бял цар на черно поле h2 · черен топ на черно поле c1 | черен цар на бяло поле g8 · черна пешка на черно поле g7 · черна дама на бяло поле c6 · черна пешка на бяло поле e6 · бяла пешка на бяло поле g6 · бяла пешка на черно поле e5 · черен кон на бяло поле f5 · бяла дама на бяло поле h5 · бял топ на бяло поле f3 · бял офицер на черно поле g3 · бял цар на черно поле h2 · черен топ на черно поле c1 | черен цар на бяло поле g8 · черна пешка на черно поле g7 · черна дама на бяло поле c6 · черна пешка на бяло поле e6 · бяла пешка на бяло поле g6 · бяла пешка на черно поле e5 · черен кон на бяло поле f5 · бяла дама на бяло поле h5 · бял топ на бяло поле f3 · бял офицер на черно поле g3 · бял цар на черно поле h2 · черен топ на черно поле c1 | черен цар на бяло поле g8 · черна пешка на черно поле g7 · черна дама на бяло поле c6 · черна пешка на бяло поле e6 · бяла пешка на бяло поле g6 · бяла пешка на черно поле e5 · черен кон на бяло поле f5 · бяла дама на бяло поле h5 · бял топ на бяло поле f3 · бял офицер на черно поле g3 · бял цар на черно поле h2 · черен топ на черно поле c1 | черен цар на бяло поле g8 · черна пешка на черно поле g7 · черна дама на бяло поле c6 · черна пешка на бяло поле e6 · бяла пешка на бяло поле g6 · бяла пешка на черно поле e5 · черен кон на бяло поле f5 · бяла дама на бяло поле h5 · бял топ на бяло поле f3 · бял офицер на черно поле g3 · бял цар на черно поле h2 · черен топ на черно поле c1 | черен цар на бяло поле g8 · черна пешка на черно поле g7 · черна дама на бяло поле c6 · черна пешка на бяло поле e6 · бяла пешка на бяло поле g6 · бяла пешка на черно поле e5 · черен кон на бяло поле f5 · бяла дама на бяло поле h5 · бял топ на бяло поле f3 · бял офицер на черно поле g3 · бял цар на черно поле h2 · черен топ на черно поле c1 | черен цар на бяло поле g8 · черна пешка на черно поле g7 · черна дама на бяло поле c6 · черна пешка на бяло поле e6 · бяла пешка на бяло поле g6 · бяла пешка на черно поле e5 · черен кон на бяло поле f5 · бяла дама на бяло поле h5 · бял топ на бяло поле f3 · бял офицер на черно поле g3 · бял цар на черно поле h2 · черен топ на черно поле c1 | черен цар на бяло поле g8 · черна пешка на черно поле g7 · черна дама на бяло поле c6 · черна пешка на бяло поле e6 · бяла пешка на бяло поле g6 · бяла пешка на черно поле e5 · черен кон на бяло поле f5 · бяла дама на бяло поле h5 · бял топ на бяло поле f3 · бял офицер на черно поле g3 · бял цар на черно поле h2 · черен топ на черно поле c1 | 4 |
| 3 | черен цар на бяло поле g8 · черна пешка на черно поле g7 · черна дама на бяло поле c6 · черна пешка на бяло поле e6 · бяла пешка на бяло поле g6 · бяла пешка на черно поле e5 · черен кон на бяло поле f5 · бяла дама на бяло поле h5 · бял топ на бяло поле f3 · бял офицер на черно поле g3 · бял цар на черно поле h2 · черен топ на черно поле c1 | черен цар на бяло поле g8 · черна пешка на черно поле g7 · черна дама на бяло поле c6 · черна пешка на бяло поле e6 · бяла пешка на бяло поле g6 · бяла пешка на черно поле e5 · черен кон на бяло поле f5 · бяла дама на бяло поле h5 · бял топ на бяло поле f3 · бял офицер на черно поле g3 · бял цар на черно поле h2 · черен топ на черно поле c1 | черен цар на бяло поле g8 · черна пешка на черно поле g7 · черна дама на бяло поле c6 · черна пешка на бяло поле e6 · бяла пешка на бяло поле g6 · бяла пешка на черно поле e5 · черен кон на бяло поле f5 · бяла дама на бяло поле h5 · бял топ на бяло поле f3 · бял офицер на черно поле g3 · бял цар на черно поле h2 · черен топ на черно поле c1 | черен цар на бяло поле g8 · черна пешка на черно поле g7 · черна дама на бяло поле c6 · черна пешка на бяло поле e6 · бяла пешка на бяло поле g6 · бяла пешка на черно поле e5 · черен кон на бяло поле f5 · бяла дама на бяло поле h5 · бял топ на бяло поле f3 · бял офицер на черно поле g3 · бял цар на черно поле h2 · черен топ на черно поле c1 | черен цар на бяло поле g8 · черна пешка на черно поле g7 · черна дама на бяло поле c6 · черна пешка на бяло поле e6 · бяла пешка на бяло поле g6 · бяла пешка на черно поле e5 · черен кон на бяло поле f5 · бяла дама на бяло поле h5 · бял топ на бяло поле f3 · бял офицер на черно поле g3 · бял цар на черно поле h2 · черен топ на черно поле c1 | черен цар на бяло поле g8 · черна пешка на черно поле g7 · черна дама на бяло поле c6 · черна пешка на бяло поле e6 · бяла пешка на бяло поле g6 · бяла пешка на черно поле e5 · черен кон на бяло поле f5 · бяла дама на бяло поле h5 · бял топ на бяло поле f3 · бял офицер на черно поле g3 · бял цар на черно поле h2 · черен топ на черно поле c1 | черен цар на бяло поле g8 · черна пешка на черно поле g7 · черна дама на бяло поле c6 · черна пешка на бяло поле e6 · бяла пешка на бяло поле g6 · бяла пешка на черно поле e5 · черен кон на бяло поле f5 · бяла дама на бяло поле h5 · бял топ на бяло поле f3 · бял офицер на черно поле g3 · бял цар на черно поле h2 · черен топ на черно поле c1 | черен цар на бяло поле g8 · черна пешка на черно поле g7 · черна дама на бяло поле c6 · черна пешка на бяло поле e6 · бяла пешка на бяло поле g6 · бяла пешка на черно поле e5 · черен кон на бяло поле f5 · бяла дама на бяло поле h5 · бял топ на бяло поле f3 · бял офицер на черно поле g3 · бял цар на черно поле h2 · черен топ на черно поле c1 | 3 |
| 2 | черен цар на бяло поле g8 · черна пешка на черно поле g7 · черна дама на бяло поле c6 · черна пешка на бяло поле e6 · бяла пешка на бяло поле g6 · бяла пешка на черно поле e5 · черен кон на бяло поле f5 · бяла дама на бяло поле h5 · бял топ на бяло поле f3 · бял офицер на черно поле g3 · бял цар на черно поле h2 · черен топ на черно поле c1 | черен цар на бяло поле g8 · черна пешка на черно поле g7 · черна дама на бяло поле c6 · черна пешка на бяло поле e6 · бяла пешка на бяло поле g6 · бяла пешка на черно поле e5 · черен кон на бяло поле f5 · бяла дама на бяло поле h5 · бял топ на бяло поле f3 · бял офицер на черно поле g3 · бял цар на черно поле h2 · черен топ на черно поле c1 | черен цар на бяло поле g8 · черна пешка на черно поле g7 · черна дама на бяло поле c6 · черна пешка на бяло поле e6 · бяла пешка на бяло поле g6 · бяла пешка на черно поле e5 · черен кон на бяло поле f5 · бяла дама на бяло поле h5 · бял топ на бяло поле f3 · бял офицер на черно поле g3 · бял цар на черно поле h2 · черен топ на черно поле c1 | черен цар на бяло поле g8 · черна пешка на черно поле g7 · черна дама на бяло поле c6 · черна пешка на бяло поле e6 · бяла пешка на бяло поле g6 · бяла пешка на черно поле e5 · черен кон на бяло поле f5 · бяла дама на бяло поле h5 · бял топ на бяло поле f3 · бял офицер на черно поле g3 · бял цар на черно поле h2 · черен топ на черно поле c1 | черен цар на бяло поле g8 · черна пешка на черно поле g7 · черна дама на бяло поле c6 · черна пешка на бяло поле e6 · бяла пешка на бяло поле g6 · бяла пешка на черно поле e5 · черен кон на бяло поле f5 · бяла дама на бяло поле h5 · бял топ на бяло поле f3 · бял офицер на черно поле g3 · бял цар на черно поле h2 · черен топ на черно поле c1 | черен цар на бяло поле g8 · черна пешка на черно поле g7 · черна дама на бяло поле c6 · черна пешка на бяло поле e6 · бяла пешка на бяло поле g6 · бяла пешка на черно поле e5 · черен кон на бяло поле f5 · бяла дама на бяло поле h5 · бял топ на бяло поле f3 · бял офицер на черно поле g3 · бял цар на черно поле h2 · черен топ на черно поле c1 | черен цар на бяло поле g8 · черна пешка на черно поле g7 · черна дама на бяло поле c6 · черна пешка на бяло поле e6 · бяла пешка на бяло поле g6 · бяла пешка на черно поле e5 · черен кон на бяло поле f5 · бяла дама на бяло поле h5 · бял топ на бяло поле f3 · бял офицер на черно поле g3 · бял цар на черно поле h2 · черен топ на черно поле c1 | черен цар на бяло поле g8 · черна пешка на черно поле g7 · черна дама на бяло поле c6 · черна пешка на бяло поле e6 · бяла пешка на бяло поле g6 · бяла пешка на черно поле e5 · черен кон на бяло поле f5 · бяла дама на бяло поле h5 · бял топ на бяло поле f3 · бял офицер на черно поле g3 · бял цар на черно поле h2 · черен топ на черно поле c1 | 2 |
| 1 | черен цар на бяло поле g8 · черна пешка на черно поле g7 · черна дама на бяло поле c6 · черна пешка на бяло поле e6 · бяла пешка на бяло поле g6 · бяла пешка на черно поле e5 · черен кон на бяло поле f5 · бяла дама на бяло поле h5 · бял топ на бяло поле f3 · бял офицер на черно поле g3 · бял цар на черно поле h2 · черен топ на черно поле c1 | черен цар на бяло поле g8 · черна пешка на черно поле g7 · черна дама на бяло поле c6 · черна пешка на бяло поле e6 · бяла пешка на бяло поле g6 · бяла пешка на черно поле e5 · черен кон на бяло поле f5 · бяла дама на бяло поле h5 · бял топ на бяло поле f3 · бял офицер на черно поле g3 · бял цар на черно поле h2 · черен топ на черно поле c1 | черен цар на бяло поле g8 · черна пешка на черно поле g7 · черна дама на бяло поле c6 · черна пешка на бяло поле e6 · бяла пешка на бяло поле g6 · бяла пешка на черно поле e5 · черен кон на бяло поле f5 · бяла дама на бяло поле h5 · бял топ на бяло поле f3 · бял офицер на черно поле g3 · бял цар на черно поле h2 · черен топ на черно поле c1 | черен цар на бяло поле g8 · черна пешка на черно поле g7 · черна дама на бяло поле c6 · черна пешка на бяло поле e6 · бяла пешка на бяло поле g6 · бяла пешка на черно поле e5 · черен кон на бяло поле f5 · бяла дама на бяло поле h5 · бял топ на бяло поле f3 · бял офицер на черно поле g3 · бял цар на черно поле h2 · черен топ на черно поле c1 | черен цар на бяло поле g8 · черна пешка на черно поле g7 · черна дама на бяло поле c6 · черна пешка на бяло поле e6 · бяла пешка на бяло поле g6 · бяла пешка на черно поле e5 · черен кон на бяло поле f5 · бяла дама на бяло поле h5 · бял топ на бяло поле f3 · бял офицер на черно поле g3 · бял цар на черно поле h2 · черен топ на черно поле c1 | черен цар на бяло поле g8 · черна пешка на черно поле g7 · черна дама на бяло поле c6 · черна пешка на бяло поле e6 · бяла пешка на бяло поле g6 · бяла пешка на черно поле e5 · черен кон на бяло поле f5 · бяла дама на бяло поле h5 · бял топ на бяло поле f3 · бял офицер на черно поле g3 · бял цар на черно поле h2 · черен топ на черно поле c1 | черен цар на бяло поле g8 · черна пешка на черно поле g7 · черна дама на бяло поле c6 · черна пешка на бяло поле e6 · бяла пешка на бяло поле g6 · бяла пешка на черно поле e5 · черен кон на бяло поле f5 · бяла дама на бяло поле h5 · бял топ на бяло поле f3 · бял офицер на черно поле g3 · бял цар на черно поле h2 · черен топ на черно поле c1 | черен цар на бяло поле g8 · черна пешка на черно поле g7 · черна дама на бяло поле c6 · черна пешка на бяло поле e6 · бяла пешка на бяло поле g6 · бяла пешка на черно поле e5 · черен кон на бяло поле f5 · бяла дама на бяло поле h5 · бял топ на бяло поле f3 · бял офицер на черно поле g3 · бял цар на черно поле h2 · черен топ на черно поле c1 | 1 |
|   | a | b | c | d | e | f | g | h |   |

Примерът на диаграма 9 показва позиция от играта Олег Дементиев – Роман Дзиндзичашвили, URS 1972. Белите току-що са изиграли 61.g6?? (със заплаха 62.Дh7+ Цf8 63.Т:f5+! е:f5 64.Дh8+ Цd7 65.Дd8#) вместо предпазния ход 61.Оf2. Черните обаче завличат белия цар с жертва на топ 61....Th1+!! и белите се предават, тъй като понасят решаващи материални загуби. Най-добре е да приемат жертвата 62.Ц:h1 К:g3+! („вилица“ на коня, белият топ е закован чрез  свръзка от черната дама) 63.Цg1 К:h5 и черните печелят офицер и дама за топ.
|   | a | b | c | d | e | f | g | h |   |
| 8 | черен цар на бяло поле g8 · черна пешка на черно поле g7 · черна пешка на бяло поле h7 · черна дама на черно поле b6 · черна пешка на черно поле a5 · бял кон на черно поле c5 · бяла пешка на черно поле d4 · бяла пешка на бяло поле g2 · бяла пешка на черно поле h2 · бял топ на бяло поле f1 · бял цар на черно поле g1 | черен цар на бяло поле g8 · черна пешка на черно поле g7 · черна пешка на бяло поле h7 · черна дама на черно поле b6 · черна пешка на черно поле a5 · бял кон на черно поле c5 · бяла пешка на черно поле d4 · бяла пешка на бяло поле g2 · бяла пешка на черно поле h2 · бял топ на бяло поле f1 · бял цар на черно поле g1 | черен цар на бяло поле g8 · черна пешка на черно поле g7 · черна пешка на бяло поле h7 · черна дама на черно поле b6 · черна пешка на черно поле a5 · бял кон на черно поле c5 · бяла пешка на черно поле d4 · бяла пешка на бяло поле g2 · бяла пешка на черно поле h2 · бял топ на бяло поле f1 · бял цар на черно поле g1 | черен цар на бяло поле g8 · черна пешка на черно поле g7 · черна пешка на бяло поле h7 · черна дама на черно поле b6 · черна пешка на черно поле a5 · бял кон на черно поле c5 · бяла пешка на черно поле d4 · бяла пешка на бяло поле g2 · бяла пешка на черно поле h2 · бял топ на бяло поле f1 · бял цар на черно поле g1 | черен цар на бяло поле g8 · черна пешка на черно поле g7 · черна пешка на бяло поле h7 · черна дама на черно поле b6 · черна пешка на черно поле a5 · бял кон на черно поле c5 · бяла пешка на черно поле d4 · бяла пешка на бяло поле g2 · бяла пешка на черно поле h2 · бял топ на бяло поле f1 · бял цар на черно поле g1 | черен цар на бяло поле g8 · черна пешка на черно поле g7 · черна пешка на бяло поле h7 · черна дама на черно поле b6 · черна пешка на черно поле a5 · бял кон на черно поле c5 · бяла пешка на черно поле d4 · бяла пешка на бяло поле g2 · бяла пешка на черно поле h2 · бял топ на бяло поле f1 · бял цар на черно поле g1 | черен цар на бяло поле g8 · черна пешка на черно поле g7 · черна пешка на бяло поле h7 · черна дама на черно поле b6 · черна пешка на черно поле a5 · бял кон на черно поле c5 · бяла пешка на черно поле d4 · бяла пешка на бяло поле g2 · бяла пешка на черно поле h2 · бял топ на бяло поле f1 · бял цар на черно поле g1 | черен цар на бяло поле g8 · черна пешка на черно поле g7 · черна пешка на бяло поле h7 · черна дама на черно поле b6 · черна пешка на черно поле a5 · бял кон на черно поле c5 · бяла пешка на черно поле d4 · бяла пешка на бяло поле g2 · бяла пешка на черно поле h2 · бял топ на бяло поле f1 · бял цар на черно поле g1 | 8 |
| 7 | черен цар на бяло поле g8 · черна пешка на черно поле g7 · черна пешка на бяло поле h7 · черна дама на черно поле b6 · черна пешка на черно поле a5 · бял кон на черно поле c5 · бяла пешка на черно поле d4 · бяла пешка на бяло поле g2 · бяла пешка на черно поле h2 · бял топ на бяло поле f1 · бял цар на черно поле g1 | черен цар на бяло поле g8 · черна пешка на черно поле g7 · черна пешка на бяло поле h7 · черна дама на черно поле b6 · черна пешка на черно поле a5 · бял кон на черно поле c5 · бяла пешка на черно поле d4 · бяла пешка на бяло поле g2 · бяла пешка на черно поле h2 · бял топ на бяло поле f1 · бял цар на черно поле g1 | черен цар на бяло поле g8 · черна пешка на черно поле g7 · черна пешка на бяло поле h7 · черна дама на черно поле b6 · черна пешка на черно поле a5 · бял кон на черно поле c5 · бяла пешка на черно поле d4 · бяла пешка на бяло поле g2 · бяла пешка на черно поле h2 · бял топ на бяло поле f1 · бял цар на черно поле g1 | черен цар на бяло поле g8 · черна пешка на черно поле g7 · черна пешка на бяло поле h7 · черна дама на черно поле b6 · черна пешка на черно поле a5 · бял кон на черно поле c5 · бяла пешка на черно поле d4 · бяла пешка на бяло поле g2 · бяла пешка на черно поле h2 · бял топ на бяло поле f1 · бял цар на черно поле g1 | черен цар на бяло поле g8 · черна пешка на черно поле g7 · черна пешка на бяло поле h7 · черна дама на черно поле b6 · черна пешка на черно поле a5 · бял кон на черно поле c5 · бяла пешка на черно поле d4 · бяла пешка на бяло поле g2 · бяла пешка на черно поле h2 · бял топ на бяло поле f1 · бял цар на черно поле g1 | черен цар на бяло поле g8 · черна пешка на черно поле g7 · черна пешка на бяло поле h7 · черна дама на черно поле b6 · черна пешка на черно поле a5 · бял кон на черно поле c5 · бяла пешка на черно поле d4 · бяла пешка на бяло поле g2 · бяла пешка на черно поле h2 · бял топ на бяло поле f1 · бял цар на черно поле g1 | черен цар на бяло поле g8 · черна пешка на черно поле g7 · черна пешка на бяло поле h7 · черна дама на черно поле b6 · черна пешка на черно поле a5 · бял кон на черно поле c5 · бяла пешка на черно поле d4 · бяла пешка на бяло поле g2 · бяла пешка на черно поле h2 · бял топ на бяло поле f1 · бял цар на черно поле g1 | черен цар на бяло поле g8 · черна пешка на черно поле g7 · черна пешка на бяло поле h7 · черна дама на черно поле b6 · черна пешка на черно поле a5 · бял кон на черно поле c5 · бяла пешка на черно поле d4 · бяла пешка на бяло поле g2 · бяла пешка на черно поле h2 · бял топ на бяло поле f1 · бял цар на черно поле g1 | 7 |
| 6 | черен цар на бяло поле g8 · черна пешка на черно поле g7 · черна пешка на бяло поле h7 · черна дама на черно поле b6 · черна пешка на черно поле a5 · бял кон на черно поле c5 · бяла пешка на черно поле d4 · бяла пешка на бяло поле g2 · бяла пешка на черно поле h2 · бял топ на бяло поле f1 · бял цар на черно поле g1 | черен цар на бяло поле g8 · черна пешка на черно поле g7 · черна пешка на бяло поле h7 · черна дама на черно поле b6 · черна пешка на черно поле a5 · бял кон на черно поле c5 · бяла пешка на черно поле d4 · бяла пешка на бяло поле g2 · бяла пешка на черно поле h2 · бял топ на бяло поле f1 · бял цар на черно поле g1 | черен цар на бяло поле g8 · черна пешка на черно поле g7 · черна пешка на бяло поле h7 · черна дама на черно поле b6 · черна пешка на черно поле a5 · бял кон на черно поле c5 · бяла пешка на черно поле d4 · бяла пешка на бяло поле g2 · бяла пешка на черно поле h2 · бял топ на бяло поле f1 · бял цар на черно поле g1 | черен цар на бяло поле g8 · черна пешка на черно поле g7 · черна пешка на бяло поле h7 · черна дама на черно поле b6 · черна пешка на черно поле a5 · бял кон на черно поле c5 · бяла пешка на черно поле d4 · бяла пешка на бяло поле g2 · бяла пешка на черно поле h2 · бял топ на бяло поле f1 · бял цар на черно поле g1 | черен цар на бяло поле g8 · черна пешка на черно поле g7 · черна пешка на бяло поле h7 · черна дама на черно поле b6 · черна пешка на черно поле a5 · бял кон на черно поле c5 · бяла пешка на черно поле d4 · бяла пешка на бяло поле g2 · бяла пешка на черно поле h2 · бял топ на бяло поле f1 · бял цар на черно поле g1 | черен цар на бяло поле g8 · черна пешка на черно поле g7 · черна пешка на бяло поле h7 · черна дама на черно поле b6 · черна пешка на черно поле a5 · бял кон на черно поле c5 · бяла пешка на черно поле d4 · бяла пешка на бяло поле g2 · бяла пешка на черно поле h2 · бял топ на бяло поле f1 · бял цар на черно поле g1 | черен цар на бяло поле g8 · черна пешка на черно поле g7 · черна пешка на бяло поле h7 · черна дама на черно поле b6 · черна пешка на черно поле a5 · бял кон на черно поле c5 · бяла пешка на черно поле d4 · бяла пешка на бяло поле g2 · бяла пешка на черно поле h2 · бял топ на бяло поле f1 · бял цар на черно поле g1 | черен цар на бяло поле g8 · черна пешка на черно поле g7 · черна пешка на бяло поле h7 · черна дама на черно поле b6 · черна пешка на черно поле a5 · бял кон на черно поле c5 · бяла пешка на черно поле d4 · бяла пешка на бяло поле g2 · бяла пешка на черно поле h2 · бял топ на бяло поле f1 · бял цар на черно поле g1 | 6 |
| 5 | черен цар на бяло поле g8 · черна пешка на черно поле g7 · черна пешка на бяло поле h7 · черна дама на черно поле b6 · черна пешка на черно поле a5 · бял кон на черно поле c5 · бяла пешка на черно поле d4 · бяла пешка на бяло поле g2 · бяла пешка на черно поле h2 · бял топ на бяло поле f1 · бял цар на черно поле g1 | черен цар на бяло поле g8 · черна пешка на черно поле g7 · черна пешка на бяло поле h7 · черна дама на черно поле b6 · черна пешка на черно поле a5 · бял кон на черно поле c5 · бяла пешка на черно поле d4 · бяла пешка на бяло поле g2 · бяла пешка на черно поле h2 · бял топ на бяло поле f1 · бял цар на черно поле g1 | черен цар на бяло поле g8 · черна пешка на черно поле g7 · черна пешка на бяло поле h7 · черна дама на черно поле b6 · черна пешка на черно поле a5 · бял кон на черно поле c5 · бяла пешка на черно поле d4 · бяла пешка на бяло поле g2 · бяла пешка на черно поле h2 · бял топ на бяло поле f1 · бял цар на черно поле g1 | черен цар на бяло поле g8 · черна пешка на черно поле g7 · черна пешка на бяло поле h7 · черна дама на черно поле b6 · черна пешка на черно поле a5 · бял кон на черно поле c5 · бяла пешка на черно поле d4 · бяла пешка на бяло поле g2 · бяла пешка на черно поле h2 · бял топ на бяло поле f1 · бял цар на черно поле g1 | черен цар на бяло поле g8 · черна пешка на черно поле g7 · черна пешка на бяло поле h7 · черна дама на черно поле b6 · черна пешка на черно поле a5 · бял кон на черно поле c5 · бяла пешка на черно поле d4 · бяла пешка на бяло поле g2 · бяла пешка на черно поле h2 · бял топ на бяло поле f1 · бял цар на черно поле g1 | черен цар на бяло поле g8 · черна пешка на черно поле g7 · черна пешка на бяло поле h7 · черна дама на черно поле b6 · черна пешка на черно поле a5 · бял кон на черно поле c5 · бяла пешка на черно поле d4 · бяла пешка на бяло поле g2 · бяла пешка на черно поле h2 · бял топ на бяло поле f1 · бял цар на черно поле g1 | черен цар на бяло поле g8 · черна пешка на черно поле g7 · черна пешка на бяло поле h7 · черна дама на черно поле b6 · черна пешка на черно поле a5 · бял кон на черно поле c5 · бяла пешка на черно поле d4 · бяла пешка на бяло поле g2 · бяла пешка на черно поле h2 · бял топ на бяло поле f1 · бял цар на черно поле g1 | черен цар на бяло поле g8 · черна пешка на черно поле g7 · черна пешка на бяло поле h7 · черна дама на черно поле b6 · черна пешка на черно поле a5 · бял кон на черно поле c5 · бяла пешка на черно поле d4 · бяла пешка на бяло поле g2 · бяла пешка на черно поле h2 · бял топ на бяло поле f1 · бял цар на черно поле g1 | 5 |
| 4 | черен цар на бяло поле g8 · черна пешка на черно поле g7 · черна пешка на бяло поле h7 · черна дама на черно поле b6 · черна пешка на черно поле a5 · бял кон на черно поле c5 · бяла пешка на черно поле d4 · бяла пешка на бяло поле g2 · бяла пешка на черно поле h2 · бял топ на бяло поле f1 · бял цар на черно поле g1 | черен цар на бяло поле g8 · черна пешка на черно поле g7 · черна пешка на бяло поле h7 · черна дама на черно поле b6 · черна пешка на черно поле a5 · бял кон на черно поле c5 · бяла пешка на черно поле d4 · бяла пешка на бяло поле g2 · бяла пешка на черно поле h2 · бял топ на бяло поле f1 · бял цар на черно поле g1 | черен цар на бяло поле g8 · черна пешка на черно поле g7 · черна пешка на бяло поле h7 · черна дама на черно поле b6 · черна пешка на черно поле a5 · бял кон на черно поле c5 · бяла пешка на черно поле d4 · бяла пешка на бяло поле g2 · бяла пешка на черно поле h2 · бял топ на бяло поле f1 · бял цар на черно поле g1 | черен цар на бяло поле g8 · черна пешка на черно поле g7 · черна пешка на бяло поле h7 · черна дама на черно поле b6 · черна пешка на черно поле a5 · бял кон на черно поле c5 · бяла пешка на черно поле d4 · бяла пешка на бяло поле g2 · бяла пешка на черно поле h2 · бял топ на бяло поле f1 · бял цар на черно поле g1 | черен цар на бяло поле g8 · черна пешка на черно поле g7 · черна пешка на бяло поле h7 · черна дама на черно поле b6 · черна пешка на черно поле a5 · бял кон на черно поле c5 · бяла пешка на черно поле d4 · бяла пешка на бяло поле g2 · бяла пешка на черно поле h2 · бял топ на бяло поле f1 · бял цар на черно поле g1 | черен цар на бяло поле g8 · черна пешка на черно поле g7 · черна пешка на бяло поле h7 · черна дама на черно поле b6 · черна пешка на черно поле a5 · бял кон на черно поле c5 · бяла пешка на черно поле d4 · бяла пешка на бяло поле g2 · бяла пешка на черно поле h2 · бял топ на бяло поле f1 · бял цар на черно поле g1 | черен цар на бяло поле g8 · черна пешка на черно поле g7 · черна пешка на бяло поле h7 · черна дама на черно поле b6 · черна пешка на черно поле a5 · бял кон на черно поле c5 · бяла пешка на черно поле d4 · бяла пешка на бяло поле g2 · бяла пешка на черно поле h2 · бял топ на бяло поле f1 · бял цар на черно поле g1 | черен цар на бяло поле g8 · черна пешка на черно поле g7 · черна пешка на бяло поле h7 · черна дама на черно поле b6 · черна пешка на черно поле a5 · бял кон на черно поле c5 · бяла пешка на черно поле d4 · бяла пешка на бяло поле g2 · бяла пешка на черно поле h2 · бял топ на бяло поле f1 · бял цар на черно поле g1 | 4 |
| 3 | черен цар на бяло поле g8 · черна пешка на черно поле g7 · черна пешка на бяло поле h7 · черна дама на черно поле b6 · черна пешка на черно поле a5 · бял кон на черно поле c5 · бяла пешка на черно поле d4 · бяла пешка на бяло поле g2 · бяла пешка на черно поле h2 · бял топ на бяло поле f1 · бял цар на черно поле g1 | черен цар на бяло поле g8 · черна пешка на черно поле g7 · черна пешка на бяло поле h7 · черна дама на черно поле b6 · черна пешка на черно поле a5 · бял кон на черно поле c5 · бяла пешка на черно поле d4 · бяла пешка на бяло поле g2 · бяла пешка на черно поле h2 · бял топ на бяло поле f1 · бял цар на черно поле g1 | черен цар на бяло поле g8 · черна пешка на черно поле g7 · черна пешка на бяло поле h7 · черна дама на черно поле b6 · черна пешка на черно поле a5 · бял кон на черно поле c5 · бяла пешка на черно поле d4 · бяла пешка на бяло поле g2 · бяла пешка на черно поле h2 · бял топ на бяло поле f1 · бял цар на черно поле g1 | черен цар на бяло поле g8 · черна пешка на черно поле g7 · черна пешка на бяло поле h7 · черна дама на черно поле b6 · черна пешка на черно поле a5 · бял кон на черно поле c5 · бяла пешка на черно поле d4 · бяла пешка на бяло поле g2 · бяла пешка на черно поле h2 · бял топ на бяло поле f1 · бял цар на черно поле g1 | черен цар на бяло поле g8 · черна пешка на черно поле g7 · черна пешка на бяло поле h7 · черна дама на черно поле b6 · черна пешка на черно поле a5 · бял кон на черно поле c5 · бяла пешка на черно поле d4 · бяла пешка на бяло поле g2 · бяла пешка на черно поле h2 · бял топ на бяло поле f1 · бял цар на черно поле g1 | черен цар на бяло поле g8 · черна пешка на черно поле g7 · черна пешка на бяло поле h7 · черна дама на черно поле b6 · черна пешка на черно поле a5 · бял кон на черно поле c5 · бяла пешка на черно поле d4 · бяла пешка на бяло поле g2 · бяла пешка на черно поле h2 · бял топ на бяло поле f1 · бял цар на черно поле g1 | черен цар на бяло поле g8 · черна пешка на черно поле g7 · черна пешка на бяло поле h7 · черна дама на черно поле b6 · черна пешка на черно поле a5 · бял кон на черно поле c5 · бяла пешка на черно поле d4 · бяла пешка на бяло поле g2 · бяла пешка на черно поле h2 · бял топ на бяло поле f1 · бял цар на черно поле g1 | черен цар на бяло поле g8 · черна пешка на черно поле g7 · черна пешка на бяло поле h7 · черна дама на черно поле b6 · черна пешка на черно поле a5 · бял кон на черно поле c5 · бяла пешка на черно поле d4 · бяла пешка на бяло поле g2 · бяла пешка на черно поле h2 · бял топ на бяло поле f1 · бял цар на черно поле g1 | 3 |
| 2 | черен цар на бяло поле g8 · черна пешка на черно поле g7 · черна пешка на бяло поле h7 · черна дама на черно поле b6 · черна пешка на черно поле a5 · бял кон на черно поле c5 · бяла пешка на черно поле d4 · бяла пешка на бяло поле g2 · бяла пешка на черно поле h2 · бял топ на бяло поле f1 · бял цар на черно поле g1 | черен цар на бяло поле g8 · черна пешка на черно поле g7 · черна пешка на бяло поле h7 · черна дама на черно поле b6 · черна пешка на черно поле a5 · бял кон на черно поле c5 · бяла пешка на черно поле d4 · бяла пешка на бяло поле g2 · бяла пешка на черно поле h2 · бял топ на бяло поле f1 · бял цар на черно поле g1 | черен цар на бяло поле g8 · черна пешка на черно поле g7 · черна пешка на бяло поле h7 · черна дама на черно поле b6 · черна пешка на черно поле a5 · бял кон на черно поле c5 · бяла пешка на черно поле d4 · бяла пешка на бяло поле g2 · бяла пешка на черно поле h2 · бял топ на бяло поле f1 · бял цар на черно поле g1 | черен цар на бяло поле g8 · черна пешка на черно поле g7 · черна пешка на бяло поле h7 · черна дама на черно поле b6 · черна пешка на черно поле a5 · бял кон на черно поле c5 · бяла пешка на черно поле d4 · бяла пешка на бяло поле g2 · бяла пешка на черно поле h2 · бял топ на бяло поле f1 · бял цар на черно поле g1 | черен цар на бяло поле g8 · черна пешка на черно поле g7 · черна пешка на бяло поле h7 · черна дама на черно поле b6 · черна пешка на черно поле a5 · бял кон на черно поле c5 · бяла пешка на черно поле d4 · бяла пешка на бяло поле g2 · бяла пешка на черно поле h2 · бял топ на бяло поле f1 · бял цар на черно поле g1 | черен цар на бяло поле g8 · черна пешка на черно поле g7 · черна пешка на бяло поле h7 · черна дама на черно поле b6 · черна пешка на черно поле a5 · бял кон на черно поле c5 · бяла пешка на черно поле d4 · бяла пешка на бяло поле g2 · бяла пешка на черно поле h2 · бял топ на бяло поле f1 · бял цар на черно поле g1 | черен цар на бяло поле g8 · черна пешка на черно поле g7 · черна пешка на бяло поле h7 · черна дама на черно поле b6 · черна пешка на черно поле a5 · бял кон на черно поле c5 · бяла пешка на черно поле d4 · бяла пешка на бяло поле g2 · бяла пешка на черно поле h2 · бял топ на бяло поле f1 · бял цар на черно поле g1 | черен цар на бяло поле g8 · черна пешка на черно поле g7 · черна пешка на бяло поле h7 · черна дама на черно поле b6 · черна пешка на черно поле a5 · бял кон на черно поле c5 · бяла пешка на черно поле d4 · бяла пешка на бяло поле g2 · бяла пешка на черно поле h2 · бял топ на бяло поле f1 · бял цар на черно поле g1 | 2 |
| 1 | черен цар на бяло поле g8 · черна пешка на черно поле g7 · черна пешка на бяло поле h7 · черна дама на черно поле b6 · черна пешка на черно поле a5 · бял кон на черно поле c5 · бяла пешка на черно поле d4 · бяла пешка на бяло поле g2 · бяла пешка на черно поле h2 · бял топ на бяло поле f1 · бял цар на черно поле g1 | черен цар на бяло поле g8 · черна пешка на черно поле g7 · черна пешка на бяло поле h7 · черна дама на черно поле b6 · черна пешка на черно поле a5 · бял кон на черно поле c5 · бяла пешка на черно поле d4 · бяла пешка на бяло поле g2 · бяла пешка на черно поле h2 · бял топ на бяло поле f1 · бял цар на черно поле g1 | черен цар на бяло поле g8 · черна пешка на черно поле g7 · черна пешка на бяло поле h7 · черна дама на черно поле b6 · черна пешка на черно поле a5 · бял кон на черно поле c5 · бяла пешка на черно поле d4 · бяла пешка на бяло поле g2 · бяла пешка на черно поле h2 · бял топ на бяло поле f1 · бял цар на черно поле g1 | черен цар на бяло поле g8 · черна пешка на черно поле g7 · черна пешка на бяло поле h7 · черна дама на черно поле b6 · черна пешка на черно поле a5 · бял кон на черно поле c5 · бяла пешка на черно поле d4 · бяла пешка на бяло поле g2 · бяла пешка на черно поле h2 · бял топ на бяло поле f1 · бял цар на черно поле g1 | черен цар на бяло поле g8 · черна пешка на черно поле g7 · черна пешка на бяло поле h7 · черна дама на черно поле b6 · черна пешка на черно поле a5 · бял кон на черно поле c5 · бяла пешка на черно поле d4 · бяла пешка на бяло поле g2 · бяла пешка на черно поле h2 · бял топ на бяло поле f1 · бял цар на черно поле g1 | черен цар на бяло поле g8 · черна пешка на черно поле g7 · черна пешка на бяло поле h7 · черна дама на черно поле b6 · черна пешка на черно поле a5 · бял кон на черно поле c5 · бяла пешка на черно поле d4 · бяла пешка на бяло поле g2 · бяла пешка на черно поле h2 · бял топ на бяло поле f1 · бял цар на черно поле g1 | черен цар на бяло поле g8 · черна пешка на черно поле g7 · черна пешка на бяло поле h7 · черна дама на черно поле b6 · черна пешка на черно поле a5 · бял кон на черно поле c5 · бяла пешка на черно поле d4 · бяла пешка на бяло поле g2 · бяла пешка на черно поле h2 · бял топ на бяло поле f1 · бял цар на черно поле g1 | черен цар на бяло поле g8 · черна пешка на черно поле g7 · черна пешка на бяло поле h7 · черна дама на черно поле b6 · черна пешка на черно поле a5 · бял кон на черно поле c5 · бяла пешка на черно поле d4 · бяла пешка на бяло поле g2 · бяла пешка на черно поле h2 · бял топ на бяло поле f1 · бял цар на черно поле g1 | 1 |
|   | a | b | c | d | e | f | g | h |   |

В позицията на диаграма 10, след ходовете 
1.Тf8+! Ц:f8 (принудителен ход) 
2.Кd7+! Цe7 
3.К:b6, 
белите печелят дамата и играта. 
Подобна, но по-сложна позиция е описана от Хучек. 
|   | a | b | c | d | e | f | g | h |   |
| 8 | бял цар на бяло поле e8 · бял офицер на черно поле a5 · черен цар на черно поле e5 · бяла пешка на бяло поле c4 · черна дама на черно поле d4 · бяла пешка на бяло поле f3 · бял кон на черно поле g3 · бяла пешка на черно поле f2 | бял цар на бяло поле e8 · бял офицер на черно поле a5 · черен цар на черно поле e5 · бяла пешка на бяло поле c4 · черна дама на черно поле d4 · бяла пешка на бяло поле f3 · бял кон на черно поле g3 · бяла пешка на черно поле f2 | бял цар на бяло поле e8 · бял офицер на черно поле a5 · черен цар на черно поле e5 · бяла пешка на бяло поле c4 · черна дама на черно поле d4 · бяла пешка на бяло поле f3 · бял кон на черно поле g3 · бяла пешка на черно поле f2 | бял цар на бяло поле e8 · бял офицер на черно поле a5 · черен цар на черно поле e5 · бяла пешка на бяло поле c4 · черна дама на черно поле d4 · бяла пешка на бяло поле f3 · бял кон на черно поле g3 · бяла пешка на черно поле f2 | бял цар на бяло поле e8 · бял офицер на черно поле a5 · черен цар на черно поле e5 · бяла пешка на бяло поле c4 · черна дама на черно поле d4 · бяла пешка на бяло поле f3 · бял кон на черно поле g3 · бяла пешка на черно поле f2 | бял цар на бяло поле e8 · бял офицер на черно поле a5 · черен цар на черно поле e5 · бяла пешка на бяло поле c4 · черна дама на черно поле d4 · бяла пешка на бяло поле f3 · бял кон на черно поле g3 · бяла пешка на черно поле f2 | бял цар на бяло поле e8 · бял офицер на черно поле a5 · черен цар на черно поле e5 · бяла пешка на бяло поле c4 · черна дама на черно поле d4 · бяла пешка на бяло поле f3 · бял кон на черно поле g3 · бяла пешка на черно поле f2 | бял цар на бяло поле e8 · бял офицер на черно поле a5 · черен цар на черно поле e5 · бяла пешка на бяло поле c4 · черна дама на черно поле d4 · бяла пешка на бяло поле f3 · бял кон на черно поле g3 · бяла пешка на черно поле f2 | 8 |
| 7 | бял цар на бяло поле e8 · бял офицер на черно поле a5 · черен цар на черно поле e5 · бяла пешка на бяло поле c4 · черна дама на черно поле d4 · бяла пешка на бяло поле f3 · бял кон на черно поле g3 · бяла пешка на черно поле f2 | бял цар на бяло поле e8 · бял офицер на черно поле a5 · черен цар на черно поле e5 · бяла пешка на бяло поле c4 · черна дама на черно поле d4 · бяла пешка на бяло поле f3 · бял кон на черно поле g3 · бяла пешка на черно поле f2 | бял цар на бяло поле e8 · бял офицер на черно поле a5 · черен цар на черно поле e5 · бяла пешка на бяло поле c4 · черна дама на черно поле d4 · бяла пешка на бяло поле f3 · бял кон на черно поле g3 · бяла пешка на черно поле f2 | бял цар на бяло поле e8 · бял офицер на черно поле a5 · черен цар на черно поле e5 · бяла пешка на бяло поле c4 · черна дама на черно поле d4 · бяла пешка на бяло поле f3 · бял кон на черно поле g3 · бяла пешка на черно поле f2 | бял цар на бяло поле e8 · бял офицер на черно поле a5 · черен цар на черно поле e5 · бяла пешка на бяло поле c4 · черна дама на черно поле d4 · бяла пешка на бяло поле f3 · бял кон на черно поле g3 · бяла пешка на черно поле f2 | бял цар на бяло поле e8 · бял офицер на черно поле a5 · черен цар на черно поле e5 · бяла пешка на бяло поле c4 · черна дама на черно поле d4 · бяла пешка на бяло поле f3 · бял кон на черно поле g3 · бяла пешка на черно поле f2 | бял цар на бяло поле e8 · бял офицер на черно поле a5 · черен цар на черно поле e5 · бяла пешка на бяло поле c4 · черна дама на черно поле d4 · бяла пешка на бяло поле f3 · бял кон на черно поле g3 · бяла пешка на черно поле f2 | бял цар на бяло поле e8 · бял офицер на черно поле a5 · черен цар на черно поле e5 · бяла пешка на бяло поле c4 · черна дама на черно поле d4 · бяла пешка на бяло поле f3 · бял кон на черно поле g3 · бяла пешка на черно поле f2 | 7 |
| 6 | бял цар на бяло поле e8 · бял офицер на черно поле a5 · черен цар на черно поле e5 · бяла пешка на бяло поле c4 · черна дама на черно поле d4 · бяла пешка на бяло поле f3 · бял кон на черно поле g3 · бяла пешка на черно поле f2 | бял цар на бяло поле e8 · бял офицер на черно поле a5 · черен цар на черно поле e5 · бяла пешка на бяло поле c4 · черна дама на черно поле d4 · бяла пешка на бяло поле f3 · бял кон на черно поле g3 · бяла пешка на черно поле f2 | бял цар на бяло поле e8 · бял офицер на черно поле a5 · черен цар на черно поле e5 · бяла пешка на бяло поле c4 · черна дама на черно поле d4 · бяла пешка на бяло поле f3 · бял кон на черно поле g3 · бяла пешка на черно поле f2 | бял цар на бяло поле e8 · бял офицер на черно поле a5 · черен цар на черно поле e5 · бяла пешка на бяло поле c4 · черна дама на черно поле d4 · бяла пешка на бяло поле f3 · бял кон на черно поле g3 · бяла пешка на черно поле f2 | бял цар на бяло поле e8 · бял офицер на черно поле a5 · черен цар на черно поле e5 · бяла пешка на бяло поле c4 · черна дама на черно поле d4 · бяла пешка на бяло поле f3 · бял кон на черно поле g3 · бяла пешка на черно поле f2 | бял цар на бяло поле e8 · бял офицер на черно поле a5 · черен цар на черно поле e5 · бяла пешка на бяло поле c4 · черна дама на черно поле d4 · бяла пешка на бяло поле f3 · бял кон на черно поле g3 · бяла пешка на черно поле f2 | бял цар на бяло поле e8 · бял офицер на черно поле a5 · черен цар на черно поле e5 · бяла пешка на бяло поле c4 · черна дама на черно поле d4 · бяла пешка на бяло поле f3 · бял кон на черно поле g3 · бяла пешка на черно поле f2 | бял цар на бяло поле e8 · бял офицер на черно поле a5 · черен цар на черно поле e5 · бяла пешка на бяло поле c4 · черна дама на черно поле d4 · бяла пешка на бяло поле f3 · бял кон на черно поле g3 · бяла пешка на черно поле f2 | 6 |
| 5 | бял цар на бяло поле e8 · бял офицер на черно поле a5 · черен цар на черно поле e5 · бяла пешка на бяло поле c4 · черна дама на черно поле d4 · бяла пешка на бяло поле f3 · бял кон на черно поле g3 · бяла пешка на черно поле f2 | бял цар на бяло поле e8 · бял офицер на черно поле a5 · черен цар на черно поле e5 · бяла пешка на бяло поле c4 · черна дама на черно поле d4 · бяла пешка на бяло поле f3 · бял кон на черно поле g3 · бяла пешка на черно поле f2 | бял цар на бяло поле e8 · бял офицер на черно поле a5 · черен цар на черно поле e5 · бяла пешка на бяло поле c4 · черна дама на черно поле d4 · бяла пешка на бяло поле f3 · бял кон на черно поле g3 · бяла пешка на черно поле f2 | бял цар на бяло поле e8 · бял офицер на черно поле a5 · черен цар на черно поле e5 · бяла пешка на бяло поле c4 · черна дама на черно поле d4 · бяла пешка на бяло поле f3 · бял кон на черно поле g3 · бяла пешка на черно поле f2 | бял цар на бяло поле e8 · бял офицер на черно поле a5 · черен цар на черно поле e5 · бяла пешка на бяло поле c4 · черна дама на черно поле d4 · бяла пешка на бяло поле f3 · бял кон на черно поле g3 · бяла пешка на черно поле f2 | бял цар на бяло поле e8 · бял офицер на черно поле a5 · черен цар на черно поле e5 · бяла пешка на бяло поле c4 · черна дама на черно поле d4 · бяла пешка на бяло поле f3 · бял кон на черно поле g3 · бяла пешка на черно поле f2 | бял цар на бяло поле e8 · бял офицер на черно поле a5 · черен цар на черно поле e5 · бяла пешка на бяло поле c4 · черна дама на черно поле d4 · бяла пешка на бяло поле f3 · бял кон на черно поле g3 · бяла пешка на черно поле f2 | бял цар на бяло поле e8 · бял офицер на черно поле a5 · черен цар на черно поле e5 · бяла пешка на бяло поле c4 · черна дама на черно поле d4 · бяла пешка на бяло поле f3 · бял кон на черно поле g3 · бяла пешка на черно поле f2 | 5 |
| 4 | бял цар на бяло поле e8 · бял офицер на черно поле a5 · черен цар на черно поле e5 · бяла пешка на бяло поле c4 · черна дама на черно поле d4 · бяла пешка на бяло поле f3 · бял кон на черно поле g3 · бяла пешка на черно поле f2 | бял цар на бяло поле e8 · бял офицер на черно поле a5 · черен цар на черно поле e5 · бяла пешка на бяло поле c4 · черна дама на черно поле d4 · бяла пешка на бяло поле f3 · бял кон на черно поле g3 · бяла пешка на черно поле f2 | бял цар на бяло поле e8 · бял офицер на черно поле a5 · черен цар на черно поле e5 · бяла пешка на бяло поле c4 · черна дама на черно поле d4 · бяла пешка на бяло поле f3 · бял кон на черно поле g3 · бяла пешка на черно поле f2 | бял цар на бяло поле e8 · бял офицер на черно поле a5 · черен цар на черно поле e5 · бяла пешка на бяло поле c4 · черна дама на черно поле d4 · бяла пешка на бяло поле f3 · бял кон на черно поле g3 · бяла пешка на черно поле f2 | бял цар на бяло поле e8 · бял офицер на черно поле a5 · черен цар на черно поле e5 · бяла пешка на бяло поле c4 · черна дама на черно поле d4 · бяла пешка на бяло поле f3 · бял кон на черно поле g3 · бяла пешка на черно поле f2 | бял цар на бяло поле e8 · бял офицер на черно поле a5 · черен цар на черно поле e5 · бяла пешка на бяло поле c4 · черна дама на черно поле d4 · бяла пешка на бяло поле f3 · бял кон на черно поле g3 · бяла пешка на черно поле f2 | бял цар на бяло поле e8 · бял офицер на черно поле a5 · черен цар на черно поле e5 · бяла пешка на бяло поле c4 · черна дама на черно поле d4 · бяла пешка на бяло поле f3 · бял кон на черно поле g3 · бяла пешка на черно поле f2 | бял цар на бяло поле e8 · бял офицер на черно поле a5 · черен цар на черно поле e5 · бяла пешка на бяло поле c4 · черна дама на черно поле d4 · бяла пешка на бяло поле f3 · бял кон на черно поле g3 · бяла пешка на черно поле f2 | 4 |
| 3 | бял цар на бяло поле e8 · бял офицер на черно поле a5 · черен цар на черно поле e5 · бяла пешка на бяло поле c4 · черна дама на черно поле d4 · бяла пешка на бяло поле f3 · бял кон на черно поле g3 · бяла пешка на черно поле f2 | бял цар на бяло поле e8 · бял офицер на черно поле a5 · черен цар на черно поле e5 · бяла пешка на бяло поле c4 · черна дама на черно поле d4 · бяла пешка на бяло поле f3 · бял кон на черно поле g3 · бяла пешка на черно поле f2 | бял цар на бяло поле e8 · бял офицер на черно поле a5 · черен цар на черно поле e5 · бяла пешка на бяло поле c4 · черна дама на черно поле d4 · бяла пешка на бяло поле f3 · бял кон на черно поле g3 · бяла пешка на черно поле f2 | бял цар на бяло поле e8 · бял офицер на черно поле a5 · черен цар на черно поле e5 · бяла пешка на бяло поле c4 · черна дама на черно поле d4 · бяла пешка на бяло поле f3 · бял кон на черно поле g3 · бяла пешка на черно поле f2 | бял цар на бяло поле e8 · бял офицер на черно поле a5 · черен цар на черно поле e5 · бяла пешка на бяло поле c4 · черна дама на черно поле d4 · бяла пешка на бяло поле f3 · бял кон на черно поле g3 · бяла пешка на черно поле f2 | бял цар на бяло поле e8 · бял офицер на черно поле a5 · черен цар на черно поле e5 · бяла пешка на бяло поле c4 · черна дама на черно поле d4 · бяла пешка на бяло поле f3 · бял кон на черно поле g3 · бяла пешка на черно поле f2 | бял цар на бяло поле e8 · бял офицер на черно поле a5 · черен цар на черно поле e5 · бяла пешка на бяло поле c4 · черна дама на черно поле d4 · бяла пешка на бяло поле f3 · бял кон на черно поле g3 · бяла пешка на черно поле f2 | бял цар на бяло поле e8 · бял офицер на черно поле a5 · черен цар на черно поле e5 · бяла пешка на бяло поле c4 · черна дама на черно поле d4 · бяла пешка на бяло поле f3 · бял кон на черно поле g3 · бяла пешка на черно поле f2 | 3 |
| 2 | бял цар на бяло поле e8 · бял офицер на черно поле a5 · черен цар на черно поле e5 · бяла пешка на бяло поле c4 · черна дама на черно поле d4 · бяла пешка на бяло поле f3 · бял кон на черно поле g3 · бяла пешка на черно поле f2 | бял цар на бяло поле e8 · бял офицер на черно поле a5 · черен цар на черно поле e5 · бяла пешка на бяло поле c4 · черна дама на черно поле d4 · бяла пешка на бяло поле f3 · бял кон на черно поле g3 · бяла пешка на черно поле f2 | бял цар на бяло поле e8 · бял офицер на черно поле a5 · черен цар на черно поле e5 · бяла пешка на бяло поле c4 · черна дама на черно поле d4 · бяла пешка на бяло поле f3 · бял кон на черно поле g3 · бяла пешка на черно поле f2 | бял цар на бяло поле e8 · бял офицер на черно поле a5 · черен цар на черно поле e5 · бяла пешка на бяло поле c4 · черна дама на черно поле d4 · бяла пешка на бяло поле f3 · бял кон на черно поле g3 · бяла пешка на черно поле f2 | бял цар на бяло поле e8 · бял офицер на черно поле a5 · черен цар на черно поле e5 · бяла пешка на бяло поле c4 · черна дама на черно поле d4 · бяла пешка на бяло поле f3 · бял кон на черно поле g3 · бяла пешка на черно поле f2 | бял цар на бяло поле e8 · бял офицер на черно поле a5 · черен цар на черно поле e5 · бяла пешка на бяло поле c4 · черна дама на черно поле d4 · бяла пешка на бяло поле f3 · бял кон на черно поле g3 · бяла пешка на черно поле f2 | бял цар на бяло поле e8 · бял офицер на черно поле a5 · черен цар на черно поле e5 · бяла пешка на бяло поле c4 · черна дама на черно поле d4 · бяла пешка на бяло поле f3 · бял кон на черно поле g3 · бяла пешка на черно поле f2 | бял цар на бяло поле e8 · бял офицер на черно поле a5 · черен цар на черно поле e5 · бяла пешка на бяло поле c4 · черна дама на черно поле d4 · бяла пешка на бяло поле f3 · бял кон на черно поле g3 · бяла пешка на черно поле f2 | 2 |
| 1 | бял цар на бяло поле e8 · бял офицер на черно поле a5 · черен цар на черно поле e5 · бяла пешка на бяло поле c4 · черна дама на черно поле d4 · бяла пешка на бяло поле f3 · бял кон на черно поле g3 · бяла пешка на черно поле f2 | бял цар на бяло поле e8 · бял офицер на черно поле a5 · черен цар на черно поле e5 · бяла пешка на бяло поле c4 · черна дама на черно поле d4 · бяла пешка на бяло поле f3 · бял кон на черно поле g3 · бяла пешка на черно поле f2 | бял цар на бяло поле e8 · бял офицер на черно поле a5 · черен цар на черно поле e5 · бяла пешка на бяло поле c4 · черна дама на черно поле d4 · бяла пешка на бяло поле f3 · бял кон на черно поле g3 · бяла пешка на черно поле f2 | бял цар на бяло поле e8 · бял офицер на черно поле a5 · черен цар на черно поле e5 · бяла пешка на бяло поле c4 · черна дама на черно поле d4 · бяла пешка на бяло поле f3 · бял кон на черно поле g3 · бяла пешка на черно поле f2 | бял цар на бяло поле e8 · бял офицер на черно поле a5 · черен цар на черно поле e5 · бяла пешка на бяло поле c4 · черна дама на черно поле d4 · бяла пешка на бяло поле f3 · бял кон на черно поле g3 · бяла пешка на черно поле f2 | бял цар на бяло поле e8 · бял офицер на черно поле a5 · черен цар на черно поле e5 · бяла пешка на бяло поле c4 · черна дама на черно поле d4 · бяла пешка на бяло поле f3 · бял кон на черно поле g3 · бяла пешка на черно поле f2 | бял цар на бяло поле e8 · бял офицер на черно поле a5 · черен цар на черно поле e5 · бяла пешка на бяло поле c4 · черна дама на черно поле d4 · бяла пешка на бяло поле f3 · бял кон на черно поле g3 · бяла пешка на черно поле f2 | бял цар на бяло поле e8 · бял офицер на черно поле a5 · черен цар на черно поле e5 · бяла пешка на бяло поле c4 · черна дама на черно поле d4 · бяла пешка на бяло поле f3 · бял кон на черно поле g3 · бяла пешка на черно поле f2 | 1 |
|   | a | b | c | d | e | f | g | h |   |

В поцицията на диаграма 11 силите са приблизително еднакви, но Роберт Фишер с белите прави две поредни завличания на дамата и царя и спечелва черната дама чрез шах-шех с коня: 
1. Ос3!! Д:с3 2. f4+!! Ц:f4 3. Кe2+! или 2. ... Цd5 (Цf5) 3. Кe4+! – 1:0. 

|   | a | b | c | d | e | f | g | h |   |
| 8 | черна дама на черно поле e7 · черна пешка на бяло поле c6 · черна пешка на бяло поле a4 · черен цар на черно поле b4 · черен кон на бяло поле b3 · бял кон на черно поле e3 · бяла дама на черно поле b2 · бял цар на бяло поле b1 | черна дама на черно поле e7 · черна пешка на бяло поле c6 · черна пешка на бяло поле a4 · черен цар на черно поле b4 · черен кон на бяло поле b3 · бял кон на черно поле e3 · бяла дама на черно поле b2 · бял цар на бяло поле b1 | черна дама на черно поле e7 · черна пешка на бяло поле c6 · черна пешка на бяло поле a4 · черен цар на черно поле b4 · черен кон на бяло поле b3 · бял кон на черно поле e3 · бяла дама на черно поле b2 · бял цар на бяло поле b1 | черна дама на черно поле e7 · черна пешка на бяло поле c6 · черна пешка на бяло поле a4 · черен цар на черно поле b4 · черен кон на бяло поле b3 · бял кон на черно поле e3 · бяла дама на черно поле b2 · бял цар на бяло поле b1 | черна дама на черно поле e7 · черна пешка на бяло поле c6 · черна пешка на бяло поле a4 · черен цар на черно поле b4 · черен кон на бяло поле b3 · бял кон на черно поле e3 · бяла дама на черно поле b2 · бял цар на бяло поле b1 | черна дама на черно поле e7 · черна пешка на бяло поле c6 · черна пешка на бяло поле a4 · черен цар на черно поле b4 · черен кон на бяло поле b3 · бял кон на черно поле e3 · бяла дама на черно поле b2 · бял цар на бяло поле b1 | черна дама на черно поле e7 · черна пешка на бяло поле c6 · черна пешка на бяло поле a4 · черен цар на черно поле b4 · черен кон на бяло поле b3 · бял кон на черно поле e3 · бяла дама на черно поле b2 · бял цар на бяло поле b1 | черна дама на черно поле e7 · черна пешка на бяло поле c6 · черна пешка на бяло поле a4 · черен цар на черно поле b4 · черен кон на бяло поле b3 · бял кон на черно поле e3 · бяла дама на черно поле b2 · бял цар на бяло поле b1 | 8 |
| 7 | черна дама на черно поле e7 · черна пешка на бяло поле c6 · черна пешка на бяло поле a4 · черен цар на черно поле b4 · черен кон на бяло поле b3 · бял кон на черно поле e3 · бяла дама на черно поле b2 · бял цар на бяло поле b1 | черна дама на черно поле e7 · черна пешка на бяло поле c6 · черна пешка на бяло поле a4 · черен цар на черно поле b4 · черен кон на бяло поле b3 · бял кон на черно поле e3 · бяла дама на черно поле b2 · бял цар на бяло поле b1 | черна дама на черно поле e7 · черна пешка на бяло поле c6 · черна пешка на бяло поле a4 · черен цар на черно поле b4 · черен кон на бяло поле b3 · бял кон на черно поле e3 · бяла дама на черно поле b2 · бял цар на бяло поле b1 | черна дама на черно поле e7 · черна пешка на бяло поле c6 · черна пешка на бяло поле a4 · черен цар на черно поле b4 · черен кон на бяло поле b3 · бял кон на черно поле e3 · бяла дама на черно поле b2 · бял цар на бяло поле b1 | черна дама на черно поле e7 · черна пешка на бяло поле c6 · черна пешка на бяло поле a4 · черен цар на черно поле b4 · черен кон на бяло поле b3 · бял кон на черно поле e3 · бяла дама на черно поле b2 · бял цар на бяло поле b1 | черна дама на черно поле e7 · черна пешка на бяло поле c6 · черна пешка на бяло поле a4 · черен цар на черно поле b4 · черен кон на бяло поле b3 · бял кон на черно поле e3 · бяла дама на черно поле b2 · бял цар на бяло поле b1 | черна дама на черно поле e7 · черна пешка на бяло поле c6 · черна пешка на бяло поле a4 · черен цар на черно поле b4 · черен кон на бяло поле b3 · бял кон на черно поле e3 · бяла дама на черно поле b2 · бял цар на бяло поле b1 | черна дама на черно поле e7 · черна пешка на бяло поле c6 · черна пешка на бяло поле a4 · черен цар на черно поле b4 · черен кон на бяло поле b3 · бял кон на черно поле e3 · бяла дама на черно поле b2 · бял цар на бяло поле b1 | 7 |
| 6 | черна дама на черно поле e7 · черна пешка на бяло поле c6 · черна пешка на бяло поле a4 · черен цар на черно поле b4 · черен кон на бяло поле b3 · бял кон на черно поле e3 · бяла дама на черно поле b2 · бял цар на бяло поле b1 | черна дама на черно поле e7 · черна пешка на бяло поле c6 · черна пешка на бяло поле a4 · черен цар на черно поле b4 · черен кон на бяло поле b3 · бял кон на черно поле e3 · бяла дама на черно поле b2 · бял цар на бяло поле b1 | черна дама на черно поле e7 · черна пешка на бяло поле c6 · черна пешка на бяло поле a4 · черен цар на черно поле b4 · черен кон на бяло поле b3 · бял кон на черно поле e3 · бяла дама на черно поле b2 · бял цар на бяло поле b1 | черна дама на черно поле e7 · черна пешка на бяло поле c6 · черна пешка на бяло поле a4 · черен цар на черно поле b4 · черен кон на бяло поле b3 · бял кон на черно поле e3 · бяла дама на черно поле b2 · бял цар на бяло поле b1 | черна дама на черно поле e7 · черна пешка на бяло поле c6 · черна пешка на бяло поле a4 · черен цар на черно поле b4 · черен кон на бяло поле b3 · бял кон на черно поле e3 · бяла дама на черно поле b2 · бял цар на бяло поле b1 | черна дама на черно поле e7 · черна пешка на бяло поле c6 · черна пешка на бяло поле a4 · черен цар на черно поле b4 · черен кон на бяло поле b3 · бял кон на черно поле e3 · бяла дама на черно поле b2 · бял цар на бяло поле b1 | черна дама на черно поле e7 · черна пешка на бяло поле c6 · черна пешка на бяло поле a4 · черен цар на черно поле b4 · черен кон на бяло поле b3 · бял кон на черно поле e3 · бяла дама на черно поле b2 · бял цар на бяло поле b1 | черна дама на черно поле e7 · черна пешка на бяло поле c6 · черна пешка на бяло поле a4 · черен цар на черно поле b4 · черен кон на бяло поле b3 · бял кон на черно поле e3 · бяла дама на черно поле b2 · бял цар на бяло поле b1 | 6 |
| 5 | черна дама на черно поле e7 · черна пешка на бяло поле c6 · черна пешка на бяло поле a4 · черен цар на черно поле b4 · черен кон на бяло поле b3 · бял кон на черно поле e3 · бяла дама на черно поле b2 · бял цар на бяло поле b1 | черна дама на черно поле e7 · черна пешка на бяло поле c6 · черна пешка на бяло поле a4 · черен цар на черно поле b4 · черен кон на бяло поле b3 · бял кон на черно поле e3 · бяла дама на черно поле b2 · бял цар на бяло поле b1 | черна дама на черно поле e7 · черна пешка на бяло поле c6 · черна пешка на бяло поле a4 · черен цар на черно поле b4 · черен кон на бяло поле b3 · бял кон на черно поле e3 · бяла дама на черно поле b2 · бял цар на бяло поле b1 | черна дама на черно поле e7 · черна пешка на бяло поле c6 · черна пешка на бяло поле a4 · черен цар на черно поле b4 · черен кон на бяло поле b3 · бял кон на черно поле e3 · бяла дама на черно поле b2 · бял цар на бяло поле b1 | черна дама на черно поле e7 · черна пешка на бяло поле c6 · черна пешка на бяло поле a4 · черен цар на черно поле b4 · черен кон на бяло поле b3 · бял кон на черно поле e3 · бяла дама на черно поле b2 · бял цар на бяло поле b1 | черна дама на черно поле e7 · черна пешка на бяло поле c6 · черна пешка на бяло поле a4 · черен цар на черно поле b4 · черен кон на бяло поле b3 · бял кон на черно поле e3 · бяла дама на черно поле b2 · бял цар на бяло поле b1 | черна дама на черно поле e7 · черна пешка на бяло поле c6 · черна пешка на бяло поле a4 · черен цар на черно поле b4 · черен кон на бяло поле b3 · бял кон на черно поле e3 · бяла дама на черно поле b2 · бял цар на бяло поле b1 | черна дама на черно поле e7 · черна пешка на бяло поле c6 · черна пешка на бяло поле a4 · черен цар на черно поле b4 · черен кон на бяло поле b3 · бял кон на черно поле e3 · бяла дама на черно поле b2 · бял цар на бяло поле b1 | 5 |
| 4 | черна дама на черно поле e7 · черна пешка на бяло поле c6 · черна пешка на бяло поле a4 · черен цар на черно поле b4 · черен кон на бяло поле b3 · бял кон на черно поле e3 · бяла дама на черно поле b2 · бял цар на бяло поле b1 | черна дама на черно поле e7 · черна пешка на бяло поле c6 · черна пешка на бяло поле a4 · черен цар на черно поле b4 · черен кон на бяло поле b3 · бял кон на черно поле e3 · бяла дама на черно поле b2 · бял цар на бяло поле b1 | черна дама на черно поле e7 · черна пешка на бяло поле c6 · черна пешка на бяло поле a4 · черен цар на черно поле b4 · черен кон на бяло поле b3 · бял кон на черно поле e3 · бяла дама на черно поле b2 · бял цар на бяло поле b1 | черна дама на черно поле e7 · черна пешка на бяло поле c6 · черна пешка на бяло поле a4 · черен цар на черно поле b4 · черен кон на бяло поле b3 · бял кон на черно поле e3 · бяла дама на черно поле b2 · бял цар на бяло поле b1 | черна дама на черно поле e7 · черна пешка на бяло поле c6 · черна пешка на бяло поле a4 · черен цар на черно поле b4 · черен кон на бяло поле b3 · бял кон на черно поле e3 · бяла дама на черно поле b2 · бял цар на бяло поле b1 | черна дама на черно поле e7 · черна пешка на бяло поле c6 · черна пешка на бяло поле a4 · черен цар на черно поле b4 · черен кон на бяло поле b3 · бял кон на черно поле e3 · бяла дама на черно поле b2 · бял цар на бяло поле b1 | черна дама на черно поле e7 · черна пешка на бяло поле c6 · черна пешка на бяло поле a4 · черен цар на черно поле b4 · черен кон на бяло поле b3 · бял кон на черно поле e3 · бяла дама на черно поле b2 · бял цар на бяло поле b1 | черна дама на черно поле e7 · черна пешка на бяло поле c6 · черна пешка на бяло поле a4 · черен цар на черно поле b4 · черен кон на бяло поле b3 · бял кон на черно поле e3 · бяла дама на черно поле b2 · бял цар на бяло поле b1 | 4 |
| 3 | черна дама на черно поле e7 · черна пешка на бяло поле c6 · черна пешка на бяло поле a4 · черен цар на черно поле b4 · черен кон на бяло поле b3 · бял кон на черно поле e3 · бяла дама на черно поле b2 · бял цар на бяло поле b1 | черна дама на черно поле e7 · черна пешка на бяло поле c6 · черна пешка на бяло поле a4 · черен цар на черно поле b4 · черен кон на бяло поле b3 · бял кон на черно поле e3 · бяла дама на черно поле b2 · бял цар на бяло поле b1 | черна дама на черно поле e7 · черна пешка на бяло поле c6 · черна пешка на бяло поле a4 · черен цар на черно поле b4 · черен кон на бяло поле b3 · бял кон на черно поле e3 · бяла дама на черно поле b2 · бял цар на бяло поле b1 | черна дама на черно поле e7 · черна пешка на бяло поле c6 · черна пешка на бяло поле a4 · черен цар на черно поле b4 · черен кон на бяло поле b3 · бял кон на черно поле e3 · бяла дама на черно поле b2 · бял цар на бяло поле b1 | черна дама на черно поле e7 · черна пешка на бяло поле c6 · черна пешка на бяло поле a4 · черен цар на черно поле b4 · черен кон на бяло поле b3 · бял кон на черно поле e3 · бяла дама на черно поле b2 · бял цар на бяло поле b1 | черна дама на черно поле e7 · черна пешка на бяло поле c6 · черна пешка на бяло поле a4 · черен цар на черно поле b4 · черен кон на бяло поле b3 · бял кон на черно поле e3 · бяла дама на черно поле b2 · бял цар на бяло поле b1 | черна дама на черно поле e7 · черна пешка на бяло поле c6 · черна пешка на бяло поле a4 · черен цар на черно поле b4 · черен кон на бяло поле b3 · бял кон на черно поле e3 · бяла дама на черно поле b2 · бял цар на бяло поле b1 | черна дама на черно поле e7 · черна пешка на бяло поле c6 · черна пешка на бяло поле a4 · черен цар на черно поле b4 · черен кон на бяло поле b3 · бял кон на черно поле e3 · бяла дама на черно поле b2 · бял цар на бяло поле b1 | 3 |
| 2 | черна дама на черно поле e7 · черна пешка на бяло поле c6 · черна пешка на бяло поле a4 · черен цар на черно поле b4 · черен кон на бяло поле b3 · бял кон на черно поле e3 · бяла дама на черно поле b2 · бял цар на бяло поле b1 | черна дама на черно поле e7 · черна пешка на бяло поле c6 · черна пешка на бяло поле a4 · черен цар на черно поле b4 · черен кон на бяло поле b3 · бял кон на черно поле e3 · бяла дама на черно поле b2 · бял цар на бяло поле b1 | черна дама на черно поле e7 · черна пешка на бяло поле c6 · черна пешка на бяло поле a4 · черен цар на черно поле b4 · черен кон на бяло поле b3 · бял кон на черно поле e3 · бяла дама на черно поле b2 · бял цар на бяло поле b1 | черна дама на черно поле e7 · черна пешка на бяло поле c6 · черна пешка на бяло поле a4 · черен цар на черно поле b4 · черен кон на бяло поле b3 · бял кон на черно поле e3 · бяла дама на черно поле b2 · бял цар на бяло поле b1 | черна дама на черно поле e7 · черна пешка на бяло поле c6 · черна пешка на бяло поле a4 · черен цар на черно поле b4 · черен кон на бяло поле b3 · бял кон на черно поле e3 · бяла дама на черно поле b2 · бял цар на бяло поле b1 | черна дама на черно поле e7 · черна пешка на бяло поле c6 · черна пешка на бяло поле a4 · черен цар на черно поле b4 · черен кон на бяло поле b3 · бял кон на черно поле e3 · бяла дама на черно поле b2 · бял цар на бяло поле b1 | черна дама на черно поле e7 · черна пешка на бяло поле c6 · черна пешка на бяло поле a4 · черен цар на черно поле b4 · черен кон на бяло поле b3 · бял кон на черно поле e3 · бяла дама на черно поле b2 · бял цар на бяло поле b1 | черна дама на черно поле e7 · черна пешка на бяло поле c6 · черна пешка на бяло поле a4 · черен цар на черно поле b4 · черен кон на бяло поле b3 · бял кон на черно поле e3 · бяла дама на черно поле b2 · бял цар на бяло поле b1 | 2 |
| 1 | черна дама на черно поле e7 · черна пешка на бяло поле c6 · черна пешка на бяло поле a4 · черен цар на черно поле b4 · черен кон на бяло поле b3 · бял кон на черно поле e3 · бяла дама на черно поле b2 · бял цар на бяло поле b1 | черна дама на черно поле e7 · черна пешка на бяло поле c6 · черна пешка на бяло поле a4 · черен цар на черно поле b4 · черен кон на бяло поле b3 · бял кон на черно поле e3 · бяла дама на черно поле b2 · бял цар на бяло поле b1 | черна дама на черно поле e7 · черна пешка на бяло поле c6 · черна пешка на бяло поле a4 · черен цар на черно поле b4 · черен кон на бяло поле b3 · бял кон на черно поле e3 · бяла дама на черно поле b2 · бял цар на бяло поле b1 | черна дама на черно поле e7 · черна пешка на бяло поле c6 · черна пешка на бяло поле a4 · черен цар на черно поле b4 · черен кон на бяло поле b3 · бял кон на черно поле e3 · бяла дама на черно поле b2 · бял цар на бяло поле b1 | черна дама на черно поле e7 · черна пешка на бяло поле c6 · черна пешка на бяло поле a4 · черен цар на черно поле b4 · черен кон на бяло поле b3 · бял кон на черно поле e3 · бяла дама на черно поле b2 · бял цар на бяло поле b1 | черна дама на черно поле e7 · черна пешка на бяло поле c6 · черна пешка на бяло поле a4 · черен цар на черно поле b4 · черен кон на бяло поле b3 · бял кон на черно поле e3 · бяла дама на черно поле b2 · бял цар на бяло поле b1 | черна дама на черно поле e7 · черна пешка на бяло поле c6 · черна пешка на бяло поле a4 · черен цар на черно поле b4 · черен кон на бяло поле b3 · бял кон на черно поле e3 · бяла дама на черно поле b2 · бял цар на бяло поле b1 | черна дама на черно поле e7 · черна пешка на бяло поле c6 · черна пешка на бяло поле a4 · черен цар на черно поле b4 · черен кон на бяло поле b3 · бял кон на черно поле e3 · бяла дама на черно поле b2 · бял цар на бяло поле b1 | 1 |
|   | a | b | c | d | e | f | g | h |   |

На диаграма 12 Магнус Карлсен жертва бялата дама с хода 
1. Дa3+!!. Тя обаче не може да бъде взета поради мат: 
1. ... Ц:а3?? 2. Кс2#!! Царят е принуден да отстъпи и черните губят дамата: 1. ... Цс3 (Цb5) 2. Д:e7 – 1:0.

## Завличане в дебюта
Един вид завличане е този, който възниква в дебюта „Защита Оуен“ (или Фианчето на дамата). Капанът се достига след ходовете:
|   | a | b | c | d | e | f | g | h |   |
| 8 | черен топ на бяло поле a8 · черен кон на черно поле b8 · черна дама на черно поле d8 · черен цар на бяло поле e8 · черен офицер на черно поле f8 · черен кон на бяло поле g8 · черен топ на черно поле h8 · черна пешка на черно поле a7 · черна пешка на черно поле c7 · черна пешка на бяло поле d7 · черна пешка на черно поле e7 · черна пешка на черно поле g7 · черна пешка на бяло поле h7 · черна пешка на черно поле b6 · бяла пешка на бяло поле f5 · бяла пешка на черно поле d4 · бял офицер на бяло поле d3 · бяла пешка на бяло поле a2 · бяла пешка на черно поле b2 · бяла пешка на бяло поле c2 · бяла пешка на черно поле f2 · черен офицер на бяло поле g2 · бяла пешка на черно поле h2 · бял топ на черно поле a1 · бял кон на бяло поле b1 · бял офицер на черно поле c1 · бяла дама на бяло поле d1 · бял цар на черно поле e1 · бял кон на черно поле g1 · бял топ на бяло поле h1 | черен топ на бяло поле a8 · черен кон на черно поле b8 · черна дама на черно поле d8 · черен цар на бяло поле e8 · черен офицер на черно поле f8 · черен кон на бяло поле g8 · черен топ на черно поле h8 · черна пешка на черно поле a7 · черна пешка на черно поле c7 · черна пешка на бяло поле d7 · черна пешка на черно поле e7 · черна пешка на черно поле g7 · черна пешка на бяло поле h7 · черна пешка на черно поле b6 · бяла пешка на бяло поле f5 · бяла пешка на черно поле d4 · бял офицер на бяло поле d3 · бяла пешка на бяло поле a2 · бяла пешка на черно поле b2 · бяла пешка на бяло поле c2 · бяла пешка на черно поле f2 · черен офицер на бяло поле g2 · бяла пешка на черно поле h2 · бял топ на черно поле a1 · бял кон на бяло поле b1 · бял офицер на черно поле c1 · бяла дама на бяло поле d1 · бял цар на черно поле e1 · бял кон на черно поле g1 · бял топ на бяло поле h1 | черен топ на бяло поле a8 · черен кон на черно поле b8 · черна дама на черно поле d8 · черен цар на бяло поле e8 · черен офицер на черно поле f8 · черен кон на бяло поле g8 · черен топ на черно поле h8 · черна пешка на черно поле a7 · черна пешка на черно поле c7 · черна пешка на бяло поле d7 · черна пешка на черно поле e7 · черна пешка на черно поле g7 · черна пешка на бяло поле h7 · черна пешка на черно поле b6 · бяла пешка на бяло поле f5 · бяла пешка на черно поле d4 · бял офицер на бяло поле d3 · бяла пешка на бяло поле a2 · бяла пешка на черно поле b2 · бяла пешка на бяло поле c2 · бяла пешка на черно поле f2 · черен офицер на бяло поле g2 · бяла пешка на черно поле h2 · бял топ на черно поле a1 · бял кон на бяло поле b1 · бял офицер на черно поле c1 · бяла дама на бяло поле d1 · бял цар на черно поле e1 · бял кон на черно поле g1 · бял топ на бяло поле h1 | черен топ на бяло поле a8 · черен кон на черно поле b8 · черна дама на черно поле d8 · черен цар на бяло поле e8 · черен офицер на черно поле f8 · черен кон на бяло поле g8 · черен топ на черно поле h8 · черна пешка на черно поле a7 · черна пешка на черно поле c7 · черна пешка на бяло поле d7 · черна пешка на черно поле e7 · черна пешка на черно поле g7 · черна пешка на бяло поле h7 · черна пешка на черно поле b6 · бяла пешка на бяло поле f5 · бяла пешка на черно поле d4 · бял офицер на бяло поле d3 · бяла пешка на бяло поле a2 · бяла пешка на черно поле b2 · бяла пешка на бяло поле c2 · бяла пешка на черно поле f2 · черен офицер на бяло поле g2 · бяла пешка на черно поле h2 · бял топ на черно поле a1 · бял кон на бяло поле b1 · бял офицер на черно поле c1 · бяла дама на бяло поле d1 · бял цар на черно поле e1 · бял кон на черно поле g1 · бял топ на бяло поле h1 | черен топ на бяло поле a8 · черен кон на черно поле b8 · черна дама на черно поле d8 · черен цар на бяло поле e8 · черен офицер на черно поле f8 · черен кон на бяло поле g8 · черен топ на черно поле h8 · черна пешка на черно поле a7 · черна пешка на черно поле c7 · черна пешка на бяло поле d7 · черна пешка на черно поле e7 · черна пешка на черно поле g7 · черна пешка на бяло поле h7 · черна пешка на черно поле b6 · бяла пешка на бяло поле f5 · бяла пешка на черно поле d4 · бял офицер на бяло поле d3 · бяла пешка на бяло поле a2 · бяла пешка на черно поле b2 · бяла пешка на бяло поле c2 · бяла пешка на черно поле f2 · черен офицер на бяло поле g2 · бяла пешка на черно поле h2 · бял топ на черно поле a1 · бял кон на бяло поле b1 · бял офицер на черно поле c1 · бяла дама на бяло поле d1 · бял цар на черно поле e1 · бял кон на черно поле g1 · бял топ на бяло поле h1 | черен топ на бяло поле a8 · черен кон на черно поле b8 · черна дама на черно поле d8 · черен цар на бяло поле e8 · черен офицер на черно поле f8 · черен кон на бяло поле g8 · черен топ на черно поле h8 · черна пешка на черно поле a7 · черна пешка на черно поле c7 · черна пешка на бяло поле d7 · черна пешка на черно поле e7 · черна пешка на черно поле g7 · черна пешка на бяло поле h7 · черна пешка на черно поле b6 · бяла пешка на бяло поле f5 · бяла пешка на черно поле d4 · бял офицер на бяло поле d3 · бяла пешка на бяло поле a2 · бяла пешка на черно поле b2 · бяла пешка на бяло поле c2 · бяла пешка на черно поле f2 · черен офицер на бяло поле g2 · бяла пешка на черно поле h2 · бял топ на черно поле a1 · бял кон на бяло поле b1 · бял офицер на черно поле c1 · бяла дама на бяло поле d1 · бял цар на черно поле e1 · бял кон на черно поле g1 · бял топ на бяло поле h1 | черен топ на бяло поле a8 · черен кон на черно поле b8 · черна дама на черно поле d8 · черен цар на бяло поле e8 · черен офицер на черно поле f8 · черен кон на бяло поле g8 · черен топ на черно поле h8 · черна пешка на черно поле a7 · черна пешка на черно поле c7 · черна пешка на бяло поле d7 · черна пешка на черно поле e7 · черна пешка на черно поле g7 · черна пешка на бяло поле h7 · черна пешка на черно поле b6 · бяла пешка на бяло поле f5 · бяла пешка на черно поле d4 · бял офицер на бяло поле d3 · бяла пешка на бяло поле a2 · бяла пешка на черно поле b2 · бяла пешка на бяло поле c2 · бяла пешка на черно поле f2 · черен офицер на бяло поле g2 · бяла пешка на черно поле h2 · бял топ на черно поле a1 · бял кон на бяло поле b1 · бял офицер на черно поле c1 · бяла дама на бяло поле d1 · бял цар на черно поле e1 · бял кон на черно поле g1 · бял топ на бяло поле h1 | черен топ на бяло поле a8 · черен кон на черно поле b8 · черна дама на черно поле d8 · черен цар на бяло поле e8 · черен офицер на черно поле f8 · черен кон на бяло поле g8 · черен топ на черно поле h8 · черна пешка на черно поле a7 · черна пешка на черно поле c7 · черна пешка на бяло поле d7 · черна пешка на черно поле e7 · черна пешка на черно поле g7 · черна пешка на бяло поле h7 · черна пешка на черно поле b6 · бяла пешка на бяло поле f5 · бяла пешка на черно поле d4 · бял офицер на бяло поле d3 · бяла пешка на бяло поле a2 · бяла пешка на черно поле b2 · бяла пешка на бяло поле c2 · бяла пешка на черно поле f2 · черен офицер на бяло поле g2 · бяла пешка на черно поле h2 · бял топ на черно поле a1 · бял кон на бяло поле b1 · бял офицер на черно поле c1 · бяла дама на бяло поле d1 · бял цар на черно поле e1 · бял кон на черно поле g1 · бял топ на бяло поле h1 | 8 |
| 7 | черен топ на бяло поле a8 · черен кон на черно поле b8 · черна дама на черно поле d8 · черен цар на бяло поле e8 · черен офицер на черно поле f8 · черен кон на бяло поле g8 · черен топ на черно поле h8 · черна пешка на черно поле a7 · черна пешка на черно поле c7 · черна пешка на бяло поле d7 · черна пешка на черно поле e7 · черна пешка на черно поле g7 · черна пешка на бяло поле h7 · черна пешка на черно поле b6 · бяла пешка на бяло поле f5 · бяла пешка на черно поле d4 · бял офицер на бяло поле d3 · бяла пешка на бяло поле a2 · бяла пешка на черно поле b2 · бяла пешка на бяло поле c2 · бяла пешка на черно поле f2 · черен офицер на бяло поле g2 · бяла пешка на черно поле h2 · бял топ на черно поле a1 · бял кон на бяло поле b1 · бял офицер на черно поле c1 · бяла дама на бяло поле d1 · бял цар на черно поле e1 · бял кон на черно поле g1 · бял топ на бяло поле h1 | черен топ на бяло поле a8 · черен кон на черно поле b8 · черна дама на черно поле d8 · черен цар на бяло поле e8 · черен офицер на черно поле f8 · черен кон на бяло поле g8 · черен топ на черно поле h8 · черна пешка на черно поле a7 · черна пешка на черно поле c7 · черна пешка на бяло поле d7 · черна пешка на черно поле e7 · черна пешка на черно поле g7 · черна пешка на бяло поле h7 · черна пешка на черно поле b6 · бяла пешка на бяло поле f5 · бяла пешка на черно поле d4 · бял офицер на бяло поле d3 · бяла пешка на бяло поле a2 · бяла пешка на черно поле b2 · бяла пешка на бяло поле c2 · бяла пешка на черно поле f2 · черен офицер на бяло поле g2 · бяла пешка на черно поле h2 · бял топ на черно поле a1 · бял кон на бяло поле b1 · бял офицер на черно поле c1 · бяла дама на бяло поле d1 · бял цар на черно поле e1 · бял кон на черно поле g1 · бял топ на бяло поле h1 | черен топ на бяло поле a8 · черен кон на черно поле b8 · черна дама на черно поле d8 · черен цар на бяло поле e8 · черен офицер на черно поле f8 · черен кон на бяло поле g8 · черен топ на черно поле h8 · черна пешка на черно поле a7 · черна пешка на черно поле c7 · черна пешка на бяло поле d7 · черна пешка на черно поле e7 · черна пешка на черно поле g7 · черна пешка на бяло поле h7 · черна пешка на черно поле b6 · бяла пешка на бяло поле f5 · бяла пешка на черно поле d4 · бял офицер на бяло поле d3 · бяла пешка на бяло поле a2 · бяла пешка на черно поле b2 · бяла пешка на бяло поле c2 · бяла пешка на черно поле f2 · черен офицер на бяло поле g2 · бяла пешка на черно поле h2 · бял топ на черно поле a1 · бял кон на бяло поле b1 · бял офицер на черно поле c1 · бяла дама на бяло поле d1 · бял цар на черно поле e1 · бял кон на черно поле g1 · бял топ на бяло поле h1 | черен топ на бяло поле a8 · черен кон на черно поле b8 · черна дама на черно поле d8 · черен цар на бяло поле e8 · черен офицер на черно поле f8 · черен кон на бяло поле g8 · черен топ на черно поле h8 · черна пешка на черно поле a7 · черна пешка на черно поле c7 · черна пешка на бяло поле d7 · черна пешка на черно поле e7 · черна пешка на черно поле g7 · черна пешка на бяло поле h7 · черна пешка на черно поле b6 · бяла пешка на бяло поле f5 · бяла пешка на черно поле d4 · бял офицер на бяло поле d3 · бяла пешка на бяло поле a2 · бяла пешка на черно поле b2 · бяла пешка на бяло поле c2 · бяла пешка на черно поле f2 · черен офицер на бяло поле g2 · бяла пешка на черно поле h2 · бял топ на черно поле a1 · бял кон на бяло поле b1 · бял офицер на черно поле c1 · бяла дама на бяло поле d1 · бял цар на черно поле e1 · бял кон на черно поле g1 · бял топ на бяло поле h1 | черен топ на бяло поле a8 · черен кон на черно поле b8 · черна дама на черно поле d8 · черен цар на бяло поле e8 · черен офицер на черно поле f8 · черен кон на бяло поле g8 · черен топ на черно поле h8 · черна пешка на черно поле a7 · черна пешка на черно поле c7 · черна пешка на бяло поле d7 · черна пешка на черно поле e7 · черна пешка на черно поле g7 · черна пешка на бяло поле h7 · черна пешка на черно поле b6 · бяла пешка на бяло поле f5 · бяла пешка на черно поле d4 · бял офицер на бяло поле d3 · бяла пешка на бяло поле a2 · бяла пешка на черно поле b2 · бяла пешка на бяло поле c2 · бяла пешка на черно поле f2 · черен офицер на бяло поле g2 · бяла пешка на черно поле h2 · бял топ на черно поле a1 · бял кон на бяло поле b1 · бял офицер на черно поле c1 · бяла дама на бяло поле d1 · бял цар на черно поле e1 · бял кон на черно поле g1 · бял топ на бяло поле h1 | черен топ на бяло поле a8 · черен кон на черно поле b8 · черна дама на черно поле d8 · черен цар на бяло поле e8 · черен офицер на черно поле f8 · черен кон на бяло поле g8 · черен топ на черно поле h8 · черна пешка на черно поле a7 · черна пешка на черно поле c7 · черна пешка на бяло поле d7 · черна пешка на черно поле e7 · черна пешка на черно поле g7 · черна пешка на бяло поле h7 · черна пешка на черно поле b6 · бяла пешка на бяло поле f5 · бяла пешка на черно поле d4 · бял офицер на бяло поле d3 · бяла пешка на бяло поле a2 · бяла пешка на черно поле b2 · бяла пешка на бяло поле c2 · бяла пешка на черно поле f2 · черен офицер на бяло поле g2 · бяла пешка на черно поле h2 · бял топ на черно поле a1 · бял кон на бяло поле b1 · бял офицер на черно поле c1 · бяла дама на бяло поле d1 · бял цар на черно поле e1 · бял кон на черно поле g1 · бял топ на бяло поле h1 | черен топ на бяло поле a8 · черен кон на черно поле b8 · черна дама на черно поле d8 · черен цар на бяло поле e8 · черен офицер на черно поле f8 · черен кон на бяло поле g8 · черен топ на черно поле h8 · черна пешка на черно поле a7 · черна пешка на черно поле c7 · черна пешка на бяло поле d7 · черна пешка на черно поле e7 · черна пешка на черно поле g7 · черна пешка на бяло поле h7 · черна пешка на черно поле b6 · бяла пешка на бяло поле f5 · бяла пешка на черно поле d4 · бял офицер на бяло поле d3 · бяла пешка на бяло поле a2 · бяла пешка на черно поле b2 · бяла пешка на бяло поле c2 · бяла пешка на черно поле f2 · черен офицер на бяло поле g2 · бяла пешка на черно поле h2 · бял топ на черно поле a1 · бял кон на бяло поле b1 · бял офицер на черно поле c1 · бяла дама на бяло поле d1 · бял цар на черно поле e1 · бял кон на черно поле g1 · бял топ на бяло поле h1 | черен топ на бяло поле a8 · черен кон на черно поле b8 · черна дама на черно поле d8 · черен цар на бяло поле e8 · черен офицер на черно поле f8 · черен кон на бяло поле g8 · черен топ на черно поле h8 · черна пешка на черно поле a7 · черна пешка на черно поле c7 · черна пешка на бяло поле d7 · черна пешка на черно поле e7 · черна пешка на черно поле g7 · черна пешка на бяло поле h7 · черна пешка на черно поле b6 · бяла пешка на бяло поле f5 · бяла пешка на черно поле d4 · бял офицер на бяло поле d3 · бяла пешка на бяло поле a2 · бяла пешка на черно поле b2 · бяла пешка на бяло поле c2 · бяла пешка на черно поле f2 · черен офицер на бяло поле g2 · бяла пешка на черно поле h2 · бял топ на черно поле a1 · бял кон на бяло поле b1 · бял офицер на черно поле c1 · бяла дама на бяло поле d1 · бял цар на черно поле e1 · бял кон на черно поле g1 · бял топ на бяло поле h1 | 7 |
| 6 | черен топ на бяло поле a8 · черен кон на черно поле b8 · черна дама на черно поле d8 · черен цар на бяло поле e8 · черен офицер на черно поле f8 · черен кон на бяло поле g8 · черен топ на черно поле h8 · черна пешка на черно поле a7 · черна пешка на черно поле c7 · черна пешка на бяло поле d7 · черна пешка на черно поле e7 · черна пешка на черно поле g7 · черна пешка на бяло поле h7 · черна пешка на черно поле b6 · бяла пешка на бяло поле f5 · бяла пешка на черно поле d4 · бял офицер на бяло поле d3 · бяла пешка на бяло поле a2 · бяла пешка на черно поле b2 · бяла пешка на бяло поле c2 · бяла пешка на черно поле f2 · черен офицер на бяло поле g2 · бяла пешка на черно поле h2 · бял топ на черно поле a1 · бял кон на бяло поле b1 · бял офицер на черно поле c1 · бяла дама на бяло поле d1 · бял цар на черно поле e1 · бял кон на черно поле g1 · бял топ на бяло поле h1 | черен топ на бяло поле a8 · черен кон на черно поле b8 · черна дама на черно поле d8 · черен цар на бяло поле e8 · черен офицер на черно поле f8 · черен кон на бяло поле g8 · черен топ на черно поле h8 · черна пешка на черно поле a7 · черна пешка на черно поле c7 · черна пешка на бяло поле d7 · черна пешка на черно поле e7 · черна пешка на черно поле g7 · черна пешка на бяло поле h7 · черна пешка на черно поле b6 · бяла пешка на бяло поле f5 · бяла пешка на черно поле d4 · бял офицер на бяло поле d3 · бяла пешка на бяло поле a2 · бяла пешка на черно поле b2 · бяла пешка на бяло поле c2 · бяла пешка на черно поле f2 · черен офицер на бяло поле g2 · бяла пешка на черно поле h2 · бял топ на черно поле a1 · бял кон на бяло поле b1 · бял офицер на черно поле c1 · бяла дама на бяло поле d1 · бял цар на черно поле e1 · бял кон на черно поле g1 · бял топ на бяло поле h1 | черен топ на бяло поле a8 · черен кон на черно поле b8 · черна дама на черно поле d8 · черен цар на бяло поле e8 · черен офицер на черно поле f8 · черен кон на бяло поле g8 · черен топ на черно поле h8 · черна пешка на черно поле a7 · черна пешка на черно поле c7 · черна пешка на бяло поле d7 · черна пешка на черно поле e7 · черна пешка на черно поле g7 · черна пешка на бяло поле h7 · черна пешка на черно поле b6 · бяла пешка на бяло поле f5 · бяла пешка на черно поле d4 · бял офицер на бяло поле d3 · бяла пешка на бяло поле a2 · бяла пешка на черно поле b2 · бяла пешка на бяло поле c2 · бяла пешка на черно поле f2 · черен офицер на бяло поле g2 · бяла пешка на черно поле h2 · бял топ на черно поле a1 · бял кон на бяло поле b1 · бял офицер на черно поле c1 · бяла дама на бяло поле d1 · бял цар на черно поле e1 · бял кон на черно поле g1 · бял топ на бяло поле h1 | черен топ на бяло поле a8 · черен кон на черно поле b8 · черна дама на черно поле d8 · черен цар на бяло поле e8 · черен офицер на черно поле f8 · черен кон на бяло поле g8 · черен топ на черно поле h8 · черна пешка на черно поле a7 · черна пешка на черно поле c7 · черна пешка на бяло поле d7 · черна пешка на черно поле e7 · черна пешка на черно поле g7 · черна пешка на бяло поле h7 · черна пешка на черно поле b6 · бяла пешка на бяло поле f5 · бяла пешка на черно поле d4 · бял офицер на бяло поле d3 · бяла пешка на бяло поле a2 · бяла пешка на черно поле b2 · бяла пешка на бяло поле c2 · бяла пешка на черно поле f2 · черен офицер на бяло поле g2 · бяла пешка на черно поле h2 · бял топ на черно поле a1 · бял кон на бяло поле b1 · бял офицер на черно поле c1 · бяла дама на бяло поле d1 · бял цар на черно поле e1 · бял кон на черно поле g1 · бял топ на бяло поле h1 | черен топ на бяло поле a8 · черен кон на черно поле b8 · черна дама на черно поле d8 · черен цар на бяло поле e8 · черен офицер на черно поле f8 · черен кон на бяло поле g8 · черен топ на черно поле h8 · черна пешка на черно поле a7 · черна пешка на черно поле c7 · черна пешка на бяло поле d7 · черна пешка на черно поле e7 · черна пешка на черно поле g7 · черна пешка на бяло поле h7 · черна пешка на черно поле b6 · бяла пешка на бяло поле f5 · бяла пешка на черно поле d4 · бял офицер на бяло поле d3 · бяла пешка на бяло поле a2 · бяла пешка на черно поле b2 · бяла пешка на бяло поле c2 · бяла пешка на черно поле f2 · черен офицер на бяло поле g2 · бяла пешка на черно поле h2 · бял топ на черно поле a1 · бял кон на бяло поле b1 · бял офицер на черно поле c1 · бяла дама на бяло поле d1 · бял цар на черно поле e1 · бял кон на черно поле g1 · бял топ на бяло поле h1 | черен топ на бяло поле a8 · черен кон на черно поле b8 · черна дама на черно поле d8 · черен цар на бяло поле e8 · черен офицер на черно поле f8 · черен кон на бяло поле g8 · черен топ на черно поле h8 · черна пешка на черно поле a7 · черна пешка на черно поле c7 · черна пешка на бяло поле d7 · черна пешка на черно поле e7 · черна пешка на черно поле g7 · черна пешка на бяло поле h7 · черна пешка на черно поле b6 · бяла пешка на бяло поле f5 · бяла пешка на черно поле d4 · бял офицер на бяло поле d3 · бяла пешка на бяло поле a2 · бяла пешка на черно поле b2 · бяла пешка на бяло поле c2 · бяла пешка на черно поле f2 · черен офицер на бяло поле g2 · бяла пешка на черно поле h2 · бял топ на черно поле a1 · бял кон на бяло поле b1 · бял офицер на черно поле c1 · бяла дама на бяло поле d1 · бял цар на черно поле e1 · бял кон на черно поле g1 · бял топ на бяло поле h1 | черен топ на бяло поле a8 · черен кон на черно поле b8 · черна дама на черно поле d8 · черен цар на бяло поле e8 · черен офицер на черно поле f8 · черен кон на бяло поле g8 · черен топ на черно поле h8 · черна пешка на черно поле a7 · черна пешка на черно поле c7 · черна пешка на бяло поле d7 · черна пешка на черно поле e7 · черна пешка на черно поле g7 · черна пешка на бяло поле h7 · черна пешка на черно поле b6 · бяла пешка на бяло поле f5 · бяла пешка на черно поле d4 · бял офицер на бяло поле d3 · бяла пешка на бяло поле a2 · бяла пешка на черно поле b2 · бяла пешка на бяло поле c2 · бяла пешка на черно поле f2 · черен офицер на бяло поле g2 · бяла пешка на черно поле h2 · бял топ на черно поле a1 · бял кон на бяло поле b1 · бял офицер на черно поле c1 · бяла дама на бяло поле d1 · бял цар на черно поле e1 · бял кон на черно поле g1 · бял топ на бяло поле h1 | черен топ на бяло поле a8 · черен кон на черно поле b8 · черна дама на черно поле d8 · черен цар на бяло поле e8 · черен офицер на черно поле f8 · черен кон на бяло поле g8 · черен топ на черно поле h8 · черна пешка на черно поле a7 · черна пешка на черно поле c7 · черна пешка на бяло поле d7 · черна пешка на черно поле e7 · черна пешка на черно поле g7 · черна пешка на бяло поле h7 · черна пешка на черно поле b6 · бяла пешка на бяло поле f5 · бяла пешка на черно поле d4 · бял офицер на бяло поле d3 · бяла пешка на бяло поле a2 · бяла пешка на черно поле b2 · бяла пешка на бяло поле c2 · бяла пешка на черно поле f2 · черен офицер на бяло поле g2 · бяла пешка на черно поле h2 · бял топ на черно поле a1 · бял кон на бяло поле b1 · бял офицер на черно поле c1 · бяла дама на бяло поле d1 · бял цар на черно поле e1 · бял кон на черно поле g1 · бял топ на бяло поле h1 | 6 |
| 5 | черен топ на бяло поле a8 · черен кон на черно поле b8 · черна дама на черно поле d8 · черен цар на бяло поле e8 · черен офицер на черно поле f8 · черен кон на бяло поле g8 · черен топ на черно поле h8 · черна пешка на черно поле a7 · черна пешка на черно поле c7 · черна пешка на бяло поле d7 · черна пешка на черно поле e7 · черна пешка на черно поле g7 · черна пешка на бяло поле h7 · черна пешка на черно поле b6 · бяла пешка на бяло поле f5 · бяла пешка на черно поле d4 · бял офицер на бяло поле d3 · бяла пешка на бяло поле a2 · бяла пешка на черно поле b2 · бяла пешка на бяло поле c2 · бяла пешка на черно поле f2 · черен офицер на бяло поле g2 · бяла пешка на черно поле h2 · бял топ на черно поле a1 · бял кон на бяло поле b1 · бял офицер на черно поле c1 · бяла дама на бяло поле d1 · бял цар на черно поле e1 · бял кон на черно поле g1 · бял топ на бяло поле h1 | черен топ на бяло поле a8 · черен кон на черно поле b8 · черна дама на черно поле d8 · черен цар на бяло поле e8 · черен офицер на черно поле f8 · черен кон на бяло поле g8 · черен топ на черно поле h8 · черна пешка на черно поле a7 · черна пешка на черно поле c7 · черна пешка на бяло поле d7 · черна пешка на черно поле e7 · черна пешка на черно поле g7 · черна пешка на бяло поле h7 · черна пешка на черно поле b6 · бяла пешка на бяло поле f5 · бяла пешка на черно поле d4 · бял офицер на бяло поле d3 · бяла пешка на бяло поле a2 · бяла пешка на черно поле b2 · бяла пешка на бяло поле c2 · бяла пешка на черно поле f2 · черен офицер на бяло поле g2 · бяла пешка на черно поле h2 · бял топ на черно поле a1 · бял кон на бяло поле b1 · бял офицер на черно поле c1 · бяла дама на бяло поле d1 · бял цар на черно поле e1 · бял кон на черно поле g1 · бял топ на бяло поле h1 | черен топ на бяло поле a8 · черен кон на черно поле b8 · черна дама на черно поле d8 · черен цар на бяло поле e8 · черен офицер на черно поле f8 · черен кон на бяло поле g8 · черен топ на черно поле h8 · черна пешка на черно поле a7 · черна пешка на черно поле c7 · черна пешка на бяло поле d7 · черна пешка на черно поле e7 · черна пешка на черно поле g7 · черна пешка на бяло поле h7 · черна пешка на черно поле b6 · бяла пешка на бяло поле f5 · бяла пешка на черно поле d4 · бял офицер на бяло поле d3 · бяла пешка на бяло поле a2 · бяла пешка на черно поле b2 · бяла пешка на бяло поле c2 · бяла пешка на черно поле f2 · черен офицер на бяло поле g2 · бяла пешка на черно поле h2 · бял топ на черно поле a1 · бял кон на бяло поле b1 · бял офицер на черно поле c1 · бяла дама на бяло поле d1 · бял цар на черно поле e1 · бял кон на черно поле g1 · бял топ на бяло поле h1 | черен топ на бяло поле a8 · черен кон на черно поле b8 · черна дама на черно поле d8 · черен цар на бяло поле e8 · черен офицер на черно поле f8 · черен кон на бяло поле g8 · черен топ на черно поле h8 · черна пешка на черно поле a7 · черна пешка на черно поле c7 · черна пешка на бяло поле d7 · черна пешка на черно поле e7 · черна пешка на черно поле g7 · черна пешка на бяло поле h7 · черна пешка на черно поле b6 · бяла пешка на бяло поле f5 · бяла пешка на черно поле d4 · бял офицер на бяло поле d3 · бяла пешка на бяло поле a2 · бяла пешка на черно поле b2 · бяла пешка на бяло поле c2 · бяла пешка на черно поле f2 · черен офицер на бяло поле g2 · бяла пешка на черно поле h2 · бял топ на черно поле a1 · бял кон на бяло поле b1 · бял офицер на черно поле c1 · бяла дама на бяло поле d1 · бял цар на черно поле e1 · бял кон на черно поле g1 · бял топ на бяло поле h1 | черен топ на бяло поле a8 · черен кон на черно поле b8 · черна дама на черно поле d8 · черен цар на бяло поле e8 · черен офицер на черно поле f8 · черен кон на бяло поле g8 · черен топ на черно поле h8 · черна пешка на черно поле a7 · черна пешка на черно поле c7 · черна пешка на бяло поле d7 · черна пешка на черно поле e7 · черна пешка на черно поле g7 · черна пешка на бяло поле h7 · черна пешка на черно поле b6 · бяла пешка на бяло поле f5 · бяла пешка на черно поле d4 · бял офицер на бяло поле d3 · бяла пешка на бяло поле a2 · бяла пешка на черно поле b2 · бяла пешка на бяло поле c2 · бяла пешка на черно поле f2 · черен офицер на бяло поле g2 · бяла пешка на черно поле h2 · бял топ на черно поле a1 · бял кон на бяло поле b1 · бял офицер на черно поле c1 · бяла дама на бяло поле d1 · бял цар на черно поле e1 · бял кон на черно поле g1 · бял топ на бяло поле h1 | черен топ на бяло поле a8 · черен кон на черно поле b8 · черна дама на черно поле d8 · черен цар на бяло поле e8 · черен офицер на черно поле f8 · черен кон на бяло поле g8 · черен топ на черно поле h8 · черна пешка на черно поле a7 · черна пешка на черно поле c7 · черна пешка на бяло поле d7 · черна пешка на черно поле e7 · черна пешка на черно поле g7 · черна пешка на бяло поле h7 · черна пешка на черно поле b6 · бяла пешка на бяло поле f5 · бяла пешка на черно поле d4 · бял офицер на бяло поле d3 · бяла пешка на бяло поле a2 · бяла пешка на черно поле b2 · бяла пешка на бяло поле c2 · бяла пешка на черно поле f2 · черен офицер на бяло поле g2 · бяла пешка на черно поле h2 · бял топ на черно поле a1 · бял кон на бяло поле b1 · бял офицер на черно поле c1 · бяла дама на бяло поле d1 · бял цар на черно поле e1 · бял кон на черно поле g1 · бял топ на бяло поле h1 | черен топ на бяло поле a8 · черен кон на черно поле b8 · черна дама на черно поле d8 · черен цар на бяло поле e8 · черен офицер на черно поле f8 · черен кон на бяло поле g8 · черен топ на черно поле h8 · черна пешка на черно поле a7 · черна пешка на черно поле c7 · черна пешка на бяло поле d7 · черна пешка на черно поле e7 · черна пешка на черно поле g7 · черна пешка на бяло поле h7 · черна пешка на черно поле b6 · бяла пешка на бяло поле f5 · бяла пешка на черно поле d4 · бял офицер на бяло поле d3 · бяла пешка на бяло поле a2 · бяла пешка на черно поле b2 · бяла пешка на бяло поле c2 · бяла пешка на черно поле f2 · черен офицер на бяло поле g2 · бяла пешка на черно поле h2 · бял топ на черно поле a1 · бял кон на бяло поле b1 · бял офицер на черно поле c1 · бяла дама на бяло поле d1 · бял цар на черно поле e1 · бял кон на черно поле g1 · бял топ на бяло поле h1 | черен топ на бяло поле a8 · черен кон на черно поле b8 · черна дама на черно поле d8 · черен цар на бяло поле e8 · черен офицер на черно поле f8 · черен кон на бяло поле g8 · черен топ на черно поле h8 · черна пешка на черно поле a7 · черна пешка на черно поле c7 · черна пешка на бяло поле d7 · черна пешка на черно поле e7 · черна пешка на черно поле g7 · черна пешка на бяло поле h7 · черна пешка на черно поле b6 · бяла пешка на бяло поле f5 · бяла пешка на черно поле d4 · бял офицер на бяло поле d3 · бяла пешка на бяло поле a2 · бяла пешка на черно поле b2 · бяла пешка на бяло поле c2 · бяла пешка на черно поле f2 · черен офицер на бяло поле g2 · бяла пешка на черно поле h2 · бял топ на черно поле a1 · бял кон на бяло поле b1 · бял офицер на черно поле c1 · бяла дама на бяло поле d1 · бял цар на черно поле e1 · бял кон на черно поле g1 · бял топ на бяло поле h1 | 5 |
| 4 | черен топ на бяло поле a8 · черен кон на черно поле b8 · черна дама на черно поле d8 · черен цар на бяло поле e8 · черен офицер на черно поле f8 · черен кон на бяло поле g8 · черен топ на черно поле h8 · черна пешка на черно поле a7 · черна пешка на черно поле c7 · черна пешка на бяло поле d7 · черна пешка на черно поле e7 · черна пешка на черно поле g7 · черна пешка на бяло поле h7 · черна пешка на черно поле b6 · бяла пешка на бяло поле f5 · бяла пешка на черно поле d4 · бял офицер на бяло поле d3 · бяла пешка на бяло поле a2 · бяла пешка на черно поле b2 · бяла пешка на бяло поле c2 · бяла пешка на черно поле f2 · черен офицер на бяло поле g2 · бяла пешка на черно поле h2 · бял топ на черно поле a1 · бял кон на бяло поле b1 · бял офицер на черно поле c1 · бяла дама на бяло поле d1 · бял цар на черно поле e1 · бял кон на черно поле g1 · бял топ на бяло поле h1 | черен топ на бяло поле a8 · черен кон на черно поле b8 · черна дама на черно поле d8 · черен цар на бяло поле e8 · черен офицер на черно поле f8 · черен кон на бяло поле g8 · черен топ на черно поле h8 · черна пешка на черно поле a7 · черна пешка на черно поле c7 · черна пешка на бяло поле d7 · черна пешка на черно поле e7 · черна пешка на черно поле g7 · черна пешка на бяло поле h7 · черна пешка на черно поле b6 · бяла пешка на бяло поле f5 · бяла пешка на черно поле d4 · бял офицер на бяло поле d3 · бяла пешка на бяло поле a2 · бяла пешка на черно поле b2 · бяла пешка на бяло поле c2 · бяла пешка на черно поле f2 · черен офицер на бяло поле g2 · бяла пешка на черно поле h2 · бял топ на черно поле a1 · бял кон на бяло поле b1 · бял офицер на черно поле c1 · бяла дама на бяло поле d1 · бял цар на черно поле e1 · бял кон на черно поле g1 · бял топ на бяло поле h1 | черен топ на бяло поле a8 · черен кон на черно поле b8 · черна дама на черно поле d8 · черен цар на бяло поле e8 · черен офицер на черно поле f8 · черен кон на бяло поле g8 · черен топ на черно поле h8 · черна пешка на черно поле a7 · черна пешка на черно поле c7 · черна пешка на бяло поле d7 · черна пешка на черно поле e7 · черна пешка на черно поле g7 · черна пешка на бяло поле h7 · черна пешка на черно поле b6 · бяла пешка на бяло поле f5 · бяла пешка на черно поле d4 · бял офицер на бяло поле d3 · бяла пешка на бяло поле a2 · бяла пешка на черно поле b2 · бяла пешка на бяло поле c2 · бяла пешка на черно поле f2 · черен офицер на бяло поле g2 · бяла пешка на черно поле h2 · бял топ на черно поле a1 · бял кон на бяло поле b1 · бял офицер на черно поле c1 · бяла дама на бяло поле d1 · бял цар на черно поле e1 · бял кон на черно поле g1 · бял топ на бяло поле h1 | черен топ на бяло поле a8 · черен кон на черно поле b8 · черна дама на черно поле d8 · черен цар на бяло поле e8 · черен офицер на черно поле f8 · черен кон на бяло поле g8 · черен топ на черно поле h8 · черна пешка на черно поле a7 · черна пешка на черно поле c7 · черна пешка на бяло поле d7 · черна пешка на черно поле e7 · черна пешка на черно поле g7 · черна пешка на бяло поле h7 · черна пешка на черно поле b6 · бяла пешка на бяло поле f5 · бяла пешка на черно поле d4 · бял офицер на бяло поле d3 · бяла пешка на бяло поле a2 · бяла пешка на черно поле b2 · бяла пешка на бяло поле c2 · бяла пешка на черно поле f2 · черен офицер на бяло поле g2 · бяла пешка на черно поле h2 · бял топ на черно поле a1 · бял кон на бяло поле b1 · бял офицер на черно поле c1 · бяла дама на бяло поле d1 · бял цар на черно поле e1 · бял кон на черно поле g1 · бял топ на бяло поле h1 | черен топ на бяло поле a8 · черен кон на черно поле b8 · черна дама на черно поле d8 · черен цар на бяло поле e8 · черен офицер на черно поле f8 · черен кон на бяло поле g8 · черен топ на черно поле h8 · черна пешка на черно поле a7 · черна пешка на черно поле c7 · черна пешка на бяло поле d7 · черна пешка на черно поле e7 · черна пешка на черно поле g7 · черна пешка на бяло поле h7 · черна пешка на черно поле b6 · бяла пешка на бяло поле f5 · бяла пешка на черно поле d4 · бял офицер на бяло поле d3 · бяла пешка на бяло поле a2 · бяла пешка на черно поле b2 · бяла пешка на бяло поле c2 · бяла пешка на черно поле f2 · черен офицер на бяло поле g2 · бяла пешка на черно поле h2 · бял топ на черно поле a1 · бял кон на бяло поле b1 · бял офицер на черно поле c1 · бяла дама на бяло поле d1 · бял цар на черно поле e1 · бял кон на черно поле g1 · бял топ на бяло поле h1 | черен топ на бяло поле a8 · черен кон на черно поле b8 · черна дама на черно поле d8 · черен цар на бяло поле e8 · черен офицер на черно поле f8 · черен кон на бяло поле g8 · черен топ на черно поле h8 · черна пешка на черно поле a7 · черна пешка на черно поле c7 · черна пешка на бяло поле d7 · черна пешка на черно поле e7 · черна пешка на черно поле g7 · черна пешка на бяло поле h7 · черна пешка на черно поле b6 · бяла пешка на бяло поле f5 · бяла пешка на черно поле d4 · бял офицер на бяло поле d3 · бяла пешка на бяло поле a2 · бяла пешка на черно поле b2 · бяла пешка на бяло поле c2 · бяла пешка на черно поле f2 · черен офицер на бяло поле g2 · бяла пешка на черно поле h2 · бял топ на черно поле a1 · бял кон на бяло поле b1 · бял офицер на черно поле c1 · бяла дама на бяло поле d1 · бял цар на черно поле e1 · бял кон на черно поле g1 · бял топ на бяло поле h1 | черен топ на бяло поле a8 · черен кон на черно поле b8 · черна дама на черно поле d8 · черен цар на бяло поле e8 · черен офицер на черно поле f8 · черен кон на бяло поле g8 · черен топ на черно поле h8 · черна пешка на черно поле a7 · черна пешка на черно поле c7 · черна пешка на бяло поле d7 · черна пешка на черно поле e7 · черна пешка на черно поле g7 · черна пешка на бяло поле h7 · черна пешка на черно поле b6 · бяла пешка на бяло поле f5 · бяла пешка на черно поле d4 · бял офицер на бяло поле d3 · бяла пешка на бяло поле a2 · бяла пешка на черно поле b2 · бяла пешка на бяло поле c2 · бяла пешка на черно поле f2 · черен офицер на бяло поле g2 · бяла пешка на черно поле h2 · бял топ на черно поле a1 · бял кон на бяло поле b1 · бял офицер на черно поле c1 · бяла дама на бяло поле d1 · бял цар на черно поле e1 · бял кон на черно поле g1 · бял топ на бяло поле h1 | черен топ на бяло поле a8 · черен кон на черно поле b8 · черна дама на черно поле d8 · черен цар на бяло поле e8 · черен офицер на черно поле f8 · черен кон на бяло поле g8 · черен топ на черно поле h8 · черна пешка на черно поле a7 · черна пешка на черно поле c7 · черна пешка на бяло поле d7 · черна пешка на черно поле e7 · черна пешка на черно поле g7 · черна пешка на бяло поле h7 · черна пешка на черно поле b6 · бяла пешка на бяло поле f5 · бяла пешка на черно поле d4 · бял офицер на бяло поле d3 · бяла пешка на бяло поле a2 · бяла пешка на черно поле b2 · бяла пешка на бяло поле c2 · бяла пешка на черно поле f2 · черен офицер на бяло поле g2 · бяла пешка на черно поле h2 · бял топ на черно поле a1 · бял кон на бяло поле b1 · бял офицер на черно поле c1 · бяла дама на бяло поле d1 · бял цар на черно поле e1 · бял кон на черно поле g1 · бял топ на бяло поле h1 | 4 |
| 3 | черен топ на бяло поле a8 · черен кон на черно поле b8 · черна дама на черно поле d8 · черен цар на бяло поле e8 · черен офицер на черно поле f8 · черен кон на бяло поле g8 · черен топ на черно поле h8 · черна пешка на черно поле a7 · черна пешка на черно поле c7 · черна пешка на бяло поле d7 · черна пешка на черно поле e7 · черна пешка на черно поле g7 · черна пешка на бяло поле h7 · черна пешка на черно поле b6 · бяла пешка на бяло поле f5 · бяла пешка на черно поле d4 · бял офицер на бяло поле d3 · бяла пешка на бяло поле a2 · бяла пешка на черно поле b2 · бяла пешка на бяло поле c2 · бяла пешка на черно поле f2 · черен офицер на бяло поле g2 · бяла пешка на черно поле h2 · бял топ на черно поле a1 · бял кон на бяло поле b1 · бял офицер на черно поле c1 · бяла дама на бяло поле d1 · бял цар на черно поле e1 · бял кон на черно поле g1 · бял топ на бяло поле h1 | черен топ на бяло поле a8 · черен кон на черно поле b8 · черна дама на черно поле d8 · черен цар на бяло поле e8 · черен офицер на черно поле f8 · черен кон на бяло поле g8 · черен топ на черно поле h8 · черна пешка на черно поле a7 · черна пешка на черно поле c7 · черна пешка на бяло поле d7 · черна пешка на черно поле e7 · черна пешка на черно поле g7 · черна пешка на бяло поле h7 · черна пешка на черно поле b6 · бяла пешка на бяло поле f5 · бяла пешка на черно поле d4 · бял офицер на бяло поле d3 · бяла пешка на бяло поле a2 · бяла пешка на черно поле b2 · бяла пешка на бяло поле c2 · бяла пешка на черно поле f2 · черен офицер на бяло поле g2 · бяла пешка на черно поле h2 · бял топ на черно поле a1 · бял кон на бяло поле b1 · бял офицер на черно поле c1 · бяла дама на бяло поле d1 · бял цар на черно поле e1 · бял кон на черно поле g1 · бял топ на бяло поле h1 | черен топ на бяло поле a8 · черен кон на черно поле b8 · черна дама на черно поле d8 · черен цар на бяло поле e8 · черен офицер на черно поле f8 · черен кон на бяло поле g8 · черен топ на черно поле h8 · черна пешка на черно поле a7 · черна пешка на черно поле c7 · черна пешка на бяло поле d7 · черна пешка на черно поле e7 · черна пешка на черно поле g7 · черна пешка на бяло поле h7 · черна пешка на черно поле b6 · бяла пешка на бяло поле f5 · бяла пешка на черно поле d4 · бял офицер на бяло поле d3 · бяла пешка на бяло поле a2 · бяла пешка на черно поле b2 · бяла пешка на бяло поле c2 · бяла пешка на черно поле f2 · черен офицер на бяло поле g2 · бяла пешка на черно поле h2 · бял топ на черно поле a1 · бял кон на бяло поле b1 · бял офицер на черно поле c1 · бяла дама на бяло поле d1 · бял цар на черно поле e1 · бял кон на черно поле g1 · бял топ на бяло поле h1 | черен топ на бяло поле a8 · черен кон на черно поле b8 · черна дама на черно поле d8 · черен цар на бяло поле e8 · черен офицер на черно поле f8 · черен кон на бяло поле g8 · черен топ на черно поле h8 · черна пешка на черно поле a7 · черна пешка на черно поле c7 · черна пешка на бяло поле d7 · черна пешка на черно поле e7 · черна пешка на черно поле g7 · черна пешка на бяло поле h7 · черна пешка на черно поле b6 · бяла пешка на бяло поле f5 · бяла пешка на черно поле d4 · бял офицер на бяло поле d3 · бяла пешка на бяло поле a2 · бяла пешка на черно поле b2 · бяла пешка на бяло поле c2 · бяла пешка на черно поле f2 · черен офицер на бяло поле g2 · бяла пешка на черно поле h2 · бял топ на черно поле a1 · бял кон на бяло поле b1 · бял офицер на черно поле c1 · бяла дама на бяло поле d1 · бял цар на черно поле e1 · бял кон на черно поле g1 · бял топ на бяло поле h1 | черен топ на бяло поле a8 · черен кон на черно поле b8 · черна дама на черно поле d8 · черен цар на бяло поле e8 · черен офицер на черно поле f8 · черен кон на бяло поле g8 · черен топ на черно поле h8 · черна пешка на черно поле a7 · черна пешка на черно поле c7 · черна пешка на бяло поле d7 · черна пешка на черно поле e7 · черна пешка на черно поле g7 · черна пешка на бяло поле h7 · черна пешка на черно поле b6 · бяла пешка на бяло поле f5 · бяла пешка на черно поле d4 · бял офицер на бяло поле d3 · бяла пешка на бяло поле a2 · бяла пешка на черно поле b2 · бяла пешка на бяло поле c2 · бяла пешка на черно поле f2 · черен офицер на бяло поле g2 · бяла пешка на черно поле h2 · бял топ на черно поле a1 · бял кон на бяло поле b1 · бял офицер на черно поле c1 · бяла дама на бяло поле d1 · бял цар на черно поле e1 · бял кон на черно поле g1 · бял топ на бяло поле h1 | черен топ на бяло поле a8 · черен кон на черно поле b8 · черна дама на черно поле d8 · черен цар на бяло поле e8 · черен офицер на черно поле f8 · черен кон на бяло поле g8 · черен топ на черно поле h8 · черна пешка на черно поле a7 · черна пешка на черно поле c7 · черна пешка на бяло поле d7 · черна пешка на черно поле e7 · черна пешка на черно поле g7 · черна пешка на бяло поле h7 · черна пешка на черно поле b6 · бяла пешка на бяло поле f5 · бяла пешка на черно поле d4 · бял офицер на бяло поле d3 · бяла пешка на бяло поле a2 · бяла пешка на черно поле b2 · бяла пешка на бяло поле c2 · бяла пешка на черно поле f2 · черен офицер на бяло поле g2 · бяла пешка на черно поле h2 · бял топ на черно поле a1 · бял кон на бяло поле b1 · бял офицер на черно поле c1 · бяла дама на бяло поле d1 · бял цар на черно поле e1 · бял кон на черно поле g1 · бял топ на бяло поле h1 | черен топ на бяло поле a8 · черен кон на черно поле b8 · черна дама на черно поле d8 · черен цар на бяло поле e8 · черен офицер на черно поле f8 · черен кон на бяло поле g8 · черен топ на черно поле h8 · черна пешка на черно поле a7 · черна пешка на черно поле c7 · черна пешка на бяло поле d7 · черна пешка на черно поле e7 · черна пешка на черно поле g7 · черна пешка на бяло поле h7 · черна пешка на черно поле b6 · бяла пешка на бяло поле f5 · бяла пешка на черно поле d4 · бял офицер на бяло поле d3 · бяла пешка на бяло поле a2 · бяла пешка на черно поле b2 · бяла пешка на бяло поле c2 · бяла пешка на черно поле f2 · черен офицер на бяло поле g2 · бяла пешка на черно поле h2 · бял топ на черно поле a1 · бял кон на бяло поле b1 · бял офицер на черно поле c1 · бяла дама на бяло поле d1 · бял цар на черно поле e1 · бял кон на черно поле g1 · бял топ на бяло поле h1 | черен топ на бяло поле a8 · черен кон на черно поле b8 · черна дама на черно поле d8 · черен цар на бяло поле e8 · черен офицер на черно поле f8 · черен кон на бяло поле g8 · черен топ на черно поле h8 · черна пешка на черно поле a7 · черна пешка на черно поле c7 · черна пешка на бяло поле d7 · черна пешка на черно поле e7 · черна пешка на черно поле g7 · черна пешка на бяло поле h7 · черна пешка на черно поле b6 · бяла пешка на бяло поле f5 · бяла пешка на черно поле d4 · бял офицер на бяло поле d3 · бяла пешка на бяло поле a2 · бяла пешка на черно поле b2 · бяла пешка на бяло поле c2 · бяла пешка на черно поле f2 · черен офицер на бяло поле g2 · бяла пешка на черно поле h2 · бял топ на черно поле a1 · бял кон на бяло поле b1 · бял офицер на черно поле c1 · бяла дама на бяло поле d1 · бял цар на черно поле e1 · бял кон на черно поле g1 · бял топ на бяло поле h1 | 3 |
| 2 | черен топ на бяло поле a8 · черен кон на черно поле b8 · черна дама на черно поле d8 · черен цар на бяло поле e8 · черен офицер на черно поле f8 · черен кон на бяло поле g8 · черен топ на черно поле h8 · черна пешка на черно поле a7 · черна пешка на черно поле c7 · черна пешка на бяло поле d7 · черна пешка на черно поле e7 · черна пешка на черно поле g7 · черна пешка на бяло поле h7 · черна пешка на черно поле b6 · бяла пешка на бяло поле f5 · бяла пешка на черно поле d4 · бял офицер на бяло поле d3 · бяла пешка на бяло поле a2 · бяла пешка на черно поле b2 · бяла пешка на бяло поле c2 · бяла пешка на черно поле f2 · черен офицер на бяло поле g2 · бяла пешка на черно поле h2 · бял топ на черно поле a1 · бял кон на бяло поле b1 · бял офицер на черно поле c1 · бяла дама на бяло поле d1 · бял цар на черно поле e1 · бял кон на черно поле g1 · бял топ на бяло поле h1 | черен топ на бяло поле a8 · черен кон на черно поле b8 · черна дама на черно поле d8 · черен цар на бяло поле e8 · черен офицер на черно поле f8 · черен кон на бяло поле g8 · черен топ на черно поле h8 · черна пешка на черно поле a7 · черна пешка на черно поле c7 · черна пешка на бяло поле d7 · черна пешка на черно поле e7 · черна пешка на черно поле g7 · черна пешка на бяло поле h7 · черна пешка на черно поле b6 · бяла пешка на бяло поле f5 · бяла пешка на черно поле d4 · бял офицер на бяло поле d3 · бяла пешка на бяло поле a2 · бяла пешка на черно поле b2 · бяла пешка на бяло поле c2 · бяла пешка на черно поле f2 · черен офицер на бяло поле g2 · бяла пешка на черно поле h2 · бял топ на черно поле a1 · бял кон на бяло поле b1 · бял офицер на черно поле c1 · бяла дама на бяло поле d1 · бял цар на черно поле e1 · бял кон на черно поле g1 · бял топ на бяло поле h1 | черен топ на бяло поле a8 · черен кон на черно поле b8 · черна дама на черно поле d8 · черен цар на бяло поле e8 · черен офицер на черно поле f8 · черен кон на бяло поле g8 · черен топ на черно поле h8 · черна пешка на черно поле a7 · черна пешка на черно поле c7 · черна пешка на бяло поле d7 · черна пешка на черно поле e7 · черна пешка на черно поле g7 · черна пешка на бяло поле h7 · черна пешка на черно поле b6 · бяла пешка на бяло поле f5 · бяла пешка на черно поле d4 · бял офицер на бяло поле d3 · бяла пешка на бяло поле a2 · бяла пешка на черно поле b2 · бяла пешка на бяло поле c2 · бяла пешка на черно поле f2 · черен офицер на бяло поле g2 · бяла пешка на черно поле h2 · бял топ на черно поле a1 · бял кон на бяло поле b1 · бял офицер на черно поле c1 · бяла дама на бяло поле d1 · бял цар на черно поле e1 · бял кон на черно поле g1 · бял топ на бяло поле h1 | черен топ на бяло поле a8 · черен кон на черно поле b8 · черна дама на черно поле d8 · черен цар на бяло поле e8 · черен офицер на черно поле f8 · черен кон на бяло поле g8 · черен топ на черно поле h8 · черна пешка на черно поле a7 · черна пешка на черно поле c7 · черна пешка на бяло поле d7 · черна пешка на черно поле e7 · черна пешка на черно поле g7 · черна пешка на бяло поле h7 · черна пешка на черно поле b6 · бяла пешка на бяло поле f5 · бяла пешка на черно поле d4 · бял офицер на бяло поле d3 · бяла пешка на бяло поле a2 · бяла пешка на черно поле b2 · бяла пешка на бяло поле c2 · бяла пешка на черно поле f2 · черен офицер на бяло поле g2 · бяла пешка на черно поле h2 · бял топ на черно поле a1 · бял кон на бяло поле b1 · бял офицер на черно поле c1 · бяла дама на бяло поле d1 · бял цар на черно поле e1 · бял кон на черно поле g1 · бял топ на бяло поле h1 | черен топ на бяло поле a8 · черен кон на черно поле b8 · черна дама на черно поле d8 · черен цар на бяло поле e8 · черен офицер на черно поле f8 · черен кон на бяло поле g8 · черен топ на черно поле h8 · черна пешка на черно поле a7 · черна пешка на черно поле c7 · черна пешка на бяло поле d7 · черна пешка на черно поле e7 · черна пешка на черно поле g7 · черна пешка на бяло поле h7 · черна пешка на черно поле b6 · бяла пешка на бяло поле f5 · бяла пешка на черно поле d4 · бял офицер на бяло поле d3 · бяла пешка на бяло поле a2 · бяла пешка на черно поле b2 · бяла пешка на бяло поле c2 · бяла пешка на черно поле f2 · черен офицер на бяло поле g2 · бяла пешка на черно поле h2 · бял топ на черно поле a1 · бял кон на бяло поле b1 · бял офицер на черно поле c1 · бяла дама на бяло поле d1 · бял цар на черно поле e1 · бял кон на черно поле g1 · бял топ на бяло поле h1 | черен топ на бяло поле a8 · черен кон на черно поле b8 · черна дама на черно поле d8 · черен цар на бяло поле e8 · черен офицер на черно поле f8 · черен кон на бяло поле g8 · черен топ на черно поле h8 · черна пешка на черно поле a7 · черна пешка на черно поле c7 · черна пешка на бяло поле d7 · черна пешка на черно поле e7 · черна пешка на черно поле g7 · черна пешка на бяло поле h7 · черна пешка на черно поле b6 · бяла пешка на бяло поле f5 · бяла пешка на черно поле d4 · бял офицер на бяло поле d3 · бяла пешка на бяло поле a2 · бяла пешка на черно поле b2 · бяла пешка на бяло поле c2 · бяла пешка на черно поле f2 · черен офицер на бяло поле g2 · бяла пешка на черно поле h2 · бял топ на черно поле a1 · бял кон на бяло поле b1 · бял офицер на черно поле c1 · бяла дама на бяло поле d1 · бял цар на черно поле e1 · бял кон на черно поле g1 · бял топ на бяло поле h1 | черен топ на бяло поле a8 · черен кон на черно поле b8 · черна дама на черно поле d8 · черен цар на бяло поле e8 · черен офицер на черно поле f8 · черен кон на бяло поле g8 · черен топ на черно поле h8 · черна пешка на черно поле a7 · черна пешка на черно поле c7 · черна пешка на бяло поле d7 · черна пешка на черно поле e7 · черна пешка на черно поле g7 · черна пешка на бяло поле h7 · черна пешка на черно поле b6 · бяла пешка на бяло поле f5 · бяла пешка на черно поле d4 · бял офицер на бяло поле d3 · бяла пешка на бяло поле a2 · бяла пешка на черно поле b2 · бяла пешка на бяло поле c2 · бяла пешка на черно поле f2 · черен офицер на бяло поле g2 · бяла пешка на черно поле h2 · бял топ на черно поле a1 · бял кон на бяло поле b1 · бял офицер на черно поле c1 · бяла дама на бяло поле d1 · бял цар на черно поле e1 · бял кон на черно поле g1 · бял топ на бяло поле h1 | черен топ на бяло поле a8 · черен кон на черно поле b8 · черна дама на черно поле d8 · черен цар на бяло поле e8 · черен офицер на черно поле f8 · черен кон на бяло поле g8 · черен топ на черно поле h8 · черна пешка на черно поле a7 · черна пешка на черно поле c7 · черна пешка на бяло поле d7 · черна пешка на черно поле e7 · черна пешка на черно поле g7 · черна пешка на бяло поле h7 · черна пешка на черно поле b6 · бяла пешка на бяло поле f5 · бяла пешка на черно поле d4 · бял офицер на бяло поле d3 · бяла пешка на бяло поле a2 · бяла пешка на черно поле b2 · бяла пешка на бяло поле c2 · бяла пешка на черно поле f2 · черен офицер на бяло поле g2 · бяла пешка на черно поле h2 · бял топ на черно поле a1 · бял кон на бяло поле b1 · бял офицер на черно поле c1 · бяла дама на бяло поле d1 · бял цар на черно поле e1 · бял кон на черно поле g1 · бял топ на бяло поле h1 | 2 |
| 1 | черен топ на бяло поле a8 · черен кон на черно поле b8 · черна дама на черно поле d8 · черен цар на бяло поле e8 · черен офицер на черно поле f8 · черен кон на бяло поле g8 · черен топ на черно поле h8 · черна пешка на черно поле a7 · черна пешка на черно поле c7 · черна пешка на бяло поле d7 · черна пешка на черно поле e7 · черна пешка на черно поле g7 · черна пешка на бяло поле h7 · черна пешка на черно поле b6 · бяла пешка на бяло поле f5 · бяла пешка на черно поле d4 · бял офицер на бяло поле d3 · бяла пешка на бяло поле a2 · бяла пешка на черно поле b2 · бяла пешка на бяло поле c2 · бяла пешка на черно поле f2 · черен офицер на бяло поле g2 · бяла пешка на черно поле h2 · бял топ на черно поле a1 · бял кон на бяло поле b1 · бял офицер на черно поле c1 · бяла дама на бяло поле d1 · бял цар на черно поле e1 · бял кон на черно поле g1 · бял топ на бяло поле h1 | черен топ на бяло поле a8 · черен кон на черно поле b8 · черна дама на черно поле d8 · черен цар на бяло поле e8 · черен офицер на черно поле f8 · черен кон на бяло поле g8 · черен топ на черно поле h8 · черна пешка на черно поле a7 · черна пешка на черно поле c7 · черна пешка на бяло поле d7 · черна пешка на черно поле e7 · черна пешка на черно поле g7 · черна пешка на бяло поле h7 · черна пешка на черно поле b6 · бяла пешка на бяло поле f5 · бяла пешка на черно поле d4 · бял офицер на бяло поле d3 · бяла пешка на бяло поле a2 · бяла пешка на черно поле b2 · бяла пешка на бяло поле c2 · бяла пешка на черно поле f2 · черен офицер на бяло поле g2 · бяла пешка на черно поле h2 · бял топ на черно поле a1 · бял кон на бяло поле b1 · бял офицер на черно поле c1 · бяла дама на бяло поле d1 · бял цар на черно поле e1 · бял кон на черно поле g1 · бял топ на бяло поле h1 | черен топ на бяло поле a8 · черен кон на черно поле b8 · черна дама на черно поле d8 · черен цар на бяло поле e8 · черен офицер на черно поле f8 · черен кон на бяло поле g8 · черен топ на черно поле h8 · черна пешка на черно поле a7 · черна пешка на черно поле c7 · черна пешка на бяло поле d7 · черна пешка на черно поле e7 · черна пешка на черно поле g7 · черна пешка на бяло поле h7 · черна пешка на черно поле b6 · бяла пешка на бяло поле f5 · бяла пешка на черно поле d4 · бял офицер на бяло поле d3 · бяла пешка на бяло поле a2 · бяла пешка на черно поле b2 · бяла пешка на бяло поле c2 · бяла пешка на черно поле f2 · черен офицер на бяло поле g2 · бяла пешка на черно поле h2 · бял топ на черно поле a1 · бял кон на бяло поле b1 · бял офицер на черно поле c1 · бяла дама на бяло поле d1 · бял цар на черно поле e1 · бял кон на черно поле g1 · бял топ на бяло поле h1 | черен топ на бяло поле a8 · черен кон на черно поле b8 · черна дама на черно поле d8 · черен цар на бяло поле e8 · черен офицер на черно поле f8 · черен кон на бяло поле g8 · черен топ на черно поле h8 · черна пешка на черно поле a7 · черна пешка на черно поле c7 · черна пешка на бяло поле d7 · черна пешка на черно поле e7 · черна пешка на черно поле g7 · черна пешка на бяло поле h7 · черна пешка на черно поле b6 · бяла пешка на бяло поле f5 · бяла пешка на черно поле d4 · бял офицер на бяло поле d3 · бяла пешка на бяло поле a2 · бяла пешка на черно поле b2 · бяла пешка на бяло поле c2 · бяла пешка на черно поле f2 · черен офицер на бяло поле g2 · бяла пешка на черно поле h2 · бял топ на черно поле a1 · бял кон на бяло поле b1 · бял офицер на черно поле c1 · бяла дама на бяло поле d1 · бял цар на черно поле e1 · бял кон на черно поле g1 · бял топ на бяло поле h1 | черен топ на бяло поле a8 · черен кон на черно поле b8 · черна дама на черно поле d8 · черен цар на бяло поле e8 · черен офицер на черно поле f8 · черен кон на бяло поле g8 · черен топ на черно поле h8 · черна пешка на черно поле a7 · черна пешка на черно поле c7 · черна пешка на бяло поле d7 · черна пешка на черно поле e7 · черна пешка на черно поле g7 · черна пешка на бяло поле h7 · черна пешка на черно поле b6 · бяла пешка на бяло поле f5 · бяла пешка на черно поле d4 · бял офицер на бяло поле d3 · бяла пешка на бяло поле a2 · бяла пешка на черно поле b2 · бяла пешка на бяло поле c2 · бяла пешка на черно поле f2 · черен офицер на бяло поле g2 · бяла пешка на черно поле h2 · бял топ на черно поле a1 · бял кон на бяло поле b1 · бял офицер на черно поле c1 · бяла дама на бяло поле d1 · бял цар на черно поле e1 · бял кон на черно поле g1 · бял топ на бяло поле h1 | черен топ на бяло поле a8 · черен кон на черно поле b8 · черна дама на черно поле d8 · черен цар на бяло поле e8 · черен офицер на черно поле f8 · черен кон на бяло поле g8 · черен топ на черно поле h8 · черна пешка на черно поле a7 · черна пешка на черно поле c7 · черна пешка на бяло поле d7 · черна пешка на черно поле e7 · черна пешка на черно поле g7 · черна пешка на бяло поле h7 · черна пешка на черно поле b6 · бяла пешка на бяло поле f5 · бяла пешка на черно поле d4 · бял офицер на бяло поле d3 · бяла пешка на бяло поле a2 · бяла пешка на черно поле b2 · бяла пешка на бяло поле c2 · бяла пешка на черно поле f2 · черен офицер на бяло поле g2 · бяла пешка на черно поле h2 · бял топ на черно поле a1 · бял кон на бяло поле b1 · бял офицер на черно поле c1 · бяла дама на бяло поле d1 · бял цар на черно поле e1 · бял кон на черно поле g1 · бял топ на бяло поле h1 | черен топ на бяло поле a8 · черен кон на черно поле b8 · черна дама на черно поле d8 · черен цар на бяло поле e8 · черен офицер на черно поле f8 · черен кон на бяло поле g8 · черен топ на черно поле h8 · черна пешка на черно поле a7 · черна пешка на черно поле c7 · черна пешка на бяло поле d7 · черна пешка на черно поле e7 · черна пешка на черно поле g7 · черна пешка на бяло поле h7 · черна пешка на черно поле b6 · бяла пешка на бяло поле f5 · бяла пешка на черно поле d4 · бял офицер на бяло поле d3 · бяла пешка на бяло поле a2 · бяла пешка на черно поле b2 · бяла пешка на бяло поле c2 · бяла пешка на черно поле f2 · черен офицер на бяло поле g2 · бяла пешка на черно поле h2 · бял топ на черно поле a1 · бял кон на бяло поле b1 · бял офицер на черно поле c1 · бяла дама на бяло поле d1 · бял цар на черно поле e1 · бял кон на черно поле g1 · бял топ на бяло поле h1 | черен топ на бяло поле a8 · черен кон на черно поле b8 · черна дама на черно поле d8 · черен цар на бяло поле e8 · черен офицер на черно поле f8 · черен кон на бяло поле g8 · черен топ на черно поле h8 · черна пешка на черно поле a7 · черна пешка на черно поле c7 · черна пешка на бяло поле d7 · черна пешка на черно поле e7 · черна пешка на черно поле g7 · черна пешка на бяло поле h7 · черна пешка на черно поле b6 · бяла пешка на бяло поле f5 · бяла пешка на черно поле d4 · бял офицер на бяло поле d3 · бяла пешка на бяло поле a2 · бяла пешка на черно поле b2 · бяла пешка на бяло поле c2 · бяла пешка на черно поле f2 · черен офицер на бяло поле g2 · бяла пешка на черно поле h2 · бял топ на черно поле a1 · бял кон на бяло поле b1 · бял офицер на черно поле c1 · бяла дама на бяло поле d1 · бял цар на черно поле e1 · бял кон на черно поле g1 · бял топ на бяло поле h1 | 1 |
|   | a | b | c | d | e | f | g | h |   |

|   | a | b | c | d | e | f | g | h |   |
| 8 | черен топ на бяло поле a8 · черен кон на черно поле b8 · черна дама на черно поле d8 · черен цар на бяло поле e8 · черен офицер на черно поле f8 · черен топ на черно поле h8 · черна пешка на черно поле a7 · черна пешка на черно поле c7 · черна пешка на бяло поле d7 · черна пешка на черно поле e7 · бяла пешка на бяло поле h7 · черна пешка на черно поле b6 · бял офицер на бяло поле g6 · черен кон на бяло поле h5 · бяла пешка на черно поле d4 · бяла пешка на бяло поле a2 · бяла пешка на черно поле b2 · бяла пешка на бяло поле c2 · бяла пешка на черно поле f2 · черен офицер на бяло поле g2 · бяла пешка на черно поле h2 · бял топ на черно поле a1 · бял кон на бяло поле b1 · бял офицер на черно поле c1 · бял цар на черно поле e1 · бял кон на черно поле g1 · бял топ на бяло поле h1 | черен топ на бяло поле a8 · черен кон на черно поле b8 · черна дама на черно поле d8 · черен цар на бяло поле e8 · черен офицер на черно поле f8 · черен топ на черно поле h8 · черна пешка на черно поле a7 · черна пешка на черно поле c7 · черна пешка на бяло поле d7 · черна пешка на черно поле e7 · бяла пешка на бяло поле h7 · черна пешка на черно поле b6 · бял офицер на бяло поле g6 · черен кон на бяло поле h5 · бяла пешка на черно поле d4 · бяла пешка на бяло поле a2 · бяла пешка на черно поле b2 · бяла пешка на бяло поле c2 · бяла пешка на черно поле f2 · черен офицер на бяло поле g2 · бяла пешка на черно поле h2 · бял топ на черно поле a1 · бял кон на бяло поле b1 · бял офицер на черно поле c1 · бял цар на черно поле e1 · бял кон на черно поле g1 · бял топ на бяло поле h1 | черен топ на бяло поле a8 · черен кон на черно поле b8 · черна дама на черно поле d8 · черен цар на бяло поле e8 · черен офицер на черно поле f8 · черен топ на черно поле h8 · черна пешка на черно поле a7 · черна пешка на черно поле c7 · черна пешка на бяло поле d7 · черна пешка на черно поле e7 · бяла пешка на бяло поле h7 · черна пешка на черно поле b6 · бял офицер на бяло поле g6 · черен кон на бяло поле h5 · бяла пешка на черно поле d4 · бяла пешка на бяло поле a2 · бяла пешка на черно поле b2 · бяла пешка на бяло поле c2 · бяла пешка на черно поле f2 · черен офицер на бяло поле g2 · бяла пешка на черно поле h2 · бял топ на черно поле a1 · бял кон на бяло поле b1 · бял офицер на черно поле c1 · бял цар на черно поле e1 · бял кон на черно поле g1 · бял топ на бяло поле h1 | черен топ на бяло поле a8 · черен кон на черно поле b8 · черна дама на черно поле d8 · черен цар на бяло поле e8 · черен офицер на черно поле f8 · черен топ на черно поле h8 · черна пешка на черно поле a7 · черна пешка на черно поле c7 · черна пешка на бяло поле d7 · черна пешка на черно поле e7 · бяла пешка на бяло поле h7 · черна пешка на черно поле b6 · бял офицер на бяло поле g6 · черен кон на бяло поле h5 · бяла пешка на черно поле d4 · бяла пешка на бяло поле a2 · бяла пешка на черно поле b2 · бяла пешка на бяло поле c2 · бяла пешка на черно поле f2 · черен офицер на бяло поле g2 · бяла пешка на черно поле h2 · бял топ на черно поле a1 · бял кон на бяло поле b1 · бял офицер на черно поле c1 · бял цар на черно поле e1 · бял кон на черно поле g1 · бял топ на бяло поле h1 | черен топ на бяло поле a8 · черен кон на черно поле b8 · черна дама на черно поле d8 · черен цар на бяло поле e8 · черен офицер на черно поле f8 · черен топ на черно поле h8 · черна пешка на черно поле a7 · черна пешка на черно поле c7 · черна пешка на бяло поле d7 · черна пешка на черно поле e7 · бяла пешка на бяло поле h7 · черна пешка на черно поле b6 · бял офицер на бяло поле g6 · черен кон на бяло поле h5 · бяла пешка на черно поле d4 · бяла пешка на бяло поле a2 · бяла пешка на черно поле b2 · бяла пешка на бяло поле c2 · бяла пешка на черно поле f2 · черен офицер на бяло поле g2 · бяла пешка на черно поле h2 · бял топ на черно поле a1 · бял кон на бяло поле b1 · бял офицер на черно поле c1 · бял цар на черно поле e1 · бял кон на черно поле g1 · бял топ на бяло поле h1 | черен топ на бяло поле a8 · черен кон на черно поле b8 · черна дама на черно поле d8 · черен цар на бяло поле e8 · черен офицер на черно поле f8 · черен топ на черно поле h8 · черна пешка на черно поле a7 · черна пешка на черно поле c7 · черна пешка на бяло поле d7 · черна пешка на черно поле e7 · бяла пешка на бяло поле h7 · черна пешка на черно поле b6 · бял офицер на бяло поле g6 · черен кон на бяло поле h5 · бяла пешка на черно поле d4 · бяла пешка на бяло поле a2 · бяла пешка на черно поле b2 · бяла пешка на бяло поле c2 · бяла пешка на черно поле f2 · черен офицер на бяло поле g2 · бяла пешка на черно поле h2 · бял топ на черно поле a1 · бял кон на бяло поле b1 · бял офицер на черно поле c1 · бял цар на черно поле e1 · бял кон на черно поле g1 · бял топ на бяло поле h1 | черен топ на бяло поле a8 · черен кон на черно поле b8 · черна дама на черно поле d8 · черен цар на бяло поле e8 · черен офицер на черно поле f8 · черен топ на черно поле h8 · черна пешка на черно поле a7 · черна пешка на черно поле c7 · черна пешка на бяло поле d7 · черна пешка на черно поле e7 · бяла пешка на бяло поле h7 · черна пешка на черно поле b6 · бял офицер на бяло поле g6 · черен кон на бяло поле h5 · бяла пешка на черно поле d4 · бяла пешка на бяло поле a2 · бяла пешка на черно поле b2 · бяла пешка на бяло поле c2 · бяла пешка на черно поле f2 · черен офицер на бяло поле g2 · бяла пешка на черно поле h2 · бял топ на черно поле a1 · бял кон на бяло поле b1 · бял офицер на черно поле c1 · бял цар на черно поле e1 · бял кон на черно поле g1 · бял топ на бяло поле h1 | черен топ на бяло поле a8 · черен кон на черно поле b8 · черна дама на черно поле d8 · черен цар на бяло поле e8 · черен офицер на черно поле f8 · черен топ на черно поле h8 · черна пешка на черно поле a7 · черна пешка на черно поле c7 · черна пешка на бяло поле d7 · черна пешка на черно поле e7 · бяла пешка на бяло поле h7 · черна пешка на черно поле b6 · бял офицер на бяло поле g6 · черен кон на бяло поле h5 · бяла пешка на черно поле d4 · бяла пешка на бяло поле a2 · бяла пешка на черно поле b2 · бяла пешка на бяло поле c2 · бяла пешка на черно поле f2 · черен офицер на бяло поле g2 · бяла пешка на черно поле h2 · бял топ на черно поле a1 · бял кон на бяло поле b1 · бял офицер на черно поле c1 · бял цар на черно поле e1 · бял кон на черно поле g1 · бял топ на бяло поле h1 | 8 |
| 7 | черен топ на бяло поле a8 · черен кон на черно поле b8 · черна дама на черно поле d8 · черен цар на бяло поле e8 · черен офицер на черно поле f8 · черен топ на черно поле h8 · черна пешка на черно поле a7 · черна пешка на черно поле c7 · черна пешка на бяло поле d7 · черна пешка на черно поле e7 · бяла пешка на бяло поле h7 · черна пешка на черно поле b6 · бял офицер на бяло поле g6 · черен кон на бяло поле h5 · бяла пешка на черно поле d4 · бяла пешка на бяло поле a2 · бяла пешка на черно поле b2 · бяла пешка на бяло поле c2 · бяла пешка на черно поле f2 · черен офицер на бяло поле g2 · бяла пешка на черно поле h2 · бял топ на черно поле a1 · бял кон на бяло поле b1 · бял офицер на черно поле c1 · бял цар на черно поле e1 · бял кон на черно поле g1 · бял топ на бяло поле h1 | черен топ на бяло поле a8 · черен кон на черно поле b8 · черна дама на черно поле d8 · черен цар на бяло поле e8 · черен офицер на черно поле f8 · черен топ на черно поле h8 · черна пешка на черно поле a7 · черна пешка на черно поле c7 · черна пешка на бяло поле d7 · черна пешка на черно поле e7 · бяла пешка на бяло поле h7 · черна пешка на черно поле b6 · бял офицер на бяло поле g6 · черен кон на бяло поле h5 · бяла пешка на черно поле d4 · бяла пешка на бяло поле a2 · бяла пешка на черно поле b2 · бяла пешка на бяло поле c2 · бяла пешка на черно поле f2 · черен офицер на бяло поле g2 · бяла пешка на черно поле h2 · бял топ на черно поле a1 · бял кон на бяло поле b1 · бял офицер на черно поле c1 · бял цар на черно поле e1 · бял кон на черно поле g1 · бял топ на бяло поле h1 | черен топ на бяло поле a8 · черен кон на черно поле b8 · черна дама на черно поле d8 · черен цар на бяло поле e8 · черен офицер на черно поле f8 · черен топ на черно поле h8 · черна пешка на черно поле a7 · черна пешка на черно поле c7 · черна пешка на бяло поле d7 · черна пешка на черно поле e7 · бяла пешка на бяло поле h7 · черна пешка на черно поле b6 · бял офицер на бяло поле g6 · черен кон на бяло поле h5 · бяла пешка на черно поле d4 · бяла пешка на бяло поле a2 · бяла пешка на черно поле b2 · бяла пешка на бяло поле c2 · бяла пешка на черно поле f2 · черен офицер на бяло поле g2 · бяла пешка на черно поле h2 · бял топ на черно поле a1 · бял кон на бяло поле b1 · бял офицер на черно поле c1 · бял цар на черно поле e1 · бял кон на черно поле g1 · бял топ на бяло поле h1 | черен топ на бяло поле a8 · черен кон на черно поле b8 · черна дама на черно поле d8 · черен цар на бяло поле e8 · черен офицер на черно поле f8 · черен топ на черно поле h8 · черна пешка на черно поле a7 · черна пешка на черно поле c7 · черна пешка на бяло поле d7 · черна пешка на черно поле e7 · бяла пешка на бяло поле h7 · черна пешка на черно поле b6 · бял офицер на бяло поле g6 · черен кон на бяло поле h5 · бяла пешка на черно поле d4 · бяла пешка на бяло поле a2 · бяла пешка на черно поле b2 · бяла пешка на бяло поле c2 · бяла пешка на черно поле f2 · черен офицер на бяло поле g2 · бяла пешка на черно поле h2 · бял топ на черно поле a1 · бял кон на бяло поле b1 · бял офицер на черно поле c1 · бял цар на черно поле e1 · бял кон на черно поле g1 · бял топ на бяло поле h1 | черен топ на бяло поле a8 · черен кон на черно поле b8 · черна дама на черно поле d8 · черен цар на бяло поле e8 · черен офицер на черно поле f8 · черен топ на черно поле h8 · черна пешка на черно поле a7 · черна пешка на черно поле c7 · черна пешка на бяло поле d7 · черна пешка на черно поле e7 · бяла пешка на бяло поле h7 · черна пешка на черно поле b6 · бял офицер на бяло поле g6 · черен кон на бяло поле h5 · бяла пешка на черно поле d4 · бяла пешка на бяло поле a2 · бяла пешка на черно поле b2 · бяла пешка на бяло поле c2 · бяла пешка на черно поле f2 · черен офицер на бяло поле g2 · бяла пешка на черно поле h2 · бял топ на черно поле a1 · бял кон на бяло поле b1 · бял офицер на черно поле c1 · бял цар на черно поле e1 · бял кон на черно поле g1 · бял топ на бяло поле h1 | черен топ на бяло поле a8 · черен кон на черно поле b8 · черна дама на черно поле d8 · черен цар на бяло поле e8 · черен офицер на черно поле f8 · черен топ на черно поле h8 · черна пешка на черно поле a7 · черна пешка на черно поле c7 · черна пешка на бяло поле d7 · черна пешка на черно поле e7 · бяла пешка на бяло поле h7 · черна пешка на черно поле b6 · бял офицер на бяло поле g6 · черен кон на бяло поле h5 · бяла пешка на черно поле d4 · бяла пешка на бяло поле a2 · бяла пешка на черно поле b2 · бяла пешка на бяло поле c2 · бяла пешка на черно поле f2 · черен офицер на бяло поле g2 · бяла пешка на черно поле h2 · бял топ на черно поле a1 · бял кон на бяло поле b1 · бял офицер на черно поле c1 · бял цар на черно поле e1 · бял кон на черно поле g1 · бял топ на бяло поле h1 | черен топ на бяло поле a8 · черен кон на черно поле b8 · черна дама на черно поле d8 · черен цар на бяло поле e8 · черен офицер на черно поле f8 · черен топ на черно поле h8 · черна пешка на черно поле a7 · черна пешка на черно поле c7 · черна пешка на бяло поле d7 · черна пешка на черно поле e7 · бяла пешка на бяло поле h7 · черна пешка на черно поле b6 · бял офицер на бяло поле g6 · черен кон на бяло поле h5 · бяла пешка на черно поле d4 · бяла пешка на бяло поле a2 · бяла пешка на черно поле b2 · бяла пешка на бяло поле c2 · бяла пешка на черно поле f2 · черен офицер на бяло поле g2 · бяла пешка на черно поле h2 · бял топ на черно поле a1 · бял кон на бяло поле b1 · бял офицер на черно поле c1 · бял цар на черно поле e1 · бял кон на черно поле g1 · бял топ на бяло поле h1 | черен топ на бяло поле a8 · черен кон на черно поле b8 · черна дама на черно поле d8 · черен цар на бяло поле e8 · черен офицер на черно поле f8 · черен топ на черно поле h8 · черна пешка на черно поле a7 · черна пешка на черно поле c7 · черна пешка на бяло поле d7 · черна пешка на черно поле e7 · бяла пешка на бяло поле h7 · черна пешка на черно поле b6 · бял офицер на бяло поле g6 · черен кон на бяло поле h5 · бяла пешка на черно поле d4 · бяла пешка на бяло поле a2 · бяла пешка на черно поле b2 · бяла пешка на бяло поле c2 · бяла пешка на черно поле f2 · черен офицер на бяло поле g2 · бяла пешка на черно поле h2 · бял топ на черно поле a1 · бял кон на бяло поле b1 · бял офицер на черно поле c1 · бял цар на черно поле e1 · бял кон на черно поле g1 · бял топ на бяло поле h1 | 7 |
| 6 | черен топ на бяло поле a8 · черен кон на черно поле b8 · черна дама на черно поле d8 · черен цар на бяло поле e8 · черен офицер на черно поле f8 · черен топ на черно поле h8 · черна пешка на черно поле a7 · черна пешка на черно поле c7 · черна пешка на бяло поле d7 · черна пешка на черно поле e7 · бяла пешка на бяло поле h7 · черна пешка на черно поле b6 · бял офицер на бяло поле g6 · черен кон на бяло поле h5 · бяла пешка на черно поле d4 · бяла пешка на бяло поле a2 · бяла пешка на черно поле b2 · бяла пешка на бяло поле c2 · бяла пешка на черно поле f2 · черен офицер на бяло поле g2 · бяла пешка на черно поле h2 · бял топ на черно поле a1 · бял кон на бяло поле b1 · бял офицер на черно поле c1 · бял цар на черно поле e1 · бял кон на черно поле g1 · бял топ на бяло поле h1 | черен топ на бяло поле a8 · черен кон на черно поле b8 · черна дама на черно поле d8 · черен цар на бяло поле e8 · черен офицер на черно поле f8 · черен топ на черно поле h8 · черна пешка на черно поле a7 · черна пешка на черно поле c7 · черна пешка на бяло поле d7 · черна пешка на черно поле e7 · бяла пешка на бяло поле h7 · черна пешка на черно поле b6 · бял офицер на бяло поле g6 · черен кон на бяло поле h5 · бяла пешка на черно поле d4 · бяла пешка на бяло поле a2 · бяла пешка на черно поле b2 · бяла пешка на бяло поле c2 · бяла пешка на черно поле f2 · черен офицер на бяло поле g2 · бяла пешка на черно поле h2 · бял топ на черно поле a1 · бял кон на бяло поле b1 · бял офицер на черно поле c1 · бял цар на черно поле e1 · бял кон на черно поле g1 · бял топ на бяло поле h1 | черен топ на бяло поле a8 · черен кон на черно поле b8 · черна дама на черно поле d8 · черен цар на бяло поле e8 · черен офицер на черно поле f8 · черен топ на черно поле h8 · черна пешка на черно поле a7 · черна пешка на черно поле c7 · черна пешка на бяло поле d7 · черна пешка на черно поле e7 · бяла пешка на бяло поле h7 · черна пешка на черно поле b6 · бял офицер на бяло поле g6 · черен кон на бяло поле h5 · бяла пешка на черно поле d4 · бяла пешка на бяло поле a2 · бяла пешка на черно поле b2 · бяла пешка на бяло поле c2 · бяла пешка на черно поле f2 · черен офицер на бяло поле g2 · бяла пешка на черно поле h2 · бял топ на черно поле a1 · бял кон на бяло поле b1 · бял офицер на черно поле c1 · бял цар на черно поле e1 · бял кон на черно поле g1 · бял топ на бяло поле h1 | черен топ на бяло поле a8 · черен кон на черно поле b8 · черна дама на черно поле d8 · черен цар на бяло поле e8 · черен офицер на черно поле f8 · черен топ на черно поле h8 · черна пешка на черно поле a7 · черна пешка на черно поле c7 · черна пешка на бяло поле d7 · черна пешка на черно поле e7 · бяла пешка на бяло поле h7 · черна пешка на черно поле b6 · бял офицер на бяло поле g6 · черен кон на бяло поле h5 · бяла пешка на черно поле d4 · бяла пешка на бяло поле a2 · бяла пешка на черно поле b2 · бяла пешка на бяло поле c2 · бяла пешка на черно поле f2 · черен офицер на бяло поле g2 · бяла пешка на черно поле h2 · бял топ на черно поле a1 · бял кон на бяло поле b1 · бял офицер на черно поле c1 · бял цар на черно поле e1 · бял кон на черно поле g1 · бял топ на бяло поле h1 | черен топ на бяло поле a8 · черен кон на черно поле b8 · черна дама на черно поле d8 · черен цар на бяло поле e8 · черен офицер на черно поле f8 · черен топ на черно поле h8 · черна пешка на черно поле a7 · черна пешка на черно поле c7 · черна пешка на бяло поле d7 · черна пешка на черно поле e7 · бяла пешка на бяло поле h7 · черна пешка на черно поле b6 · бял офицер на бяло поле g6 · черен кон на бяло поле h5 · бяла пешка на черно поле d4 · бяла пешка на бяло поле a2 · бяла пешка на черно поле b2 · бяла пешка на бяло поле c2 · бяла пешка на черно поле f2 · черен офицер на бяло поле g2 · бяла пешка на черно поле h2 · бял топ на черно поле a1 · бял кон на бяло поле b1 · бял офицер на черно поле c1 · бял цар на черно поле e1 · бял кон на черно поле g1 · бял топ на бяло поле h1 | черен топ на бяло поле a8 · черен кон на черно поле b8 · черна дама на черно поле d8 · черен цар на бяло поле e8 · черен офицер на черно поле f8 · черен топ на черно поле h8 · черна пешка на черно поле a7 · черна пешка на черно поле c7 · черна пешка на бяло поле d7 · черна пешка на черно поле e7 · бяла пешка на бяло поле h7 · черна пешка на черно поле b6 · бял офицер на бяло поле g6 · черен кон на бяло поле h5 · бяла пешка на черно поле d4 · бяла пешка на бяло поле a2 · бяла пешка на черно поле b2 · бяла пешка на бяло поле c2 · бяла пешка на черно поле f2 · черен офицер на бяло поле g2 · бяла пешка на черно поле h2 · бял топ на черно поле a1 · бял кон на бяло поле b1 · бял офицер на черно поле c1 · бял цар на черно поле e1 · бял кон на черно поле g1 · бял топ на бяло поле h1 | черен топ на бяло поле a8 · черен кон на черно поле b8 · черна дама на черно поле d8 · черен цар на бяло поле e8 · черен офицер на черно поле f8 · черен топ на черно поле h8 · черна пешка на черно поле a7 · черна пешка на черно поле c7 · черна пешка на бяло поле d7 · черна пешка на черно поле e7 · бяла пешка на бяло поле h7 · черна пешка на черно поле b6 · бял офицер на бяло поле g6 · черен кон на бяло поле h5 · бяла пешка на черно поле d4 · бяла пешка на бяло поле a2 · бяла пешка на черно поле b2 · бяла пешка на бяло поле c2 · бяла пешка на черно поле f2 · черен офицер на бяло поле g2 · бяла пешка на черно поле h2 · бял топ на черно поле a1 · бял кон на бяло поле b1 · бял офицер на черно поле c1 · бял цар на черно поле e1 · бял кон на черно поле g1 · бял топ на бяло поле h1 | черен топ на бяло поле a8 · черен кон на черно поле b8 · черна дама на черно поле d8 · черен цар на бяло поле e8 · черен офицер на черно поле f8 · черен топ на черно поле h8 · черна пешка на черно поле a7 · черна пешка на черно поле c7 · черна пешка на бяло поле d7 · черна пешка на черно поле e7 · бяла пешка на бяло поле h7 · черна пешка на черно поле b6 · бял офицер на бяло поле g6 · черен кон на бяло поле h5 · бяла пешка на черно поле d4 · бяла пешка на бяло поле a2 · бяла пешка на черно поле b2 · бяла пешка на бяло поле c2 · бяла пешка на черно поле f2 · черен офицер на бяло поле g2 · бяла пешка на черно поле h2 · бял топ на черно поле a1 · бял кон на бяло поле b1 · бял офицер на черно поле c1 · бял цар на черно поле e1 · бял кон на черно поле g1 · бял топ на бяло поле h1 | 6 |
| 5 | черен топ на бяло поле a8 · черен кон на черно поле b8 · черна дама на черно поле d8 · черен цар на бяло поле e8 · черен офицер на черно поле f8 · черен топ на черно поле h8 · черна пешка на черно поле a7 · черна пешка на черно поле c7 · черна пешка на бяло поле d7 · черна пешка на черно поле e7 · бяла пешка на бяло поле h7 · черна пешка на черно поле b6 · бял офицер на бяло поле g6 · черен кон на бяло поле h5 · бяла пешка на черно поле d4 · бяла пешка на бяло поле a2 · бяла пешка на черно поле b2 · бяла пешка на бяло поле c2 · бяла пешка на черно поле f2 · черен офицер на бяло поле g2 · бяла пешка на черно поле h2 · бял топ на черно поле a1 · бял кон на бяло поле b1 · бял офицер на черно поле c1 · бял цар на черно поле e1 · бял кон на черно поле g1 · бял топ на бяло поле h1 | черен топ на бяло поле a8 · черен кон на черно поле b8 · черна дама на черно поле d8 · черен цар на бяло поле e8 · черен офицер на черно поле f8 · черен топ на черно поле h8 · черна пешка на черно поле a7 · черна пешка на черно поле c7 · черна пешка на бяло поле d7 · черна пешка на черно поле e7 · бяла пешка на бяло поле h7 · черна пешка на черно поле b6 · бял офицер на бяло поле g6 · черен кон на бяло поле h5 · бяла пешка на черно поле d4 · бяла пешка на бяло поле a2 · бяла пешка на черно поле b2 · бяла пешка на бяло поле c2 · бяла пешка на черно поле f2 · черен офицер на бяло поле g2 · бяла пешка на черно поле h2 · бял топ на черно поле a1 · бял кон на бяло поле b1 · бял офицер на черно поле c1 · бял цар на черно поле e1 · бял кон на черно поле g1 · бял топ на бяло поле h1 | черен топ на бяло поле a8 · черен кон на черно поле b8 · черна дама на черно поле d8 · черен цар на бяло поле e8 · черен офицер на черно поле f8 · черен топ на черно поле h8 · черна пешка на черно поле a7 · черна пешка на черно поле c7 · черна пешка на бяло поле d7 · черна пешка на черно поле e7 · бяла пешка на бяло поле h7 · черна пешка на черно поле b6 · бял офицер на бяло поле g6 · черен кон на бяло поле h5 · бяла пешка на черно поле d4 · бяла пешка на бяло поле a2 · бяла пешка на черно поле b2 · бяла пешка на бяло поле c2 · бяла пешка на черно поле f2 · черен офицер на бяло поле g2 · бяла пешка на черно поле h2 · бял топ на черно поле a1 · бял кон на бяло поле b1 · бял офицер на черно поле c1 · бял цар на черно поле e1 · бял кон на черно поле g1 · бял топ на бяло поле h1 | черен топ на бяло поле a8 · черен кон на черно поле b8 · черна дама на черно поле d8 · черен цар на бяло поле e8 · черен офицер на черно поле f8 · черен топ на черно поле h8 · черна пешка на черно поле a7 · черна пешка на черно поле c7 · черна пешка на бяло поле d7 · черна пешка на черно поле e7 · бяла пешка на бяло поле h7 · черна пешка на черно поле b6 · бял офицер на бяло поле g6 · черен кон на бяло поле h5 · бяла пешка на черно поле d4 · бяла пешка на бяло поле a2 · бяла пешка на черно поле b2 · бяла пешка на бяло поле c2 · бяла пешка на черно поле f2 · черен офицер на бяло поле g2 · бяла пешка на черно поле h2 · бял топ на черно поле a1 · бял кон на бяло поле b1 · бял офицер на черно поле c1 · бял цар на черно поле e1 · бял кон на черно поле g1 · бял топ на бяло поле h1 | черен топ на бяло поле a8 · черен кон на черно поле b8 · черна дама на черно поле d8 · черен цар на бяло поле e8 · черен офицер на черно поле f8 · черен топ на черно поле h8 · черна пешка на черно поле a7 · черна пешка на черно поле c7 · черна пешка на бяло поле d7 · черна пешка на черно поле e7 · бяла пешка на бяло поле h7 · черна пешка на черно поле b6 · бял офицер на бяло поле g6 · черен кон на бяло поле h5 · бяла пешка на черно поле d4 · бяла пешка на бяло поле a2 · бяла пешка на черно поле b2 · бяла пешка на бяло поле c2 · бяла пешка на черно поле f2 · черен офицер на бяло поле g2 · бяла пешка на черно поле h2 · бял топ на черно поле a1 · бял кон на бяло поле b1 · бял офицер на черно поле c1 · бял цар на черно поле e1 · бял кон на черно поле g1 · бял топ на бяло поле h1 | черен топ на бяло поле a8 · черен кон на черно поле b8 · черна дама на черно поле d8 · черен цар на бяло поле e8 · черен офицер на черно поле f8 · черен топ на черно поле h8 · черна пешка на черно поле a7 · черна пешка на черно поле c7 · черна пешка на бяло поле d7 · черна пешка на черно поле e7 · бяла пешка на бяло поле h7 · черна пешка на черно поле b6 · бял офицер на бяло поле g6 · черен кон на бяло поле h5 · бяла пешка на черно поле d4 · бяла пешка на бяло поле a2 · бяла пешка на черно поле b2 · бяла пешка на бяло поле c2 · бяла пешка на черно поле f2 · черен офицер на бяло поле g2 · бяла пешка на черно поле h2 · бял топ на черно поле a1 · бял кон на бяло поле b1 · бял офицер на черно поле c1 · бял цар на черно поле e1 · бял кон на черно поле g1 · бял топ на бяло поле h1 | черен топ на бяло поле a8 · черен кон на черно поле b8 · черна дама на черно поле d8 · черен цар на бяло поле e8 · черен офицер на черно поле f8 · черен топ на черно поле h8 · черна пешка на черно поле a7 · черна пешка на черно поле c7 · черна пешка на бяло поле d7 · черна пешка на черно поле e7 · бяла пешка на бяло поле h7 · черна пешка на черно поле b6 · бял офицер на бяло поле g6 · черен кон на бяло поле h5 · бяла пешка на черно поле d4 · бяла пешка на бяло поле a2 · бяла пешка на черно поле b2 · бяла пешка на бяло поле c2 · бяла пешка на черно поле f2 · черен офицер на бяло поле g2 · бяла пешка на черно поле h2 · бял топ на черно поле a1 · бял кон на бяло поле b1 · бял офицер на черно поле c1 · бял цар на черно поле e1 · бял кон на черно поле g1 · бял топ на бяло поле h1 | черен топ на бяло поле a8 · черен кон на черно поле b8 · черна дама на черно поле d8 · черен цар на бяло поле e8 · черен офицер на черно поле f8 · черен топ на черно поле h8 · черна пешка на черно поле a7 · черна пешка на черно поле c7 · черна пешка на бяло поле d7 · черна пешка на черно поле e7 · бяла пешка на бяло поле h7 · черна пешка на черно поле b6 · бял офицер на бяло поле g6 · черен кон на бяло поле h5 · бяла пешка на черно поле d4 · бяла пешка на бяло поле a2 · бяла пешка на черно поле b2 · бяла пешка на бяло поле c2 · бяла пешка на черно поле f2 · черен офицер на бяло поле g2 · бяла пешка на черно поле h2 · бял топ на черно поле a1 · бял кон на бяло поле b1 · бял офицер на черно поле c1 · бял цар на черно поле e1 · бял кон на черно поле g1 · бял топ на бяло поле h1 | 5 |
| 4 | черен топ на бяло поле a8 · черен кон на черно поле b8 · черна дама на черно поле d8 · черен цар на бяло поле e8 · черен офицер на черно поле f8 · черен топ на черно поле h8 · черна пешка на черно поле a7 · черна пешка на черно поле c7 · черна пешка на бяло поле d7 · черна пешка на черно поле e7 · бяла пешка на бяло поле h7 · черна пешка на черно поле b6 · бял офицер на бяло поле g6 · черен кон на бяло поле h5 · бяла пешка на черно поле d4 · бяла пешка на бяло поле a2 · бяла пешка на черно поле b2 · бяла пешка на бяло поле c2 · бяла пешка на черно поле f2 · черен офицер на бяло поле g2 · бяла пешка на черно поле h2 · бял топ на черно поле a1 · бял кон на бяло поле b1 · бял офицер на черно поле c1 · бял цар на черно поле e1 · бял кон на черно поле g1 · бял топ на бяло поле h1 | черен топ на бяло поле a8 · черен кон на черно поле b8 · черна дама на черно поле d8 · черен цар на бяло поле e8 · черен офицер на черно поле f8 · черен топ на черно поле h8 · черна пешка на черно поле a7 · черна пешка на черно поле c7 · черна пешка на бяло поле d7 · черна пешка на черно поле e7 · бяла пешка на бяло поле h7 · черна пешка на черно поле b6 · бял офицер на бяло поле g6 · черен кон на бяло поле h5 · бяла пешка на черно поле d4 · бяла пешка на бяло поле a2 · бяла пешка на черно поле b2 · бяла пешка на бяло поле c2 · бяла пешка на черно поле f2 · черен офицер на бяло поле g2 · бяла пешка на черно поле h2 · бял топ на черно поле a1 · бял кон на бяло поле b1 · бял офицер на черно поле c1 · бял цар на черно поле e1 · бял кон на черно поле g1 · бял топ на бяло поле h1 | черен топ на бяло поле a8 · черен кон на черно поле b8 · черна дама на черно поле d8 · черен цар на бяло поле e8 · черен офицер на черно поле f8 · черен топ на черно поле h8 · черна пешка на черно поле a7 · черна пешка на черно поле c7 · черна пешка на бяло поле d7 · черна пешка на черно поле e7 · бяла пешка на бяло поле h7 · черна пешка на черно поле b6 · бял офицер на бяло поле g6 · черен кон на бяло поле h5 · бяла пешка на черно поле d4 · бяла пешка на бяло поле a2 · бяла пешка на черно поле b2 · бяла пешка на бяло поле c2 · бяла пешка на черно поле f2 · черен офицер на бяло поле g2 · бяла пешка на черно поле h2 · бял топ на черно поле a1 · бял кон на бяло поле b1 · бял офицер на черно поле c1 · бял цар на черно поле e1 · бял кон на черно поле g1 · бял топ на бяло поле h1 | черен топ на бяло поле a8 · черен кон на черно поле b8 · черна дама на черно поле d8 · черен цар на бяло поле e8 · черен офицер на черно поле f8 · черен топ на черно поле h8 · черна пешка на черно поле a7 · черна пешка на черно поле c7 · черна пешка на бяло поле d7 · черна пешка на черно поле e7 · бяла пешка на бяло поле h7 · черна пешка на черно поле b6 · бял офицер на бяло поле g6 · черен кон на бяло поле h5 · бяла пешка на черно поле d4 · бяла пешка на бяло поле a2 · бяла пешка на черно поле b2 · бяла пешка на бяло поле c2 · бяла пешка на черно поле f2 · черен офицер на бяло поле g2 · бяла пешка на черно поле h2 · бял топ на черно поле a1 · бял кон на бяло поле b1 · бял офицер на черно поле c1 · бял цар на черно поле e1 · бял кон на черно поле g1 · бял топ на бяло поле h1 | черен топ на бяло поле a8 · черен кон на черно поле b8 · черна дама на черно поле d8 · черен цар на бяло поле e8 · черен офицер на черно поле f8 · черен топ на черно поле h8 · черна пешка на черно поле a7 · черна пешка на черно поле c7 · черна пешка на бяло поле d7 · черна пешка на черно поле e7 · бяла пешка на бяло поле h7 · черна пешка на черно поле b6 · бял офицер на бяло поле g6 · черен кон на бяло поле h5 · бяла пешка на черно поле d4 · бяла пешка на бяло поле a2 · бяла пешка на черно поле b2 · бяла пешка на бяло поле c2 · бяла пешка на черно поле f2 · черен офицер на бяло поле g2 · бяла пешка на черно поле h2 · бял топ на черно поле a1 · бял кон на бяло поле b1 · бял офицер на черно поле c1 · бял цар на черно поле e1 · бял кон на черно поле g1 · бял топ на бяло поле h1 | черен топ на бяло поле a8 · черен кон на черно поле b8 · черна дама на черно поле d8 · черен цар на бяло поле e8 · черен офицер на черно поле f8 · черен топ на черно поле h8 · черна пешка на черно поле a7 · черна пешка на черно поле c7 · черна пешка на бяло поле d7 · черна пешка на черно поле e7 · бяла пешка на бяло поле h7 · черна пешка на черно поле b6 · бял офицер на бяло поле g6 · черен кон на бяло поле h5 · бяла пешка на черно поле d4 · бяла пешка на бяло поле a2 · бяла пешка на черно поле b2 · бяла пешка на бяло поле c2 · бяла пешка на черно поле f2 · черен офицер на бяло поле g2 · бяла пешка на черно поле h2 · бял топ на черно поле a1 · бял кон на бяло поле b1 · бял офицер на черно поле c1 · бял цар на черно поле e1 · бял кон на черно поле g1 · бял топ на бяло поле h1 | черен топ на бяло поле a8 · черен кон на черно поле b8 · черна дама на черно поле d8 · черен цар на бяло поле e8 · черен офицер на черно поле f8 · черен топ на черно поле h8 · черна пешка на черно поле a7 · черна пешка на черно поле c7 · черна пешка на бяло поле d7 · черна пешка на черно поле e7 · бяла пешка на бяло поле h7 · черна пешка на черно поле b6 · бял офицер на бяло поле g6 · черен кон на бяло поле h5 · бяла пешка на черно поле d4 · бяла пешка на бяло поле a2 · бяла пешка на черно поле b2 · бяла пешка на бяло поле c2 · бяла пешка на черно поле f2 · черен офицер на бяло поле g2 · бяла пешка на черно поле h2 · бял топ на черно поле a1 · бял кон на бяло поле b1 · бял офицер на черно поле c1 · бял цар на черно поле e1 · бял кон на черно поле g1 · бял топ на бяло поле h1 | черен топ на бяло поле a8 · черен кон на черно поле b8 · черна дама на черно поле d8 · черен цар на бяло поле e8 · черен офицер на черно поле f8 · черен топ на черно поле h8 · черна пешка на черно поле a7 · черна пешка на черно поле c7 · черна пешка на бяло поле d7 · черна пешка на черно поле e7 · бяла пешка на бяло поле h7 · черна пешка на черно поле b6 · бял офицер на бяло поле g6 · черен кон на бяло поле h5 · бяла пешка на черно поле d4 · бяла пешка на бяло поле a2 · бяла пешка на черно поле b2 · бяла пешка на бяло поле c2 · бяла пешка на черно поле f2 · черен офицер на бяло поле g2 · бяла пешка на черно поле h2 · бял топ на черно поле a1 · бял кон на бяло поле b1 · бял офицер на черно поле c1 · бял цар на черно поле e1 · бял кон на черно поле g1 · бял топ на бяло поле h1 | 4 |
| 3 | черен топ на бяло поле a8 · черен кон на черно поле b8 · черна дама на черно поле d8 · черен цар на бяло поле e8 · черен офицер на черно поле f8 · черен топ на черно поле h8 · черна пешка на черно поле a7 · черна пешка на черно поле c7 · черна пешка на бяло поле d7 · черна пешка на черно поле e7 · бяла пешка на бяло поле h7 · черна пешка на черно поле b6 · бял офицер на бяло поле g6 · черен кон на бяло поле h5 · бяла пешка на черно поле d4 · бяла пешка на бяло поле a2 · бяла пешка на черно поле b2 · бяла пешка на бяло поле c2 · бяла пешка на черно поле f2 · черен офицер на бяло поле g2 · бяла пешка на черно поле h2 · бял топ на черно поле a1 · бял кон на бяло поле b1 · бял офицер на черно поле c1 · бял цар на черно поле e1 · бял кон на черно поле g1 · бял топ на бяло поле h1 | черен топ на бяло поле a8 · черен кон на черно поле b8 · черна дама на черно поле d8 · черен цар на бяло поле e8 · черен офицер на черно поле f8 · черен топ на черно поле h8 · черна пешка на черно поле a7 · черна пешка на черно поле c7 · черна пешка на бяло поле d7 · черна пешка на черно поле e7 · бяла пешка на бяло поле h7 · черна пешка на черно поле b6 · бял офицер на бяло поле g6 · черен кон на бяло поле h5 · бяла пешка на черно поле d4 · бяла пешка на бяло поле a2 · бяла пешка на черно поле b2 · бяла пешка на бяло поле c2 · бяла пешка на черно поле f2 · черен офицер на бяло поле g2 · бяла пешка на черно поле h2 · бял топ на черно поле a1 · бял кон на бяло поле b1 · бял офицер на черно поле c1 · бял цар на черно поле e1 · бял кон на черно поле g1 · бял топ на бяло поле h1 | черен топ на бяло поле a8 · черен кон на черно поле b8 · черна дама на черно поле d8 · черен цар на бяло поле e8 · черен офицер на черно поле f8 · черен топ на черно поле h8 · черна пешка на черно поле a7 · черна пешка на черно поле c7 · черна пешка на бяло поле d7 · черна пешка на черно поле e7 · бяла пешка на бяло поле h7 · черна пешка на черно поле b6 · бял офицер на бяло поле g6 · черен кон на бяло поле h5 · бяла пешка на черно поле d4 · бяла пешка на бяло поле a2 · бяла пешка на черно поле b2 · бяла пешка на бяло поле c2 · бяла пешка на черно поле f2 · черен офицер на бяло поле g2 · бяла пешка на черно поле h2 · бял топ на черно поле a1 · бял кон на бяло поле b1 · бял офицер на черно поле c1 · бял цар на черно поле e1 · бял кон на черно поле g1 · бял топ на бяло поле h1 | черен топ на бяло поле a8 · черен кон на черно поле b8 · черна дама на черно поле d8 · черен цар на бяло поле e8 · черен офицер на черно поле f8 · черен топ на черно поле h8 · черна пешка на черно поле a7 · черна пешка на черно поле c7 · черна пешка на бяло поле d7 · черна пешка на черно поле e7 · бяла пешка на бяло поле h7 · черна пешка на черно поле b6 · бял офицер на бяло поле g6 · черен кон на бяло поле h5 · бяла пешка на черно поле d4 · бяла пешка на бяло поле a2 · бяла пешка на черно поле b2 · бяла пешка на бяло поле c2 · бяла пешка на черно поле f2 · черен офицер на бяло поле g2 · бяла пешка на черно поле h2 · бял топ на черно поле a1 · бял кон на бяло поле b1 · бял офицер на черно поле c1 · бял цар на черно поле e1 · бял кон на черно поле g1 · бял топ на бяло поле h1 | черен топ на бяло поле a8 · черен кон на черно поле b8 · черна дама на черно поле d8 · черен цар на бяло поле e8 · черен офицер на черно поле f8 · черен топ на черно поле h8 · черна пешка на черно поле a7 · черна пешка на черно поле c7 · черна пешка на бяло поле d7 · черна пешка на черно поле e7 · бяла пешка на бяло поле h7 · черна пешка на черно поле b6 · бял офицер на бяло поле g6 · черен кон на бяло поле h5 · бяла пешка на черно поле d4 · бяла пешка на бяло поле a2 · бяла пешка на черно поле b2 · бяла пешка на бяло поле c2 · бяла пешка на черно поле f2 · черен офицер на бяло поле g2 · бяла пешка на черно поле h2 · бял топ на черно поле a1 · бял кон на бяло поле b1 · бял офицер на черно поле c1 · бял цар на черно поле e1 · бял кон на черно поле g1 · бял топ на бяло поле h1 | черен топ на бяло поле a8 · черен кон на черно поле b8 · черна дама на черно поле d8 · черен цар на бяло поле e8 · черен офицер на черно поле f8 · черен топ на черно поле h8 · черна пешка на черно поле a7 · черна пешка на черно поле c7 · черна пешка на бяло поле d7 · черна пешка на черно поле e7 · бяла пешка на бяло поле h7 · черна пешка на черно поле b6 · бял офицер на бяло поле g6 · черен кон на бяло поле h5 · бяла пешка на черно поле d4 · бяла пешка на бяло поле a2 · бяла пешка на черно поле b2 · бяла пешка на бяло поле c2 · бяла пешка на черно поле f2 · черен офицер на бяло поле g2 · бяла пешка на черно поле h2 · бял топ на черно поле a1 · бял кон на бяло поле b1 · бял офицер на черно поле c1 · бял цар на черно поле e1 · бял кон на черно поле g1 · бял топ на бяло поле h1 | черен топ на бяло поле a8 · черен кон на черно поле b8 · черна дама на черно поле d8 · черен цар на бяло поле e8 · черен офицер на черно поле f8 · черен топ на черно поле h8 · черна пешка на черно поле a7 · черна пешка на черно поле c7 · черна пешка на бяло поле d7 · черна пешка на черно поле e7 · бяла пешка на бяло поле h7 · черна пешка на черно поле b6 · бял офицер на бяло поле g6 · черен кон на бяло поле h5 · бяла пешка на черно поле d4 · бяла пешка на бяло поле a2 · бяла пешка на черно поле b2 · бяла пешка на бяло поле c2 · бяла пешка на черно поле f2 · черен офицер на бяло поле g2 · бяла пешка на черно поле h2 · бял топ на черно поле a1 · бял кон на бяло поле b1 · бял офицер на черно поле c1 · бял цар на черно поле e1 · бял кон на черно поле g1 · бял топ на бяло поле h1 | черен топ на бяло поле a8 · черен кон на черно поле b8 · черна дама на черно поле d8 · черен цар на бяло поле e8 · черен офицер на черно поле f8 · черен топ на черно поле h8 · черна пешка на черно поле a7 · черна пешка на черно поле c7 · черна пешка на бяло поле d7 · черна пешка на черно поле e7 · бяла пешка на бяло поле h7 · черна пешка на черно поле b6 · бял офицер на бяло поле g6 · черен кон на бяло поле h5 · бяла пешка на черно поле d4 · бяла пешка на бяло поле a2 · бяла пешка на черно поле b2 · бяла пешка на бяло поле c2 · бяла пешка на черно поле f2 · черен офицер на бяло поле g2 · бяла пешка на черно поле h2 · бял топ на черно поле a1 · бял кон на бяло поле b1 · бял офицер на черно поле c1 · бял цар на черно поле e1 · бял кон на черно поле g1 · бял топ на бяло поле h1 | 3 |
| 2 | черен топ на бяло поле a8 · черен кон на черно поле b8 · черна дама на черно поле d8 · черен цар на бяло поле e8 · черен офицер на черно поле f8 · черен топ на черно поле h8 · черна пешка на черно поле a7 · черна пешка на черно поле c7 · черна пешка на бяло поле d7 · черна пешка на черно поле e7 · бяла пешка на бяло поле h7 · черна пешка на черно поле b6 · бял офицер на бяло поле g6 · черен кон на бяло поле h5 · бяла пешка на черно поле d4 · бяла пешка на бяло поле a2 · бяла пешка на черно поле b2 · бяла пешка на бяло поле c2 · бяла пешка на черно поле f2 · черен офицер на бяло поле g2 · бяла пешка на черно поле h2 · бял топ на черно поле a1 · бял кон на бяло поле b1 · бял офицер на черно поле c1 · бял цар на черно поле e1 · бял кон на черно поле g1 · бял топ на бяло поле h1 | черен топ на бяло поле a8 · черен кон на черно поле b8 · черна дама на черно поле d8 · черен цар на бяло поле e8 · черен офицер на черно поле f8 · черен топ на черно поле h8 · черна пешка на черно поле a7 · черна пешка на черно поле c7 · черна пешка на бяло поле d7 · черна пешка на черно поле e7 · бяла пешка на бяло поле h7 · черна пешка на черно поле b6 · бял офицер на бяло поле g6 · черен кон на бяло поле h5 · бяла пешка на черно поле d4 · бяла пешка на бяло поле a2 · бяла пешка на черно поле b2 · бяла пешка на бяло поле c2 · бяла пешка на черно поле f2 · черен офицер на бяло поле g2 · бяла пешка на черно поле h2 · бял топ на черно поле a1 · бял кон на бяло поле b1 · бял офицер на черно поле c1 · бял цар на черно поле e1 · бял кон на черно поле g1 · бял топ на бяло поле h1 | черен топ на бяло поле a8 · черен кон на черно поле b8 · черна дама на черно поле d8 · черен цар на бяло поле e8 · черен офицер на черно поле f8 · черен топ на черно поле h8 · черна пешка на черно поле a7 · черна пешка на черно поле c7 · черна пешка на бяло поле d7 · черна пешка на черно поле e7 · бяла пешка на бяло поле h7 · черна пешка на черно поле b6 · бял офицер на бяло поле g6 · черен кон на бяло поле h5 · бяла пешка на черно поле d4 · бяла пешка на бяло поле a2 · бяла пешка на черно поле b2 · бяла пешка на бяло поле c2 · бяла пешка на черно поле f2 · черен офицер на бяло поле g2 · бяла пешка на черно поле h2 · бял топ на черно поле a1 · бял кон на бяло поле b1 · бял офицер на черно поле c1 · бял цар на черно поле e1 · бял кон на черно поле g1 · бял топ на бяло поле h1 | черен топ на бяло поле a8 · черен кон на черно поле b8 · черна дама на черно поле d8 · черен цар на бяло поле e8 · черен офицер на черно поле f8 · черен топ на черно поле h8 · черна пешка на черно поле a7 · черна пешка на черно поле c7 · черна пешка на бяло поле d7 · черна пешка на черно поле e7 · бяла пешка на бяло поле h7 · черна пешка на черно поле b6 · бял офицер на бяло поле g6 · черен кон на бяло поле h5 · бяла пешка на черно поле d4 · бяла пешка на бяло поле a2 · бяла пешка на черно поле b2 · бяла пешка на бяло поле c2 · бяла пешка на черно поле f2 · черен офицер на бяло поле g2 · бяла пешка на черно поле h2 · бял топ на черно поле a1 · бял кон на бяло поле b1 · бял офицер на черно поле c1 · бял цар на черно поле e1 · бял кон на черно поле g1 · бял топ на бяло поле h1 | черен топ на бяло поле a8 · черен кон на черно поле b8 · черна дама на черно поле d8 · черен цар на бяло поле e8 · черен офицер на черно поле f8 · черен топ на черно поле h8 · черна пешка на черно поле a7 · черна пешка на черно поле c7 · черна пешка на бяло поле d7 · черна пешка на черно поле e7 · бяла пешка на бяло поле h7 · черна пешка на черно поле b6 · бял офицер на бяло поле g6 · черен кон на бяло поле h5 · бяла пешка на черно поле d4 · бяла пешка на бяло поле a2 · бяла пешка на черно поле b2 · бяла пешка на бяло поле c2 · бяла пешка на черно поле f2 · черен офицер на бяло поле g2 · бяла пешка на черно поле h2 · бял топ на черно поле a1 · бял кон на бяло поле b1 · бял офицер на черно поле c1 · бял цар на черно поле e1 · бял кон на черно поле g1 · бял топ на бяло поле h1 | черен топ на бяло поле a8 · черен кон на черно поле b8 · черна дама на черно поле d8 · черен цар на бяло поле e8 · черен офицер на черно поле f8 · черен топ на черно поле h8 · черна пешка на черно поле a7 · черна пешка на черно поле c7 · черна пешка на бяло поле d7 · черна пешка на черно поле e7 · бяла пешка на бяло поле h7 · черна пешка на черно поле b6 · бял офицер на бяло поле g6 · черен кон на бяло поле h5 · бяла пешка на черно поле d4 · бяла пешка на бяло поле a2 · бяла пешка на черно поле b2 · бяла пешка на бяло поле c2 · бяла пешка на черно поле f2 · черен офицер на бяло поле g2 · бяла пешка на черно поле h2 · бял топ на черно поле a1 · бял кон на бяло поле b1 · бял офицер на черно поле c1 · бял цар на черно поле e1 · бял кон на черно поле g1 · бял топ на бяло поле h1 | черен топ на бяло поле a8 · черен кон на черно поле b8 · черна дама на черно поле d8 · черен цар на бяло поле e8 · черен офицер на черно поле f8 · черен топ на черно поле h8 · черна пешка на черно поле a7 · черна пешка на черно поле c7 · черна пешка на бяло поле d7 · черна пешка на черно поле e7 · бяла пешка на бяло поле h7 · черна пешка на черно поле b6 · бял офицер на бяло поле g6 · черен кон на бяло поле h5 · бяла пешка на черно поле d4 · бяла пешка на бяло поле a2 · бяла пешка на черно поле b2 · бяла пешка на бяло поле c2 · бяла пешка на черно поле f2 · черен офицер на бяло поле g2 · бяла пешка на черно поле h2 · бял топ на черно поле a1 · бял кон на бяло поле b1 · бял офицер на черно поле c1 · бял цар на черно поле e1 · бял кон на черно поле g1 · бял топ на бяло поле h1 | черен топ на бяло поле a8 · черен кон на черно поле b8 · черна дама на черно поле d8 · черен цар на бяло поле e8 · черен офицер на черно поле f8 · черен топ на черно поле h8 · черна пешка на черно поле a7 · черна пешка на черно поле c7 · черна пешка на бяло поле d7 · черна пешка на черно поле e7 · бяла пешка на бяло поле h7 · черна пешка на черно поле b6 · бял офицер на бяло поле g6 · черен кон на бяло поле h5 · бяла пешка на черно поле d4 · бяла пешка на бяло поле a2 · бяла пешка на черно поле b2 · бяла пешка на бяло поле c2 · бяла пешка на черно поле f2 · черен офицер на бяло поле g2 · бяла пешка на черно поле h2 · бял топ на черно поле a1 · бял кон на бяло поле b1 · бял офицер на черно поле c1 · бял цар на черно поле e1 · бял кон на черно поле g1 · бял топ на бяло поле h1 | 2 |
| 1 | черен топ на бяло поле a8 · черен кон на черно поле b8 · черна дама на черно поле d8 · черен цар на бяло поле e8 · черен офицер на черно поле f8 · черен топ на черно поле h8 · черна пешка на черно поле a7 · черна пешка на черно поле c7 · черна пешка на бяло поле d7 · черна пешка на черно поле e7 · бяла пешка на бяло поле h7 · черна пешка на черно поле b6 · бял офицер на бяло поле g6 · черен кон на бяло поле h5 · бяла пешка на черно поле d4 · бяла пешка на бяло поле a2 · бяла пешка на черно поле b2 · бяла пешка на бяло поле c2 · бяла пешка на черно поле f2 · черен офицер на бяло поле g2 · бяла пешка на черно поле h2 · бял топ на черно поле a1 · бял кон на бяло поле b1 · бял офицер на черно поле c1 · бял цар на черно поле e1 · бял кон на черно поле g1 · бял топ на бяло поле h1 | черен топ на бяло поле a8 · черен кон на черно поле b8 · черна дама на черно поле d8 · черен цар на бяло поле e8 · черен офицер на черно поле f8 · черен топ на черно поле h8 · черна пешка на черно поле a7 · черна пешка на черно поле c7 · черна пешка на бяло поле d7 · черна пешка на черно поле e7 · бяла пешка на бяло поле h7 · черна пешка на черно поле b6 · бял офицер на бяло поле g6 · черен кон на бяло поле h5 · бяла пешка на черно поле d4 · бяла пешка на бяло поле a2 · бяла пешка на черно поле b2 · бяла пешка на бяло поле c2 · бяла пешка на черно поле f2 · черен офицер на бяло поле g2 · бяла пешка на черно поле h2 · бял топ на черно поле a1 · бял кон на бяло поле b1 · бял офицер на черно поле c1 · бял цар на черно поле e1 · бял кон на черно поле g1 · бял топ на бяло поле h1 | черен топ на бяло поле a8 · черен кон на черно поле b8 · черна дама на черно поле d8 · черен цар на бяло поле e8 · черен офицер на черно поле f8 · черен топ на черно поле h8 · черна пешка на черно поле a7 · черна пешка на черно поле c7 · черна пешка на бяло поле d7 · черна пешка на черно поле e7 · бяла пешка на бяло поле h7 · черна пешка на черно поле b6 · бял офицер на бяло поле g6 · черен кон на бяло поле h5 · бяла пешка на черно поле d4 · бяла пешка на бяло поле a2 · бяла пешка на черно поле b2 · бяла пешка на бяло поле c2 · бяла пешка на черно поле f2 · черен офицер на бяло поле g2 · бяла пешка на черно поле h2 · бял топ на черно поле a1 · бял кон на бяло поле b1 · бял офицер на черно поле c1 · бял цар на черно поле e1 · бял кон на черно поле g1 · бял топ на бяло поле h1 | черен топ на бяло поле a8 · черен кон на черно поле b8 · черна дама на черно поле d8 · черен цар на бяло поле e8 · черен офицер на черно поле f8 · черен топ на черно поле h8 · черна пешка на черно поле a7 · черна пешка на черно поле c7 · черна пешка на бяло поле d7 · черна пешка на черно поле e7 · бяла пешка на бяло поле h7 · черна пешка на черно поле b6 · бял офицер на бяло поле g6 · черен кон на бяло поле h5 · бяла пешка на черно поле d4 · бяла пешка на бяло поле a2 · бяла пешка на черно поле b2 · бяла пешка на бяло поле c2 · бяла пешка на черно поле f2 · черен офицер на бяло поле g2 · бяла пешка на черно поле h2 · бял топ на черно поле a1 · бял кон на бяло поле b1 · бял офицер на черно поле c1 · бял цар на черно поле e1 · бял кон на черно поле g1 · бял топ на бяло поле h1 | черен топ на бяло поле a8 · черен кон на черно поле b8 · черна дама на черно поле d8 · черен цар на бяло поле e8 · черен офицер на черно поле f8 · черен топ на черно поле h8 · черна пешка на черно поле a7 · черна пешка на черно поле c7 · черна пешка на бяло поле d7 · черна пешка на черно поле e7 · бяла пешка на бяло поле h7 · черна пешка на черно поле b6 · бял офицер на бяло поле g6 · черен кон на бяло поле h5 · бяла пешка на черно поле d4 · бяла пешка на бяло поле a2 · бяла пешка на черно поле b2 · бяла пешка на бяло поле c2 · бяла пешка на черно поле f2 · черен офицер на бяло поле g2 · бяла пешка на черно поле h2 · бял топ на черно поле a1 · бял кон на бяло поле b1 · бял офицер на черно поле c1 · бял цар на черно поле e1 · бял кон на черно поле g1 · бял топ на бяло поле h1 | черен топ на бяло поле a8 · черен кон на черно поле b8 · черна дама на черно поле d8 · черен цар на бяло поле e8 · черен офицер на черно поле f8 · черен топ на черно поле h8 · черна пешка на черно поле a7 · черна пешка на черно поле c7 · черна пешка на бяло поле d7 · черна пешка на черно поле e7 · бяла пешка на бяло поле h7 · черна пешка на черно поле b6 · бял офицер на бяло поле g6 · черен кон на бяло поле h5 · бяла пешка на черно поле d4 · бяла пешка на бяло поле a2 · бяла пешка на черно поле b2 · бяла пешка на бяло поле c2 · бяла пешка на черно поле f2 · черен офицер на бяло поле g2 · бяла пешка на черно поле h2 · бял топ на черно поле a1 · бял кон на бяло поле b1 · бял офицер на черно поле c1 · бял цар на черно поле e1 · бял кон на черно поле g1 · бял топ на бяло поле h1 | черен топ на бяло поле a8 · черен кон на черно поле b8 · черна дама на черно поле d8 · черен цар на бяло поле e8 · черен офицер на черно поле f8 · черен топ на черно поле h8 · черна пешка на черно поле a7 · черна пешка на черно поле c7 · черна пешка на бяло поле d7 · черна пешка на черно поле e7 · бяла пешка на бяло поле h7 · черна пешка на черно поле b6 · бял офицер на бяло поле g6 · черен кон на бяло поле h5 · бяла пешка на черно поле d4 · бяла пешка на бяло поле a2 · бяла пешка на черно поле b2 · бяла пешка на бяло поле c2 · бяла пешка на черно поле f2 · черен офицер на бяло поле g2 · бяла пешка на черно поле h2 · бял топ на черно поле a1 · бял кон на бяло поле b1 · бял офицер на черно поле c1 · бял цар на черно поле e1 · бял кон на черно поле g1 · бял топ на бяло поле h1 | черен топ на бяло поле a8 · черен кон на черно поле b8 · черна дама на черно поле d8 · черен цар на бяло поле e8 · черен офицер на черно поле f8 · черен топ на черно поле h8 · черна пешка на черно поле a7 · черна пешка на черно поле c7 · черна пешка на бяло поле d7 · черна пешка на черно поле e7 · бяла пешка на бяло поле h7 · черна пешка на черно поле b6 · бял офицер на бяло поле g6 · черен кон на бяло поле h5 · бяла пешка на черно поле d4 · бяла пешка на бяло поле a2 · бяла пешка на черно поле b2 · бяла пешка на бяло поле c2 · бяла пешка на черно поле f2 · черен офицер на бяло поле g2 · бяла пешка на черно поле h2 · бял топ на черно поле a1 · бял кон на бяло поле b1 · бял офицер на черно поле c1 · бял цар на черно поле e1 · бял кон на черно поле g1 · бял топ на бяло поле h1 | 1 |
|   | a | b | c | d | e | f | g | h |   |

1. e4 b6 
2. d4 Оb7 
3. Оd3 f5?! (съмнителен ход) 
4. e:f5! О:g2
(диаграма 13)
Това е идеята на черните с хода 3...f5, която белите оставят да се развие, жертвайки материал за темпо и позиционно предимство. Черният офицер се стреми да улови топа, но пада в капана на белите след продължението, което черните не са пресметнали:
5. Дh5+ g6 6. f:g6 Кf6?? Това е сериозна грешка, която губи играта, по-добре е 6... Оg7.
7.g:h7+ K:h5 Изглежда невероятно, че белите са забравили дамата си, но това не е така, а проста примамка за матиране на следващия ход 8.Оg6Х (диаграма 14).

## Завличане в ендшпила
|   | a | b | c | d | e | f | g | h |   |
| 8 | черна пешка на черно поле f6 · бяла пешка на черно поле h6 · черен цар на бяло поле d5 · бял кон на бяло поле f5 · черен кон на черно поле g5 · черна пешка на бяло поле e4 · бяла пешка на бяло поле g4 · бяла пешка на бяло поле a2 · бял цар на бяло поле e2 | черна пешка на черно поле f6 · бяла пешка на черно поле h6 · черен цар на бяло поле d5 · бял кон на бяло поле f5 · черен кон на черно поле g5 · черна пешка на бяло поле e4 · бяла пешка на бяло поле g4 · бяла пешка на бяло поле a2 · бял цар на бяло поле e2 | черна пешка на черно поле f6 · бяла пешка на черно поле h6 · черен цар на бяло поле d5 · бял кон на бяло поле f5 · черен кон на черно поле g5 · черна пешка на бяло поле e4 · бяла пешка на бяло поле g4 · бяла пешка на бяло поле a2 · бял цар на бяло поле e2 | черна пешка на черно поле f6 · бяла пешка на черно поле h6 · черен цар на бяло поле d5 · бял кон на бяло поле f5 · черен кон на черно поле g5 · черна пешка на бяло поле e4 · бяла пешка на бяло поле g4 · бяла пешка на бяло поле a2 · бял цар на бяло поле e2 | черна пешка на черно поле f6 · бяла пешка на черно поле h6 · черен цар на бяло поле d5 · бял кон на бяло поле f5 · черен кон на черно поле g5 · черна пешка на бяло поле e4 · бяла пешка на бяло поле g4 · бяла пешка на бяло поле a2 · бял цар на бяло поле e2 | черна пешка на черно поле f6 · бяла пешка на черно поле h6 · черен цар на бяло поле d5 · бял кон на бяло поле f5 · черен кон на черно поле g5 · черна пешка на бяло поле e4 · бяла пешка на бяло поле g4 · бяла пешка на бяло поле a2 · бял цар на бяло поле e2 | черна пешка на черно поле f6 · бяла пешка на черно поле h6 · черен цар на бяло поле d5 · бял кон на бяло поле f5 · черен кон на черно поле g5 · черна пешка на бяло поле e4 · бяла пешка на бяло поле g4 · бяла пешка на бяло поле a2 · бял цар на бяло поле e2 | черна пешка на черно поле f6 · бяла пешка на черно поле h6 · черен цар на бяло поле d5 · бял кон на бяло поле f5 · черен кон на черно поле g5 · черна пешка на бяло поле e4 · бяла пешка на бяло поле g4 · бяла пешка на бяло поле a2 · бял цар на бяло поле e2 | 8 |
| 7 | черна пешка на черно поле f6 · бяла пешка на черно поле h6 · черен цар на бяло поле d5 · бял кон на бяло поле f5 · черен кон на черно поле g5 · черна пешка на бяло поле e4 · бяла пешка на бяло поле g4 · бяла пешка на бяло поле a2 · бял цар на бяло поле e2 | черна пешка на черно поле f6 · бяла пешка на черно поле h6 · черен цар на бяло поле d5 · бял кон на бяло поле f5 · черен кон на черно поле g5 · черна пешка на бяло поле e4 · бяла пешка на бяло поле g4 · бяла пешка на бяло поле a2 · бял цар на бяло поле e2 | черна пешка на черно поле f6 · бяла пешка на черно поле h6 · черен цар на бяло поле d5 · бял кон на бяло поле f5 · черен кон на черно поле g5 · черна пешка на бяло поле e4 · бяла пешка на бяло поле g4 · бяла пешка на бяло поле a2 · бял цар на бяло поле e2 | черна пешка на черно поле f6 · бяла пешка на черно поле h6 · черен цар на бяло поле d5 · бял кон на бяло поле f5 · черен кон на черно поле g5 · черна пешка на бяло поле e4 · бяла пешка на бяло поле g4 · бяла пешка на бяло поле a2 · бял цар на бяло поле e2 | черна пешка на черно поле f6 · бяла пешка на черно поле h6 · черен цар на бяло поле d5 · бял кон на бяло поле f5 · черен кон на черно поле g5 · черна пешка на бяло поле e4 · бяла пешка на бяло поле g4 · бяла пешка на бяло поле a2 · бял цар на бяло поле e2 | черна пешка на черно поле f6 · бяла пешка на черно поле h6 · черен цар на бяло поле d5 · бял кон на бяло поле f5 · черен кон на черно поле g5 · черна пешка на бяло поле e4 · бяла пешка на бяло поле g4 · бяла пешка на бяло поле a2 · бял цар на бяло поле e2 | черна пешка на черно поле f6 · бяла пешка на черно поле h6 · черен цар на бяло поле d5 · бял кон на бяло поле f5 · черен кон на черно поле g5 · черна пешка на бяло поле e4 · бяла пешка на бяло поле g4 · бяла пешка на бяло поле a2 · бял цар на бяло поле e2 | черна пешка на черно поле f6 · бяла пешка на черно поле h6 · черен цар на бяло поле d5 · бял кон на бяло поле f5 · черен кон на черно поле g5 · черна пешка на бяло поле e4 · бяла пешка на бяло поле g4 · бяла пешка на бяло поле a2 · бял цар на бяло поле e2 | 7 |
| 6 | черна пешка на черно поле f6 · бяла пешка на черно поле h6 · черен цар на бяло поле d5 · бял кон на бяло поле f5 · черен кон на черно поле g5 · черна пешка на бяло поле e4 · бяла пешка на бяло поле g4 · бяла пешка на бяло поле a2 · бял цар на бяло поле e2 | черна пешка на черно поле f6 · бяла пешка на черно поле h6 · черен цар на бяло поле d5 · бял кон на бяло поле f5 · черен кон на черно поле g5 · черна пешка на бяло поле e4 · бяла пешка на бяло поле g4 · бяла пешка на бяло поле a2 · бял цар на бяло поле e2 | черна пешка на черно поле f6 · бяла пешка на черно поле h6 · черен цар на бяло поле d5 · бял кон на бяло поле f5 · черен кон на черно поле g5 · черна пешка на бяло поле e4 · бяла пешка на бяло поле g4 · бяла пешка на бяло поле a2 · бял цар на бяло поле e2 | черна пешка на черно поле f6 · бяла пешка на черно поле h6 · черен цар на бяло поле d5 · бял кон на бяло поле f5 · черен кон на черно поле g5 · черна пешка на бяло поле e4 · бяла пешка на бяло поле g4 · бяла пешка на бяло поле a2 · бял цар на бяло поле e2 | черна пешка на черно поле f6 · бяла пешка на черно поле h6 · черен цар на бяло поле d5 · бял кон на бяло поле f5 · черен кон на черно поле g5 · черна пешка на бяло поле e4 · бяла пешка на бяло поле g4 · бяла пешка на бяло поле a2 · бял цар на бяло поле e2 | черна пешка на черно поле f6 · бяла пешка на черно поле h6 · черен цар на бяло поле d5 · бял кон на бяло поле f5 · черен кон на черно поле g5 · черна пешка на бяло поле e4 · бяла пешка на бяло поле g4 · бяла пешка на бяло поле a2 · бял цар на бяло поле e2 | черна пешка на черно поле f6 · бяла пешка на черно поле h6 · черен цар на бяло поле d5 · бял кон на бяло поле f5 · черен кон на черно поле g5 · черна пешка на бяло поле e4 · бяла пешка на бяло поле g4 · бяла пешка на бяло поле a2 · бял цар на бяло поле e2 | черна пешка на черно поле f6 · бяла пешка на черно поле h6 · черен цар на бяло поле d5 · бял кон на бяло поле f5 · черен кон на черно поле g5 · черна пешка на бяло поле e4 · бяла пешка на бяло поле g4 · бяла пешка на бяло поле a2 · бял цар на бяло поле e2 | 6 |
| 5 | черна пешка на черно поле f6 · бяла пешка на черно поле h6 · черен цар на бяло поле d5 · бял кон на бяло поле f5 · черен кон на черно поле g5 · черна пешка на бяло поле e4 · бяла пешка на бяло поле g4 · бяла пешка на бяло поле a2 · бял цар на бяло поле e2 | черна пешка на черно поле f6 · бяла пешка на черно поле h6 · черен цар на бяло поле d5 · бял кон на бяло поле f5 · черен кон на черно поле g5 · черна пешка на бяло поле e4 · бяла пешка на бяло поле g4 · бяла пешка на бяло поле a2 · бял цар на бяло поле e2 | черна пешка на черно поле f6 · бяла пешка на черно поле h6 · черен цар на бяло поле d5 · бял кон на бяло поле f5 · черен кон на черно поле g5 · черна пешка на бяло поле e4 · бяла пешка на бяло поле g4 · бяла пешка на бяло поле a2 · бял цар на бяло поле e2 | черна пешка на черно поле f6 · бяла пешка на черно поле h6 · черен цар на бяло поле d5 · бял кон на бяло поле f5 · черен кон на черно поле g5 · черна пешка на бяло поле e4 · бяла пешка на бяло поле g4 · бяла пешка на бяло поле a2 · бял цар на бяло поле e2 | черна пешка на черно поле f6 · бяла пешка на черно поле h6 · черен цар на бяло поле d5 · бял кон на бяло поле f5 · черен кон на черно поле g5 · черна пешка на бяло поле e4 · бяла пешка на бяло поле g4 · бяла пешка на бяло поле a2 · бял цар на бяло поле e2 | черна пешка на черно поле f6 · бяла пешка на черно поле h6 · черен цар на бяло поле d5 · бял кон на бяло поле f5 · черен кон на черно поле g5 · черна пешка на бяло поле e4 · бяла пешка на бяло поле g4 · бяла пешка на бяло поле a2 · бял цар на бяло поле e2 | черна пешка на черно поле f6 · бяла пешка на черно поле h6 · черен цар на бяло поле d5 · бял кон на бяло поле f5 · черен кон на черно поле g5 · черна пешка на бяло поле e4 · бяла пешка на бяло поле g4 · бяла пешка на бяло поле a2 · бял цар на бяло поле e2 | черна пешка на черно поле f6 · бяла пешка на черно поле h6 · черен цар на бяло поле d5 · бял кон на бяло поле f5 · черен кон на черно поле g5 · черна пешка на бяло поле e4 · бяла пешка на бяло поле g4 · бяла пешка на бяло поле a2 · бял цар на бяло поле e2 | 5 |
| 4 | черна пешка на черно поле f6 · бяла пешка на черно поле h6 · черен цар на бяло поле d5 · бял кон на бяло поле f5 · черен кон на черно поле g5 · черна пешка на бяло поле e4 · бяла пешка на бяло поле g4 · бяла пешка на бяло поле a2 · бял цар на бяло поле e2 | черна пешка на черно поле f6 · бяла пешка на черно поле h6 · черен цар на бяло поле d5 · бял кон на бяло поле f5 · черен кон на черно поле g5 · черна пешка на бяло поле e4 · бяла пешка на бяло поле g4 · бяла пешка на бяло поле a2 · бял цар на бяло поле e2 | черна пешка на черно поле f6 · бяла пешка на черно поле h6 · черен цар на бяло поле d5 · бял кон на бяло поле f5 · черен кон на черно поле g5 · черна пешка на бяло поле e4 · бяла пешка на бяло поле g4 · бяла пешка на бяло поле a2 · бял цар на бяло поле e2 | черна пешка на черно поле f6 · бяла пешка на черно поле h6 · черен цар на бяло поле d5 · бял кон на бяло поле f5 · черен кон на черно поле g5 · черна пешка на бяло поле e4 · бяла пешка на бяло поле g4 · бяла пешка на бяло поле a2 · бял цар на бяло поле e2 | черна пешка на черно поле f6 · бяла пешка на черно поле h6 · черен цар на бяло поле d5 · бял кон на бяло поле f5 · черен кон на черно поле g5 · черна пешка на бяло поле e4 · бяла пешка на бяло поле g4 · бяла пешка на бяло поле a2 · бял цар на бяло поле e2 | черна пешка на черно поле f6 · бяла пешка на черно поле h6 · черен цар на бяло поле d5 · бял кон на бяло поле f5 · черен кон на черно поле g5 · черна пешка на бяло поле e4 · бяла пешка на бяло поле g4 · бяла пешка на бяло поле a2 · бял цар на бяло поле e2 | черна пешка на черно поле f6 · бяла пешка на черно поле h6 · черен цар на бяло поле d5 · бял кон на бяло поле f5 · черен кон на черно поле g5 · черна пешка на бяло поле e4 · бяла пешка на бяло поле g4 · бяла пешка на бяло поле a2 · бял цар на бяло поле e2 | черна пешка на черно поле f6 · бяла пешка на черно поле h6 · черен цар на бяло поле d5 · бял кон на бяло поле f5 · черен кон на черно поле g5 · черна пешка на бяло поле e4 · бяла пешка на бяло поле g4 · бяла пешка на бяло поле a2 · бял цар на бяло поле e2 | 4 |
| 3 | черна пешка на черно поле f6 · бяла пешка на черно поле h6 · черен цар на бяло поле d5 · бял кон на бяло поле f5 · черен кон на черно поле g5 · черна пешка на бяло поле e4 · бяла пешка на бяло поле g4 · бяла пешка на бяло поле a2 · бял цар на бяло поле e2 | черна пешка на черно поле f6 · бяла пешка на черно поле h6 · черен цар на бяло поле d5 · бял кон на бяло поле f5 · черен кон на черно поле g5 · черна пешка на бяло поле e4 · бяла пешка на бяло поле g4 · бяла пешка на бяло поле a2 · бял цар на бяло поле e2 | черна пешка на черно поле f6 · бяла пешка на черно поле h6 · черен цар на бяло поле d5 · бял кон на бяло поле f5 · черен кон на черно поле g5 · черна пешка на бяло поле e4 · бяла пешка на бяло поле g4 · бяла пешка на бяло поле a2 · бял цар на бяло поле e2 | черна пешка на черно поле f6 · бяла пешка на черно поле h6 · черен цар на бяло поле d5 · бял кон на бяло поле f5 · черен кон на черно поле g5 · черна пешка на бяло поле e4 · бяла пешка на бяло поле g4 · бяла пешка на бяло поле a2 · бял цар на бяло поле e2 | черна пешка на черно поле f6 · бяла пешка на черно поле h6 · черен цар на бяло поле d5 · бял кон на бяло поле f5 · черен кон на черно поле g5 · черна пешка на бяло поле e4 · бяла пешка на бяло поле g4 · бяла пешка на бяло поле a2 · бял цар на бяло поле e2 | черна пешка на черно поле f6 · бяла пешка на черно поле h6 · черен цар на бяло поле d5 · бял кон на бяло поле f5 · черен кон на черно поле g5 · черна пешка на бяло поле e4 · бяла пешка на бяло поле g4 · бяла пешка на бяло поле a2 · бял цар на бяло поле e2 | черна пешка на черно поле f6 · бяла пешка на черно поле h6 · черен цар на бяло поле d5 · бял кон на бяло поле f5 · черен кон на черно поле g5 · черна пешка на бяло поле e4 · бяла пешка на бяло поле g4 · бяла пешка на бяло поле a2 · бял цар на бяло поле e2 | черна пешка на черно поле f6 · бяла пешка на черно поле h6 · черен цар на бяло поле d5 · бял кон на бяло поле f5 · черен кон на черно поле g5 · черна пешка на бяло поле e4 · бяла пешка на бяло поле g4 · бяла пешка на бяло поле a2 · бял цар на бяло поле e2 | 3 |
| 2 | черна пешка на черно поле f6 · бяла пешка на черно поле h6 · черен цар на бяло поле d5 · бял кон на бяло поле f5 · черен кон на черно поле g5 · черна пешка на бяло поле e4 · бяла пешка на бяло поле g4 · бяла пешка на бяло поле a2 · бял цар на бяло поле e2 | черна пешка на черно поле f6 · бяла пешка на черно поле h6 · черен цар на бяло поле d5 · бял кон на бяло поле f5 · черен кон на черно поле g5 · черна пешка на бяло поле e4 · бяла пешка на бяло поле g4 · бяла пешка на бяло поле a2 · бял цар на бяло поле e2 | черна пешка на черно поле f6 · бяла пешка на черно поле h6 · черен цар на бяло поле d5 · бял кон на бяло поле f5 · черен кон на черно поле g5 · черна пешка на бяло поле e4 · бяла пешка на бяло поле g4 · бяла пешка на бяло поле a2 · бял цар на бяло поле e2 | черна пешка на черно поле f6 · бяла пешка на черно поле h6 · черен цар на бяло поле d5 · бял кон на бяло поле f5 · черен кон на черно поле g5 · черна пешка на бяло поле e4 · бяла пешка на бяло поле g4 · бяла пешка на бяло поле a2 · бял цар на бяло поле e2 | черна пешка на черно поле f6 · бяла пешка на черно поле h6 · черен цар на бяло поле d5 · бял кон на бяло поле f5 · черен кон на черно поле g5 · черна пешка на бяло поле e4 · бяла пешка на бяло поле g4 · бяла пешка на бяло поле a2 · бял цар на бяло поле e2 | черна пешка на черно поле f6 · бяла пешка на черно поле h6 · черен цар на бяло поле d5 · бял кон на бяло поле f5 · черен кон на черно поле g5 · черна пешка на бяло поле e4 · бяла пешка на бяло поле g4 · бяла пешка на бяло поле a2 · бял цар на бяло поле e2 | черна пешка на черно поле f6 · бяла пешка на черно поле h6 · черен цар на бяло поле d5 · бял кон на бяло поле f5 · черен кон на черно поле g5 · черна пешка на бяло поле e4 · бяла пешка на бяло поле g4 · бяла пешка на бяло поле a2 · бял цар на бяло поле e2 | черна пешка на черно поле f6 · бяла пешка на черно поле h6 · черен цар на бяло поле d5 · бял кон на бяло поле f5 · черен кон на черно поле g5 · черна пешка на бяло поле e4 · бяла пешка на бяло поле g4 · бяла пешка на бяло поле a2 · бял цар на бяло поле e2 | 2 |
| 1 | черна пешка на черно поле f6 · бяла пешка на черно поле h6 · черен цар на бяло поле d5 · бял кон на бяло поле f5 · черен кон на черно поле g5 · черна пешка на бяло поле e4 · бяла пешка на бяло поле g4 · бяла пешка на бяло поле a2 · бял цар на бяло поле e2 | черна пешка на черно поле f6 · бяла пешка на черно поле h6 · черен цар на бяло поле d5 · бял кон на бяло поле f5 · черен кон на черно поле g5 · черна пешка на бяло поле e4 · бяла пешка на бяло поле g4 · бяла пешка на бяло поле a2 · бял цар на бяло поле e2 | черна пешка на черно поле f6 · бяла пешка на черно поле h6 · черен цар на бяло поле d5 · бял кон на бяло поле f5 · черен кон на черно поле g5 · черна пешка на бяло поле e4 · бяла пешка на бяло поле g4 · бяла пешка на бяло поле a2 · бял цар на бяло поле e2 | черна пешка на черно поле f6 · бяла пешка на черно поле h6 · черен цар на бяло поле d5 · бял кон на бяло поле f5 · черен кон на черно поле g5 · черна пешка на бяло поле e4 · бяла пешка на бяло поле g4 · бяла пешка на бяло поле a2 · бял цар на бяло поле e2 | черна пешка на черно поле f6 · бяла пешка на черно поле h6 · черен цар на бяло поле d5 · бял кон на бяло поле f5 · черен кон на черно поле g5 · черна пешка на бяло поле e4 · бяла пешка на бяло поле g4 · бяла пешка на бяло поле a2 · бял цар на бяло поле e2 | черна пешка на черно поле f6 · бяла пешка на черно поле h6 · черен цар на бяло поле d5 · бял кон на бяло поле f5 · черен кон на черно поле g5 · черна пешка на бяло поле e4 · бяла пешка на бяло поле g4 · бяла пешка на бяло поле a2 · бял цар на бяло поле e2 | черна пешка на черно поле f6 · бяла пешка на черно поле h6 · черен цар на бяло поле d5 · бял кон на бяло поле f5 · черен кон на черно поле g5 · черна пешка на бяло поле e4 · бяла пешка на бяло поле g4 · бяла пешка на бяло поле a2 · бял цар на бяло поле e2 | черна пешка на черно поле f6 · бяла пешка на черно поле h6 · черен цар на бяло поле d5 · бял кон на бяло поле f5 · черен кон на черно поле g5 · черна пешка на бяло поле e4 · бяла пешка на бяло поле g4 · бяла пешка на бяло поле a2 · бял цар на бяло поле e2 | 1 |
|   | a | b | c | d | e | f | g | h |   |

В играта Борислав Ивков – Марк Тайманов, Белград 1956 г.  черните се отказват от показаната позиция на диаграма 15, защото белите имат лесна победа, използвайки проходната си пешка a2 като примамка, за да завлекат царя на черните далеч от центъра и към дамския фланг, което позволява лесно произвеждане на пешката h6.

## В шахматната композиция
Примамването е често срещана тактическа тема в шахматната композиция. В етюда на диаграма 16 с 4+4 фигури белите са на ход и трябва да спечелят.
|   | a | b | c | d | e | f | g | h |   |
| 8 | бял цар на бяло поле a8 · черен офицер на черно поле f8 · черен цар на бяло поле d7 · бяла пешка на черно поле b6 · черен топ на черно поле h6 · бял кон на бяло поле b5 · черна пешка на бяло поле d5 · бял офицер на черно поле d4 | бял цар на бяло поле a8 · черен офицер на черно поле f8 · черен цар на бяло поле d7 · бяла пешка на черно поле b6 · черен топ на черно поле h6 · бял кон на бяло поле b5 · черна пешка на бяло поле d5 · бял офицер на черно поле d4 | бял цар на бяло поле a8 · черен офицер на черно поле f8 · черен цар на бяло поле d7 · бяла пешка на черно поле b6 · черен топ на черно поле h6 · бял кон на бяло поле b5 · черна пешка на бяло поле d5 · бял офицер на черно поле d4 | бял цар на бяло поле a8 · черен офицер на черно поле f8 · черен цар на бяло поле d7 · бяла пешка на черно поле b6 · черен топ на черно поле h6 · бял кон на бяло поле b5 · черна пешка на бяло поле d5 · бял офицер на черно поле d4 | бял цар на бяло поле a8 · черен офицер на черно поле f8 · черен цар на бяло поле d7 · бяла пешка на черно поле b6 · черен топ на черно поле h6 · бял кон на бяло поле b5 · черна пешка на бяло поле d5 · бял офицер на черно поле d4 | бял цар на бяло поле a8 · черен офицер на черно поле f8 · черен цар на бяло поле d7 · бяла пешка на черно поле b6 · черен топ на черно поле h6 · бял кон на бяло поле b5 · черна пешка на бяло поле d5 · бял офицер на черно поле d4 | бял цар на бяло поле a8 · черен офицер на черно поле f8 · черен цар на бяло поле d7 · бяла пешка на черно поле b6 · черен топ на черно поле h6 · бял кон на бяло поле b5 · черна пешка на бяло поле d5 · бял офицер на черно поле d4 | бял цар на бяло поле a8 · черен офицер на черно поле f8 · черен цар на бяло поле d7 · бяла пешка на черно поле b6 · черен топ на черно поле h6 · бял кон на бяло поле b5 · черна пешка на бяло поле d5 · бял офицер на черно поле d4 | 8 |
| 7 | бял цар на бяло поле a8 · черен офицер на черно поле f8 · черен цар на бяло поле d7 · бяла пешка на черно поле b6 · черен топ на черно поле h6 · бял кон на бяло поле b5 · черна пешка на бяло поле d5 · бял офицер на черно поле d4 | бял цар на бяло поле a8 · черен офицер на черно поле f8 · черен цар на бяло поле d7 · бяла пешка на черно поле b6 · черен топ на черно поле h6 · бял кон на бяло поле b5 · черна пешка на бяло поле d5 · бял офицер на черно поле d4 | бял цар на бяло поле a8 · черен офицер на черно поле f8 · черен цар на бяло поле d7 · бяла пешка на черно поле b6 · черен топ на черно поле h6 · бял кон на бяло поле b5 · черна пешка на бяло поле d5 · бял офицер на черно поле d4 | бял цар на бяло поле a8 · черен офицер на черно поле f8 · черен цар на бяло поле d7 · бяла пешка на черно поле b6 · черен топ на черно поле h6 · бял кон на бяло поле b5 · черна пешка на бяло поле d5 · бял офицер на черно поле d4 | бял цар на бяло поле a8 · черен офицер на черно поле f8 · черен цар на бяло поле d7 · бяла пешка на черно поле b6 · черен топ на черно поле h6 · бял кон на бяло поле b5 · черна пешка на бяло поле d5 · бял офицер на черно поле d4 | бял цар на бяло поле a8 · черен офицер на черно поле f8 · черен цар на бяло поле d7 · бяла пешка на черно поле b6 · черен топ на черно поле h6 · бял кон на бяло поле b5 · черна пешка на бяло поле d5 · бял офицер на черно поле d4 | бял цар на бяло поле a8 · черен офицер на черно поле f8 · черен цар на бяло поле d7 · бяла пешка на черно поле b6 · черен топ на черно поле h6 · бял кон на бяло поле b5 · черна пешка на бяло поле d5 · бял офицер на черно поле d4 | бял цар на бяло поле a8 · черен офицер на черно поле f8 · черен цар на бяло поле d7 · бяла пешка на черно поле b6 · черен топ на черно поле h6 · бял кон на бяло поле b5 · черна пешка на бяло поле d5 · бял офицер на черно поле d4 | 7 |
| 6 | бял цар на бяло поле a8 · черен офицер на черно поле f8 · черен цар на бяло поле d7 · бяла пешка на черно поле b6 · черен топ на черно поле h6 · бял кон на бяло поле b5 · черна пешка на бяло поле d5 · бял офицер на черно поле d4 | бял цар на бяло поле a8 · черен офицер на черно поле f8 · черен цар на бяло поле d7 · бяла пешка на черно поле b6 · черен топ на черно поле h6 · бял кон на бяло поле b5 · черна пешка на бяло поле d5 · бял офицер на черно поле d4 | бял цар на бяло поле a8 · черен офицер на черно поле f8 · черен цар на бяло поле d7 · бяла пешка на черно поле b6 · черен топ на черно поле h6 · бял кон на бяло поле b5 · черна пешка на бяло поле d5 · бял офицер на черно поле d4 | бял цар на бяло поле a8 · черен офицер на черно поле f8 · черен цар на бяло поле d7 · бяла пешка на черно поле b6 · черен топ на черно поле h6 · бял кон на бяло поле b5 · черна пешка на бяло поле d5 · бял офицер на черно поле d4 | бял цар на бяло поле a8 · черен офицер на черно поле f8 · черен цар на бяло поле d7 · бяла пешка на черно поле b6 · черен топ на черно поле h6 · бял кон на бяло поле b5 · черна пешка на бяло поле d5 · бял офицер на черно поле d4 | бял цар на бяло поле a8 · черен офицер на черно поле f8 · черен цар на бяло поле d7 · бяла пешка на черно поле b6 · черен топ на черно поле h6 · бял кон на бяло поле b5 · черна пешка на бяло поле d5 · бял офицер на черно поле d4 | бял цар на бяло поле a8 · черен офицер на черно поле f8 · черен цар на бяло поле d7 · бяла пешка на черно поле b6 · черен топ на черно поле h6 · бял кон на бяло поле b5 · черна пешка на бяло поле d5 · бял офицер на черно поле d4 | бял цар на бяло поле a8 · черен офицер на черно поле f8 · черен цар на бяло поле d7 · бяла пешка на черно поле b6 · черен топ на черно поле h6 · бял кон на бяло поле b5 · черна пешка на бяло поле d5 · бял офицер на черно поле d4 | 6 |
| 5 | бял цар на бяло поле a8 · черен офицер на черно поле f8 · черен цар на бяло поле d7 · бяла пешка на черно поле b6 · черен топ на черно поле h6 · бял кон на бяло поле b5 · черна пешка на бяло поле d5 · бял офицер на черно поле d4 | бял цар на бяло поле a8 · черен офицер на черно поле f8 · черен цар на бяло поле d7 · бяла пешка на черно поле b6 · черен топ на черно поле h6 · бял кон на бяло поле b5 · черна пешка на бяло поле d5 · бял офицер на черно поле d4 | бял цар на бяло поле a8 · черен офицер на черно поле f8 · черен цар на бяло поле d7 · бяла пешка на черно поле b6 · черен топ на черно поле h6 · бял кон на бяло поле b5 · черна пешка на бяло поле d5 · бял офицер на черно поле d4 | бял цар на бяло поле a8 · черен офицер на черно поле f8 · черен цар на бяло поле d7 · бяла пешка на черно поле b6 · черен топ на черно поле h6 · бял кон на бяло поле b5 · черна пешка на бяло поле d5 · бял офицер на черно поле d4 | бял цар на бяло поле a8 · черен офицер на черно поле f8 · черен цар на бяло поле d7 · бяла пешка на черно поле b6 · черен топ на черно поле h6 · бял кон на бяло поле b5 · черна пешка на бяло поле d5 · бял офицер на черно поле d4 | бял цар на бяло поле a8 · черен офицер на черно поле f8 · черен цар на бяло поле d7 · бяла пешка на черно поле b6 · черен топ на черно поле h6 · бял кон на бяло поле b5 · черна пешка на бяло поле d5 · бял офицер на черно поле d4 | бял цар на бяло поле a8 · черен офицер на черно поле f8 · черен цар на бяло поле d7 · бяла пешка на черно поле b6 · черен топ на черно поле h6 · бял кон на бяло поле b5 · черна пешка на бяло поле d5 · бял офицер на черно поле d4 | бял цар на бяло поле a8 · черен офицер на черно поле f8 · черен цар на бяло поле d7 · бяла пешка на черно поле b6 · черен топ на черно поле h6 · бял кон на бяло поле b5 · черна пешка на бяло поле d5 · бял офицер на черно поле d4 | 5 |
| 4 | бял цар на бяло поле a8 · черен офицер на черно поле f8 · черен цар на бяло поле d7 · бяла пешка на черно поле b6 · черен топ на черно поле h6 · бял кон на бяло поле b5 · черна пешка на бяло поле d5 · бял офицер на черно поле d4 | бял цар на бяло поле a8 · черен офицер на черно поле f8 · черен цар на бяло поле d7 · бяла пешка на черно поле b6 · черен топ на черно поле h6 · бял кон на бяло поле b5 · черна пешка на бяло поле d5 · бял офицер на черно поле d4 | бял цар на бяло поле a8 · черен офицер на черно поле f8 · черен цар на бяло поле d7 · бяла пешка на черно поле b6 · черен топ на черно поле h6 · бял кон на бяло поле b5 · черна пешка на бяло поле d5 · бял офицер на черно поле d4 | бял цар на бяло поле a8 · черен офицер на черно поле f8 · черен цар на бяло поле d7 · бяла пешка на черно поле b6 · черен топ на черно поле h6 · бял кон на бяло поле b5 · черна пешка на бяло поле d5 · бял офицер на черно поле d4 | бял цар на бяло поле a8 · черен офицер на черно поле f8 · черен цар на бяло поле d7 · бяла пешка на черно поле b6 · черен топ на черно поле h6 · бял кон на бяло поле b5 · черна пешка на бяло поле d5 · бял офицер на черно поле d4 | бял цар на бяло поле a8 · черен офицер на черно поле f8 · черен цар на бяло поле d7 · бяла пешка на черно поле b6 · черен топ на черно поле h6 · бял кон на бяло поле b5 · черна пешка на бяло поле d5 · бял офицер на черно поле d4 | бял цар на бяло поле a8 · черен офицер на черно поле f8 · черен цар на бяло поле d7 · бяла пешка на черно поле b6 · черен топ на черно поле h6 · бял кон на бяло поле b5 · черна пешка на бяло поле d5 · бял офицер на черно поле d4 | бял цар на бяло поле a8 · черен офицер на черно поле f8 · черен цар на бяло поле d7 · бяла пешка на черно поле b6 · черен топ на черно поле h6 · бял кон на бяло поле b5 · черна пешка на бяло поле d5 · бял офицер на черно поле d4 | 4 |
| 3 | бял цар на бяло поле a8 · черен офицер на черно поле f8 · черен цар на бяло поле d7 · бяла пешка на черно поле b6 · черен топ на черно поле h6 · бял кон на бяло поле b5 · черна пешка на бяло поле d5 · бял офицер на черно поле d4 | бял цар на бяло поле a8 · черен офицер на черно поле f8 · черен цар на бяло поле d7 · бяла пешка на черно поле b6 · черен топ на черно поле h6 · бял кон на бяло поле b5 · черна пешка на бяло поле d5 · бял офицер на черно поле d4 | бял цар на бяло поле a8 · черен офицер на черно поле f8 · черен цар на бяло поле d7 · бяла пешка на черно поле b6 · черен топ на черно поле h6 · бял кон на бяло поле b5 · черна пешка на бяло поле d5 · бял офицер на черно поле d4 | бял цар на бяло поле a8 · черен офицер на черно поле f8 · черен цар на бяло поле d7 · бяла пешка на черно поле b6 · черен топ на черно поле h6 · бял кон на бяло поле b5 · черна пешка на бяло поле d5 · бял офицер на черно поле d4 | бял цар на бяло поле a8 · черен офицер на черно поле f8 · черен цар на бяло поле d7 · бяла пешка на черно поле b6 · черен топ на черно поле h6 · бял кон на бяло поле b5 · черна пешка на бяло поле d5 · бял офицер на черно поле d4 | бял цар на бяло поле a8 · черен офицер на черно поле f8 · черен цар на бяло поле d7 · бяла пешка на черно поле b6 · черен топ на черно поле h6 · бял кон на бяло поле b5 · черна пешка на бяло поле d5 · бял офицер на черно поле d4 | бял цар на бяло поле a8 · черен офицер на черно поле f8 · черен цар на бяло поле d7 · бяла пешка на черно поле b6 · черен топ на черно поле h6 · бял кон на бяло поле b5 · черна пешка на бяло поле d5 · бял офицер на черно поле d4 | бял цар на бяло поле a8 · черен офицер на черно поле f8 · черен цар на бяло поле d7 · бяла пешка на черно поле b6 · черен топ на черно поле h6 · бял кон на бяло поле b5 · черна пешка на бяло поле d5 · бял офицер на черно поле d4 | 3 |
| 2 | бял цар на бяло поле a8 · черен офицер на черно поле f8 · черен цар на бяло поле d7 · бяла пешка на черно поле b6 · черен топ на черно поле h6 · бял кон на бяло поле b5 · черна пешка на бяло поле d5 · бял офицер на черно поле d4 | бял цар на бяло поле a8 · черен офицер на черно поле f8 · черен цар на бяло поле d7 · бяла пешка на черно поле b6 · черен топ на черно поле h6 · бял кон на бяло поле b5 · черна пешка на бяло поле d5 · бял офицер на черно поле d4 | бял цар на бяло поле a8 · черен офицер на черно поле f8 · черен цар на бяло поле d7 · бяла пешка на черно поле b6 · черен топ на черно поле h6 · бял кон на бяло поле b5 · черна пешка на бяло поле d5 · бял офицер на черно поле d4 | бял цар на бяло поле a8 · черен офицер на черно поле f8 · черен цар на бяло поле d7 · бяла пешка на черно поле b6 · черен топ на черно поле h6 · бял кон на бяло поле b5 · черна пешка на бяло поле d5 · бял офицер на черно поле d4 | бял цар на бяло поле a8 · черен офицер на черно поле f8 · черен цар на бяло поле d7 · бяла пешка на черно поле b6 · черен топ на черно поле h6 · бял кон на бяло поле b5 · черна пешка на бяло поле d5 · бял офицер на черно поле d4 | бял цар на бяло поле a8 · черен офицер на черно поле f8 · черен цар на бяло поле d7 · бяла пешка на черно поле b6 · черен топ на черно поле h6 · бял кон на бяло поле b5 · черна пешка на бяло поле d5 · бял офицер на черно поле d4 | бял цар на бяло поле a8 · черен офицер на черно поле f8 · черен цар на бяло поле d7 · бяла пешка на черно поле b6 · черен топ на черно поле h6 · бял кон на бяло поле b5 · черна пешка на бяло поле d5 · бял офицер на черно поле d4 | бял цар на бяло поле a8 · черен офицер на черно поле f8 · черен цар на бяло поле d7 · бяла пешка на черно поле b6 · черен топ на черно поле h6 · бял кон на бяло поле b5 · черна пешка на бяло поле d5 · бял офицер на черно поле d4 | 2 |
| 1 | бял цар на бяло поле a8 · черен офицер на черно поле f8 · черен цар на бяло поле d7 · бяла пешка на черно поле b6 · черен топ на черно поле h6 · бял кон на бяло поле b5 · черна пешка на бяло поле d5 · бял офицер на черно поле d4 | бял цар на бяло поле a8 · черен офицер на черно поле f8 · черен цар на бяло поле d7 · бяла пешка на черно поле b6 · черен топ на черно поле h6 · бял кон на бяло поле b5 · черна пешка на бяло поле d5 · бял офицер на черно поле d4 | бял цар на бяло поле a8 · черен офицер на черно поле f8 · черен цар на бяло поле d7 · бяла пешка на черно поле b6 · черен топ на черно поле h6 · бял кон на бяло поле b5 · черна пешка на бяло поле d5 · бял офицер на черно поле d4 | бял цар на бяло поле a8 · черен офицер на черно поле f8 · черен цар на бяло поле d7 · бяла пешка на черно поле b6 · черен топ на черно поле h6 · бял кон на бяло поле b5 · черна пешка на бяло поле d5 · бял офицер на черно поле d4 | бял цар на бяло поле a8 · черен офицер на черно поле f8 · черен цар на бяло поле d7 · бяла пешка на черно поле b6 · черен топ на черно поле h6 · бял кон на бяло поле b5 · черна пешка на бяло поле d5 · бял офицер на черно поле d4 | бял цар на бяло поле a8 · черен офицер на черно поле f8 · черен цар на бяло поле d7 · бяла пешка на черно поле b6 · черен топ на черно поле h6 · бял кон на бяло поле b5 · черна пешка на бяло поле d5 · бял офицер на черно поле d4 | бял цар на бяло поле a8 · черен офицер на черно поле f8 · черен цар на бяло поле d7 · бяла пешка на черно поле b6 · черен топ на черно поле h6 · бял кон на бяло поле b5 · черна пешка на бяло поле d5 · бял офицер на черно поле d4 | бял цар на бяло поле a8 · черен офицер на черно поле f8 · черен цар на бяло поле d7 · бяла пешка на черно поле b6 · черен топ на черно поле h6 · бял кон на бяло поле b5 · черна пешка на бяло поле d5 · бял офицер на черно поле d4 | 1 |
|   | a | b | c | d | e | f | g | h |   |

Решение.

1. b7 Оc5! 
(1... Тe6 2. Кc7 или 1... Тc6 2. b8K+!)

2. О:c5

Лошо е 2. b8Д? Тa6+ 3. Цb7 Тb6+ 
или 2. Кc7 О:d4 3. b8Д Тh8=

2... Тh8+ 

3. Цa7! (3. b8Д? Т:b8+ 4. Ц:b8 Цс6!=) Цc6

4. Оd4  (4. Кd6? Ц:c5 5. Кc8 Тh7=) Тh7!

Ако 4... Тe8, тогава 5.Цa6! Тb8 6. Оe5 Т:b7 7. Кd4+

5. Оg7!! (примамване) Т:g7 6. Кd4+! и вилка или произвеждане на пешката в дама.